# Liste der Stolpersteine in Düsseldorf
Die Liste der Stolpersteine in Düsseldorf enthält möglichst alle Stolpersteine, die im Rahmen des gleichnamigen Projekts von Gunter Demnig in Düsseldorf verlegt wurden. Mit ihnen soll an Opfer des Nationalsozialismus erinnert werden, die in Düsseldorf lebten und wirkten. Seit dem 27. Mai 2003 wurden bislang 413 Stolpersteine verlegt (Stand Mai 2025). Wissenschaftlich und organisatorisch wird das Projekt vom Förderkreis der Mahn- und Gedenkstätte Düsseldorf betreut. Seit August 2023 gibt die Mahn- und Gedenkstätte auch online Einblick in die Biografien der Menschen.

## Verlegte Stolpersteine

### Stadtbezirk 1

#### Altstadt
| Bild                                                                      | Adresse Verlegedatum                                                          | Person, Inschrift | Anmerkung |
| ------------------------------------------------------------------------- | ----------------------------------------------------------------------------- | --- | --- |
| Stolperstein Düsseldorf 1 Altstadt, Marktplatz 6a, Ernst Selbiger         | Marktplatz 6a · 2019 · Marktplatz mit Apotheke 1909                           | Hier wohnte Ernst Selbiger Jg. 1865 deportiert 1942 Theresienstadt ermordet 21.9.1942 Treblinka                                                                      | Ernst Selbiger (geb. 8. April 1865) erwarb in 1909 die Konzession für die Rathaus-Apotheke am Marktplatz 7 und wurde deren Eigentümer. Er wurde mit insgesamt 965 Mitbürgern am 21. Juli 1942 mit dem Transport VII/1 Nr. 759 nach Ghetto Theresienstadt deportiert. Zwei Monate später, am 19. September 1942, verließ der Sonderzug Bp Nr. 283 Theresienstadt und erreichte das Vernichtungslager Treblinka am 21. September 1942, was für 2000 Menschen den Tod bedeutete. |
| Stolpersteine Simon und Rosa Estera Klarmann, Marktstraße 11, Düsseldorf  | Marktstraße 11 (heute Marktstraße 6 c) · 2021 · Marktstraße 13 und 11 um 1909 | Hier wohnte Simon Klarmann Jg. 1900 Polenaktion 1938 Bentschen / Zbaszyn Rückkehr Düsseldorf Flucht 1939 Holland Deportiert Gross-Rosen ermordet 23.2.1942           | Der Kaufmann Simon Klarmann (geb. am 10. April 1900 in Łańcut) und Ehefrau Rosa Estera (geb. Berger, am 18. Juli 1898 in Żółkiew), kamen in den 1920er Jahren nach Düsseldorf, lebten mit ihren drei Kindern, eine Tochter und zwei Söhne, in der Marktstraße 11. Dort führten sie gemeinsam ein Geschäft für Stoffe und Schneidereibedarfsartikel – dieses unter dem Namen Simon. Mit der Polenaktion wurde die Familie 1938 in ihrer Wohnung von der Polizei abgeholt und an die deutsch-polnische Grenze nach Zbąszyń abgeschoben. Während seiner befristeten Rückkehr nach Deutschland begann der Zweite Weltkrieg, sodass Simon Klarmann nach Holland floh. Er wurde verhaftet und im Konzentrationslager Sachsenhausen inhaftiert. Simon Klarmann starb am 23. Februar 1942 im KZ Groß-Rosen. Rosa Estera Klarmann war mit den Kindern nach Polen gelangt. Rosa Estera lebte zunächst in Krakau, später in Tarnow. Ihr Schicksal ist unbekannt. Die Kinder hatte Simon Klarmann mit einem Kindertransport nach England gerettet. Die Patenschaft der Stolpersteine für Rosa Estera und Simon Klarmann übernahm der Urenkel Benjamin Klarmann. Sie wurden am 24. August 2021 verlegt. |
|                                                                           | Marktstraße 11 (heute Marktstraße 6 c) · 2021 · Marktstraße 13 und 11 um 1909 | Hier wohnte Rosa Estera Klarmann geb. Berger Jg. 1898 Polenaktion 1938 Bentschen / Zbaszyn Schicksal unbekannt                                                       | |
| Stolperstein Düsseldorf 1 Altstadt Ratinger Straße 23 Willi Schneider     | Ratinger Straße 23 · 2017                                                     | Hier wohnte Willi Schneider Jg. 1904 verhaftet 1934 Sachsenhausen ermordet 14.5.1942                                                                                 | Der gebürtige Düsseldorfer Willi Schneider war bis Mitte 1933 Arbeiter im städtischen Fuhrpark und Mitglied im dortigen Betriebsrat. Er lebte gemeinsam mit seiner älteren Schwester Therese in der Altstadt. Am 21. September 1934 wurde er festgenommen und war bis zum 2. Oktober im Polizeigefängnis Düsseldorf inhaftiert. Ihm und seiner Schwester wurde vorgeworfen, Mitglieder der KPD zu sein und für diese Mitgliederbeiträge kassiert zu haben. Willi Schneider soll zudem eine wichtige Rolle in der Roten Gewerkschafts-Opposition (RGO) innegehabt haben. Am 8. März 1935 wurde Schneider in einem Prozess mit 67 Mitangeklagten vom II. Senat des Oberlandesgerichts Hamm wegen „Vorbereitung zum Hochverrat“ zu sieben Jahren und sechs Monaten Zuchthaus verurteilt. Seine Schwester war ebenfalls angeklagt und wurde zu zwei Jahren Haft verurteilt. Willi Schneider verbüßte seine Strafe bis März 1941 zunächst im KZ Aschendorfer Moor und dann in der Haftanstalt Vechta. Anschließend wurde er in „Schutzhaft“ genommen und in das KZ Sachsenhausen deportiert, wo er am 14. Mai 1942 starb.                                                                       |
| Stolperstein Düsseldorf 1 Altstadt Ursulinengasse 7 Karl Jung             | Ursulinengasse 7 · 2015                                                       | Hier wohnte Karl Jung Jg. 1912 interniert 1939 Gurs tot 20.2.1943 in Dachau                                                                                          | Der Hotelangestellte Philipp Karl Jung, geboren am 17. April 1912 in Düsseldorf und evangelisch getauft, war der Sohn des Johann Ludwig Jung und der Anna Huberta Helena Jung, geborene Rütter. Karl Jung war verheiratet mit Mercedes, eine geborene Gill-Sans. 1939 wurde er in das Lager Gurs interniert und anschließend von dort deportiert. Er verstarb im Konzentrationslager Dachau am 20. Februar 1943 während der dortigen der Typhus-Epidemie. |
| Stolperstein Düsseldorf 1 Altstadt Ursulinengasse 9 Johann Wilhelm Adloff | Ursulinengasse 9 · 27. Januar 2013 · 2015                                     | Hier wohnte Johann Wilhelm Adloff Jg. 1902 seit 1921 Aufenthalt in verschiedenen Heilanstalten 'verlegt’ 21.2.1941 Heilanstalt Bernburg ermordet 21.2.1941 Aktion T4 | Wilhelm Adloff arbeitete Anfang der 1920er Jahre als „Botenmeister“, Beamter der den Gerichtsboten vorsteht, und wohnte Altestadt 6. Mitte der 1920er Jahre zog er in die Ursulinengasse 9, wechselte den Beruf zum „Gartenaufseher“, das heißt, er diente als Knecht des Gärtners der Kleingartenanlage der anliegenden Schule, und im Jahre 1931, 29 Jahre alt, wurde er zum Frührentner. Johann Wilhelm Adloff wurde am 21. Februar 1941 in der Gaskammer der Tötungsanstalt Bernburg ermordet. |
| Stolperstein Düsseldorf 1 Altstadt Wallstraße 3 Auguste Gitta Atlas       | Wallstraße 3 · 2018                                                           | Hier wohnte Liebe Arom geb. Weisblum Jg. 1898 Flucht 1939 Belgien Frankreich Interniert Drancy Deportiert 1942 ermordet in Auschwitz                                 | Liba Lila Arom, Tochter des Elimelekh Veisblum, wurde am 11. April 1898 in Leżajsk, Polen geboren und war mit David, Sohn von Asher und Rakhel Arom, verheiratet. David Arom war am 1. Dezember 1897 in Osiek in Polen geboren und von Beruf Vertreter. Er lebte mit seiner Familie vor dem Zweiten Weltkrieg in Düsseldorf. Flohen 1939 nach Belgien, kamen nach Frankreich zuerst in das Internierungslager von Brens, wurden als ausländischer Juden in das Lager von Rivesaltes interniert, von dort über das Sammellager Drancy (bei Paris) in das NS-Vernichtungslager Auschwitz deportiert und dort ermordet; so lautet die Quelle dieser Informationen auf den Gedenkblättern, eingereicht vom überlebenden Sohn Eli Arom. |
| Stolperstein Düsseldorf 1 Altstadt Wallstraße 3 Szaje Oswald Atlas        | Wallstraße 3 · 2018                                                           | Hier wohnte David Arom Jg. 1897 Flucht 1939 Belgien Frankreich Interniert Drancy Deportiert 1942 ermordet in Auschwitz                                               | |

#### Carlstadt
| Bild                                                                    | Adresse Verlegedatum                       | Person, Inschrift | Anmerkung |
| ----------------------------------------------------------------------- | ------------------------------------------ | --- | --- |
| Stolperstein Düsseldorf 1 Carlstadt Berger Allee 3 Simon Müller         | Berger Allee 3 · 2012                      | Hier wohnte Simon Müller Jg. 1878 deportiert 1941 Riga ermordet                                                                                         | Flora Müller und ihr Mann Simon führten ein Hutgeschäft in der Bolkerstr. 28a–30/32 in der Düsseldorfer Altstadt; sie wohnten in der Berger Allee 3. Am 22. Juli 1938 verabschiedete sich Simon Müller von seinen Kunden mit einem Schreiben, „da mein Geschäft in Kürze in andere Hände übergeht oder ausverkauft wird. […] Daß mit der Abschied von meinem schönen, volkstümlichen Geschäft, welches ich in jahrzehntelange mühevoller Arbeit aufgeaut habe, schmerzlich ist, werden alle verstehen, die meine Firma kennen“. In der Reichspogromnacht 1938 wurden die Geschäftsräume komplett demoliert. Simon und Flora Müller zogen zu Floras Bruder Eugen nach Duisburg. Am 10. Dezember 1941 wurden die Eheleute in das Ghetto Riga deportiert. Dort kamen sie ums Leben. Ihre Tochter Greta meldete sich am 10. Juni 1939 nach Bolivien ab. |
| Stolperstein Düsseldorf 1 Carlstadt Berger Allee 3 Flora Müller         | Berger Allee 3 · 2012                      | Hier wohnte Flora Müller geb. Kahn Jg. 1878 deportiert 1941 Riga ermordet                                                                               | Flora Müller und ihr Mann Simon führten ein Hutgeschäft in der Bolkerstr. 28a–30/32 in der Düsseldorfer Altstadt; sie wohnten in der Berger Allee 3. Am 22. Juli 1938 verabschiedete sich Simon Müller von seinen Kunden mit einem Schreiben, „da mein Geschäft in Kürze in andere Hände übergeht oder ausverkauft wird. […] Daß mit der Abschied von meinem schönen, volkstümlichen Geschäft, welches ich in jahrzehntelange mühevoller Arbeit aufgeaut habe, schmerzlich ist, werden alle verstehen, die meine Firma kennen“. In der Reichspogromnacht 1938 wurden die Geschäftsräume komplett demoliert. Simon und Flora Müller zogen zu Floras Bruder Eugen nach Duisburg. Am 10. Dezember 1941 wurden die Eheleute in das Ghetto Riga deportiert. Dort kamen sie ums Leben. Ihre Tochter Greta meldete sich am 10. Juni 1939 nach Bolivien ab. |
|                                                                         | Kasernenstraße 17–19 Lage 2018             | Hier wohnte Antonie Felsenthal geb. Francken Jg. 1873 Flucht 1939 Holland interniert Westerbork deportiert 1943, Auschwitz ermordet 17.9.1943           | Der Kaufmann Erich Bernhard Felsenthal (geb. am 23. Februar 1874 in Aachen) hatte seit ca. 1906 eine Zigarrengroßhandlung in der Graf-Adolf-Str. 14. Erich Felsenthal war der Sohn vom Tuchfabrikanten Maximilian Felsenthal (1836–1904) und der Ida geb. Hamm. Von 1922 bis 1938 war Felsenthal im Vorstand der Synagogengemeinde unter Rabbiner Eschelbacher. Erich Felsenthal war mit Antonie Sara, genannt Toni, verheiratet. Toni (geb. 13. August 1873), Tochter von Moses und Jenny Francken war ebenfalls gebürtige Aachenerin. Das Ehepaar bezog Mitte der 1930er Jahre das Haus Kasernenstr. 17–19. Frühjahr 1939 flohen Erich und Toni Felsenthal nach Holland, wo ihr Sohn Herbert Felsenthal bereits mit seiner Frau und den Kindern lebte. Nach der Internierung im Durchgangslager Westerbork wurde das Paar 1943 nach Auschwitz deportiert und am 17. September 1943 für Tod erklärt. Der Sohn Herbert Felsenthal (geb. am 30. September 1902 in Düsseldorf), von Beruf Rechtsanwalt, war verheiratet mit Gretel, geborene Haymann, war, laut Gedenkblatt Eingereicht vom Cousin John Francken aus London, schon 1933 nach Belgien emigriert. Nach wiederholter Flucht 1937/1938 nach Holland lebte er mit Familie in Den Haag. Zwischen 1942 und 1943 wurde Herbert Felsenthal wiederholt in Westerbork inhaftiert, von dort im Februar 1944 nach Bergen-Belsen deportiert, wo er am 30. März 1944 an Typhus verstarb. Der ältere Bruder von Erich Felsenthal (geb. 1869 in Aachen), Teilhaber der Tuchfabrik M. Felsenthal & Söhne, wurde ins KZ Buchenwald deportiert, wo er am 28. Mai 1942 angeblich an Herzversagen verstarb. Vor dem Haus Gottfriedstraße 4 in Aachen wurde in 2010 ein Stolperstein gesetzt. |
|                                                                         | Kasernenstraße 17–19 Lage 2018             | Hier wohnte Erich Felsenthal Jg. 1874 Flucht 1939 Holland interniert Westerbork deportiert 1943, Auschwitz ermordet 17.9.1943                           | Der Kaufmann Erich Bernhard Felsenthal (geb. am 23. Februar 1874 in Aachen) hatte seit ca. 1906 eine Zigarrengroßhandlung in der Graf-Adolf-Str. 14. Erich Felsenthal war der Sohn vom Tuchfabrikanten Maximilian Felsenthal (1836–1904) und der Ida geb. Hamm. Von 1922 bis 1938 war Felsenthal im Vorstand der Synagogengemeinde unter Rabbiner Eschelbacher. Erich Felsenthal war mit Antonie Sara, genannt Toni, verheiratet. Toni (geb. 13. August 1873), Tochter von Moses und Jenny Francken war ebenfalls gebürtige Aachenerin. Das Ehepaar bezog Mitte der 1930er Jahre das Haus Kasernenstr. 17–19. Frühjahr 1939 flohen Erich und Toni Felsenthal nach Holland, wo ihr Sohn Herbert Felsenthal bereits mit seiner Frau und den Kindern lebte. Nach der Internierung im Durchgangslager Westerbork wurde das Paar 1943 nach Auschwitz deportiert und am 17. September 1943 für Tod erklärt. Der Sohn Herbert Felsenthal (geb. am 30. September 1902 in Düsseldorf), von Beruf Rechtsanwalt, war verheiratet mit Gretel, geborene Haymann, war, laut Gedenkblatt Eingereicht vom Cousin John Francken aus London, schon 1933 nach Belgien emigriert. Nach wiederholter Flucht 1937/1938 nach Holland lebte er mit Familie in Den Haag. Zwischen 1942 und 1943 wurde Herbert Felsenthal wiederholt in Westerbork inhaftiert, von dort im Februar 1944 nach Bergen-Belsen deportiert, wo er am 30. März 1944 an Typhus verstarb. Der ältere Bruder von Erich Felsenthal (geb. 1869 in Aachen), Teilhaber der Tuchfabrik M. Felsenthal & Söhne, wurde ins KZ Buchenwald deportiert, wo er am 28. Mai 1942 angeblich an Herzversagen verstarb. Vor dem Haus Gottfriedstraße 4 in Aachen wurde in 2010 ein Stolperstein gesetzt. |
| Stolperstein Düsseldorf 1 Carlstadt Rathausufer 15 Meta Meyerstein      | Rathausufer 15 · 2011                      | Hier wohnte Meta Meyerstein geb. Herz Jg. 1888 deportiert 1941 ermordet in Minsk                                                                        | Alfred Meyerstein (geboren 16. April 1884 in Leipzig) heiratete im Jahre 1913 Meta, geb. Herz (geboren 26. Januar 1888 in Limburg). 1918 zog das Ehepaar nach Düsseldorf, zunächst in die Speldorfer Str. 2, Düsseltal und dann 1920 Rathausufer 15. Alfred Meyerstein führte dort eine Vertretung für „echte und unechte Schmuckware“. Im Juli 1920 kam der Sohn Rolf zur Welt. Mit der Machtergreifung der Nazis kam für die Meyersteins der gesellschaftliche und wirtschaftliche Abstieg. In der Reichspogromnacht vom 9. auf den 10. November 1938 wurde ihre Wohnung vollständig zerstört. Ende 1939 schickten sie ihren Sohn nach England, Alfred und Meta gelang die Emigration nicht. Im gleichen Jahr musste Alfred Meyerstein Zwangsarbeit in einer Ziegelei leisten. Im Oktober 1941 erhielt das Ehepaar die Aufforderung sich am 9. November 1941 im städtischen Gebäude des Düsseldorfer Schlachthofs, Rather Straße 23, einzufinden. Am Morgen des 10. Novembers 1941 wurden sie vom Güterbahnhof Derendorf ins Ghetto von Minsk deportiert. |
| Stolperstein Düsseldorf 1 Carlstadt Rathausufer 15 Alfred Meyerstein    | Rathausufer 15 · 2011                      | Hier wohnte Alfred Meyerstein Jg. 1884 deportiert 1941 ermordet in Minsk                                                                                | Alfred Meyerstein (geboren 16. April 1884 in Leipzig) heiratete im Jahre 1913 Meta, geb. Herz (geboren 26. Januar 1888 in Limburg). 1918 zog das Ehepaar nach Düsseldorf, zunächst in die Speldorfer Str. 2, Düsseltal und dann 1920 Rathausufer 15. Alfred Meyerstein führte dort eine Vertretung für „echte und unechte Schmuckware“. Im Juli 1920 kam der Sohn Rolf zur Welt. Mit der Machtergreifung der Nazis kam für die Meyersteins der gesellschaftliche und wirtschaftliche Abstieg. In der Reichspogromnacht vom 9. auf den 10. November 1938 wurde ihre Wohnung vollständig zerstört. Ende 1939 schickten sie ihren Sohn nach England, Alfred und Meta gelang die Emigration nicht. Im gleichen Jahr musste Alfred Meyerstein Zwangsarbeit in einer Ziegelei leisten. Im Oktober 1941 erhielt das Ehepaar die Aufforderung sich am 9. November 1941 im städtischen Gebäude des Düsseldorfer Schlachthofs, Rather Straße 23, einzufinden. Am Morgen des 10. Novembers 1941 wurden sie vom Güterbahnhof Derendorf ins Ghetto von Minsk deportiert. |
|                                                                         | Rathausufer 18 · 2011                      | Hier wohnte Pescha Birnbach Jg. 1927 ausgewiesen 28.10.1939 Zbaszyn / Ghetto Tarnow ermordet Juni 1942 in Treblinka                                     | Die Eheleute Jehuda Leib und Reisel Laya Birnbach stammten aus Galizien. 1913 wanderten sie nach Deutschland aus, von dort aus in die Niederlande, kehrten aber 1918 nach Deutschland zurück. Jehuda Leib Birnbach handelte mit Nähmaschinen, Weißwaren und Kleidung. Das Ehepaar hatte vier Töchter, Lotti (geb. 1920), Itta (geb. 1921), Hella (geb. 1925) und Pescha (geb. 1927). Nach dem Tod von Jehuda im Jahr 1928 zog die Mutter mit den Töchtern vom Rathausufer 18 in das Haus Duisburger Str. 108. Als ehemals polnische Staatsbürger wurden sie am 28. Oktober 1938 im Rahmen der „Polenaktion“ an die deutsch-polnische Grenze deportiert. Von dort gelangten sie zu Verwandten nach Tarnów. Dort heiratete Lotti Birnbach den ebenfalls aus Düsseldorf stammenden Josef Tugendhaft. Lotti und Josef Tugendhaft gelang die Ausreise nach Shanghai, Itta Birnbach die Flucht nach Belgien, von wo ihr Verlobter stammte. Im Juni 1942 sollten Reisel Laya und ihre beiden Töchter deportiert werden; Hella Birnbach konnte jedoch aus dem Zug fliehen. Ihre Mutter und ihre Schwester wurden in Treblinka ermordet. |
| Stolperstein Düsseldorf 1 Carlstadt Rathausufer 18 Reisel Laja Birnbach | Rathausufer 18 · 2011                      | Hier wohnte Reisel Laja Birnbach geb. Weinmann Jg. 1895 ausgewiesen 28.10.1939 Zbaszyn / Ghetto Tarnow ermordet Juni 1942 in Treblinka                  | Die Eheleute Jehuda Leib und Reisel Laya Birnbach stammten aus Galizien. 1913 wanderten sie nach Deutschland aus, von dort aus in die Niederlande, kehrten aber 1918 nach Deutschland zurück. Jehuda Leib Birnbach handelte mit Nähmaschinen, Weißwaren und Kleidung. Das Ehepaar hatte vier Töchter, Lotti (geb. 1920), Itta (geb. 1921), Hella (geb. 1925) und Pescha (geb. 1927). Nach dem Tod von Jehuda im Jahr 1928 zog die Mutter mit den Töchtern vom Rathausufer 18 in das Haus Duisburger Str. 108. Als ehemals polnische Staatsbürger wurden sie am 28. Oktober 1938 im Rahmen der „Polenaktion“ an die deutsch-polnische Grenze deportiert. Von dort gelangten sie zu Verwandten nach Tarnów. Dort heiratete Lotti Birnbach den ebenfalls aus Düsseldorf stammenden Josef Tugendhaft. Lotti und Josef Tugendhaft gelang die Ausreise nach Shanghai, Itta Birnbach die Flucht nach Belgien, von wo ihr Verlobter stammte. Im Juni 1942 sollten Reisel Laya und ihre beiden Töchter deportiert werden; Hella Birnbach konnte jedoch aus dem Zug fliehen. Ihre Mutter und ihre Schwester wurden in Treblinka ermordet. |
| Stolperstein Düsseldorf 1 Carlstadt Schwanenmarkt 3 Fanny Levison       | Schwanenmarkt 3 · 2011                     | Hier wohnte Fanny Levison geb. Leubsdorf Jg. 1878 deportiert 1941 Ghetto Lodz ermordet Mai 1942 in Chelmno                                              | Der Arzt Dr. Carl Levison und Fanny, geborene Leubsdorf, heirateten im Jahr 1901; das Ehepaar hatte drei Söhne, Paul Nathan (1902–1950), Robert (1903–1951) und Reinhold (1906–1942). Carl Levison starb 1907 im Alter von 32 Jahren. Er hatte seine Praxis zuletzt am Schwanenmarkt 1. Die Witwe wurde Eigentümerin des Hauses am Schwanenmarkt 3. In der Pogromnacht am 10. November 1938 zerstörten Nationalsozialisten das gesamte Haus Schwanenmarkt 3; die Söhne wurden verhaftet und nach Dachau transportiert, jedoch alle drei nach kurzer Haft wieder entlassen. Robert, welcher Anfang der 1930er Jahre einen Papiergroßhandel in der Hohe Straße 39 geführt hatte, floh mit seiner Frau Erna nach England, Paul nach Bolivien. Ihr Bruder Reinhold heiratete im Januar 1940 Hildegard Salomon; der gemeinsame im Juli geborene Sohn starb im Dezember 1940. Kurzfristig arbeitete er in einer jüdischen Ausbildungsstätte in der Niederlausitz als Erzieher. Im August 1941 kehrte er mit seiner Frau nach Düsseldorf zurück und zog in das elterliche Haus, das inzwischen zu einem „Judenhaus“ geworden war. Fanny, Reinhold und Hildegard Levison wurden am 27. Oktober nach Litzmannstadt deportiert. Im Mai 1942 wurde Fanny Levison im Chełmno ermordet, ihre kurz zuvor geborene Tochter starb am 21. Juni 1942. Ihr Sohn Reinhold Levison starb kurz darauf an Unterernährung. Hildegard Levison wurde in ein Lager nach Tschenstochau gebracht, wo sie in der Rüstung arbeitete. Am 17. Januar 1945 wurde das Lager von der Roten Armee befreit. |
| Stolperstein Düsseldorf 1 Carlstadt Schwanenmarkt 3 Chana Levison       | Schwanenmarkt 3 · 2011                     | Chana Levison geboren 2.3.1942 im Ghetto Lodz tot 21.6.1942                                                                                             | Der Arzt Dr. Carl Levison und Fanny, geborene Leubsdorf, heirateten im Jahr 1901; das Ehepaar hatte drei Söhne, Paul Nathan (1902–1950), Robert (1903–1951) und Reinhold (1906–1942). Carl Levison starb 1907 im Alter von 32 Jahren. Er hatte seine Praxis zuletzt am Schwanenmarkt 1. Die Witwe wurde Eigentümerin des Hauses am Schwanenmarkt 3. In der Pogromnacht am 10. November 1938 zerstörten Nationalsozialisten das gesamte Haus Schwanenmarkt 3; die Söhne wurden verhaftet und nach Dachau transportiert, jedoch alle drei nach kurzer Haft wieder entlassen. Robert, welcher Anfang der 1930er Jahre einen Papiergroßhandel in der Hohe Straße 39 geführt hatte, floh mit seiner Frau Erna nach England, Paul nach Bolivien. Ihr Bruder Reinhold heiratete im Januar 1940 Hildegard Salomon; der gemeinsame im Juli geborene Sohn starb im Dezember 1940. Kurzfristig arbeitete er in einer jüdischen Ausbildungsstätte in der Niederlausitz als Erzieher. Im August 1941 kehrte er mit seiner Frau nach Düsseldorf zurück und zog in das elterliche Haus, das inzwischen zu einem „Judenhaus“ geworden war. Fanny, Reinhold und Hildegard Levison wurden am 27. Oktober nach Litzmannstadt deportiert. Im Mai 1942 wurde Fanny Levison im Chełmno ermordet, ihre kurz zuvor geborene Tochter starb am 21. Juni 1942. Ihr Sohn Reinhold Levison starb kurz darauf an Unterernährung. Hildegard Levison wurde in ein Lager nach Tschenstochau gebracht, wo sie in der Rüstung arbeitete. Am 17. Januar 1945 wurde das Lager von der Roten Armee befreit. |
| Stolperstein Düsseldorf 1 Carlstadt Schwanenmarkt 3 Reinhold Levison    | Schwanenmarkt 3 · 2011                     | Hier wohnte Reinhold Levison Jg. 1906 deportiert 1941 Ghetto Lodz tot 28.8.1942                                                                         | Der Arzt Dr. Carl Levison und Fanny, geborene Leubsdorf, heirateten im Jahr 1901; das Ehepaar hatte drei Söhne, Paul Nathan (1902–1950), Robert (1903–1951) und Reinhold (1906–1942). Carl Levison starb 1907 im Alter von 32 Jahren. Er hatte seine Praxis zuletzt am Schwanenmarkt 1. Die Witwe wurde Eigentümerin des Hauses am Schwanenmarkt 3. In der Pogromnacht am 10. November 1938 zerstörten Nationalsozialisten das gesamte Haus Schwanenmarkt 3; die Söhne wurden verhaftet und nach Dachau transportiert, jedoch alle drei nach kurzer Haft wieder entlassen. Robert, welcher Anfang der 1930er Jahre einen Papiergroßhandel in der Hohe Straße 39 geführt hatte, floh mit seiner Frau Erna nach England, Paul nach Bolivien. Ihr Bruder Reinhold heiratete im Januar 1940 Hildegard Salomon; der gemeinsame im Juli geborene Sohn starb im Dezember 1940. Kurzfristig arbeitete er in einer jüdischen Ausbildungsstätte in der Niederlausitz als Erzieher. Im August 1941 kehrte er mit seiner Frau nach Düsseldorf zurück und zog in das elterliche Haus, das inzwischen zu einem „Judenhaus“ geworden war. Fanny, Reinhold und Hildegard Levison wurden am 27. Oktober nach Litzmannstadt deportiert. Im Mai 1942 wurde Fanny Levison im Chełmno ermordet, ihre kurz zuvor geborene Tochter starb am 21. Juni 1942. Ihr Sohn Reinhold Levison starb kurz darauf an Unterernährung. Hildegard Levison wurde in ein Lager nach Tschenstochau gebracht, wo sie in der Rüstung arbeitete. Am 17. Januar 1945 wurde das Lager von der Roten Armee befreit. |
| Stolperstein Düsseldorf 1 Altstadt Wallstraße 3 Auguste Gitta Atlas     | Wallstraße 31 · 2015 · 2017                | Hier wohnte Auguste Gitta Atlas geb. Drillmann Jg. 1885 'Polenaktion' 1938 Bentschen/Zbaszyn ermordet 1942 Sanok                                        | Szaje Oswald Atlas, vom Bruder Osvald Jsaja (Yeshiyah) genannt, wurde am 30. Juli 1885 in Sanok, Polen geboren. Er war der Sohn von Elimelech und Lea. Oswald Atlas, mit Auguste verheiratet, hatte seit Anfang der 1920er Jahre ein Möbelgeschäft, zuletzt in der Wallstraße 31. Auguste (geb. Drillmann, 10. August 1885) stammte aus Piszczac, Polen. In der Nacht auf den 28. Oktober 1938 erfolgte die Polenaktion mit Abschiebung von etwa 17.000 polnischen Juden aus Deutschland, davon 441 Düsseldorfer. Mit bewachten Sonderzügen wurde Szaje Oswald Atlas über die Grenze von Zbąszyń (Bentschen) abgeschoben, dort zuerst interniert, und konnte später in seiner Geburtsstadt unterkommen. 1938 lebten in Sanok 4773 Juden. Zu Beginn des Zweiten Weltkriegs im September 1939 lebten in Sanok mehr als 5000 Juden, darunter eine Reihe von Flüchtlingen aus Deutschland, Österreich und Westpolen. In den Adressbüchern von 1939 und 1940 wird die Möbelhandlung auf der Wallstraße noch unter Frau Oswald Atlas geführt, wobei sie schon 1920 als Möbelhändlerin, mit Firmensitz auf der Josephstraße 11 eingetragen war. Auguste Gitta Atlas muss entgegen dem Deportationsdatum vom 28. Oktober 1938 ihrem Mann später nach Sanok gefolgt und dort 1942 getötet worden sein. Die deutschen Streitkräfte hatten Sanok am 8. September 1939 besetzt. Im Oktober 1939 wurde Sanok ein Kreiszentrum im Distrikt Krakau. Hauptverantwortlich für die antijüdischen „Aktionen“ in Sanok war das Grenzpolizeiamt, insbesondere die Mitglieder der Gestapo-Sektion. Ab dem Frühjahr 1942 führte die Gestapo in Sanok wiederholte Registrierungen der Juden in der Stadt durch, wobei die arbeitsfähigen und die arbeitsunfähigen Personen aufgeteilt wurden. Ab diesem Zeitpunkt verhafteten Mitglieder der Gestapo regelmäßig Gruppen von Juden und erschossen sie auf dem jüdischen Friedhof in der Kiczury Straße. Mitte Sommer 1942 lösten die Deutschen die getrennten jüdischen Viertel in Sanok auf und errichteten in der Stadt ein einziges geschlossenes Ghetto, das streng bewacht wurde. |
| Stolperstein Düsseldorf 1 Altstadt Wallstraße 31 Szaje Oswald Atlas     | Wallstraße 31 · 2015 · 2017                | Hier wohnte Szaje Oswald Atlas Jg. 1885 'Polenaktion' 1938 Bentschen/Zbaszyn ermordet 1942 Sanok                                                        | Szaje Oswald Atlas, vom Bruder Osvald Jsaja (Yeshiyah) genannt, wurde am 30. Juli 1885 in Sanok, Polen geboren. Er war der Sohn von Elimelech und Lea. Oswald Atlas, mit Auguste verheiratet, hatte seit Anfang der 1920er Jahre ein Möbelgeschäft, zuletzt in der Wallstraße 31. Auguste (geb. Drillmann, 10. August 1885) stammte aus Piszczac, Polen. In der Nacht auf den 28. Oktober 1938 erfolgte die Polenaktion mit Abschiebung von etwa 17.000 polnischen Juden aus Deutschland, davon 441 Düsseldorfer. Mit bewachten Sonderzügen wurde Szaje Oswald Atlas über die Grenze von Zbąszyń (Bentschen) abgeschoben, dort zuerst interniert, und konnte später in seiner Geburtsstadt unterkommen. 1938 lebten in Sanok 4773 Juden. Zu Beginn des Zweiten Weltkriegs im September 1939 lebten in Sanok mehr als 5000 Juden, darunter eine Reihe von Flüchtlingen aus Deutschland, Österreich und Westpolen. In den Adressbüchern von 1939 und 1940 wird die Möbelhandlung auf der Wallstraße noch unter Frau Oswald Atlas geführt, wobei sie schon 1920 als Möbelhändlerin, mit Firmensitz auf der Josephstraße 11 eingetragen war. Auguste Gitta Atlas muss entgegen dem Deportationsdatum vom 28. Oktober 1938 ihrem Mann später nach Sanok gefolgt und dort 1942 getötet worden sein. Die deutschen Streitkräfte hatten Sanok am 8. September 1939 besetzt. Im Oktober 1939 wurde Sanok ein Kreiszentrum im Distrikt Krakau. Hauptverantwortlich für die antijüdischen „Aktionen“ in Sanok war das Grenzpolizeiamt, insbesondere die Mitglieder der Gestapo-Sektion. Ab dem Frühjahr 1942 führte die Gestapo in Sanok wiederholte Registrierungen der Juden in der Stadt durch, wobei die arbeitsfähigen und die arbeitsunfähigen Personen aufgeteilt wurden. Ab diesem Zeitpunkt verhafteten Mitglieder der Gestapo regelmäßig Gruppen von Juden und erschossen sie auf dem jüdischen Friedhof in der Kiczury Straße. Mitte Sommer 1942 lösten die Deutschen die getrennten jüdischen Viertel in Sanok auf und errichteten in der Stadt ein einziges geschlossenes Ghetto, das streng bewacht wurde. |
| Carlsplatz 24                                                           | Carlsplatz 24 (vormals Karlplatz) · 2021 · | Hier wohnten Josef (Jg. 1891) Lina geb. Richter (Jg. 1897) und Alfons Schächter (Jg. 1926) Flucht 1933 Österreich deportiert 1941 Ghetto Opole ermordet | Der Kaufmann Josef Schächter wurde am 10. März 1891 in Galizien geboren. Er heiratete die Wienerin Lina Richter. Sie war am 1. Juli 1897 in Wien zur Welt gekommen. Ihre Tochter Erika Schächter wurde am 19. Mai 1921 in Wien geboren. Der Sohn Alfons Schächter kam am 25. Januar 1925 in Düsseldorf zur Welt. Josef Schächter unterhielt mehrere Pelzwarenhäuser, eins befand sich am Karlsplatz 24. In der Ausgabe vom 21. Januar 1933 [???, stattdessen: Deutscher Reichsanzeiger, Freitag, 30. Dez. 1932] vermeldete der Deutsche Reichsanzeiger: „In dem Konkursverfahren über das Vermögen des Kaufmanns Josef Schächter in Düsseldorf, Prinz-Georg-Str. 91, Inhaber zweier unter der Firma Pelzwarenspezialhaus Josef Schächter betriebenen Pelzwarengeschäfte in Düsseldorf, Königsallee 72, und Duisburg, Königstr. 46, ist der Eröffnungsbeschluss vom 22. Dezember 1933 dahin ergänzt, dass sich das Konkursverfahren auch auf das unter der Firma A. Richter in Bielefeld, Obernstr. 39, betriebene Pelzwarengeschäft erstrebt.“ Am 8. September 1933 meldete sich die Familie Schächter nach Wien ab. In der österreichischen Hauptstadt bezogen sie eine Wohnung im sechsten Bezirk in der Millergasse 22. Am 13. März 1938 wurde Österreich an das Deutsche Reich „angeschlossen“. Das bedeutete für die jüdische Bevölkerung die Verfolgung. Auch Josef Schächter wurde verhaftet und in „Schutzhaft“ genommen. Von Wien wurde Josef Schächter zunächst ins Konzentrationslager Dachau überführt. Von dort wurde er am 24. September 1944 in das Konzentrationslager Buchenwald gebracht. Am 13. Mai 1939 wurde er wieder aus der Haft entlassen. Seine Tochter Erika konnte ein Visum für die Vereinigten Staaten von Amerika erhalten. Dort lebte ein Bruder ihrer Großmutter, welcher eine „Bürgschaft“ für sie organisieren konnte. Sie konnte 1938 Deutschland verlassen und lebte nach dem Krieg in den Vereinigten Staaten von Amerika. Am 26. Februar 1941 wurden Josef, Lina und Alfons Schächter nach Opole deportiert. Ihr Transport gehörte zu zwei Deportationstransporten mit insgesamt 2.003 jüdischen Männern, Frauen und Kindern die den Wiener Aspangbahnhof mit dem Ziele Opole, einer Kleinstadt südlich von Lublin, verließen. Opole hatte eine traditionsreiche jüdische Gemeinde, zu Kriegsbeginn lebten hier etwa 4.000 Juden, was einem jüdischen Bevölkerungsanteil von knapp 70 Prozent entsprach, ein Anteil, der sich nach Kriegsbeginn durch Zwangsumsiedler aus anderen Teilen Polens weiter erhöhte. Bis März 1941 wurden etwa 8.000 Juden in das nunmehr in Opole errichtete Ghetto deportiert. Die Unterbringung der Neuankömmlinge erfolgte teilweise in Massenquartieren wie einer Synagoge und in neu errichteten Baracken. Im Ghetto war die Bewegungsfreiheit der Insassen nicht eingeschränkt, es fehlten Absperrungen, jedoch war das Verlassen Opoles ohne behördliche Genehmigung bei empfindlicher Strafe verboten. Die Kontrolle des Ghettos übernahmen der Sicherheitsdienst SS (SD), Gendarmerie und, nach Zeugenaussagen zu schließen, auch deutsche Wehrmachtsangehörige. Bei der Bestreitung des Lebensunterhaltes waren die Ghettobewohner im Wesentlichen auf sich selbst angewiesen. Ab Mai 1941 wurden etwa 800 arbeitsfähige Männer zur Zwangsarbeit in Deblin eingesetzt. Bereits im Frühjahr 1942 begann die Liquidation des Ghettos von Opole. Am 31. März 1942 ging ein Transport in das Vernichtungslager Belzec ab, und im Mai und Oktober 1942 folgten Deportationen in das Vernichtungslager Sobibor. Von den 2.003 Wiener Juden sind 28 Überlebende bekannt. Die Familie Schächter ist nicht unter den Überlebenden.Text: Mahn- und Gedenkstätte Düsseldorf Eine in den USA lebende Rita Childs, geborene Erika Schächter, im Jahr 1938 war sie 17 Jahre alt, beschrieb in ihren unveröffentlichten, aber zum Teil im Internet nachlesbaren Memoiren, die überaus beschämenden Erniedrigungen, die ihr in Wien widerfuhren. (abgerufen am 25. August 2021) |

#### Derendorf
| Bild                                                               | Adresse Verlegedatum         | Person, Inschrift                                                                           | Anmerkung |
| ------------------------------------------------------------------ | ---------------------------- | ------------------------------------------------------------------------------------------- | --- |
|                                                                    | · Collenbachstraße 16 · 2018 | Hier wohnte Hugo Sondermann Jg. 1887 deportiert 1941 ermordet in Minsk                      | Hugo Sondermann, geboren im Oktober 1887 in Horn, war laut dessen Neffe Rodolfo, der Sohn von Aron und Jenni. Anfang der 1920er Jahre war Hugo Sondermann Mitinhaber des Großhandels für Trikotagen- und Strumpfwaren Kaufmann & Sondermann mit Anschrift Grupellostraße 22, 1927 im Concordia-Haus auf der Oststraße 128/132. Seine Frau Henriette, genannt Jettchen (geb. 21. August 1889 in Assinghausen), war die Tochter von Sara und Levi Löwenstein und von Beruf Hausfrau. Vor dem Zweiten Weltkrieg lebte er, nun Handelsvertreter in Textilien, mit Familie bis zuletzt Collenbachstraße 16. Die Kinder Kurt (geb. 6. Mai 1924) und Stella (geb. 10. April 1928) waren gebürtige Düsseldorfer und Stella noch Schülerin als am 10. November 1941 die Familie von Düsseldorf nach Minsk deportiert wurde. Der Zug Da 52 traf am 15. November dort ein. |
| Stolperstein für Stella Sondermann                                 | · Collenbachstraße 16 · 2018 | Hier wohnte Stella Sondermann Jg. 1928 deportiert 1941 ermordet in Minsk                    | |
| Stolperstein für Kurt Sondermann                                   | · Collenbachstraße 16 · 2018 | Hier wohnte Kurt Sondermann Jg. 1924 deportiert 1941 ermordet in Minsk                      | |
| Stolperstein für Henriette Sondermann                              | · Collenbachstraße 16 · 2018 | Hier wohnte Henriette Sondermann geb. Löwenstein Jg. 1889 deportiert 1941 ermordet in Minsk | |
| Stolperstein Düsseldorf 1 Derendorf Füsilierstraße 14 Sophie Frank | Füsilierstraße 14 · 2019     | Hier wohnte Sophie Frank geb. Levy Jg. 1907 deportiert 1941 Ghetto Lodz tot 16.7.1942       | Sophie Frank, Hertha und Rudi Levy waren Geschwister. Sie entstammten der ersten Ehe ihres Vaters, des Metzgers Albert Levy, der nach dem Tod seiner Frau im Jahre 1918 im Jahr darauf ein zweites Mal heiratete. 1935 verlor Albert Levy seine Stelle als Metzger, und am 29. April desselben Jahres beging der 18-jährige Rudi Levy Suizid. Sophie Levy heiratete 1938 Fritz Frank. Mit ihm und seinen Familienangehörigen wurde sie am 27. Oktober 1941 in das Ghetto Litzmannstadt deportiert, wo sie am 16. Juli 1942 an einer Lungenentzündung starb; ihr Mann Fritz Frank starb wenige Wochen später an Unterernährung. Hertha Levy wurde am 10. November 1941 in das Ghetto Minsk deportiert und dort ermordet. Der Vater Albert Levy überlebte. |
| Stolperstein Düsseldorf 1 Derendorf Füsilierstraße 14 Hertha Levy  | Füsilierstraße 14 · 2019     | Hier wohnte Hertha Levy Jg. 1913 deportiert 1941 Minsk ermordet                             | Sophie Frank, Hertha und Rudi Levy waren Geschwister. Sie entstammten der ersten Ehe ihres Vaters, des Metzgers Albert Levy, der nach dem Tod seiner Frau im Jahre 1918 im Jahr darauf ein zweites Mal heiratete. 1935 verlor Albert Levy seine Stelle als Metzger, und am 29. April desselben Jahres beging der 18-jährige Rudi Levy Suizid. Sophie Levy heiratete 1938 Fritz Frank. Mit ihm und seinen Familienangehörigen wurde sie am 27. Oktober 1941 in das Ghetto Litzmannstadt deportiert, wo sie am 16. Juli 1942 an einer Lungenentzündung starb; ihr Mann Fritz Frank starb wenige Wochen später an Unterernährung. Hertha Levy wurde am 10. November 1941 in das Ghetto Minsk deportiert und dort ermordet. Der Vater Albert Levy überlebte. |
| Stolperstein Düsseldorf 1 Derendorf Füsilierstraße 14 Rudi Levy    | Füsilierstraße 14 · 2019     | Hier wohnte Rudi Levy Jg. 1907 Flucht in den Tod 1935                                       | Sophie Frank, Hertha und Rudi Levy waren Geschwister. Sie entstammten der ersten Ehe ihres Vaters, des Metzgers Albert Levy, der nach dem Tod seiner Frau im Jahre 1918 im Jahr darauf ein zweites Mal heiratete. 1935 verlor Albert Levy seine Stelle als Metzger, und am 29. April desselben Jahres beging der 18-jährige Rudi Levy Suizid. Sophie Levy heiratete 1938 Fritz Frank. Mit ihm und seinen Familienangehörigen wurde sie am 27. Oktober 1941 in das Ghetto Litzmannstadt deportiert, wo sie am 16. Juli 1942 an einer Lungenentzündung starb; ihr Mann Fritz Frank starb wenige Wochen später an Unterernährung. Hertha Levy wurde am 10. November 1941 in das Ghetto Minsk deportiert und dort ermordet. Der Vater Albert Levy überlebte. |

#### Golzheim
| Bild                                                          | Adresse Verlegedatum             | Person, Inschrift                                                                                            | Anmerkung |
| ------------------------------------------------------------- | -------------------------------- | --- | --- |
|                                                               | Cecilienallee 11 · 2017          | Hier wohnte Franz Anselm Cohen-Altmann Jg. 1905 deportiert 1942 aus Heilanstalt Bendorf-Sayn tot in Izbica   | Im November 1919 wurde dem Salomon Cohen (geboren 22. Oktober 1861 in Haltern), seiner Ehefrau Johanna, geborene Altmann, seinen zwei Kindern Elisabeth Karoline (geboren 12. Oktober 1900 in Düsseldorf) und Franz Anselm Gabriel (geboren 23. Januar 1905 in Düsseldorf) die Genehmigung erteilt den Namen Cohen-Altmann zu führen. Gleichzeitig wurde ihm gestattet fortan den Vornamen Stefan zu führen. Der Justizrat Stefan Cohen-Altmann war Rechtsanwalt am Landesgericht Düsseldorf mit Kanzlei in der Königstraße 4 und bis 1929 Eigentümer des Hauses Cecilienallee 11. Ab 1930 bis 1939 war er Eigentümer des Hauses in der Cecilienallee (Alte-Garde-Ufer) 41. Die Ausgrenzung der jüdischen Bürger Düsseldorfs und speziell die Säuberung der Justiz begann mit dem groß angelegten „Judenboykott“ am 1. April 1933, wo die Büroräume von Stephan Cohen-Altmann in der Königstraße 4 mit Hetzplakaten beklebt wurden. Cohen-Altmann entfernte diese wiederholt mit Hilfe der Büroangestellten, woraufhin Wachen der SA vor dem Haus aufgestellt wurden. Cohen-Altmann blieb danach wochenlang dem Büro fern, da er von „Pgs“ ständig mit Telefonanrufen belästigt wurde, die ihn mit dem Tod bedrohten. Danach zog er mit der Kanzelei in die Goltsteinstraße 13 um. Zuletzt konnte Stephan Cohen-Altmann in die Schweiz entfliehen, wo er am 3. November 1942 in Genf verstarb. Er wurde auf dem Jüdischen Friedhof von Veyrier beerdigt (Emplacement A046). Der Sohn Franz Anselm Cohen-Altmann, welcher zuletzt in der Cecilienallee wohnte, war (seit wann?) in der 1869 gegründeten „Jacoby’sche Anstalt“ zu Sayn bei Koblenz, in der Hindenburgstraße 49 (heute Koblenz-Olper-Straße 39), untergebracht. Die Israelitische Kur- und Heilanstalten, in einem großen Park gelegen, hatte getrennte Abteilungen, eine für „Nerven- und Gemütsleidende“, aber auch eine für „Erholungsbedürftige“, je nach Grad der Erkrankung. Aus ganz Europa wurden jüdische Psychiatriepatienten nach Sayn vermittelt, für geistig behinderte Kinder wurde ein eigener Lehrer angestellt und als nach dem Ersten Weltkrieg die Enkel des Gründers Meyer Jacoby die Leitung der Anstalt übernahmen, waren es bereits über 200 Patienten. In der Reichspogromnacht im November 1938 wurde die „Jacoby’sche Anstalt“ nicht zerstört, da hier nach den Plänen der deutschen Reichsregierung die geisteskranken Juden aus Deutschland konzentriert werden sollten. Auf Grund eines Erlasses von Februar 1939, dass jüdische Patienten aus ganz Deutschland nur noch in der Jacoby’schen Anstalt behandelt werden durften, wurde die Einrichtung immer mehr zu einem Sammellager. Auf dem Gelände wurden zur Aufnahme der Patienten Baracken errichtet. Leitender Arzt der Anstalt war in dieser Zeit Wilhelm Rosenau. Von hier wurde Franz Anselm Cohen-Altmann am 15. Juni 1942 in ein Vernichtungslager deportiert, wobei das Deportationsziel bisher nicht mit Sicherheit bekannt ist. |
|                                                               | Cecilienallee 19 · 2017          | Hier wohnte Marie Schöndorff geb. Gross Jg. 1871 Flucht 1938 Holland deportiert Auschwitz ermordet 17.9.1942 | Albert Schöndorff war Unternehmer, gemeinsam mit seinem Bruder führte er die Gebr. Schöndorff AG. Zudem war er von 1912 bis 1917 Stadtverordneter für die Liberale Vereinigung. Gemeinsam mit seiner Frau Marie (geborene Gross, 5. Dezember 1871 in Bruchsal) und der Familie seines Bruders bewohnte er eine Doppelvilla in der Cecilienallee. Die Eheleute hatten zwei Söhne: Walter (geboren 1896) und Rudolf (geboren 1900). Im September 1933 erwarb ein Konsortium aus Commerzbank, Deutscher Bank und Dresdner Bank alle Aktien der Schöndorff AG, und Albert Schöndorff musste zum 30. September 1933 aus dem von ihm gegründeten Unternehmen ausscheiden. Sohn Walter, ein Arzt, emigrierte am 9. Dezember 1937 nach New York, sein Bruder Rudolf, der im Vorstand der Schöndorff AG tätig gewesen war, zog 1933 mit seiner Frau nach Berlin; später flüchteten sie nach Spanien. Hermann Schöndorff emigrierte 1933 in die Schweiz, wo er 1936 starb. Marie und Albert Schöndorff flüchteten am 12. September 1938 nach Amsterdam; Am 12. September 1942 wurden sie dort verhaftet. Sie starben während des Transports von Westerbork nach Auschwitz. Die Schwester von Marie Schöndorff, Berthel Marx, die mit den Schöndorffs zusammen in Amsterdam in einer Wohnung gelebt hatte, wurde in Auschwitz ermordet. An sie erinnert ein Stolperstein an ihrem Wohnort in Heidelberg. |
|                                                               | Cecilienallee 19 · 2017          | Hier wohnte Albert Schöndorff Jg. 1870 Flucht 1938 Holland deportiert Auschwitz ermordet 17.9.1942           | Albert Schöndorff war Unternehmer, gemeinsam mit seinem Bruder führte er die Gebr. Schöndorff AG. Zudem war er von 1912 bis 1917 Stadtverordneter für die Liberale Vereinigung. Gemeinsam mit seiner Frau Marie (geborene Gross, 5. Dezember 1871 in Bruchsal) und der Familie seines Bruders bewohnte er eine Doppelvilla in der Cecilienallee. Die Eheleute hatten zwei Söhne: Walter (geboren 1896) und Rudolf (geboren 1900). Im September 1933 erwarb ein Konsortium aus Commerzbank, Deutscher Bank und Dresdner Bank alle Aktien der Schöndorff AG, und Albert Schöndorff musste zum 30. September 1933 aus dem von ihm gegründeten Unternehmen ausscheiden. Sohn Walter, ein Arzt, emigrierte am 9. Dezember 1937 nach New York, sein Bruder Rudolf, der im Vorstand der Schöndorff AG tätig gewesen war, zog 1933 mit seiner Frau nach Berlin; später flüchteten sie nach Spanien. Hermann Schöndorff emigrierte 1933 in die Schweiz, wo er 1936 starb. Marie und Albert Schöndorff flüchteten am 12. September 1938 nach Amsterdam; Am 12. September 1942 wurden sie dort verhaftet. Sie starben während des Transports von Westerbork nach Auschwitz. Die Schwester von Marie Schöndorff, Berthel Marx, die mit den Schöndorffs zusammen in Amsterdam in einer Wohnung gelebt hatte, wurde in Auschwitz ermordet. An sie erinnert ein Stolperstein an ihrem Wohnort in Heidelberg. |
|                                                               | Kaiserswerther Straße 252 · 2019 | Hier wohnte Moritz Heilbronn Jg. 1889 eingewiesen 11.2.1941 'Heilanstalt’ Grafenberg ermordet                | Moritz (Mendel) Heilbronn wurde am 5. Juni 1889 in Falkenberg geboren und war ausgebildeter Lehrer. Seine Frau Helene stammte aus Glehn am Niederrhein, wo sie am 3. Oktober 1884 als Tochter von Aron und Sybille Winter (geborene Roesberg) geboren wurde. Ab 1935 lebte das Ehepaar in Düsseldorf. Am 11. Februar 1941 wurde Moritz Heilbronn in die Provinzial-Heil- und Pflegeanstalt Grafenberg eingeliefert und von dort vier Tage später mit einem Bus der SS-eigenen Tarngesellschaft Gemeinnützige Krankentransportgesellschaft (Gekrat) vermutlich in die Tötungsanstalt Hadamar gebracht und ermordet. Seine Frau lebte zuletzt im „Judenhaus“ Karlstr. 95, von wo aus sie gemeinsam mit ihrer Schwester Frieda Schwarz (geb. 1889) und deren Familie am 28. Oktober 1941 in das Ghetto Litzmannstadt deportiert wurde. Im September 1942 wurde sie im Vernichtungslager Kulmhof ermordet, ebenso ihre Schwester Frieda und ihre 11-jährige Nichte Bella. Ihr Schwager Siegfried starb im April 1944 in Kulmhof. |
|                                                               | Kaiserswerther Straße 252 · 2019 | Hier wohnte Helene Heilbronn geb. Winter Jg. 1884 deportiert 27.10.1941 Lodz ermordet Sept. 1942 in Chelmno  | Moritz (Mendel) Heilbronn wurde am 5. Juni 1889 in Falkenberg geboren und war ausgebildeter Lehrer. Seine Frau Helene stammte aus Glehn am Niederrhein, wo sie am 3. Oktober 1884 als Tochter von Aron und Sybille Winter (geborene Roesberg) geboren wurde. Ab 1935 lebte das Ehepaar in Düsseldorf. Am 11. Februar 1941 wurde Moritz Heilbronn in die Provinzial-Heil- und Pflegeanstalt Grafenberg eingeliefert und von dort vier Tage später mit einem Bus der SS-eigenen Tarngesellschaft Gemeinnützige Krankentransportgesellschaft (Gekrat) vermutlich in die Tötungsanstalt Hadamar gebracht und ermordet. Seine Frau lebte zuletzt im „Judenhaus“ Karlstr. 95, von wo aus sie gemeinsam mit ihrer Schwester Frieda Schwarz (geb. 1889) und deren Familie am 28. Oktober 1941 in das Ghetto Litzmannstadt deportiert wurde. Im September 1942 wurde sie im Vernichtungslager Kulmhof ermordet, ebenso ihre Schwester Frieda und ihre 11-jährige Nichte Bella. Ihr Schwager Siegfried starb im April 1944 in Kulmhof. |
| Stolperstein (Stumbling Stone) for Wilhelm Schürmann-Horster. | Schwerinstraße 41 · 2017         | Hier wohnte Wilhelm-Schürmann-Horster Jg. 1900 verhaftet 1943 hingerichtet 9.9.1943 Berlin-Plötzensee        | Wilhelm Schürmann-Horster war gebürtiger Kölner. In Düsseldorf besuchte er die Theaterakademie von Louise Dumont und Gustav Lindemann und arbeitete anschließend als Schauspieler, Spielleiter, Dramaturg und Regisseur. Politisch stand er der KPD nahe. 1937 zog er gemeinsam mit seinem Freund Harald Quedenfeldt nach Berlin und hatte dort Kontakt zur Widerstandsgruppe Rote Kapelle. 1942 wechselte er an das Stadttheater Konstanz. 1943 flog die Gruppe auf, und Schürmann-Horster wurde in Konstanz verhaftet. Am 21. August 1943 wurde er vom Volksgerichtshof zum Tode verteilt und am 9. September 1943 in Plötzensee hingerichtet. Sein Freund, der Bühnenmaler Harald Quedenfeldt, Sohn des Erwin Quedenfeldt, starb am 21. November 1944 in Polizeihaft in Neuwied. Ein weiterer Stolperstein für Schürmann-Horster ist in Konstanz vor dem dortigen Stadttheater, Konzilstr. 1, verlegt, zudem gibt es dort den Schürmann-Horster-Weg. |
| Stolperstein Karl Deutsch                                     | Zietenstraße 10 ·                | Hier wohnte Karl Deutsch Jg. 1901 verhaftet 9.10.1943 Gestapohaft 1944 Buchenwald ermordet 11.5.1944         | |

#### Pempelfort
| Bild                                                                                | Adresse Verlegedatum                                               | Person, Inschrift | Anmerkung |
| ----------------------------------------------------------------------------------- | ------------------------------------------------------------------ | --- | --- |
| Stolperstein für Martha Gumprecht                                                   | Am Wehrhahn 10 · 2011                                              | Hier wohnte Martha Gumprecht Jg. 1870 deportiert 1942 Theresienstadt ermordet 21.9.1942 Treblinka                                                            | Martha Gumprecht, geboren am 4. November 1870 in Hamburg, war das älteste von zehn Kindern des Ehepaars Herz (Hartwig) Gumprecht (1839–1909) und Fanny Gumprecht, geb. Baruch aus Elmshorn. Nach einer Beschäftigung als Dienstmädchen und Gesellschafterin war Martha Gumprecht ab 1900 als Schauspielerin und Sängerin an Theatern in Hamburg, Essen und Düsseldorf engagiert, siedelte Anfang der 1920er Jahre nach Düsseldorf über, wo sie am Stadttheater arbeitete. Martha Gumprecht wurde am 21. Juli 1942 aus Düsseldorf in das KZ Theresienstadt deportiert und am 21. September 1942 in Treblinka ermordet. |
| Stolperstein für Elisabeth Sprock                                                   | Blücherstraße 39 · 2018                                            | Hier wohnte Anna Elisabeth Sprock Jg. 1907 eingewiesen 1928 Heilanstalt Grafenberg verlegt 1934 Heilanstalt Langenfeld ermordet 8.5.1943                     | Die junge Anna Elisabeth Sprock, Tochter des Fabrikarbeiters August Sprock, wohnte mit ihren Eltern und Bruder in der Blücherstraße 39. 1928 wurde Elisabeth Sprock in die Heilanstalt Grafenberg eingewiesen und unter der Leitung von Franz Sioli 1943 nach Langenfeld verlegt. Elisabeth Sprock wurde am 8. Mai 1943 ermordet. |
| Stolperstein für Mendel Eimer                                                       | Beuthstraße 4 · 2019                                               | Hier wohnte Mendel Eimer Jg. 1883 ausgewiesen 21.7.1939 Polen tot 12.5.1942                                                                                  | Der Kaufmann Mendel Eimer, geboren 1883, war seit Mitte der 1920er Jahre in Düsseldorf Mitinhaber der Eiergroßhandlung „Eimer & Schlanger“ und Eigentümer des Hauses Beuthstr. 4. Mendel Eimer und seine Frau Chaya (geb. Narzisenfeld) waren beide Juden polnischer Abstammung. Am 3. Juli 1930 wurde die Tochter Hella, später verheiratete Helen Berkowitz, in Düsseldorf geboren. Helen hatte drei ältere Halbgeschwister aus der früheren Ehe ihres Vaters: Louis, Clara und Bella (Berta). Die Familie entging im Sommer 1938 die Deportation nach Polen. Doch während der Reichspogromnacht im November drangen Nazis in ihr Haus ein, zwangen Mendel Eimer, einen Abschiedsbrief zu unterschreiben, warfen ihn dann vom Balkon und brachen ihm beide Beine und Hüften. Die Tochter Bella konnte nach England auswandern. Im Juli 1939 wurde die Familie nach Polen ausgewiesen. Nach Beginn des Zweiten Weltkriegs flohen sie in den sowjetischen Teil Polens, wurden von dort nach Sibirien abgeschoben und weiter nach Usbekistan geschickt. Im Mai 1942 starb Mendel Eimer an den Folgen von Kälte und Unterernährung. Chaya und Hella Eimer überlebten und wanderten in die Vereinigten Staaten aus. Eimers ehemaliger Geschäftspartner Jacob Schlanger, geboren 1899 in Königsberg, war um 1925 in den Vertrieb von Nähmaschinen und Fahrrädern gewechselt. Er und seine Frau Shifra Schlanger (geb. 1890 in Oświęcim) wurden im Oktober 1938 in das Krakauer Ghetto verbracht und beide, laut Sohn Salo, im Oktober 1942 im Vernichtungslager Belzec umgebracht. |
| Stolperstein für Wilhelm Emanuel                                                    | Beuthstraße 4 · 2019                                               | Hier wohnte Wilhelm Emanuel Jg. 1878 deportiert 1941 ermordet in Minsk                                                                                       | Wilhelm Emanuel war Schuhmacher von Beruf und wohnte zuletzt im Dachgeschoss der Beuthstraße Nr. 4 , wo auch die Familie Schnook zusammengepfercht lebte, und wie Kurt und Thea Schnook von Düsseldorf in das Ghetto Minsk deportiert und dort ermordet. |
| Stolperstein für Kurt Schnook                                                       | Beuthstraße 4 ·                                                    | Hier wohnte Kurt Schnook Jg. 1910 Deportiert 1941 ermordet in Minsk                                                                                          | Der Pädagoge Kurt Schnook, geboren 1910 in Viersen, war seit Gründung im Jahre 1935 Lehrer an der privaten „jüdischen Volksschule“ in der Kasernenstraße 67b. Kurt Schnooks Ehefrau Theresia, genannt Thea (geborene Schwarz, 1909), unterrichtete an der „jüdischen Volksschule“ Englisch. Schnook übernahm die Leitung, nachdem sein Vorgänger der Schulleiter Kurt Herz (geboren 1903 in Offenbach) zusammen mit seiner Frau Ellen im Februar 1939 nach England emigriert waren. In der Nacht vom 9. auf den 10. November 1938 wurde die „jüdische Volksschule“, welche sich im umgebauten Gemeindehaus der Großen Synagoge befand, demoliert und der Unterricht nach kurzer Unterbrechung im ehemaligen Gebäude der jüdischen B’nai-B’rith-Loge, dem Gemeindehaus der Jüdischen Gemeinde, in der Grafenberger Allee 78 fortgesetzt. Im November 1941 wurden Kurt und Thea Schnook, zuletzt wohnhaft in der Beuthstr. 4, dort zusammengepfercht mit Anderen unterm Dach, von Düsseldorf in das Ghetto Minsk deportiert und dort ermordet. |
| Stolperstein für Thea Schnook                                                       | Beuthstraße 4 ·                                                    | Hier wohnte Thea Schnook geb. Schwarz Jg. 1909 deportiert 1941 ermordet in Minsk                                                                             | Der Pädagoge Kurt Schnook, geboren 1910 in Viersen, war seit Gründung im Jahre 1935 Lehrer an der privaten „jüdischen Volksschule“ in der Kasernenstraße 67b. Kurt Schnooks Ehefrau Theresia, genannt Thea (geborene Schwarz, 1909), unterrichtete an der „jüdischen Volksschule“ Englisch. Schnook übernahm die Leitung, nachdem sein Vorgänger der Schulleiter Kurt Herz (geboren 1903 in Offenbach) zusammen mit seiner Frau Ellen im Februar 1939 nach England emigriert waren. In der Nacht vom 9. auf den 10. November 1938 wurde die „jüdische Volksschule“, welche sich im umgebauten Gemeindehaus der Großen Synagoge befand, demoliert und der Unterricht nach kurzer Unterbrechung im ehemaligen Gebäude der jüdischen B’nai-B’rith-Loge, dem Gemeindehaus der Jüdischen Gemeinde, in der Grafenberger Allee 78 fortgesetzt. Im November 1941 wurden Kurt und Thea Schnook, zuletzt wohnhaft in der Beuthstr. 4, dort zusammengepfercht mit Anderen unterm Dach, von Düsseldorf in das Ghetto Minsk deportiert und dort ermordet. |
| Stolperstein für Mary Mandelbaum                                                    | Duisburger Straße 8 · 2020                                         | Hier wohnte Mary Mandelbaum Jg. 1895 deportiert 1941 Łodz / Litzmannstadt ermordet 9.9.1942 Chelmno / Kulmhof                                                | Marry Mandelbaum, geboren am 11. November 1895, und Wanda Mandelbaum, geboren am 13. Juli 1891, beide in Gelsenkirchen, waren die Töchter des Textilkaufmanns Isidor Mandelbaum (geb. 1862) und der Fanny Rubens (geb. 1866). Um 1910 zog die Familie nach Düsseldorf. Um 1937 bis zirka 1940 wohnten die Schwestern im Haus Herzogstraße 69. Ihren letzten Wohnsitz hatten die Schwestern in der Duisburger Straße 8. Beide wurden am 27. Oktober 1941 in das Ghetto Litzmannstadt, in der polnischen Stadt Łodz deportiert. Wanda Mandelbaum wurde am 8. September 1942 in das Vernichtungslager Kulmhof verbracht. Der genaue Todestag von Marry ist nicht bekannt. |
| Stolperstein für Wanda Mandelbaum                                                   | Duisburger Straße 8 ·                                              | Hier wohnte Wanda Mandelbaum Jg. 1891 deportiert 1941 Łodz / Litzmannstadt ermordet 9.9.1942 Chelmno / Kulmhof                                               | Marry Mandelbaum, geboren am 11. November 1895, und Wanda Mandelbaum, geboren am 13. Juli 1891, beide in Gelsenkirchen, waren die Töchter des Textilkaufmanns Isidor Mandelbaum (geb. 1862) und der Fanny Rubens (geb. 1866). Um 1910 zog die Familie nach Düsseldorf. Um 1937 bis zirka 1940 wohnten die Schwestern im Haus Herzogstraße 69. Ihren letzten Wohnsitz hatten die Schwestern in der Duisburger Straße 8. Beide wurden am 27. Oktober 1941 in das Ghetto Litzmannstadt, in der polnischen Stadt Łodz deportiert. Wanda Mandelbaum wurde am 8. September 1942 in das Vernichtungslager Kulmhof verbracht. Der genaue Todestag von Marry ist nicht bekannt. |
|                                                                                     | Ehrenstraße 22 · 2017                                              | Hier wohnte Albert Lilienfeld Jg. 1875 deportiert 10.11.1941 Minsk ermordet                                                                                  | Albert Lilienfeld, geboren am 10. April 1875 in Lippstadt, war Teilhaber der Stuhl- und Clubmöbelfabrik Sommer & Co. in Düsseldorf, er war verheiratet mit Adele, geborene Koopmann. Das Ehepaar hatte vier Söhne, Franz (geb. 1911), Max (geb. 1914), Kurt (geb. 1916) und Rolf (geb. 1919). Franz und Kurt wanderten 1914 nach Palästina aus, Max sollte den väterlichen Betrieb übernehmen. Nachdem er mit seinem Motorrad einen SA-Mann angefahren hatte, flüchtete er nach Belgien, wo er die Tochter eines belgischen Teilhabers heiratete und bis 1940 lebte. Nach dem Überfall der Wehrmacht auf Belgien floh er weiter nach Frankreich, wo er verhaftet und inhaftiert wurde. Am 9. September 1942 wurde er nach Auschwitz deportiert, nach dem 1. April 1944 verliert sich seine Spur. Adele Lilienfeld starb 1941, ihr Mann und ihr Sohn Rolf wurden am 10. November 1941 nach Minsk deportiert, wo beide zu Tode kamen. |
|                                                                                     | Ehrenstraße 22 · 2017                                              | Hier wohnte Max Lilienfeld Jg. 1914 Flucht 1935 Frankreich interniert Drancy deportiert 1942 Auschwitz ermordet                                              | Albert Lilienfeld, geboren am 10. April 1875 in Lippstadt, war Teilhaber der Stuhl- und Clubmöbelfabrik Sommer & Co. in Düsseldorf, er war verheiratet mit Adele, geborene Koopmann. Das Ehepaar hatte vier Söhne, Franz (geb. 1911), Max (geb. 1914), Kurt (geb. 1916) und Rolf (geb. 1919). Franz und Kurt wanderten 1914 nach Palästina aus, Max sollte den väterlichen Betrieb übernehmen. Nachdem er mit seinem Motorrad einen SA-Mann angefahren hatte, flüchtete er nach Belgien, wo er die Tochter eines belgischen Teilhabers heiratete und bis 1940 lebte. Nach dem Überfall der Wehrmacht auf Belgien floh er weiter nach Frankreich, wo er verhaftet und inhaftiert wurde. Am 9. September 1942 wurde er nach Auschwitz deportiert, nach dem 1. April 1944 verliert sich seine Spur. Adele Lilienfeld starb 1941, ihr Mann und ihr Sohn Rolf wurden am 10. November 1941 nach Minsk deportiert, wo beide zu Tode kamen. |
|                                                                                     | Ehrenstraße 22 · 2017                                              | Hier wohnte Rolf Lilienfeld Jg. 1919 deportiert 10.11.1941 Minsk ermordet 31.7.1942                                                                          | Albert Lilienfeld, geboren am 10. April 1875 in Lippstadt, war Teilhaber der Stuhl- und Clubmöbelfabrik Sommer & Co. in Düsseldorf, er war verheiratet mit Adele, geborene Koopmann. Das Ehepaar hatte vier Söhne, Franz (geb. 1911), Max (geb. 1914), Kurt (geb. 1916) und Rolf (geb. 1919). Franz und Kurt wanderten 1914 nach Palästina aus, Max sollte den väterlichen Betrieb übernehmen. Nachdem er mit seinem Motorrad einen SA-Mann angefahren hatte, flüchtete er nach Belgien, wo er die Tochter eines belgischen Teilhabers heiratete und bis 1940 lebte. Nach dem Überfall der Wehrmacht auf Belgien floh er weiter nach Frankreich, wo er verhaftet und inhaftiert wurde. Am 9. September 1942 wurde er nach Auschwitz deportiert, nach dem 1. April 1944 verliert sich seine Spur. Adele Lilienfeld starb 1941, ihr Mann und ihr Sohn Rolf wurden am 10. November 1941 nach Minsk deportiert, wo beide zu Tode kamen. |
|                                                                                     | Kaiserstraße 2 (ehemals Nordstraße 3) · 2017                       | Hier wohnte Gerhard Wahrenberg Jg. 1924 ausgewiesen 1938 ermordet in Polen                                                                                   | Max und Erna Wahrenberg waren mit ihren drei Kindern, Klara (geb. 6. Juni 1923 in Sieniawa), Gerhard (geb. 1924) und Salomon (geb. 1926), im Jahre 1927 nach Düsseldorf gekommen, wo Max Wahrenberg ein kleines Lebensmittelgeschäft eröffnet hatte. Klara besuchte zuerst die Schule an der Oststraße, bevor sie mit ihren Brüdern an die „jüdischen Volksschule“ in der Kasernenstraße wechseln musste. 1937 wurde Guste, genannt Jenny, in Düsseldorf geboren. Am 28. Oktober 1938 wurde die Familie Wahrenberg als sogenannte Ostjuden im Zuge der „Polenaktion“ an den deutsch-polnischen Grenzort Zbąszynek (Neu Bentschen) deportiert. |
|                                                                                     | Kaiserstraße 2 (ehemals Nordstraße 3) · 2017                       | Hier wohnte Klara Wahrenberg Jg. 1923 ausgewiesen 1938 ermordet 1942 in Polen                                                                                | Max und Erna Wahrenberg waren mit ihren drei Kindern, Klara (geb. 6. Juni 1923 in Sieniawa), Gerhard (geb. 1924) und Salomon (geb. 1926), im Jahre 1927 nach Düsseldorf gekommen, wo Max Wahrenberg ein kleines Lebensmittelgeschäft eröffnet hatte. Klara besuchte zuerst die Schule an der Oststraße, bevor sie mit ihren Brüdern an die „jüdischen Volksschule“ in der Kasernenstraße wechseln musste. 1937 wurde Guste, genannt Jenny, in Düsseldorf geboren. Am 28. Oktober 1938 wurde die Familie Wahrenberg als sogenannte Ostjuden im Zuge der „Polenaktion“ an den deutsch-polnischen Grenzort Zbąszynek (Neu Bentschen) deportiert. |
| Stolperstein für Beatrice Strauss                                                   | Feldstraße 34 · 01. September 2015                                 | Hier wohnte Beatrice Strauss Jg. 1902 deportiert 1941 ermordet in Minsk                                                                                      | Dr. Beatrice Strauß wurde am 13. November 1902 in Eisenheim geboren. Ihr ständiger Wohnsitz war Essen. Sie promovierte 1927 in Frankfurt/Main über „Die Konsumtionswirtschaft: ihre Parallelentwicklung mit der Frauenberufsfrage“. In Düsseldorf kam sie im Haus des Salomon Loeb in der Feldstraße 34 unter und wurde von dort am 10. November 1941 nach Minsk deportiert. |
| Stolperstein für Albert Herzfeld                                                    | Feldstraße 37 · 01. September 2015                                 | Hier wohnte Albert Herzfeld Jg. 1865 deportiert 1942 Theresienstadt ermordet 12.2.1943                                                                       | Albert Herzfeld, von Beruf Kunstmaler, war Eigentümer des Hauses Feldstraße 37 und verheiratet mit der gebürtigen Berlinerin Else, eine geborene Volkmar. Die Tochter Annemarie geboren am 12. Januar 1903, war von Beruf Dr. jur., wurde am 10. November 1941 deportiert und verstarb in Minsk (für tot erklärt). Albert Herzfeld und seine Frau Else wurden 1942 von Düsseldorf in das Ghetto Theresienstadt deportiert, wo er ermordet wurde. Else Herzfeld wurde im KZ Auschwitz-Birkenau getötet. Das Wohnhaus der Herzfelds wurde geplündert. |
| Stolperstein für Else Herzfeld.jpg                                                  | Feldstraße 37 · 01. September 2015                                 | Hier wohnte Else Herzfeld geb. Volkmar Jg. 1882 Deportiert 1942 Theresienstadt ermordet 15.5.1944 Auschwitz                                                  | Albert Herzfeld, von Beruf Kunstmaler, war Eigentümer des Hauses Feldstraße 37 und verheiratet mit der gebürtigen Berlinerin Else, eine geborene Volkmar. Die Tochter Annemarie geboren am 12. Januar 1903, war von Beruf Dr. jur., wurde am 10. November 1941 deportiert und verstarb in Minsk (für tot erklärt). Albert Herzfeld und seine Frau Else wurden 1942 von Düsseldorf in das Ghetto Theresienstadt deportiert, wo er ermordet wurde. Else Herzfeld wurde im KZ Auschwitz-Birkenau getötet. Das Wohnhaus der Herzfelds wurde geplündert. |
| Annemarie Herzfeld                                                                  | Feldstraße 37 · 01. September 2015                                 | Hier wohnte Annemarie Herzfeld Jg. 1903 deportiert 1941 ermordet in Minsk                                                                                    | Albert Herzfeld, von Beruf Kunstmaler, war Eigentümer des Hauses Feldstraße 37 und verheiratet mit der gebürtigen Berlinerin Else, eine geborene Volkmar. Die Tochter Annemarie geboren am 12. Januar 1903, war von Beruf Dr. jur., wurde am 10. November 1941 deportiert und verstarb in Minsk (für tot erklärt). Albert Herzfeld und seine Frau Else wurden 1942 von Düsseldorf in das Ghetto Theresienstadt deportiert, wo er ermordet wurde. Else Herzfeld wurde im KZ Auschwitz-Birkenau getötet. Das Wohnhaus der Herzfelds wurde geplündert. |
| Stolperstein für Dr. Leo Wolf Lichtigfeld                                           | Cecilienallee 3 · 27. Juni 2012                                    | Hier arbeitete Rechtsanwalt Dr. Leo Wolf Lichtigfeld Jg. 1889 Opfer des Pogroms 1938 deportiert 27.10.1941 Lodz tot 29.7.1942                                | Dr. Leo Wolf Lichtigfeld war einer von sechs Söhnen des Eiergroßhändlers Josua Lichtigfeld und dessen Frau Klara und wuchs in Ostgalizien auf. Ab 1914 lebte die Familie in Düsseldorf. Im Ersten Weltkrieg wurde er mit dem Eisernen Kreuz II. Klasse ausgezeichnet. Von Beruf war er Rechtsanwalt und an Amts- und Landgericht als solcher zugelassen. Er arbeitete mit seinem Bruder Emil Lichtigfeld in einer gemeinsamen Kanzlei, bis dieser Ende 1933 nach London emigrierte, um sich dort zum Rabbiner ausbilden zu lassen. Emil Lichtigfeld war im Gegensatz zu Leo als Rechtsanwalt beim Oberlandesgericht zugelassen und setzte diesen während seiner Abwesenheit als seinen Vertreter ein, wofür die Brüder in verschiedenen Veröffentlichungen von den Nationalsozialisten öffentlich diffamiert wurden („Volksschädligkeit“). In der Pogromnacht 1938 wurde Leo Lichtigfeld von Nationalsozialisten angegriffen und ihm dabei mehrere Zähne ausgeschlagen, seine Wohnung in der Prinz-Georg-Straße 114 und die Kanzlei im „Haus Emil Hennig“ in der Schadowstraße 26 von ihnen verwüstet. Nachdem im selben Jahr die jüdischen Rechtsanwälte aus der Anwaltschaft ausgeschlossen worden waren, durfte er als sogenannter „jüdischer Rechtskonsulent“ nur noch jüdische Mandanten vertreten. 1939 wurden zwei Passanträge für ihn und seine Frau abgelehnt. Vom Oberfinanzpräsidenten wurde er gegenüber der Gestapo als „unzuverlässig“ denunziert, der „mit bekannten jüdischen Fertigkeiten Tatsachen nach seinem Sinne auszulegen und zu drehen“ verstehe. Die Antwort der Gestapo: Lichtigfeld sei am 27. Oktober 1941 nach Litzmannstadt deportiert worden, damit könne „der Vorgang abgeschlossen“ werden. Lichtigfeld starb dort; sein EK II hatte er mitgenommen. Ein Kollege erhielt im Dezember 1941 eine letzte Postkarte von ihm. Der Stolperstein für ihn wurde von den Mitarbeitern des Düsseldorfer Oberlandesgerichts gespendet und vor dem Gebäude des Gerichts verlegt. Der Bruder Emil Lichtigfeld kehrte 1954 nach Deutschland zurück und war langjähriger Rabbiner der Jüdischen Gemeinde in Frankfurt, Landesrabbiner Hessens und Vorsitzender der Konferenz der Rabbiner in Deutschland. |
| Stolperstein für Rudolf Hennig                                                      | Fischerstraße 21 · 2017                                            | Hier wohnte Rudolf Hennig Jg. 1895 im Widerstand / KPD verhaftet 1933 verurteilt 1934 Zuchthaus Plötzensee 1936 Esterwegen ermordet 11.10.1944 Sachsenhausen | Rudolf Hennig (geb. 11. März 1895 in Danzig) war gelernter Zimmermann. Er war Sekretär der KPD, Stadtverordneter in Düsseldorf und von 1930 bis (offiziell) zum 5. März 1933 Reichstagsabgeordneter. Schon am 28. Februar 1933 hatte die Gestapo seine Wohnung durchsucht und Dokumente beschlagnahmt. Am 16. Juli 1933 wurde er verhaftet und blieb bis zum 11. August 1933 im Polizeipräsidium Düsseldorf in Haft. Am 26. November 1934 wurde er vom Volksgerichtshof wegen „Vorbereitung zum Hochverrat“ zu zwei Jahren Zuchthaus verurteilt, die er im Strafgefängnis Plötzensee verbüßte. Nach seiner Entlassung wurde er von der Gestapo in „Schutzhaft“ genommen und zunächst in das KZ Esterwegen und später in das KZ Sachsenhausen verbracht. Seine Frau Maria und sein Sohn Kurt schrieben zahlreiche Gnadengesuche. Am 24. November 1944 erhielt Maria Hennig die Nachricht, ihr Mann sei am 11. Oktober 1944 „im hiesigen Lager wegen versuchter Meuterei und Aufwiegelung“ erschossen worden. |
|                                                                                     | Klever Straße 29 · 2024                                            | Hier wohnte Lina Freund geb. Wolff Jg. 1860 gedemütigt/entrechtet vor Deportation Flucht in den Tod 5. Nov. 1941                                             | Am 11. Oktober 2024 wurden die Stolpersteine für Lina, eine geborene Wolff, und Alice Freund verlegt, welche am 5. November 1941 der Deportation durch den Freitod entgingen. Lina (geb. am 12. Dezember 1860) war Hausfrau, Witwe von Karl Freund und wohnte mit Tochter Alice (geb. 17. Juli 1891 in Gelsenkirchen) zuletzt auf der ersten Etage des Hauses Klever Straße 29. Im Düsseldorfer Gedenkbuch wird auch die junge Hausangestellte Elfriede Kussel (geb. 18. Februar 1925 in Aurich), deren Mutter Marianne eine geborene Wolff (11. Juni 1891) war, genannt. Elfriede, vermutlich mit Lina und Alice verwandt, wohnte ebenfalls zuletzt im Haus Klever Straße 29, wurde am 10. November 1941 mit ihrer Mutter zusammen nach Minsk deportiert (beide galten als verschollen) und wurden am 8. Mai 1945 für Tod erklärt. |
|                                                                                     | Klever Straße 29 · 2024                                            | Hier wohnte Alice Freund Jg. 1891 gedemütigt/entrechtet vor Deportation Flucht in den Tod 5. Nov. 1941                                                       | Am 11. Oktober 2024 wurden die Stolpersteine für Lina, eine geborene Wolff, und Alice Freund verlegt, welche am 5. November 1941 der Deportation durch den Freitod entgingen. Lina (geb. am 12. Dezember 1860) war Hausfrau, Witwe von Karl Freund und wohnte mit Tochter Alice (geb. 17. Juli 1891 in Gelsenkirchen) zuletzt auf der ersten Etage des Hauses Klever Straße 29. Im Düsseldorfer Gedenkbuch wird auch die junge Hausangestellte Elfriede Kussel (geb. 18. Februar 1925 in Aurich), deren Mutter Marianne eine geborene Wolff (11. Juni 1891) war, genannt. Elfriede, vermutlich mit Lina und Alice verwandt, wohnte ebenfalls zuletzt im Haus Klever Straße 29, wurde am 10. November 1941 mit ihrer Mutter zusammen nach Minsk deportiert (beide galten als verschollen) und wurden am 8. Mai 1945 für Tod erklärt. |
| Stolperstein für Max Breslauer                                                      | Klever Straße 58 · 2022                                            | Hier wohnte Max Breslauer Jg. 1887 Flucht 1939 Belgien interniert Drancy deportiert 1942 ermordet in Auschwitz                                               | Max Breslauer (geb. 08. August 1887 in Kempen) war Kaufmann und lebte vor dem Zweiten Weltkrieg in Düsseldorf. Er floh 1939 über die Niederlande nach Belgien und wurde in das Sammellager Drancy bei Paris in Frankreich interniert. Von dort wurde Max Breslauer am 14. August 1942 mit dem Transport 19 (Zug 901-14) nach Auschwitz-Birkenau in den Tod deportiert. Der Transport nach Auschwitz-Birkenau, der am 14. August 1942 das Lager Drancy verließ, setzte sich vorwiegend aus Juden zusammen, die aus verschiedenen Lagern in der unbesetzten Zone nach Drancy geschickt worden waren. |
| Stolperstein Ernst Sostheim                                                         | Fischerstraße, Ecke Sittarder Straße, damals Fischerstr. 32 · 2019 | Hier wohnte Ernst Sostheim Jg. 1890 deportiert ermordet in Lodz                                                                                              | Ernst Israel Sostheim wurde am 11. Januar 1890 in Neuss geboren und war von Beruf Kaufmann und um 1936 Geschäftsführer der 1896 gegründeten Firma „E. Sostheim Nachf. Manufaktur- und Modewaren“ mit Kaufhaus auf der Kölner Straße 241, heute Standort von Woolworth in Oberbilk. Seine Ehefrau Erna (geb. Sostheim am 16. Juli 1894) stammte aus Münster. Das Ehepaar hatte zwei Söhne: Gert (geb. am 23. Juli 1923 in Düsseldorf) und Heinz (geb. am 26. Februar 1926). Ebenfalls in Düsseldorf lebten Ernst Sostheims Mutter Ida (geb. 1860 in Lippstadt, gest. am 18. November 1942 im Ghetto Theresienstadt) sowie sein Bruder Friedrich (geb. 1888 in Neuss) mit seiner Frau Dorothea und Tochter Ruth. Am 10. November 1938 wurde die Wohnung der Sostheims verwüstet. Vom 16. November bis 6. Dezember 1938 war Ernst Sostheim im KZ Dachau inhaftiert. Sohn Gert reiste am 14. Februar 1939 mit einem Kindertransport nach England. Am 27. Oktober 1941 wurden Ernst, Erna und Heinz Sostheim in das Ghetto Litzmannstadt deportiert und am 10. Mai 1942 im Vernichtungslager Kulmhof ermordet. |
| Stolperstein Erna Sostheim                                                          | Fischerstraße, Ecke Sittarder Straße, damals Fischerstr. 32 · 2019 | Hier wohnte Erna Sostheim geb. Sostheim, Jg. 1894 deportiert ermordet in Lodz                                                                                | Ernst Israel Sostheim wurde am 11. Januar 1890 in Neuss geboren und war von Beruf Kaufmann und um 1936 Geschäftsführer der 1896 gegründeten Firma „E. Sostheim Nachf. Manufaktur- und Modewaren“ mit Kaufhaus auf der Kölner Straße 241, heute Standort von Woolworth in Oberbilk. Seine Ehefrau Erna (geb. Sostheim am 16. Juli 1894) stammte aus Münster. Das Ehepaar hatte zwei Söhne: Gert (geb. am 23. Juli 1923 in Düsseldorf) und Heinz (geb. am 26. Februar 1926). Ebenfalls in Düsseldorf lebten Ernst Sostheims Mutter Ida (geb. 1860 in Lippstadt, gest. am 18. November 1942 im Ghetto Theresienstadt) sowie sein Bruder Friedrich (geb. 1888 in Neuss) mit seiner Frau Dorothea und Tochter Ruth. Am 10. November 1938 wurde die Wohnung der Sostheims verwüstet. Vom 16. November bis 6. Dezember 1938 war Ernst Sostheim im KZ Dachau inhaftiert. Sohn Gert reiste am 14. Februar 1939 mit einem Kindertransport nach England. Am 27. Oktober 1941 wurden Ernst, Erna und Heinz Sostheim in das Ghetto Litzmannstadt deportiert und am 10. Mai 1942 im Vernichtungslager Kulmhof ermordet. |
| Stolperstein Heinz Sostheim                                                         | Fischerstraße, Ecke Sittarder Straße, damals Fischerstr. 32 · 2019 | Hier wohnte Heinz Sostheim Jg. 1926 deportiert ermordet in Lodz                                                                                              | Ernst Israel Sostheim wurde am 11. Januar 1890 in Neuss geboren und war von Beruf Kaufmann und um 1936 Geschäftsführer der 1896 gegründeten Firma „E. Sostheim Nachf. Manufaktur- und Modewaren“ mit Kaufhaus auf der Kölner Straße 241, heute Standort von Woolworth in Oberbilk. Seine Ehefrau Erna (geb. Sostheim am 16. Juli 1894) stammte aus Münster. Das Ehepaar hatte zwei Söhne: Gert (geb. am 23. Juli 1923 in Düsseldorf) und Heinz (geb. am 26. Februar 1926). Ebenfalls in Düsseldorf lebten Ernst Sostheims Mutter Ida (geb. 1860 in Lippstadt, gest. am 18. November 1942 im Ghetto Theresienstadt) sowie sein Bruder Friedrich (geb. 1888 in Neuss) mit seiner Frau Dorothea und Tochter Ruth. Am 10. November 1938 wurde die Wohnung der Sostheims verwüstet. Vom 16. November bis 6. Dezember 1938 war Ernst Sostheim im KZ Dachau inhaftiert. Sohn Gert reiste am 14. Februar 1939 mit einem Kindertransport nach England. Am 27. Oktober 1941 wurden Ernst, Erna und Heinz Sostheim in das Ghetto Litzmannstadt deportiert und am 10. Mai 1942 im Vernichtungslager Kulmhof ermordet. |
| Stolperstein für Fanny Frank                                                        | Jülicher Straße 5 ·                                                | Hier wohnte Fanny Frank geb. Kaufmann Jg. 1897 deportiert 1941 ermordet in Minsk                                                                             | Die Familie Frank lebte im Haus Jülicher Str. 5, im Adreßbuch von 1933 war „Gartenbaubetrieb“ angegeben. Wolf Frank (geb. 19. Januar 1893) stammte aus dem polnischen Grajewo, das im Ersten Weltkrieg in großen Teilen zerstört wurde. Wann genau Frank nach Düsseldorf zog, ist nicht bekannt. Er heiratete die aus dem hessischen Schotten stammende Fanny Kaufmann (geb. am 31. Dezember 1897 als Tochter von Abraham und Selma Kaufmann); am 15. November 1927 bekam das Ehepaar eine Tochter, Ellen. Am 10. November 1942 wurde die Familie in das Ghetto Minsk deportiert und ermordet. |
| Stolperstein für Ellen Frank                                                        | Jülicher Straße 5 ·                                                | Hier wohnte Ellen Frank Jg. 1927 deportiert 1941 ermordet in Minsk                                                                                           | Die Familie Frank lebte im Haus Jülicher Str. 5, im Adreßbuch von 1933 war „Gartenbaubetrieb“ angegeben. Wolf Frank (geb. 19. Januar 1893) stammte aus dem polnischen Grajewo, das im Ersten Weltkrieg in großen Teilen zerstört wurde. Wann genau Frank nach Düsseldorf zog, ist nicht bekannt. Er heiratete die aus dem hessischen Schotten stammende Fanny Kaufmann (geb. am 31. Dezember 1897 als Tochter von Abraham und Selma Kaufmann); am 15. November 1927 bekam das Ehepaar eine Tochter, Ellen. Am 10. November 1942 wurde die Familie in das Ghetto Minsk deportiert und ermordet. |
| Stolperstein für Wolf Frank                                                         | Jülicher Straße 5 ·                                                | Hier wohnte Wolf Frank. Jg. 1893 deportiert 1941 ermordet in Minsk                                                                                           | Die Familie Frank lebte im Haus Jülicher Str. 5, im Adreßbuch von 1933 war „Gartenbaubetrieb“ angegeben. Wolf Frank (geb. 19. Januar 1893) stammte aus dem polnischen Grajewo, das im Ersten Weltkrieg in großen Teilen zerstört wurde. Wann genau Frank nach Düsseldorf zog, ist nicht bekannt. Er heiratete die aus dem hessischen Schotten stammende Fanny Kaufmann (geb. am 31. Dezember 1897 als Tochter von Abraham und Selma Kaufmann); am 15. November 1927 bekam das Ehepaar eine Tochter, Ellen. Am 10. November 1942 wurde die Familie in das Ghetto Minsk deportiert und ermordet. |
|                                                                                     | Kaiserswerther Straße 70 · 2017                                    | Hier wohnte Rosalie Elias geb. Frankenthal J. 1890 interniert Westerbork Jg. 1890 Flucht 1939 Holland deportiert 1943 Theresienstadt 1944 Auschwitz ermordet | Rosalie Elias, Tochter von Helene und Jakob Frankenthal, wurde am 16. Juli 1890 in Hamburg geboren. Jakob Elias, am 12. Dezember 1887 in Posen, Polen geboren, war von Beruf Handelsvertreter. Um 1937 noch wohnhaft auf der dritten Etage im Haus Kaiserswerther Straße 70, floh das Ehepaar 1939 nach Holland. 1943 wurden Rosalie und Jakob Elias nach Theresienstadt deportiert und in 1944 in Auschwitz ermordet. Der Sohn Kurt-Heinz-Zwi Elias überlebte und ging später nach Jerusalem. |
|                                                                                     | Kaiserswerther Straße 70 · 2017                                    | Hier wohnte Jakob Elias Jg. 1887 Flucht 1939 Holland deportiert 1943 Theresienstadt 1944 Auschwitz ermordet                                                  | Rosalie Elias, Tochter von Helene und Jakob Frankenthal, wurde am 16. Juli 1890 in Hamburg geboren. Jakob Elias, am 12. Dezember 1887 in Posen, Polen geboren, war von Beruf Handelsvertreter. Um 1937 noch wohnhaft auf der dritten Etage im Haus Kaiserswerther Straße 70, floh das Ehepaar 1939 nach Holland. 1943 wurden Rosalie und Jakob Elias nach Theresienstadt deportiert und in 1944 in Auschwitz ermordet. Der Sohn Kurt-Heinz-Zwi Elias überlebte und ging später nach Jerusalem. |
| Stumbling Stone (Stolperstein) for Albert Eckstein. Moltkestraße 53, Düsseldorf     | Moltkestraße 53 · 2019                                             | Hier wohnte Albert Eckstein Jg. 1892 Flucht Holland deportiert 1944 Theresienstadt ermordet in Auschwitz                                                     | Albert Eckstein (geb. 15. Juli 1892 in Langerwehe) und Margarethe Sophie Roos (geb. 2. Januar 1900 in Düsseldorf) heirateten 1922. Am 21. November 1923 wurde Sohn Erich geboren, am 12. Dezember 1924 Tochter Marianne. Das Ehepaar eröffnete am Wehrhahn 32 Eckstein’s Seifenzentrale. 1935 erzwangen die NS-Behörden die Schließung des Geschäftes. Eckstein belieferte fortan Privatkunden und bemühte sich um eine Auswanderung. 1937 konnte Marianne Eckstein in die USA ausreisen, wo sie später von ihren Pflegeeltern adoptiert wurde, Sohn Erich gelangte 1939 mit einem Kindertransport nach England. Während Marianne Eckstein zu ihrer Mutter Julie Joseph (geb. Baer, 28. Juni 1872 in Düsseldorf-Mörsenbroich) zog, floh ihr Ehemann 1938 in die Niederlande, wo er in Utrecht, wie sein Neffe Otto, in seinem erlernten Beruf als Metzger arbeitete. Nach Kriegsausbruch 1939 wurde er von den niederländischen Behörden interniert und befand sich nach Beginn der deutschen Besetzung der Niederlande am 10. Mai 1940 ständig auf der Flucht. Im Juni 1943 wurde er im Rahmen einer Razzia von den deutschen Besatzern verhaftet. Aus Westerbork wurde er über Theresienstadt nach Auschwitz deportiert und dort im September 1944 ermordet. Seine Frau Marianne wurde am 10. November 1941 in das Ghetto von Minsk deportiert, wo sie unter ungeklärten Umständen starb. Julie Joseph, die Mutter von Marianne Eckstein, war die Witwe von Jacob Roos und in zweiter Ehe seit 1902 mit Robert Joseph, welcher Harfenist am Städtischen Orchester war, verheiratet. Sie wohnte zuletzt in der Moltkestr. 85. Am 21. Juli 1942 wurde sie mit dem Transport VII/1 Nr. 388 von Düsseldorf nach Theresienstadt und von dort am 21. September 1942 mit Transport Bp Nr. 1862 nach Treblinka deportiert, wo sie noch am Tag der Ankunft ermordet wurde. Walter Joseph (geboren 28. Februar 1908 in Düsseldorf), Stiefsohn von Julie Joseph und Stiefbruder von Marianne Eckstein, stand auf der Liste für den Transport am 10. November 1941 von Düsseldorf nach Minsk zu evakuierender Juden. Er wurde tatsächlich dann in 1941 mit letzten Wohnsitz in der Hindenburgstr. 49 in Bendorf-Sayn, aus der jüdischen Heil- und Pflegeanstalt, vormals Jacoby’sche Heil- und Pflegeanstalt für Nerven- und Gemütskranke in Sayn bei Koblenz, deportiert. So ergibt sich, dass unter Berücksichtigung der in den Listen vorgenommenen Streichungen, darunter die Streichung von Walter Joseph, Beruf Arbeiter (Krank), sich im Gegensatz zu der Angabe des Hauptmann der Ordnungspolizei Wilhelm Meurin (1906–1944), tatsächlich insgesamt 997 Menschen nach Minsk verschleppt wurden. |
| Stumbling Stone (Stolperstein) for Margarethe Eckstein. Moltkestraße 53, Düsseldorf | Moltkestraße 53 · 2019                                             | Hier wohnte Margarethe Eckstein geb. Roos Jg. 1900 deportiert 10.11.1941 ermordet in Minsk                                                                   | Albert Eckstein (geb. 15. Juli 1892 in Langerwehe) und Margarethe Sophie Roos (geb. 2. Januar 1900 in Düsseldorf) heirateten 1922. Am 21. November 1923 wurde Sohn Erich geboren, am 12. Dezember 1924 Tochter Marianne. Das Ehepaar eröffnete am Wehrhahn 32 Eckstein’s Seifenzentrale. 1935 erzwangen die NS-Behörden die Schließung des Geschäftes. Eckstein belieferte fortan Privatkunden und bemühte sich um eine Auswanderung. 1937 konnte Marianne Eckstein in die USA ausreisen, wo sie später von ihren Pflegeeltern adoptiert wurde, Sohn Erich gelangte 1939 mit einem Kindertransport nach England. Während Marianne Eckstein zu ihrer Mutter Julie Joseph (geb. Baer, 28. Juni 1872 in Düsseldorf-Mörsenbroich) zog, floh ihr Ehemann 1938 in die Niederlande, wo er in Utrecht, wie sein Neffe Otto, in seinem erlernten Beruf als Metzger arbeitete. Nach Kriegsausbruch 1939 wurde er von den niederländischen Behörden interniert und befand sich nach Beginn der deutschen Besetzung der Niederlande am 10. Mai 1940 ständig auf der Flucht. Im Juni 1943 wurde er im Rahmen einer Razzia von den deutschen Besatzern verhaftet. Aus Westerbork wurde er über Theresienstadt nach Auschwitz deportiert und dort im September 1944 ermordet. Seine Frau Marianne wurde am 10. November 1941 in das Ghetto von Minsk deportiert, wo sie unter ungeklärten Umständen starb. Julie Joseph, die Mutter von Marianne Eckstein, war die Witwe von Jacob Roos und in zweiter Ehe seit 1902 mit Robert Joseph, welcher Harfenist am Städtischen Orchester war, verheiratet. Sie wohnte zuletzt in der Moltkestr. 85. Am 21. Juli 1942 wurde sie mit dem Transport VII/1 Nr. 388 von Düsseldorf nach Theresienstadt und von dort am 21. September 1942 mit Transport Bp Nr. 1862 nach Treblinka deportiert, wo sie noch am Tag der Ankunft ermordet wurde. Walter Joseph (geboren 28. Februar 1908 in Düsseldorf), Stiefsohn von Julie Joseph und Stiefbruder von Marianne Eckstein, stand auf der Liste für den Transport am 10. November 1941 von Düsseldorf nach Minsk zu evakuierender Juden. Er wurde tatsächlich dann in 1941 mit letzten Wohnsitz in der Hindenburgstr. 49 in Bendorf-Sayn, aus der jüdischen Heil- und Pflegeanstalt, vormals Jacoby’sche Heil- und Pflegeanstalt für Nerven- und Gemütskranke in Sayn bei Koblenz, deportiert. So ergibt sich, dass unter Berücksichtigung der in den Listen vorgenommenen Streichungen, darunter die Streichung von Walter Joseph, Beruf Arbeiter (Krank), sich im Gegensatz zu der Angabe des Hauptmann der Ordnungspolizei Wilhelm Meurin (1906–1944), tatsächlich insgesamt 997 Menschen nach Minsk verschleppt wurden. |
| Stumbling Stone (Stolperstein) for Walter Joseph. Moltkestraße 85, 40479 Düsseldorf | Moltkestraße 85 ·                                                  | Hier wohnte Walter Joseph Jg. 1908 aus 'Heilanstalt’ Bendorf-Sayn deportiert 1941 Izbica ermordet                                                            | Albert Eckstein (geb. 15. Juli 1892 in Langerwehe) und Margarethe Sophie Roos (geb. 2. Januar 1900 in Düsseldorf) heirateten 1922. Am 21. November 1923 wurde Sohn Erich geboren, am 12. Dezember 1924 Tochter Marianne. Das Ehepaar eröffnete am Wehrhahn 32 Eckstein’s Seifenzentrale. 1935 erzwangen die NS-Behörden die Schließung des Geschäftes. Eckstein belieferte fortan Privatkunden und bemühte sich um eine Auswanderung. 1937 konnte Marianne Eckstein in die USA ausreisen, wo sie später von ihren Pflegeeltern adoptiert wurde, Sohn Erich gelangte 1939 mit einem Kindertransport nach England. Während Marianne Eckstein zu ihrer Mutter Julie Joseph (geb. Baer, 28. Juni 1872 in Düsseldorf-Mörsenbroich) zog, floh ihr Ehemann 1938 in die Niederlande, wo er in Utrecht, wie sein Neffe Otto, in seinem erlernten Beruf als Metzger arbeitete. Nach Kriegsausbruch 1939 wurde er von den niederländischen Behörden interniert und befand sich nach Beginn der deutschen Besetzung der Niederlande am 10. Mai 1940 ständig auf der Flucht. Im Juni 1943 wurde er im Rahmen einer Razzia von den deutschen Besatzern verhaftet. Aus Westerbork wurde er über Theresienstadt nach Auschwitz deportiert und dort im September 1944 ermordet. Seine Frau Marianne wurde am 10. November 1941 in das Ghetto von Minsk deportiert, wo sie unter ungeklärten Umständen starb. Julie Joseph, die Mutter von Marianne Eckstein, war die Witwe von Jacob Roos und in zweiter Ehe seit 1902 mit Robert Joseph, welcher Harfenist am Städtischen Orchester war, verheiratet. Sie wohnte zuletzt in der Moltkestr. 85. Am 21. Juli 1942 wurde sie mit dem Transport VII/1 Nr. 388 von Düsseldorf nach Theresienstadt und von dort am 21. September 1942 mit Transport Bp Nr. 1862 nach Treblinka deportiert, wo sie noch am Tag der Ankunft ermordet wurde. Walter Joseph (geboren 28. Februar 1908 in Düsseldorf), Stiefsohn von Julie Joseph und Stiefbruder von Marianne Eckstein, stand auf der Liste für den Transport am 10. November 1941 von Düsseldorf nach Minsk zu evakuierender Juden. Er wurde tatsächlich dann in 1941 mit letzten Wohnsitz in der Hindenburgstr. 49 in Bendorf-Sayn, aus der jüdischen Heil- und Pflegeanstalt, vormals Jacoby’sche Heil- und Pflegeanstalt für Nerven- und Gemütskranke in Sayn bei Koblenz, deportiert. So ergibt sich, dass unter Berücksichtigung der in den Listen vorgenommenen Streichungen, darunter die Streichung von Walter Joseph, Beruf Arbeiter (Krank), sich im Gegensatz zu der Angabe des Hauptmann der Ordnungspolizei Wilhelm Meurin (1906–1944), tatsächlich insgesamt 997 Menschen nach Minsk verschleppt wurden. |
| Stumbling Stone (Stolperstein) for Julie Joseph. Moltkestraße 85, 40479 Düsseldorf  | Moltkestraße 85 ·                                                  | Hier wohnte Julie Joseph geb. Baer Jg. 1872 deportiert 21.7.1942 Theresienstadt ermordet 21.9.1942 Treblinka                                                 | Albert Eckstein (geb. 15. Juli 1892 in Langerwehe) und Margarethe Sophie Roos (geb. 2. Januar 1900 in Düsseldorf) heirateten 1922. Am 21. November 1923 wurde Sohn Erich geboren, am 12. Dezember 1924 Tochter Marianne. Das Ehepaar eröffnete am Wehrhahn 32 Eckstein’s Seifenzentrale. 1935 erzwangen die NS-Behörden die Schließung des Geschäftes. Eckstein belieferte fortan Privatkunden und bemühte sich um eine Auswanderung. 1937 konnte Marianne Eckstein in die USA ausreisen, wo sie später von ihren Pflegeeltern adoptiert wurde, Sohn Erich gelangte 1939 mit einem Kindertransport nach England. Während Marianne Eckstein zu ihrer Mutter Julie Joseph (geb. Baer, 28. Juni 1872 in Düsseldorf-Mörsenbroich) zog, floh ihr Ehemann 1938 in die Niederlande, wo er in Utrecht, wie sein Neffe Otto, in seinem erlernten Beruf als Metzger arbeitete. Nach Kriegsausbruch 1939 wurde er von den niederländischen Behörden interniert und befand sich nach Beginn der deutschen Besetzung der Niederlande am 10. Mai 1940 ständig auf der Flucht. Im Juni 1943 wurde er im Rahmen einer Razzia von den deutschen Besatzern verhaftet. Aus Westerbork wurde er über Theresienstadt nach Auschwitz deportiert und dort im September 1944 ermordet. Seine Frau Marianne wurde am 10. November 1941 in das Ghetto von Minsk deportiert, wo sie unter ungeklärten Umständen starb. Julie Joseph, die Mutter von Marianne Eckstein, war die Witwe von Jacob Roos und in zweiter Ehe seit 1902 mit Robert Joseph, welcher Harfenist am Städtischen Orchester war, verheiratet. Sie wohnte zuletzt in der Moltkestr. 85. Am 21. Juli 1942 wurde sie mit dem Transport VII/1 Nr. 388 von Düsseldorf nach Theresienstadt und von dort am 21. September 1942 mit Transport Bp Nr. 1862 nach Treblinka deportiert, wo sie noch am Tag der Ankunft ermordet wurde. Walter Joseph (geboren 28. Februar 1908 in Düsseldorf), Stiefsohn von Julie Joseph und Stiefbruder von Marianne Eckstein, stand auf der Liste für den Transport am 10. November 1941 von Düsseldorf nach Minsk zu evakuierender Juden. Er wurde tatsächlich dann in 1941 mit letzten Wohnsitz in der Hindenburgstr. 49 in Bendorf-Sayn, aus der jüdischen Heil- und Pflegeanstalt, vormals Jacoby’sche Heil- und Pflegeanstalt für Nerven- und Gemütskranke in Sayn bei Koblenz, deportiert. So ergibt sich, dass unter Berücksichtigung der in den Listen vorgenommenen Streichungen, darunter die Streichung von Walter Joseph, Beruf Arbeiter (Krank), sich im Gegensatz zu der Angabe des Hauptmann der Ordnungspolizei Wilhelm Meurin (1906–1944), tatsächlich insgesamt 997 Menschen nach Minsk verschleppt wurden. |
|                                                                                     | Moltkestraße 100 · 2017                                            | Hier wohnte Heinz Krösche Jg. 1909 verhaftet 1935 erhängt in Zelle Polizeipräsidium Düsseldorf                                                               | Heinz Krösche (geb. 29. März 1909 in Düsseldorf) war von Beruf kaufmännischer Angestellter. Er war Mitglied der Sportbewegung der KPD und schrieb Artikel für deren Zeitschrift Westdeutscher Arbeitersport. Ab Herbst 1934 wurden nach und nach die Mitglieder der Bewegung festgenommen; Krösche gelang es noch, den Vervielfältigungsapparat der Gruppe in einer Kirche in Sicherheit zu bringen. Am 30. Juli 1935 wurde auch er verhaftet und am 8. August nach ersten Verhören erhängt in seiner Zelle aufgefunden. Es ist ungeklärt, ob es sich dabei um Mord oder Suizid handelte. Im selben Jahr gab es im Düsseldorfer Polizeipräsidium mehrere ähnliche Todesfälle. |
| Stolperstein Edith Fürst, Prinz-Georg-Straße 100, Düsseldorf-Pempelfort             | Prinz-Georg-Straße 100 · 2019                                      | Hier wohnte Edith Fürst geb. Michalowski Flucht Serbien interniert 1941 KZ Sabac erschossen 1941                                                             | Edith Michalowski (geb. am 1. Juli 1894 in Düsseldorf) war in zweiter Ehe verheiratet mit dem Kaufmann Oskar Fürst (geb. 15. Februar 1883 in Essen), welcher den Sohn aus erster Ehe Theodor Moses (geb. 1914 in Düsseldorf) 1922 adoptierte. Seit 1926 wohnte die Familie im turmartigen Wohnhochhaus Prinz-Georg-Straße 100 auf der sechsten Etage. Mit Machtübernahme der Nazis 1933 wurde Oskar Fürst die Arbeit kontinuierlich schwieriger gemacht. Ihm setzten die Verfolgung und Repressalien so dermaßen zu, dass er am 16. September 1936 Selbstmord beging. Der Sohn Theodor war seit 1934 in Palästina und Ediths Versuch dorthin zu gelangen zog sich in die Länge. Sie erlebte die Pogromnacht 1938 in Düsseldorf und die Wohnung wurde zerstört. Sie zog in die Graf-Recke-Straße 16 und am 21. November 1939 wurde Edith Fürst offiziell bei der Düsseldorfer Behörde abgemeldet mit Ziel Palästina. Edith Fürst wählte die Ausreise mit einem Donauschiff, dem illegalen Kladovo-Transport, über den Landweg mit Start in Wien. Auf dem Schiff festliegend im Hafen von Kladovo war die Seuche ausgebrochen und Edith Fürst setzte sich als Pflegerin ein. 1940 warteten sie vergeblich auf ein Hochseeschiff für die Weiterfahrt, mussten in den Hafen von Šabac an der Save übersiedeln, wo sie 1941 von den Nationalsozialisten eingeholt wurden. Die Männer des Transportes wurden Ende September 1941 in das KZ Šabac überstellt und am 12. und 13. Oktober auf Befehl von General der Infanterie Franz Böhme von Einheiten der Wehrmacht erschossen. Auf einer 1946 erstellten Namensliste der Menschen, die im August und Oktober 1941 in Šabac erschossen worden sind, darunter auch Edith Fürst. Die Frauen wurden Anfang Jänner 1942 in das KZ Sajmište überstellt und zwischen 19. März und 10. Mai 1942 unter Herbert Andorfer in einem Gaswagen ermordet. Es ist eher naheliegend, dass Edith Fürst während der Fahrt mit Gas ermordet wurde. Im Juli 2025 beschloss der Stadtrat der Landeshauptstadt Düsseldorf den Jürgensplatz in „Edith-Fürst-Straße“ und die Platzfläche vor dem Polizeipräsidium und dem Ministerium für Heimat, Kommunales, Bau und Digitalisierung in „Am Polizeipräsidium“ umzubenennen. |
| Stolperstein Oskar Fürst, Prinz-Georg-Straße 100, Düsseldorf-Pempelfort             | Prinz-Georg-Straße 100 · 2019                                      | Hier wohnte Oskar Fürst Jg. 1883 gedemütigt / entrechtet Flucht in den Tod 16.9.1936                                                                         | Edith Michalowski (geb. am 1. Juli 1894 in Düsseldorf) war in zweiter Ehe verheiratet mit dem Kaufmann Oskar Fürst (geb. 15. Februar 1883 in Essen), welcher den Sohn aus erster Ehe Theodor Moses (geb. 1914 in Düsseldorf) 1922 adoptierte. Seit 1926 wohnte die Familie im turmartigen Wohnhochhaus Prinz-Georg-Straße 100 auf der sechsten Etage. Mit Machtübernahme der Nazis 1933 wurde Oskar Fürst die Arbeit kontinuierlich schwieriger gemacht. Ihm setzten die Verfolgung und Repressalien so dermaßen zu, dass er am 16. September 1936 Selbstmord beging. Der Sohn Theodor war seit 1934 in Palästina und Ediths Versuch dorthin zu gelangen zog sich in die Länge. Sie erlebte die Pogromnacht 1938 in Düsseldorf und die Wohnung wurde zerstört. Sie zog in die Graf-Recke-Straße 16 und am 21. November 1939 wurde Edith Fürst offiziell bei der Düsseldorfer Behörde abgemeldet mit Ziel Palästina. Edith Fürst wählte die Ausreise mit einem Donauschiff, dem illegalen Kladovo-Transport, über den Landweg mit Start in Wien. Auf dem Schiff festliegend im Hafen von Kladovo war die Seuche ausgebrochen und Edith Fürst setzte sich als Pflegerin ein. 1940 warteten sie vergeblich auf ein Hochseeschiff für die Weiterfahrt, mussten in den Hafen von Šabac an der Save übersiedeln, wo sie 1941 von den Nationalsozialisten eingeholt wurden. Die Männer des Transportes wurden Ende September 1941 in das KZ Šabac überstellt und am 12. und 13. Oktober auf Befehl von General der Infanterie Franz Böhme von Einheiten der Wehrmacht erschossen. Auf einer 1946 erstellten Namensliste der Menschen, die im August und Oktober 1941 in Šabac erschossen worden sind, darunter auch Edith Fürst. Die Frauen wurden Anfang Jänner 1942 in das KZ Sajmište überstellt und zwischen 19. März und 10. Mai 1942 unter Herbert Andorfer in einem Gaswagen ermordet. Es ist eher naheliegend, dass Edith Fürst während der Fahrt mit Gas ermordet wurde. Im Juli 2025 beschloss der Stadtrat der Landeshauptstadt Düsseldorf den Jürgensplatz in „Edith-Fürst-Straße“ und die Platzfläche vor dem Polizeipräsidium und dem Ministerium für Heimat, Kommunales, Bau und Digitalisierung in „Am Polizeipräsidium“ umzubenennen. |
|                                                                                     | Rochusstraße 7 · 2017                                              | Hier wohnte Karlrobert Kreiten Jg. 1916 hingerichtet 7.9.1943 Berlin-Plötzensee                                                                              | Der Pianist Karlrobert Kreiten war aus Bonn gebürtig und wuchs in Düsseldorf in der Rochusstr. 7 auf. 1937 zog er nach Berlin. Dort äußerte er gegenüber einer Nachbarin, dass der Krieg endlich beendet werden müsse. Er wurde denunziert, verhaftet und angeklagt, dass er „mitten im totalen Krieg die kämpferische Widerstandskraft einer deutschen Volksgenossin durch niedrigste Verunglimpfungen des Führers, das Voraussagen der Revolution und den Rat, sich vom Nationalsozialismus abzukehren volksverräterisch zu zersetzen gesucht und dadurch unserem Kriegsfeind geholfen“ habe. Der Volksgerichtshof unter Roland Freisler verurteilte ihn am 3. September 1943 zum Tode; am 7. September 1943 wurde er in Plötzensee gemeinsam mit anderen Gefangenen erhängt. |
|                                                                                     | Rochusstraße 9 · Bewohner Teutonenstr. 9, 1940 ·                   | Hier wohnte Emma Hecht geb. Stern Jg. 1873 deportiert 1942 Theresienstadt 1942 Treblinka ermordet                                                            | Emma Stern war am 20. November 1873 in Lichtenau im Bürener Land geboren und lebte mit ihrem Gatten Hecht in Düsseldorf und nach dessen Ableben bei ihrer Tochter und Schwiegersohn in der Rochusstr. 9. Die letzte Anschrift der Witwe Salomon Hecht war ab 1937 das Parterre des so genannten „Judenhaus“ in der Teutonenstr. 9. Am 21. Juli 1942 wurde Emma Hecht, als Klara S. Hecht, 68 Jahre alt, in das Ghetto Theresienstadt verbracht. Weitere Mitbewohner der Teutonenstraße auf dem Transport VII/1, Zug DA 70 waren Alex I. Hertz (74 Jahre alt), Hedwig Hertz, geb. Bach (75 Jahre alt), Friedrich I. Herz (53 Jahre alt), Moritz Loeb (74 Jahre alt), Pauline S. Loeb (79 Jahre alt), Clara S. Selberg (65 Jahre alt), Rosa S. Siebmann (78 Jahre alt), Helene Stein, geb. Kaufman (70 Jahre alt), Lilli S. Weil, geb. Wasserman (52 Jahre alt), Louis I. Weil (67 Jahre alt). Zwei Monate später wurde Emma Hecht im Vernichtungslager Treblinka ermordet. |
|                                                                                     | Rochusstraße 9 · 2021                                              | Hier wohnte Leopold Vogel J. 1895 deportiert 1941 ermordet in Minsk                                                                                          | Leopold Vogel war verheiratet mit Ilse, der Tochter von Emma Hecht. Ilse war am 21. Mai 1905 in Salzkotten im Bürener Land geboren und in Düsseldorf Hausfrau. Leopold (geb. 25. November 1895 in Hebel) war der Sohn von Sallie und Sara Vogel und von Beruf Kantor und Cheder-Lehrer. Ilse und Leopold Vogel lebten seit ihrer Heirat 1925 in Düsseldorf. Die Töchter Inge, geboren 1926, und Lore, geboren 1930, konnten 1939 mit Kindertransporten nach Großbritannien in Sicherheit gebracht werden. Ilse und Leopold Vogel wurden zusammen am 10. November 1941 in das Ghetto Minsk deportiert und dort ermordet. Sara Vogel, die Mutter von Leopold, seit 1937 ebenfalls in der Wohnung Rochusstraße wohnhaft, zog in das Altenheim der jüdischen Gemeinde Grafenberger Allee 78, wo sie am 10. Mai 1942 verstarb. Die Gedenkblätter zu Ilse und Leoplod Vogel wurden von der Tochter Lore Roesner 1994 eingereicht. |
|                                                                                     | Rochusstraße 9 · 2021                                              | Hier wohnte Ilse Vogel geb. Hecht Jg. 1905 deportiert 1941 ermordet in Minsk                                                                                 | Leopold Vogel war verheiratet mit Ilse, der Tochter von Emma Hecht. Ilse war am 21. Mai 1905 in Salzkotten im Bürener Land geboren und in Düsseldorf Hausfrau. Leopold (geb. 25. November 1895 in Hebel) war der Sohn von Sallie und Sara Vogel und von Beruf Kantor und Cheder-Lehrer. Ilse und Leopold Vogel lebten seit ihrer Heirat 1925 in Düsseldorf. Die Töchter Inge, geboren 1926, und Lore, geboren 1930, konnten 1939 mit Kindertransporten nach Großbritannien in Sicherheit gebracht werden. Ilse und Leopold Vogel wurden zusammen am 10. November 1941 in das Ghetto Minsk deportiert und dort ermordet. Sara Vogel, die Mutter von Leopold, seit 1937 ebenfalls in der Wohnung Rochusstraße wohnhaft, zog in das Altenheim der jüdischen Gemeinde Grafenberger Allee 78, wo sie am 10. Mai 1942 verstarb. Die Gedenkblätter zu Ilse und Leoplod Vogel wurden von der Tochter Lore Roesner 1994 eingereicht. |
|                                                                                     | Scharnhorststraße 4 · 2019                                         | Hier wohnte Tilde Klose Jg. 1892 verhaftet 1934 ermordet 1.2.1942 KZ Ravensbrück                                                                             | Tilde Klose (geb. 22. Dezember 1892) in Solingen war in der KPD engagiert. Am 8. März 1935 wurde sie vom Oberlandesgericht Hamm wegen „Vorbereitung zum Hochverrat“ zu vier Jahren Zuchthaus verurteilt. Nach ihrer Entlassung aus dem Gefängnis wurde sie von der Gestapo in „Schutzhaft“ genommen und in das KZ Ravensbrück deportiert. Im Rahmen der Aktion 14f13, einer Tötungsaktion gegen nicht-arbeitsfähige Häftlinge in Konzentrationslager, wurde die tuberkulosekranke Klose am 18. Februar 1942 in die Tötungsanstalt Bernburg gebracht und vergast. |
| Stolperstein für Anna Kassing                                                       | Schinkelstraße 66 · 2019                                           | Hier wohnte Anna Kassing geb. Steinecke Jg. 1900 mehrfach verhaftet tot 1945 KZ Ravensbrück                                                                  | Anna Caroline, genannt „Änne“, Kassing (geb. 18. August 1900 in Hattingen) war die Tochter von Albert und Elisabeth Steinecke (geb. Pankok). Mit 20 Jahren heiratete sie den neun Jahre älteren Fräser Fritz Kassing. 1927 wurde sie Schriftführerin der Naturfreunde und 1919 Mitglied des der KPO nahestehenden Weltbühnen-Kreises. Ab 1931 engagierte sie sich im Internationalen Hilfsverein, der Angehörige von politisch Verfolgten unterstützte, die nicht mehr der KPD angehörten. Am 30. Dezember 1936 wurde sie gemeinsam mit weiteren Mitgliedern der Gruppe (darunter auch ihr Ehemann) um den Journalisten Dagobert Lubinski verhaftet und vom Oberlandesgericht Hamm wegen „Vorbereitung zum Hochverrat“ zu fünf Jahren Zuchthaus verurteilt. Während des Prozesses nahm sie alle Anklagepunkte auf sich, um ihrem kriegsversehrten Mann die Haft zu ersparen. Nach Verbüßung ihrer Zuchthausstrafe wurde Änne Kassing im Februar 1942 von der Gestapo in „Schutzhaft“ genommen und in das KZ Ravensbrück eingeliefert. Als dem Schwedischen Roten Kreuz im April 1945 die Möglichkeit gegeben wurde, ausländische KZ-Häftlinge nach Schweden zu bringen, beschloss der Widerstand im Lager, Kassing mit den Papieren der verstorbenen Niederländerin Angine Dekker zu versehen. Der schwedische Transport wurde am 25. April 1945 von britischen Tieffliegern beschossen. Recherchen nach der Verlegung des Stolpersteins ergaben, dass Änne Kassing bei diesem Angriff schwer verletzt wurde, aber noch nach Dänemark gebracht werden konnte, wo sie am 10. Mai 1945 im Staatshospital von Sønderborg starb und am 17. Mai unter dem niederländischen Namen beerdigt wurde. 1960 wurde der Name im Kirchenbuch korrigiert, nachdem Fritz Kässing das Grab seiner Frau aufgefunden hatte. |
| Stolperstein für Max Stern                                                          | Vagedesstraße 19 · 2019                                            | Hier wohnte Max Stern Jg. 1872 Schutzkellerverbot tot bei Luftangriff 12.6.1943                                                                              | Der Maler Max Stern war jüdischer Abkunft. Er starb am 12. Juni 1943 bei einem Bombenangriff, der als einer der schwersten in der Geschichte Düsseldorfs galt. Seine Frau Alice beging daraufhin am 14. Dezember des Jahres Suizid. |
|                                                                                     | Venloer Straße 11 · 2017                                           | Hier wohnte Max Back Jg. 1874 deportiert 1941 Ghetto Lodz tot 12.7.1942                                                                                      | Max Back war Kaufmann von Beruf und stammte aus Pasewalk in Pommern. Am 23. Juni 1907 heiratete er die aus Hildesheim stammende Berta Goldberg. Ab 1901 führte er die Buchdruckerei Haas & Wittke in der Bandelstr. 14, die Familie wohnte in der Remscheider Str. 6/II. 1933 wurde er gezwungen, seine Druckerei zu „versteigern“. Die Familie musste fortan von Ersparnissen, der Unterstützung durch Angehörige und vom Gehalt der Tochter Ursula leben, die als Stenotypistin arbeitete. 1933 zog Familie Back in die Venloer Str. 11. Das Ehepaar hatte zwei Töchter (Ursula, geb. 1908, und Gertrud, geb. 1911). Die ältere Tochter Gerda folgte 1936 ihrem Ehemann nach Frankreich, ihre Schwester Ursula meldete sich mit ihrem Mann offiziell nach Lima ab, deren Sohn Enrique kam 1936 in Marokko zur Welt. Die Eheleute Back unterhielten regen Briefkontakt zu ihren Töchtern, weshalb Max Back 1941 von der Gestapo verwarnt wurde. Am 27. Oktober 1941 wurden Max Back und seine Frau nach Litzmannstadt deportiert. Im Mai 1942 gelang es ihm, sich und seine Frau von einem Transport in der Vernichtungslager Kulmhof (Chelmno) zurückstellen zu lassen. Zwei Monate später starb er. Berta Back lebte bis zur Auflösung des Ghettos in der Fischstr. 18., Wohnung 3, und arbeitete ab November 1942 in der Handstrickerei-Abteilung. Sie wurde am 12. Juli 1942 nach Kulmhof deportiert und dort ermordet. |
|                                                                                     | Venloer Straße 11 · 2017                                           | Hier wohnte Berta Back geb. Goldberg Jg. 1885 deportiert 1941 Lodz tot 12.7.1944 Chelmno                                                                     | Max Back war Kaufmann von Beruf und stammte aus Pasewalk in Pommern. Am 23. Juni 1907 heiratete er die aus Hildesheim stammende Berta Goldberg. Ab 1901 führte er die Buchdruckerei Haas & Wittke in der Bandelstr. 14, die Familie wohnte in der Remscheider Str. 6/II. 1933 wurde er gezwungen, seine Druckerei zu „versteigern“. Die Familie musste fortan von Ersparnissen, der Unterstützung durch Angehörige und vom Gehalt der Tochter Ursula leben, die als Stenotypistin arbeitete. 1933 zog Familie Back in die Venloer Str. 11. Das Ehepaar hatte zwei Töchter (Ursula, geb. 1908, und Gertrud, geb. 1911). Die ältere Tochter Gerda folgte 1936 ihrem Ehemann nach Frankreich, ihre Schwester Ursula meldete sich mit ihrem Mann offiziell nach Lima ab, deren Sohn Enrique kam 1936 in Marokko zur Welt. Die Eheleute Back unterhielten regen Briefkontakt zu ihren Töchtern, weshalb Max Back 1941 von der Gestapo verwarnt wurde. Am 27. Oktober 1941 wurden Max Back und seine Frau nach Litzmannstadt deportiert. Im Mai 1942 gelang es ihm, sich und seine Frau von einem Transport in der Vernichtungslager Kulmhof (Chelmno) zurückstellen zu lassen. Zwei Monate später starb er. Berta Back lebte bis zur Auflösung des Ghettos in der Fischstr. 18., Wohnung 3, und arbeitete ab November 1942 in der Handstrickerei-Abteilung. Sie wurde am 12. Juli 1942 nach Kulmhof deportiert und dort ermordet. |
|                                                                                     | Venloer Straße 11a · 28. August 2014 · 2017                        | Hier wohnte Arthur Jacoby Jg. 1874 deportiert 1941 ermordet in Minsk                                                                                         | Arthur Jacoby (geb. 27. Oktober 1874), Sohn von Abraham und Julie Jacoby aus Dortmund, und Ella (geb. 23. September 1888), Tochter von Julius und Hedwig Rosenthal aus Neheim, wohnten in der Venloer Straße 11a, bevor sie gezwungen wurden, in die Rochusstraße zu ziehen. Am 10. November 1941 wurden sie von Düsseldorf in das Ghetto Minsk deportiert. Wann sie ermordet wurden, ist ungewiss. Der Sohn Klaus (geb. 6. November 1916 in Düsseldorf; gest. im April 1964 in Oslo) konnte 1938 nach Amerika entkommen. Von den acht Geschwistern von Arthur Jacoby überlebten vier den Holocaust, eine Schwester verstarb vorher im Jahre 1930. Die einzige Schwester von Ella Jacoby, Käthe Karoline Swartz (geb. Rosenthal, am 26. Mai 1887 in Arnsberg) wurde am 30. April 1943 in Sobibór ermordet. |
|                                                                                     | Venloer Straße 11a · 28. August 2014 · 2017                        | Hier wohnte Ella Jacoby geb. Rosenthal Jg. 1888 deportiert 1941 ermordet in Minsk                                                                            | Arthur Jacoby (geb. 27. Oktober 1874), Sohn von Abraham und Julie Jacoby aus Dortmund, und Ella (geb. 23. September 1888), Tochter von Julius und Hedwig Rosenthal aus Neheim, wohnten in der Venloer Straße 11a, bevor sie gezwungen wurden, in die Rochusstraße zu ziehen. Am 10. November 1941 wurden sie von Düsseldorf in das Ghetto Minsk deportiert. Wann sie ermordet wurden, ist ungewiss. Der Sohn Klaus (geb. 6. November 1916 in Düsseldorf; gest. im April 1964 in Oslo) konnte 1938 nach Amerika entkommen. Von den acht Geschwistern von Arthur Jacoby überlebten vier den Holocaust, eine Schwester verstarb vorher im Jahre 1930. Die einzige Schwester von Ella Jacoby, Käthe Karoline Swartz (geb. Rosenthal, am 26. Mai 1887 in Arnsberg) wurde am 30. April 1943 in Sobibór ermordet. |

#### Stadtmitte
| Bild                                              | Adresse Verlegedatum                                                                              | Person, Inschrift | Anmerkung |
| ------------------------------------------------- | ------------------------------------------------------------------------------------------------- | --- | --- |
|                                                   | Bahnstraße 65 (vormals 67) · 2018                                                                 | Hier wohnte Meyer Süsskind Jg. 1856 deportiert 1942 Theresienstadt ermordet 20.8.1942                                 | Das ehemalige Haus Bahnstraße 67 stand an der Ecke zur Charlottenstraße und war Anfang der 1930er Jahre Eigentum des Kaufmanns Meyer Süsskind, welcher mit seiner Familie auf der 1. Etage wohnte. Im Untergeschoss befand sich der Schuhkeller des Hermann Löwenstein, welcher in 1932 schon nicht mehr vorhanden war. In 1937, die Familie immer noch dort wohnhaft, war das Gebäude in den Besitz der „Schweizerischen Lebensversicherungs- und Rentenanstalt, Zürich“ übergegangen. Meyer Süsskind, geb. am 23. Mai 1856 in Wickrathberg, wurde von Düsseldorf mit dem Transport VII/1, Nr. 799 am 21. Juli 1942 nach Theresienstadt deportiert und vier Wochen später dort ermordet. |
|                                                   | Bahnstraße 65 (vormals 67) · 2018                                                                 | Hier wohnte Jenny Müller geb. Süsskind Jg. 1883 deportiert 1942 Theresienstadt ermordet 20.8.1942                     | Jenny Süsskind, verehelichte Müller, geb. am 4. Oktober 1883 in Mönchengladbach, wurde mit selbigen Transport VII/1 wie Meyer Süsskind, jedoch Nr. 621 am 21. Juli 1942 nach Theresienstadt deportiert und dort zeitgleich ermordet. |
|                                                   | Bahnstraße 65 (vormals 67) · 2018                                                                 | Hier wohnte Meta Mendel geb. Süsskind Jg. 1887 deportiert 1941 Łodz/Litzmannstadt ermordet Sept. 1942 Chelmno/Kulmhof | |
|                                                   | Bahnstraße 65 (vormals 67) · 2018                                                                 | Hier wohnte Paul Mendel Jg. 1883 deportiert 1941 Łodz/Litzmannstadt ermordet 12.4.1943                                | |
|                                                   | Bahnstraße 65 (vormals 67) · 2018                                                                 | Hier wohnte Ruth Mendel Jg. 1921 deportiert 1941 Łodz/Litzmannstadt ermordet Juli 1944 Chelmno/Kulmhof                | |
|                                                   | Immermannstraße 20 ·                                                                              | Hier wohnte Wilhelm Alexander Jg. 1885 deportiert 1941 Ghetto Minsk ermordet                                          | |
|                                                   | Immermannstraße 20 ·                                                                              | Hier wohnte Emma Alexander geb. Cohen Jg. 1887 deportiert 1941 Ghetto Minsk ermordet                                  | |
|                                                   | Immermannstraße 65, · vor Tourist-Information Nähe Hauptbahnhof (damals Immermannstr. 71) · 2017  | Hier wohnte Eduard Wolff Jg. 1889 deportiert 1941 Ghetto Lodz ermordet 3.10.1944 Auschwitz                            | Eduard Wolff (geb. am 22. Oktober 1889 in Kobern-Gondorf) war verheiratet mit Hanna, geborene Jacob, wohnten vor dem Zweiten Weltkrieg in Düsseldorf. Sie wurden 1941 zusammen in das Ghetto Litzmannstadt deportiert. Eduard Wolff verstarb am 3. Oktober 1944 im KZ Auschwitz-Birkenau. Hanna Wolff (geb. 3. Oktober 1906 in Schwarzenau an der Eder) wurde zuletzt im September 1944 im KZ Birkenau lebend gesehen. Der Sohn Gary Guenter Richard Wolff, welcher im März 1983 die Testimonials zu seinen Eltern in der Zentralen Datenbank der Namen der Holocaustopfer einreichte, konnte in die USA entfliehen. |
|                                                   | Immermannstraße 65, · vor Tourist-Information Nähe Hauptbahnhof (damals Immermannstr. 71) · 2017  | Hier wohnte Hanna Wolff geb. Jacob Jg. 1906 deportiert 1941 Ghetto Lodz ermordet Aug. 1944 Auschwitz                  | Eduard Wolff (geb. am 22. Oktober 1889 in Kobern-Gondorf) war verheiratet mit Hanna, geborene Jacob, wohnten vor dem Zweiten Weltkrieg in Düsseldorf. Sie wurden 1941 zusammen in das Ghetto Litzmannstadt deportiert. Eduard Wolff verstarb am 3. Oktober 1944 im KZ Auschwitz-Birkenau. Hanna Wolff (geb. 3. Oktober 1906 in Schwarzenau an der Eder) wurde zuletzt im September 1944 im KZ Birkenau lebend gesehen. Der Sohn Gary Guenter Richard Wolff, welcher im März 1983 die Testimonials zu seinen Eltern in der Zentralen Datenbank der Namen der Holocaustopfer einreichte, konnte in die USA entfliehen. |
|                                                   | Konrad-Adenauer-Platz 1, · vor Postgebäude (damals Immermannstraße 66 bzw. Karlstraße 95 ) · 2017 | Hier wohnte Julo Levin Jg. 1901 deportiert 17.5.1943 ermordet 1943 in Auschwitz                                       | Der als Julius Levin, bekannt unter Julo Levin, (geboren 5. September 1901 in Stettin; gestorben 1943 in KZ Auschwitz) war ein deutsch-jüdischer Maler des Expressionismus. 1933 wurde Levin aus politischen Gründen verhaftet. Er war Mitbegründer der Düsseldorfer Ortsgruppe Assoziation revolutionärer bildender Künstler. Wegen seiner jüdischen Herkunft blieb ihm die Mitgliedschaft in der Reichskammer der bildenden Künste, und damit eine weitere Berufsausübung, verwehrt. Nach dem Malverbot war der Künstler als Zeichenlehrer an jüdischen Schulen, ab 1935 in Düsseldorf und seit 1939 in Berlin, tätig. Von 1942 an arbeitete Levin als Hilfsarbeiter für die Jüdische Gemeinde Berlin, die von der SS zu Arbeiten herangezogen wurde. Am 17. Mai 1943 wurde Levin nach Auschwitz deportiert und ermordet. Seit 2003 erinnert das „Julo-Levin-Ufer“ im Düsseldorfer Medienhafen an den Künstler, dort wurde im November 2014 eine Gedenk- und Informationsstele enthüllt, die durch die in Düsseldorf ansässige Stiftung Monjau/Levin initiiert worden war. In der Mahn- und Gedenkstätte Düsseldorf erinnern der „Julo-Levin-Raum“ als kleiner Saal sowie eine Büste an den Künstler. Auf dem südlichen Teil des Golzheimer Friedhofs wurde 1962 ein Gedenkstein für die Maler Julo Levin, Karl Schwesig, Franz Monjau und Peter Ludwigs aufgestellt. Seit Juni 2015 liegt eine Stolperstein in der ul. Śląskiej 51, Stettin, der Geburtsstadt des Malers. Am 1. Juni 2017 wurde vor seinem ehemaligen Wohnort in Berlin-Mitte, Seydelstraße 7, ein Stolperstein verlegt. |
|                                                   | Konrad-Adenauer-Platz 1, · vor Postgebäude (damals Immermannstraße 66 bzw. Karlstraße 95 ) · 2017 | Hier wohnte Frieda Baum geb Dornberger Jg. 1879 deportiert 1942 Theresienstadt ermordet 1944 in Auschwitz             | Otto Baum (geboren 7. März 1871 in Mettnich bei Trier), von Beruf Kaufmann, war Inhaber der „Firma Wahl & Baum“, dem Zweiglager einer Baumwollmanufaktur aus Mülhausen. Seine Frau Frieda Hedwig (geb. Dornberger, am 20. März 1879 in Gönnheim) führte in den 1930er Jahren das Geschäft für Wäsche in der Immermannstraße 64. Otto und Frieda Baum hatten zwei Kinder, Hans und Grete. Eine Postkarte an ihren Sohn Hans in Palästina vom 15. November 1938 deutet die Zerstörung der Wohnung in der Immermannstraße 66 und des Wäschegeschäfts in der Immermannstraße 64 nach der Reichskristallnacht an und erhoffte auf Aus- bzw. Einreisepapiere. Hans Baum überlebte den Holocaust. Otto Baum wurden am 21. Juli 1942 mit dem Transport VII/1, Nr. 42 von Düsseldorf nach Theresienstadt deportiert und verstarb dort laut Todesanzeige an Marasmus. Frieda Braun wurde mit demselben Transport VII/1, jedoch Nr. 40, am 21. Juli 1942 von Düsseldorf nach Theresienstadt deportiert. Am 15. Mai 1944 wurde Frieda Braun mit dem Transport Dz, Nr. 1754 nach Auschwitz deportiert und dort ermordet. |
|                                                   | Konrad-Adenauer-Platz 1, · vor Postgebäude (damals Immermannstraße 66 bzw. Karlstraße 95 ) · 2017 | Hier wohnte Otto Baum Jg. 1871 deportiert 1942 Theresienstadt tot 25.9.1942                                           | Otto Baum (geboren 7. März 1871 in Mettnich bei Trier), von Beruf Kaufmann, war Inhaber der „Firma Wahl & Baum“, dem Zweiglager einer Baumwollmanufaktur aus Mülhausen. Seine Frau Frieda Hedwig (geb. Dornberger, am 20. März 1879 in Gönnheim) führte in den 1930er Jahren das Geschäft für Wäsche in der Immermannstraße 64. Otto und Frieda Baum hatten zwei Kinder, Hans und Grete. Eine Postkarte an ihren Sohn Hans in Palästina vom 15. November 1938 deutet die Zerstörung der Wohnung in der Immermannstraße 66 und des Wäschegeschäfts in der Immermannstraße 64 nach der Reichskristallnacht an und erhoffte auf Aus- bzw. Einreisepapiere. Hans Baum überlebte den Holocaust. Otto Baum wurden am 21. Juli 1942 mit dem Transport VII/1, Nr. 42 von Düsseldorf nach Theresienstadt deportiert und verstarb dort laut Todesanzeige an Marasmus. Frieda Braun wurde mit demselben Transport VII/1, jedoch Nr. 40, am 21. Juli 1942 von Düsseldorf nach Theresienstadt deportiert. Am 15. Mai 1944 wurde Frieda Braun mit dem Transport Dz, Nr. 1754 nach Auschwitz deportiert und dort ermordet. |
|                                                   | Konrad-Adenauer-Platz 1, · vor Postgebäude (damals Immermannstraße 66 bzw. Karlstraße 95 ) · 2017 | Hier wohnte Grete Rothschild geb. Baum Jg. 1906 Flucht Frankreich deportiert 1942 ermordet in Auschwitz               | Margarete Rothschild (geb. 30. Dezember 1906 in Düsseldorf) war die Tochter von Otto und Frieda Baum und wohnte zuletzt bei ihren Eltern. Grete Rothschild floh über Belgien nach Frankreich, wurde als Jüdin in das Durchgangslager Gurs verbracht, von da in das Sammellager Drancy und am 17. August 1942 in das KZ Auschwitz-Birkenau deportiert, wo sie einen Monat später ermordet wurde. |
|                                                   | Konrad-Adenauer-Platz 1, · vor Postgebäude (damals Immermannstraße 66 bzw. Karlstraße 95 ) · 2017 | Hier wohnte Isidor Eichwald Jg. 1855 'Heilanstalt’ Grafenberg deportiert 1941 ermordet                                | Isidor Eichwald (geboren 12. November 1955) stammte aus Herzfeld (heute Kreis Soest, damals Kreis Beckum) und war Kaufmann von Beruf. Verheiratet war er mit Rosa Mann (geboren 17. September 1807 in Ermetzhofen). Das Paar hatte zwei Kinder, Paul (geboren 1898) und Erna (geboren 1910), eine 1908 geborene Tochter starb im Alter von zwei Jahren. Der 84-jährige Eichwald war seit dem 21. Januar 1939 Patient in der Heilanstalt Grafenberg. Am 15. September 1941 wurde er gemeinsam mit weiteren jüdischen Patienten von einem Bus der Gemeinnützigen Krankentransportgesellschaft (Gekrat), einer Unterabteilung der für die Krankenmorde zuständigen Zentraldienststelle T4, abgeholt. Vermeintliches Ziel sollte die psychiatrische Anstalt im polnischen Chełm sein, die aber nach der Ermordung der letzten 440 Patienten schon zuvor geschlossen worden war. Sein Schicksal ist unbekannt. Eichwalds Frau Rosa wurde über Theresienstadt nach Treblinka gebracht und ermordet. Die Kinder Paul und Erna sowie deren Mann überlebten in den Niederlanden im Untergrund. |
|                                                   | Worringer Straße 87 (damals Kölner Straße 60) · 2017                                              | Hier wohnte Henriette Freimark geb. Spier Jg. 1891 deportiert 1941 Ghetto Lodz tot 28.5.1942                          | Emanuel Freimark (geb. 31. März 1888 in Marktheidenfeld) wurde als Sohn des Metzgers Abraham Freimark geboren. Er heiratete Henriette Spier aus Sontra (Tochter von Rosalie und Jacob Spier), der gemeinsame Sohn Alfred Ludwig wurde am 28. Juli 1923 geboren. Die Familie zog nach Düsseldorf, wo Emanuel gemeinsam mit seinem Bruder Bernhard (geb. 1889) zwei Metzergeschäfte (Kölner Str. 60 und Hohe Str. 8) unter dem Namen Ermann & Freimark betrieben (Ermann war der Geburtsname der Frau von Bernhard Freimark). Alfred Freimark musste 1936 auf die neueröffnete Jüdische Volksschule wechseln. In der Pogromnacht vom 10. November 1938 wurden die Wohnungen und Geschäfte der Familien Freimark zerstört. Bernhard Freimark emigrierte mit seiner Familie nach Haiti und von dort nach dem Krieg in die USA. Henriette, Emanuel und Alfred Freimark wurden am 27. Oktober 1941 in der Ghetto Litzmannstadt deportiert. Dort bezog Emanuel Freimark noch ein halbes Jahr lang seine Kriegsinvalidenrente, da er – wie auch seine Brüder – am Ersten Weltkrieg teilgenommen hatte und verwundet worden war. Alfred Freimark starb am 27. Mai 1942 im Ghetto im Alter von 19 Jahren. Seine Eltern wurden im Sommer 1944 nach Auschwitz deportiert und dort ermordet. |
|                                                   | Worringer Straße 87 (damals Kölner Straße 60) · 2017                                              | Hier wohnte Alfred Ludwig Freimark Jg. 1923 deportiert 1941 Ghetto Lodz tot 27.5.1942                                 | Emanuel Freimark (geb. 31. März 1888 in Marktheidenfeld) wurde als Sohn des Metzgers Abraham Freimark geboren. Er heiratete Henriette Spier aus Sontra (Tochter von Rosalie und Jacob Spier), der gemeinsame Sohn Alfred Ludwig wurde am 28. Juli 1923 geboren. Die Familie zog nach Düsseldorf, wo Emanuel gemeinsam mit seinem Bruder Bernhard (geb. 1889) zwei Metzergeschäfte (Kölner Str. 60 und Hohe Str. 8) unter dem Namen Ermann & Freimark betrieben (Ermann war der Geburtsname der Frau von Bernhard Freimark). Alfred Freimark musste 1936 auf die neueröffnete Jüdische Volksschule wechseln. In der Pogromnacht vom 10. November 1938 wurden die Wohnungen und Geschäfte der Familien Freimark zerstört. Bernhard Freimark emigrierte mit seiner Familie nach Haiti und von dort nach dem Krieg in die USA. Henriette, Emanuel und Alfred Freimark wurden am 27. Oktober 1941 in der Ghetto Litzmannstadt deportiert. Dort bezog Emanuel Freimark noch ein halbes Jahr lang seine Kriegsinvalidenrente, da er – wie auch seine Brüder – am Ersten Weltkrieg teilgenommen hatte und verwundet worden war. Alfred Freimark starb am 27. Mai 1942 im Ghetto im Alter von 19 Jahren. Seine Eltern wurden im Sommer 1944 nach Auschwitz deportiert und dort ermordet. |
|                                                   | Worringer Straße 87 (damals Kölner Straße 60) · 2017                                              | Hier wohnte Emanuel Freimark Jg. 1888 deportiert 1941 Lodz ermordet 1942 in Chelmno                                   | Emanuel Freimark (geb. 31. März 1888 in Marktheidenfeld) wurde als Sohn des Metzgers Abraham Freimark geboren. Er heiratete Henriette Spier aus Sontra (Tochter von Rosalie und Jacob Spier), der gemeinsame Sohn Alfred Ludwig wurde am 28. Juli 1923 geboren. Die Familie zog nach Düsseldorf, wo Emanuel gemeinsam mit seinem Bruder Bernhard (geb. 1889) zwei Metzergeschäfte (Kölner Str. 60 und Hohe Str. 8) unter dem Namen Ermann & Freimark betrieben (Ermann war der Geburtsname der Frau von Bernhard Freimark). Alfred Freimark musste 1936 auf die neueröffnete Jüdische Volksschule wechseln. In der Pogromnacht vom 10. November 1938 wurden die Wohnungen und Geschäfte der Familien Freimark zerstört. Bernhard Freimark emigrierte mit seiner Familie nach Haiti und von dort nach dem Krieg in die USA. Henriette, Emanuel und Alfred Freimark wurden am 27. Oktober 1941 in der Ghetto Litzmannstadt deportiert. Dort bezog Emanuel Freimark noch ein halbes Jahr lang seine Kriegsinvalidenrente, da er – wie auch seine Brüder – am Ersten Weltkrieg teilgenommen hatte und verwundet worden war. Alfred Freimark starb am 27. Mai 1942 im Ghetto im Alter von 19 Jahren. Seine Eltern wurden im Sommer 1944 nach Auschwitz deportiert und dort ermordet. |
|                                                   | Oststraße 54 (damals Oststraße 52) · 2017                                                         | Hier wohnte Joseph Cohen Jg. 1882 deportiert 1941 ermordet in Minsk                                                   | Josef Cohen (geb. 28. Mai 1882 in Düsseldorf), er hatte vier Geschwister: Siegfried (geb. 27. Juli 1880), Claire (geb. 22. Mai 1885), Sofie (geb. 1. August 1888) und Martha (geb. 27. Oktober 1892), die alle unverheiratet blieben und im Haus der Eltern in der Oststr. 18 wohnten. Verheiratet war er mit Betty Spier (geb. 7. Januar 1884 in Momberg); die Ehe blieb kinderlos. Cohen war ab 1924 Mitglied des Vorstands der Jüdischen Gemeinde Düsseldorf, in der Leitung der B’nai-B’rith-Loge und Vorsitzender des Vereins zur Verbreitung und Förderung der Handwerke unter den Juden. Zu diesem Zeitpunkt lebten die Eheleute Cohen auf der Oststr. 52 in einem Haus, das einem nicht-jüdischen Ehepaar gehörte. In beiden Häusern auf der Oststraße verkehrten Musiker und Schriftsteller; Josef Cohen spielte Geige in einem Kammermusik-Ensemble, seine Schwester Martha und Claire sangen im Tonhallen-Chor. Siegfried Cohen starb 1934, Claire Cohen flüchtete 1939 in die Niederlande. Am 10. November 1941 wurden Josef, Betty, Martha und Sofie Cohen in das Ghetto von Minsk deportiert. |
|                                                   | Oststraße 54 (damals Oststraße 52) · 2017                                                         | Hier wohnte Betty Cohen geb. Spier Jg. 1884 deportiert 1941 ermordet in Minsk                                         | Josef Cohen (geb. 28. Mai 1882 in Düsseldorf), er hatte vier Geschwister: Siegfried (geb. 27. Juli 1880), Claire (geb. 22. Mai 1885), Sofie (geb. 1. August 1888) und Martha (geb. 27. Oktober 1892), die alle unverheiratet blieben und im Haus der Eltern in der Oststr. 18 wohnten. Verheiratet war er mit Betty Spier (geb. 7. Januar 1884 in Momberg); die Ehe blieb kinderlos. Cohen war ab 1924 Mitglied des Vorstands der Jüdischen Gemeinde Düsseldorf, in der Leitung der B’nai-B’rith-Loge und Vorsitzender des Vereins zur Verbreitung und Förderung der Handwerke unter den Juden. Zu diesem Zeitpunkt lebten die Eheleute Cohen auf der Oststr. 52 in einem Haus, das einem nicht-jüdischen Ehepaar gehörte. In beiden Häusern auf der Oststraße verkehrten Musiker und Schriftsteller; Josef Cohen spielte Geige in einem Kammermusik-Ensemble, seine Schwester Martha und Claire sangen im Tonhallen-Chor. Siegfried Cohen starb 1934, Claire Cohen flüchtete 1939 in die Niederlande. Am 10. November 1941 wurden Josef, Betty, Martha und Sofie Cohen in das Ghetto von Minsk deportiert. |
| Stolpersteine Siegmund und Julie Levy geb. Ursell | Friedrich-Ebert-Straße 12 (damals Kaiser-Wilhelm-Straße 12) · 2021                                | Hier wohnte Siegmund Levy Jg. 1876 deportiert 1942 Transit-Ghetto Izbica ermordet                                     | Siegmund Levy (geb. am 25. Februar 1876 in Oberwinter) war Partner der Firma Francken und Lang GmbH und Mitherausgeber der Handelskammer-Blätter. Er lebte mit seiner Frau Julie (geb. Ursell am 13. September 1876 in Mülheim) und den beiden Kindern in der Kaiser-Wilhelm-Straße 12. Nach der Machtübernahme durch die Nationalsozialisten musste er seinen Geschäftsanteil verkaufen. Während beide Kinder der Familie Levy nach Palästina emigrierten, blieben die Eheleute Levy zunächst in ihrer Wohnung in der Kaiser-Wilhelm-Str. 12 in Düsseldorf, bis sie in das „Judenhaus“ in der Gartenstraße 112 ziehen mussten. Am 22. April 1942 wurden Sigmund und Julie Levy vom Güterbahnhof Düsseldorf-Derendorf in das Ghetto Izbica deportiert. Sie haben nicht überlebt. |
|                                                   | Friedrich-Ebert-Straße 12 (damals Kaiser-Wilhelm-Straße 12) · 2021                                | Hier wohnte Julie Levy geb. Ursell Jg. 1876 deportiert 1942 Transit-Ghetto Izbica ermordet                            | Siegmund Levy (geb. am 25. Februar 1876 in Oberwinter) war Partner der Firma Francken und Lang GmbH und Mitherausgeber der Handelskammer-Blätter. Er lebte mit seiner Frau Julie (geb. Ursell am 13. September 1876 in Mülheim) und den beiden Kindern in der Kaiser-Wilhelm-Straße 12. Nach der Machtübernahme durch die Nationalsozialisten musste er seinen Geschäftsanteil verkaufen. Während beide Kinder der Familie Levy nach Palästina emigrierten, blieben die Eheleute Levy zunächst in ihrer Wohnung in der Kaiser-Wilhelm-Str. 12 in Düsseldorf, bis sie in das „Judenhaus“ in der Gartenstraße 112 ziehen mussten. Am 22. April 1942 wurden Sigmund und Julie Levy vom Güterbahnhof Düsseldorf-Derendorf in das Ghetto Izbica deportiert. Sie haben nicht überlebt. |
|                                                   | Schadowstraße 26 2019                                                                             | Hier wohnte Fritz Grossmann Jg. 1888 bei Grenzübertritt verhaftet 3.7.1939 Dachau 1939 Buchenwald ermordet 28.2.1940  | Das Ehepaar Fritz und Martha Grossmann wohnten mit ihren beiden Söhnen im „Haus Emil Hennig“ in der Schadowstraße 26 auf der 3. Etage. Kurz vor Beginn des Zweiten Weltkriegs wurden die Söhne mit dem letzten Kindertransport nach England in Sicherheit gebracht. Fritz Grossmann wurde im Juli 1939 bei einem Grenzübertritt festgenommen und zunächst in das KZ Dachau, später ins KZ Buchenwald gebracht. Dort wurde sein Tod am 28. Februar 1940 in den Sterbebüchern des Lagers vermerkt. Seine Frau Martha Grossmann wurde am 10. November 1941 mit der zweiten großen Düsseldorfer Deportation ins Ghetto Minsk deportiert. Sie hat nicht überlebt. |
|                                                   | Schadowstraße 26 2019                                                                             | Hier wohnte Martha Grossmann geb. Ransohoff Jg. 1902 deportiert 1941 ermordet in Minsk                                | Das Ehepaar Fritz und Martha Grossmann wohnten mit ihren beiden Söhnen im „Haus Emil Hennig“ in der Schadowstraße 26 auf der 3. Etage. Kurz vor Beginn des Zweiten Weltkriegs wurden die Söhne mit dem letzten Kindertransport nach England in Sicherheit gebracht. Fritz Grossmann wurde im Juli 1939 bei einem Grenzübertritt festgenommen und zunächst in das KZ Dachau, später ins KZ Buchenwald gebracht. Dort wurde sein Tod am 28. Februar 1940 in den Sterbebüchern des Lagers vermerkt. Seine Frau Martha Grossmann wurde am 10. November 1941 mit der zweiten großen Düsseldorfer Deportation ins Ghetto Minsk deportiert. Sie hat nicht überlebt. |
|                                                   | Am Wehrhahn 1 (damals Am Wehrhahn 5) · 2017                                                       | Hier wohnte Frieda Schwarz geb. Rosenberg Jg. 1908 deportiert 1941 ermordet in Minsk                                  | Frieda Rosenberg (geb. 13. Mai 1908 in Krakau) und Otto Schwarz (geb. 6. Oktober 1902 als Kinder galizischer Juden in Wien) hatten drei Kinder: Ingeborg (geb. 28. Mai 1931), Günther Leo (geb. 4. Januar 1936) und Herbert (geb. 9. Juli 1937). Otto Schwarz hatte fünf Geschwister, von denen mindestens zwei Schwestern auch in Düsseldorf lebten. Die Familie lebte im Haus Am Wehrhahn 5, neben dem Warenhaus Klein, das später arisiert wurde zu Koch am Wehrhahn. Am 10. November 1941 wurde die Familie, die inzwischen im „Judenhaus“ Kurfürstenstr. 59 wohnte, in das Ghetto Minsk deportiert. |
|                                                   | Am Wehrhahn 1 (damals Am Wehrhahn 5) · 2017                                                       | Hier wohnte Otto Schwarz Jg. 1902 deportiert 1941 ermordet in Minsk                                                   | Frieda Rosenberg (geb. 13. Mai 1908 in Krakau) und Otto Schwarz (geb. 6. Oktober 1902 als Kinder galizischer Juden in Wien) hatten drei Kinder: Ingeborg (geb. 28. Mai 1931), Günther Leo (geb. 4. Januar 1936) und Herbert (geb. 9. Juli 1937). Otto Schwarz hatte fünf Geschwister, von denen mindestens zwei Schwestern auch in Düsseldorf lebten. Die Familie lebte im Haus Am Wehrhahn 5, neben dem Warenhaus Klein, das später arisiert wurde zu Koch am Wehrhahn. Am 10. November 1941 wurde die Familie, die inzwischen im „Judenhaus“ Kurfürstenstr. 59 wohnte, in das Ghetto Minsk deportiert. |
|                                                   | Am Wehrhahn 1 (damals Am Wehrhahn 5) · 2017                                                       | Hier wohnte Herbert Schwarz Jg. 1937 deportiert 1941 ermordet in Minsk                                                | Frieda Rosenberg (geb. 13. Mai 1908 in Krakau) und Otto Schwarz (geb. 6. Oktober 1902 als Kinder galizischer Juden in Wien) hatten drei Kinder: Ingeborg (geb. 28. Mai 1931), Günther Leo (geb. 4. Januar 1936) und Herbert (geb. 9. Juli 1937). Otto Schwarz hatte fünf Geschwister, von denen mindestens zwei Schwestern auch in Düsseldorf lebten. Die Familie lebte im Haus Am Wehrhahn 5, neben dem Warenhaus Klein, das später arisiert wurde zu Koch am Wehrhahn. Am 10. November 1941 wurde die Familie, die inzwischen im „Judenhaus“ Kurfürstenstr. 59 wohnte, in das Ghetto Minsk deportiert. |
|                                                   | Am Wehrhahn 1 (damals Am Wehrhahn 5) · 2017                                                       | Hier wohnte Günther Leo Schwarz Jg. 1936 deportiert 1941 ermordet in Minsk                                            | Frieda Rosenberg (geb. 13. Mai 1908 in Krakau) und Otto Schwarz (geb. 6. Oktober 1902 als Kinder galizischer Juden in Wien) hatten drei Kinder: Ingeborg (geb. 28. Mai 1931), Günther Leo (geb. 4. Januar 1936) und Herbert (geb. 9. Juli 1937). Otto Schwarz hatte fünf Geschwister, von denen mindestens zwei Schwestern auch in Düsseldorf lebten. Die Familie lebte im Haus Am Wehrhahn 5, neben dem Warenhaus Klein, das später arisiert wurde zu Koch am Wehrhahn. Am 10. November 1941 wurde die Familie, die inzwischen im „Judenhaus“ Kurfürstenstr. 59 wohnte, in das Ghetto Minsk deportiert. |
|                                                   | Am Wehrhahn 1 (damals Am Wehrhahn 5) · 2017                                                       | Hier wohnte Ingeborg Schwarz Jg. 1931 deportiert 1941 ermordet in Minsk                                               | Frieda Rosenberg (geb. 13. Mai 1908 in Krakau) und Otto Schwarz (geb. 6. Oktober 1902 als Kinder galizischer Juden in Wien) hatten drei Kinder: Ingeborg (geb. 28. Mai 1931), Günther Leo (geb. 4. Januar 1936) und Herbert (geb. 9. Juli 1937). Otto Schwarz hatte fünf Geschwister, von denen mindestens zwei Schwestern auch in Düsseldorf lebten. Die Familie lebte im Haus Am Wehrhahn 5, neben dem Warenhaus Klein, das später arisiert wurde zu Koch am Wehrhahn. Am 10. November 1941 wurde die Familie, die inzwischen im „Judenhaus“ Kurfürstenstr. 59 wohnte, in das Ghetto Minsk deportiert. |
|                                                   | Blumenstraße 9 · 2017                                                                             | Hier wohnte David Altmann Jg. 1883 deportiert 1941 Lodz ermordet Aug. 1944 Auschwitz                                  | David Altmann, geboren in Schrimm, war gelernter Schneider. Im Ersten Weltkrieg kämpfte er als Offizier und wurde mit dem Eisernen Kreuz II. Klasse ausgezeichnet. Als Schrimm polnisch wurde, zog er nach Düsseldorf und übernahm eine Filiale des vom Bruder geführten Konfektionshauses an der Königsallee 20. Er heiratete die Schneiderin Johanna Lesem; das Paar bekam einen Sohn, Alfred. Die Familie lebte zunächst in der Achillesstr. 10 in Oberkassel, zog dann Anfang der 1930er Jahre in die Blumenstr. 9, wo sich im Parterre der Schneidersalon befand. Johanna Lesem kümmerte sich gemeinsam mit ihrer Schwester Irma um ihre Mutter Karoline Lesem, die am 18. Juli 1931 verstarb. In der Reichspogromnacht wurden Salon und Wohnung von zwei SS-Männern komplett verwüstet. Alfred Altmann konnte im Februar 1939 nach Großbritannien fliehen. Die Eheleute Altmann mussten in das sogenannte „Judenhaus“ Teutonenstr. 9 ziehen und wurden von dort am 27. Oktober 1941 in das Ghetto Litzmannstadt deportiert. Vermutlich wurden beide mit einem der letzten Transporte von dort nach Auschwitz gebracht und dort ermordet. |
|                                                   | Blumenstraße 9 · 2017                                                                             | Johanna Altmann geb.Lesem Jg. 1889 deportiert 1941 Lodz ermordet Aug. 1944 Auschwitz                                  | David Altmann, geboren in Schrimm, war gelernter Schneider. Im Ersten Weltkrieg kämpfte er als Offizier und wurde mit dem Eisernen Kreuz II. Klasse ausgezeichnet. Als Schrimm polnisch wurde, zog er nach Düsseldorf und übernahm eine Filiale des vom Bruder geführten Konfektionshauses an der Königsallee 20. Er heiratete die Schneiderin Johanna Lesem; das Paar bekam einen Sohn, Alfred. Die Familie lebte zunächst in der Achillesstr. 10 in Oberkassel, zog dann Anfang der 1930er Jahre in die Blumenstr. 9, wo sich im Parterre der Schneidersalon befand. Johanna Lesem kümmerte sich gemeinsam mit ihrer Schwester Irma um ihre Mutter Karoline Lesem, die am 18. Juli 1931 verstarb. In der Reichspogromnacht wurden Salon und Wohnung von zwei SS-Männern komplett verwüstet. Alfred Altmann konnte im Februar 1939 nach Großbritannien fliehen. Die Eheleute Altmann mussten in das sogenannte „Judenhaus“ Teutonenstr. 9 ziehen und wurden von dort am 27. Oktober 1941 in das Ghetto Litzmannstadt deportiert. Vermutlich wurden beide mit einem der letzten Transporte von dort nach Auschwitz gebracht und dort ermordet. |
|                                                   | Graf-Adolf-Straße 16 · 2017                                                                       | Hier wohnte Oskar Mainz Jg. 1866 deportiert 16.7.1942 Theresienstadt tot 16.8.1942                                    | Oskar Mainz war Mitglied der Düsseldorfer Israelitischen Religionsgemeinschaft, einer Gruppe traditionell-orthodoxer Juden. Nach dem Tod seiner Frau Emmy zog er nach Hamburg. Sein Sohn Max blieb in Düsseldorf. Am 16. Oktober 1941 wurde der gemeinsame Sohn von ihm und seiner Frau Ruth (geborene Loewy, 3. April 1901) geboren. Am 22. April 1942 wurde die Familie nach Izbica deportiert. Die Umstände ihres Todes sind nicht bekannt. Der Vater Oskar Mainz wurde am 16. Juli 1942 nach Theresienstadt deportiert, wo er am 16. August starb. |
|                                                   | Graf-Adolf-Straße 16 · 2017                                                                       | Hier wohnte Ruth Mainz geb. Löwy Jg. 1901 deportiert 1942 Izbica ermordet                                             | Oskar Mainz war Mitglied der Düsseldorfer Israelitischen Religionsgemeinschaft, einer Gruppe traditionell-orthodoxer Juden. Nach dem Tod seiner Frau Emmy zog er nach Hamburg. Sein Sohn Max blieb in Düsseldorf. Am 16. Oktober 1941 wurde der gemeinsame Sohn von ihm und seiner Frau Ruth (geborene Loewy, 3. April 1901) geboren. Am 22. April 1942 wurde die Familie nach Izbica deportiert. Die Umstände ihres Todes sind nicht bekannt. Der Vater Oskar Mainz wurde am 16. Juli 1942 nach Theresienstadt deportiert, wo er am 16. August starb. |
|                                                   | Graf-Adolf-Straße 16 · 2017                                                                       | Hier wohnte Max Mainz Jg. 1907 deportiert 1942 Izbica ermordet                                                        | Oskar Mainz war Mitglied der Düsseldorfer Israelitischen Religionsgemeinschaft, einer Gruppe traditionell-orthodoxer Juden. Nach dem Tod seiner Frau Emmy zog er nach Hamburg. Sein Sohn Max blieb in Düsseldorf. Am 16. Oktober 1941 wurde der gemeinsame Sohn von ihm und seiner Frau Ruth (geborene Loewy, 3. April 1901) geboren. Am 22. April 1942 wurde die Familie nach Izbica deportiert. Die Umstände ihres Todes sind nicht bekannt. Der Vater Oskar Mainz wurde am 16. Juli 1942 nach Theresienstadt deportiert, wo er am 16. August starb. |
|                                                   | Graf-Adolf-Straße 16 · 2017                                                                       | Hier wohnte Uri Mainz Jg. 1941 deportiert 1942 Izbica ermordet                                                        | Oskar Mainz war Mitglied der Düsseldorfer Israelitischen Religionsgemeinschaft, einer Gruppe traditionell-orthodoxer Juden. Nach dem Tod seiner Frau Emmy zog er nach Hamburg. Sein Sohn Max blieb in Düsseldorf. Am 16. Oktober 1941 wurde der gemeinsame Sohn von ihm und seiner Frau Ruth (geborene Loewy, 3. April 1901) geboren. Am 22. April 1942 wurde die Familie nach Izbica deportiert. Die Umstände ihres Todes sind nicht bekannt. Der Vater Oskar Mainz wurde am 16. Juli 1942 nach Theresienstadt deportiert, wo er am 16. August starb. |
|                                                   | Graf-Adolf-Straße 108 · 2017                                                                      | Hier wohnte Helene Stein geb. Kaufmann Jg. 1872 deportiert 1942 Theresienstadt tot 25.2.1943                          | Helene Sara Stein (geb. Kaufmann, am 20. Januar 1872 in Nickenich bei Mayen) wurde als Tochter von Albert und Amelie Kaufmann geboren, sie hatte fünf Geschwister. Nach ihrer Scheidung von Adolf Stein betrieb sie in der Graf-Adolf-Str. 12 eine Zimmervermietung mit „Kost und Logis“. Ihre Tochter Johanna war mit einem nicht jüdischen Mann verheiratet, weshalb sie die NS-Zeit überlebte. Am 21. Juli 1942 wurde sie aus dem „Judenhaus“ in das Ghetto Theresienstadt deportiert, wo sie am 25. Februar 1943 starb. Auch ihr Bruder Simon befand sich dort mit seiner Frau Selma, beide wurden am 19. September 1943 in Treblinka ermordet. Ihr Bruder Jakob floh mit seiner Frau nach Belgien, wo beide nach dem Einmarsch der Wehrmacht interniert wurden. Er überlebte nicht. Letzte Wohnadresse vor Deportation in Düsseldorf-Oberkassel, im sogenannten „Judenhaus“ Teutonenstr. 9, Transport VII/1, Nr. 850 am 21. Juli 1942 von Düsseldorf nach Theresienstadt, dort verstorben an Enteritis |
|                                                   | Josephinenstraße 13 · 2017                                                                        | Hier wohnte Martha Baer geb. Sonnenberg Jg. 1878 deportiert 1943 ermordet in Auschwitz                                | Dr. Benjamin Baer (geb. 21. Mai 1875 in Düsseldorf) war als Rechtsanwalt tätig. Verheiratet war er mit Martha (geb. Sonnenberg, 5. März 1878 in Wetzlar); das Ehepaar hatte zwei Töchter, Luise und Rahel. Die Familie lebte 30 Jahre lang im eigenen Haus, das Martha Baer mit in die Ehe gebracht hatte. Im Zuge der Novemberpogrome 1938 wurde die Wohnung der Familie Baer verwüstet. Nachdem die Töchter schon ins Ausland emigriert waren, flohen Martha und Benjamin Baer nach Amsterdam. Nach der deutschen Besetzung der Niederlande ab dem 10. Mai 1940 wurde das Ehepaar am 21. Januar 1943 aufgegriffen, in das Durchgangslager Westerbork deportiert und von dort in das KZ Auschwitz-Birkenau. |
|                                                   | Josephinenstraße 13 · 2017                                                                        | Hier wohnte Benjamin Baer Jg. 1875 deportiert 1943 ermordet in Auschwitz                                              | Dr. Benjamin Baer (geb. 21. Mai 1875 in Düsseldorf) war als Rechtsanwalt tätig. Verheiratet war er mit Martha (geb. Sonnenberg, 5. März 1878 in Wetzlar); das Ehepaar hatte zwei Töchter, Luise und Rahel. Die Familie lebte 30 Jahre lang im eigenen Haus, das Martha Baer mit in die Ehe gebracht hatte. Im Zuge der Novemberpogrome 1938 wurde die Wohnung der Familie Baer verwüstet. Nachdem die Töchter schon ins Ausland emigriert waren, flohen Martha und Benjamin Baer nach Amsterdam. Nach der deutschen Besetzung der Niederlande ab dem 10. Mai 1940 wurde das Ehepaar am 21. Januar 1943 aufgegriffen, in das Durchgangslager Westerbork deportiert und von dort in das KZ Auschwitz-Birkenau. |
|                                                   | Königsallee 86 · 2017                                                                             | Hier wohnte Walter Erle Jg. 1908 1938 Heilanstalt Grafenberg ermordet in Hadamar                                      | Der Kaufmann Walter Erle (geb. 22. Juli 1908 in Düsseldorf) wohnte in der Königsallee 86. Ab Juli 1938 war er in der Provinzial-Heil- und Pflegeanstalt Grafenberg gemeldet. Als psychisch kranker Mensch und als Jude war Erle doppelt gefährdet. Am 15. Februar 1941 wurde er mit einem Bus der Gemeinnützigen Krankentransportgesellschaft, einer Tarnorganisation der Zentraldienststelle T4, über die Zwischenanstalt Bedburg-Hau in die Tötungsanstalt Hadamar gebracht und dort vergast. |
|                                                   | Königsallee 86 · 2017                                                                             | Hier wohnte Hulda Hornstein geb. Cohn Jg. 1872 deportiert 1942 Theresienstadt ermordet 1944 Auschwitz                 | Hulda Hornstein (geb. Cohen, am 7. April 1872 in Bromberg), mit letzter Wohnadresse vor Deportation in Düsseldorf Königsallee 86, Transport VII/1, Nr. 350 am 21. Juli 1942 von Düsseldorf nach Theresienstadt, Transport Dz, Nr. 1780 am 15. Mai 1944 von Theresienstadt nach Auschwitz, dort ermordet Hulda Hornstein war verheiratet mit Leo Hornstein (geb. 22. April 1860), am 8. Dezember 1900 kam der gemeinsame Sohn Georg in Berlin zur Welt. Leo Hornstein führte in der Königsallee 86 ein Geschäft für feine Lederwaren und modernen Schmuck. Nachdem er am 12. Februar 1923 gestorben war, führte seine Witwe das Geschäft allein weiter. In der Pogromnacht des 10. November 1938 wurden ihre Wohnung und ihr Geschäft zerstört. Am 21. Juli 1942 wurde Hulda Hornstein in das Ghetto Theresienstadt deportiert und am 15. Mai 1944 nach KZ Auschwitz-Birkenau deportiert und dort ermordet. Ihr Sohn Georg, der sich im Widerstand gegen den NS-Staat engagiert hatte, war bereits am 3. September 1942 in Buchenwald ermordet worden. |
|                                                   | Leopoldstraße 22 · 2017                                                                           | Hier wohnte Franz Monjau Jg. 1903 versteckt 1944 deportiert KZ Buchenwald tot 28.2.1945                               | Franz Monjau (geb. am 30. Januar 1903 in Köln) war ein deutscher Maler und Kunstpädagoge. Im Zusammenhang mit der Verfolgung der KPD durch die Nationalsozialisten wurden Franz Monjau und seine Frau Mieke im Jahre 1933 kurzzeitig inhaftiert. Er wurde aus der Reichskammer der Bildenden Künste ausgeschlossen und erhielt Berufsverbot als Werklehrer. Als Zeichenlehrer arbeitete er an privaten jüdischen Schulen in Düsseldorf und Berlin und wurde 1939 als technischer Zeichner zwangsverpflichtet. Aufgrund seiner Mutter Paula, geborene Meyer aus einer jüdischen Weinhändler-Familie in Mainz, galt Franz Monjau als Jüdischer Mischling ersten Grades. Paula Monjau wurde nach Theresienstadt deportiert und Franz Monjau tauchte aus Angst vor der eigenen Deportation 1944 unter. Er wurde denunziert und wegen „Verweigerung des deutschen Grußes“ am 10. Oktober 1944 verhaftet, in das StaPo-Gefängnis Ratingen in der Wiesenstraße 1 eingeliefert und im Januar 1945 in das KZ Buchenwald deportiert, in dessen Außenlager Ohrdruf (S III) er verstarb. In der Häftlingskartei wird der 28. Februar 1945 als Todesdatum festgehalten. |
|                                                   | Stresemannstraße 29 (vormals Steinstraße 67) · 2017                                               | Hier wohnte Bernhard Katzenstein Jg. 1880 deportiert 10.11.1941 ermordet in Minsk                                     | Der Kaufmann Bernhard Katzenstein (geb. 14. April 1880 in Wetzlar) war im Jahre 1924 mit seiner Frau Magda (geb. Badt, am 27. Februar 1884 in Breslau) und den Söhnen Heinz (geb. 1910 in Berlin) und Günther (geb. 24. September 1920 in Berlin) von Berlin nach Düsseldorf gekommen, eröffnete ein Geschäft für Möbel- und Gardinenstoffe am Schwanenmarkt und bezog eine Wohnung auf der Herzogstraße. In den 1930er Jahren führte Bernhard Katzenstein das Geschäft für Möbelstoffe in der Steinstraße 67. Ab 1940 musste er zusammen mit seinem Sohn Günther, seit 1938 verlobt mit Rosa Thielen, als Tiefbauarbeiter Zwangsarbeit leisten. Bernhard Katzenstein wurde mit seiner Frau Magda, dem Sohn Günther und dessen Verlobter Rosa und deren Bruder Max, am 10. November 1941 nach Minsk in Belarus deportiert. Der Sohn Günther Katzenstein überlebte und stellte nach dem Krieg einen Suchantrag, nach dessen Ergebnis seine Eltern beide verhungert sein sollen. Seine Verlobte Rosa Thielen wurden im März 1943 außerhalb des Ghettos im Rahmen einer Strafaktion erschossen (siehe Stolperstein Mintropstr. 15). |
|                                                   | Stresemannstraße 29 (vormals Steinstraße 67) · 2017                                               | Hier wohnte Magda Katzenstein geb. Badt Jg. 1884 deportiert 10.11.1941 ermordet in Minsk                              | Der Kaufmann Bernhard Katzenstein (geb. 14. April 1880 in Wetzlar) war im Jahre 1924 mit seiner Frau Magda (geb. Badt, am 27. Februar 1884 in Breslau) und den Söhnen Heinz (geb. 1910 in Berlin) und Günther (geb. 24. September 1920 in Berlin) von Berlin nach Düsseldorf gekommen, eröffnete ein Geschäft für Möbel- und Gardinenstoffe am Schwanenmarkt und bezog eine Wohnung auf der Herzogstraße. In den 1930er Jahren führte Bernhard Katzenstein das Geschäft für Möbelstoffe in der Steinstraße 67. Ab 1940 musste er zusammen mit seinem Sohn Günther, seit 1938 verlobt mit Rosa Thielen, als Tiefbauarbeiter Zwangsarbeit leisten. Bernhard Katzenstein wurde mit seiner Frau Magda, dem Sohn Günther und dessen Verlobter Rosa und deren Bruder Max, am 10. November 1941 nach Minsk in Belarus deportiert. Der Sohn Günther Katzenstein überlebte und stellte nach dem Krieg einen Suchantrag, nach dessen Ergebnis seine Eltern beide verhungert sein sollen. Seine Verlobte Rosa Thielen wurden im März 1943 außerhalb des Ghettos im Rahmen einer Strafaktion erschossen (siehe Stolperstein Mintropstr. 15). |
|                                                   | Stresemannstraße 30 (vormals Steinstraße 74) · 27. Januar 2013 · 2017                             | Hier wohnte Hanna Bella Schott Jg. 1931 deportiert 1941 Lodz ermordet 13.9.1942 Chelmno                               | Siegfried Schott (geb. 24. Mai 1890 in Rogasen) unterhielt mit seiner Frau Elfriede (geborene Winter, am 6. März 1889) unmittelbar neben dem Hotel „Römischer Kaiser“ auf der Steinstraße im Haus Nr. 74 (heute Stresemannstr. 30) auf der zweiten Etage die Damen- und Herrenschneiderei „Schott-Winter“. Am 25. April 1931 kam die Tochter Hanna Bella in Düsseldorf auf die Welt. Am 27. Oktober 1941 wurde die Familie Schott in das Ghetto Litzmannstadt deportiert. Hanna Bella, auch genannt Hella, und ihre Mutter Elfriede Schott, wohnhaft im Ghetto Bier Straße (ul. Piwna), 7 Flat 1, wurden am 13. September 1942 im Vernichtungslager Chełmno ermordet. Siegfried Schott verstarb am 17. April 1944 in Lodz. |
|                                                   | Stresemannstraße 30 (vormals Steinstraße 74) · 27. Januar 2013 · 2017                             | Hier wohnte Elfriede Schott geb. Winter Jg. 1889 deportiert 1941 Lodz ermordet 13.9.1942 Chelmno                      | Siegfried Schott (geb. 24. Mai 1890 in Rogasen) unterhielt mit seiner Frau Elfriede (geborene Winter, am 6. März 1889) unmittelbar neben dem Hotel „Römischer Kaiser“ auf der Steinstraße im Haus Nr. 74 (heute Stresemannstr. 30) auf der zweiten Etage die Damen- und Herrenschneiderei „Schott-Winter“. Am 25. April 1931 kam die Tochter Hanna Bella in Düsseldorf auf die Welt. Am 27. Oktober 1941 wurde die Familie Schott in das Ghetto Litzmannstadt deportiert. Hanna Bella, auch genannt Hella, und ihre Mutter Elfriede Schott, wohnhaft im Ghetto Bier Straße (ul. Piwna), 7 Flat 1, wurden am 13. September 1942 im Vernichtungslager Chełmno ermordet. Siegfried Schott verstarb am 17. April 1944 in Lodz. |
|                                                   | Stresemannstraße 30 (vormals Steinstraße 74) · 27. Januar 2013 · 2017                             | Hier wohnte Siegfried Schott Jg. 1890 deportiert 1941 Lodz tot 17.4.1944                                              | Siegfried Schott (geb. 24. Mai 1890 in Rogasen) unterhielt mit seiner Frau Elfriede (geborene Winter, am 6. März 1889) unmittelbar neben dem Hotel „Römischer Kaiser“ auf der Steinstraße im Haus Nr. 74 (heute Stresemannstr. 30) auf der zweiten Etage die Damen- und Herrenschneiderei „Schott-Winter“. Am 25. April 1931 kam die Tochter Hanna Bella in Düsseldorf auf die Welt. Am 27. Oktober 1941 wurde die Familie Schott in das Ghetto Litzmannstadt deportiert. Hanna Bella, auch genannt Hella, und ihre Mutter Elfriede Schott, wohnhaft im Ghetto Bier Straße (ul. Piwna), 7 Flat 1, wurden am 13. September 1942 im Vernichtungslager Chełmno ermordet. Siegfried Schott verstarb am 17. April 1944 in Lodz. |
|                                                   | Stresemannstraße 35 (vormals Steinstraße 73) · 2017                                               | Hier wohnte Werner Gans Jg. 1908 deportiert 10.11.1941 ermordet in Minsk                                              | Das Ehepaar Werner Gans (geb. 1. August 1908 in Mülheim an der Ruhr), Kaufmann von Beruf, und Ilse (geb. Cohn, am 6. Oktober 1919 in Berlin) lebte vor dem Zweiten Weltkrieg in Düsseldorf in der Steinstraße 73. Sie wurden am 10. November 1941 deportiert und im Ghetto Minsk ermordet. |
|                                                   | Stresemannstraße 35 (vormals Steinstraße 73) · 2017                                               | Hier wohnte Ilse Gans geb. Cohn Jg. 1919 deportiert 10.11.1941 ermordet in Minsk                                      | Das Ehepaar Werner Gans (geb. 1. August 1908 in Mülheim an der Ruhr), Kaufmann von Beruf, und Ilse (geb. Cohn, am 6. Oktober 1919 in Berlin) lebte vor dem Zweiten Weltkrieg in Düsseldorf in der Steinstraße 73. Sie wurden am 10. November 1941 deportiert und im Ghetto Minsk ermordet. |
|                                                   | Worringer Straße 12 · 2017                                                                        | Hier wohnte Felix Klees Jg. 1920 verhaftet 1943 'Wehrkraftzersetzung' erschossen 28.2.1945 im Aaper Wald              | Felix Klees war der jüngste Sohn von Paul und Helene Klees; der Vater betrieb das Unternehmen Gebr. Klees für Laboratoriumsbedarf. Im September 1939 wurde er wie auch sein älterer Bruder Karl Friedrich zur Wehrmacht eingezogen. 1943 äußerte er Zweifel an der Kriegsführung der Wehrmacht und wurde deshalb von einem Kriegsgericht wegen „Wehrkraftzersetzung“ zu zehn Jahren Haft verurteilt. Am 28. Februar 1945 wurde er bei einem angeblichen Fluchtversuch erschossen. |
|                                                   | Worringer Straße 58 · 2017                                                                        | Hier wohnte Rudolf Ems Jg. 1874 tot in Eisenach 24.10.1941 vor Deportation                                            | Rudolf Ems (geb. 22. Dezember 1874 in Münster) war eines von fünf Kindern der Eheleute Agnes (geb. Lenzberg) und Emil Michael Ems. Vier seiner Geschwister lebten ebenfalls im Rheinland: Fritz und Rudolf in Düsseldorf, Lise in Köln und Hermann Georg in Krefeld. 1911 heiratete er die 16 Jahre jüngere Gertrud Wertheim aus Berlin. Das Ehepaar bekam zwei Söhne: Walter Robert (geb. 15. August 1916) und Herbert Martin (geb. 17. September 1924). Ems betrieb gemeinsam mit seinem Kompagnon Palm einen Schuhgroßhandel. Am 6. Januar 1935 starb die Ehefrau von Rudolf Ems, im Jahr darauf reisten seine Söhne zu Rudolfs Schwester Lise Goldfinger, die inzwischen in San Francisco lebte, aus. Schon in den 1920er Jahren hatte Ems, während der Inflation und Weltwirtschaftskrise, unter schweren Depressionen gelitten. Nach dem Tod seiner Frau und dem Weggang seiner Söhne kümmerten sich sein jüngerer Bruder Fritz und dessen Familie um Ems, bis sie selbst in die USA ausreisten. Am 18. August 1938 ließ er sich in die Jacoby’sche Heil- und Pflegeanstalt in Sayn einweisen. 1940 brachte ihn seine Schwiegermutter Paula Wertheim (geb. Gotthelft am 21. Mai 1867 in Kassel) nach Eisenach in das Haus von Großrabbiner Josef Wiesen. Am 24. Oktober 1941 beging Rudolf Ems Suizid; Paula Wertheim starb am 1. März 1943 im Ghetto Theresienstadt. |

### Stadtbezirk 2

#### Düsseltal
| Bild                                                                     | Adresse Verlegedatum                                                                         | Person, Inschrift | Anmerkung |
| ------------------------------------------------------------------------ | -------------------------------------------------------------------------------------------- | --- | --- |
|                                                                          | Brehmstraße 84 · 31. Mai 2016 · 2017                                                         | Hier wohnte Emmy Grunewald geb. Weisskopf Jg. 1894 Flucht 1936 interniert Mechelen deportiert 1943 ermordet in Auschwitz       | Fritz Grünewald, geboren am 8. Februar 1892 in Wanne-Eickel, war Kaufmann von Beruf und Teilhaber der Firma Turn- u. Sportschuh GmbH mit Gummifabrik im Düsseldorfer Hafen Am Fallhammer 1–3. Er wohnte mit seiner Frau Emmy (geb. 10. Dezember 1894 in Barmen), Hausfrau und Tochter von Leopold und Ida Weisskopf, in der Brehmstraße 84. 1936 floh die Familie mit ihren drei Kindern nach Brüssel (1938 wird als Fluchtdatum im Urteil des Wiedergutmachungsverfahrens mehrfach erwähnt; und ob er gemeinsam mit Frau und drei Kindern floh ist unklar – sicher nur, dass sie alle zusammen in Brüssel waren). Nach der deutschen Besetzung Belgiens 1940 wurde Fritz Grünewald in das dortige Judenregister eingetragen und musste ab Juni 1942 den Judenstern tragen. Im Mai 1943 wurden Fritz und Emmy Grünewald in das Sammellager Kamp Mechelen interniert und von dort nach Auschwitz deportiert, wo sie verstarben. |
|                                                                          | Brehmstraße 84 · 31. Mai 2016 · 2017                                                         | Hier wohnte Fritz Grunewald Jg. 1890 Flucht 1936 interniert Mechelen deportiert 1943 ermordet in Auschwitz                     | Fritz Grünewald, geboren am 8. Februar 1892 in Wanne-Eickel, war Kaufmann von Beruf und Teilhaber der Firma Turn- u. Sportschuh GmbH mit Gummifabrik im Düsseldorfer Hafen Am Fallhammer 1–3. Er wohnte mit seiner Frau Emmy (geb. 10. Dezember 1894 in Barmen), Hausfrau und Tochter von Leopold und Ida Weisskopf, in der Brehmstraße 84. 1936 floh die Familie mit ihren drei Kindern nach Brüssel (1938 wird als Fluchtdatum im Urteil des Wiedergutmachungsverfahrens mehrfach erwähnt; und ob er gemeinsam mit Frau und drei Kindern floh ist unklar – sicher nur, dass sie alle zusammen in Brüssel waren). Nach der deutschen Besetzung Belgiens 1940 wurde Fritz Grünewald in das dortige Judenregister eingetragen und musste ab Juni 1942 den Judenstern tragen. Im Mai 1943 wurden Fritz und Emmy Grünewald in das Sammellager Kamp Mechelen interniert und von dort nach Auschwitz deportiert, wo sie verstarben. |
| Stolperstein Düsseldorf 2 Düsseltal Achenbachstraße 74 Anna Steinberg    | Achenbachstraße 74 · 2017                                                                    | Hier wohnte Anna Steinberg geb. Magnus Jg. 1882 deportiert 1941 ermordet in Minsk ermordet in Auschwitz                        | Die Familie Steinberg aus Elberfeld besaß im Haus der Galerie Paffrath in der Königsallee 46 das gleichnamige Modehaus. Anna Steinberg (geboren 10. April 1882 in Elberfeld) und ihr Mann Albert (geboren 1884) hatten drei Söhne, Helmut (geboren 1914), Richard (geboren 1916) und Herbert (geboren 1920). Albert Steinberg starb 1929, und seine Witwe übernahm die Geschäftsleitung. In der Pogromnacht am 10. November 1938 wurden Geschäft und Warenlager schwer beschädigt. Die Söhne Helmut und Herbert flohen anschließend ins Ausland. Helmut ging nach Brüssel, wurde aber 1940 nach der Besetzung Belgiens verhaftet, über mehrere Lagerstationen nach Auschwitz deportiert und ermordet. Sein Bruder Herbert ging nach England. Richard Sterneberg war geistig behindert und wurde am 15. Februar 1941 im Rahmen der Aktion T4 in der Heilanstalt Grafenberg ermordet. Seine Mutter wurde am 10. November 1941 in das Ghetto Minsk deportiert. Sie hat nicht überlebt. |
| Stolperstein Düsseldorf 2 Düsseltal Achenbachstraße 74 Helmut Steinberg  | Achenbachstraße 74 · 2017                                                                    | Hier wohnte Helmut Steinberg Jg. 1914 1939 Flucht n. Brüssel deportiert ermordet in Auschwitz                                  | Die Familie Steinberg aus Elberfeld besaß im Haus der Galerie Paffrath in der Königsallee 46 das gleichnamige Modehaus. Anna Steinberg (geboren 10. April 1882 in Elberfeld) und ihr Mann Albert (geboren 1884) hatten drei Söhne, Helmut (geboren 1914), Richard (geboren 1916) und Herbert (geboren 1920). Albert Steinberg starb 1929, und seine Witwe übernahm die Geschäftsleitung. In der Pogromnacht am 10. November 1938 wurden Geschäft und Warenlager schwer beschädigt. Die Söhne Helmut und Herbert flohen anschließend ins Ausland. Helmut ging nach Brüssel, wurde aber 1940 nach der Besetzung Belgiens verhaftet, über mehrere Lagerstationen nach Auschwitz deportiert und ermordet. Sein Bruder Herbert ging nach England. Richard Sterneberg war geistig behindert und wurde am 15. Februar 1941 im Rahmen der Aktion T4 in der Heilanstalt Grafenberg ermordet. Seine Mutter wurde am 10. November 1941 in das Ghetto Minsk deportiert. Sie hat nicht überlebt. |
| Stolperstein Düsseldorf 2 Düsseltal Achenbachstraße 74 Richard Steinberg | Achenbachstraße 74 · 2017                                                                    | Hier wohnte Richard Steinberg Jg. 1916 ermordet 15.2.1941 Heilanstalt Grafenberg                                               | Die Familie Steinberg aus Elberfeld besaß im Haus der Galerie Paffrath in der Königsallee 46 das gleichnamige Modehaus. Anna Steinberg (geboren 10. April 1882 in Elberfeld) und ihr Mann Albert (geboren 1884) hatten drei Söhne, Helmut (geboren 1914), Richard (geboren 1916) und Herbert (geboren 1920). Albert Steinberg starb 1929, und seine Witwe übernahm die Geschäftsleitung. In der Pogromnacht am 10. November 1938 wurden Geschäft und Warenlager schwer beschädigt. Die Söhne Helmut und Herbert flohen anschließend ins Ausland. Helmut ging nach Brüssel, wurde aber 1940 nach der Besetzung Belgiens verhaftet, über mehrere Lagerstationen nach Auschwitz deportiert und ermordet. Sein Bruder Herbert ging nach England. Richard Sterneberg war geistig behindert und wurde am 15. Februar 1941 im Rahmen der Aktion T4 in der Heilanstalt Grafenberg ermordet. Seine Mutter wurde am 10. November 1941 in das Ghetto Minsk deportiert. Sie hat nicht überlebt. |
| Stolperstein Düsseldorf 2 Düsseltal Ahnfeldstraße 19 Elisabeth Plücker   | Ahnfeldstraße 19 · 2017                                                                      | Hier wohnte Elisabeth Plücker geb. Korban Jg. 1881 verhaftet 1934 KZ Ravensbrück deportiert 1942 Auschwitz ermordet 10.11.1942 | Elisabeth „Liesel“ Korban wurde im schlesischen Neurode als ältestes von vier Kindern geboren. Als sie fünf Jahre alt war, starben beide Eltern an Typhus. Die Kinder kamen ins Waisenhaus. 1904 heiratete Elisabeth Korban in Solingen-Ohligs den Schleifer Ludwig Plücker; das Ehepaar bekam einen Sohn und zwei Töchter. Nachdem Plücker 1909 die Familie verlassen hatte, wurde die Ehe 1911 geschieden. Ab 1912 lebte Liesel Plücker in Düsseldorf und wurde Mitglied im Deutschen Freidenker-Verband, der KPD, der Roten Hilfe sowie der Liga für Mutterschutz und soziale Familienhygiene. Am 16. Juli 1934 wurde Liesel Plücker verhaftet; sie habe sich am Aufbau der illegalen KPD beteiligt und Widerstandskämpfer sowie Flüchtlinge in ihrer Wohnung aufgenommen. Am 27. April 1935 wurde sie vom OLG Hamm wegen „Vorbereitung zum Hochverrat“ zu fünf Jahren Zuchthaus in der Frauenstraf- und Verwahrungsanstalt Aichach verurteilt. Nach ihrer Entlassung wurde sie von der Gestapo in „Schutzhaft“ genommen und am 29. Juli 1939 in das KZ Ravensbrück transportiert. Ein Gnadengesuch ihrer Tochter Hanny wurde 1940 abgelehnt. Am 25. März 1942 wurde sie nach Auschwitz verbracht, wo am 10. November 1942 ihr Tod vermerkt wurde. |
| Stolperstein Düsseldorf 2 Düsseltal Graf-Recke-Straße 49 Änne Cohen      | Graf-Recke-Straße 49 · 2017                                                                  | Hier wohnte Änne Cohen geb. Goldschmidt Jg. 1898 deportiert 1941 Lodz ermordet 11.9.1942 Chelmno                               | Arthur Cohen war gebürtiger Düsseldorfer. Seine Eltern Isaac (geboren 1859 in Bergheim) und Eva (geborene Kamp, 1863 in Krefeld) hatten zwei weitere Söhne: Adolf (gefallen als Soldat im Ersten Weltkrieg) und Eugen. Arthur und Eugen Cohen führten gemeinsam das Familienunternehmen J. & J. Cohen, Rather Str. 56/58, ein Großhandelsunternehmen für Fleischereibedarf gegenüber dem Schlachthof. Verheiratet war er mit Johanna „Änne“ Goldschmidt; das Ehepaar hat zwei Kinder, Walter Adolf (geboren 26. Februar 1924) und Margot (geboren 1926). 1938 wurde das Unternehmen der Cohens arisiert. Die beiden Kinder Walter und Margot wurden per Kindertransport nach Großbritannien in Sicherheit gebracht. Im Laufe der Reichspogromnacht wurde die Wohnung der Cohens verwüstet, und Arthur Cohen sowie sein Vater Isaac wurden festgenommen. Daraufhin erlitt Arthur Cohens Mutter Eva einen Schlaganfall, an dessen Folgen sie am 29. Dezember 1939 starb. Arthur Cohen wurde 16. November 1938 nach Dachau transportiert, kehrte aber am 28. November zurück. Auswanderungspläne von Arthur und Änne Cohen scheiterten; sie wurden am 27. Oktober 1941 in das Ghetto Litzmannstadt deportiert und im September 1942 im Vernichtungslager Chelmno ermordet. Isaac Cohen starb im Juli 1942 in Theresienstadt. Margot Cohen, verheiratete Goldberg, lebt in den USA (Stand 2010). Im November 2010 besuchte sie mit ihren beiden Töchtern Düsseldorf. Sie sah die Stolpersteine für ihre Eltern und war Ehrengast einer Gedenkstunde im Düsseldorfer Rathaus in Erinnerung an die Reichspogromnacht 1938. |
| Stolperstein Düsseldorf 2 Düsseltal Graf-Recke-Straße 49 Arthur Cohen    | Graf-Recke-Straße 49 · 2017                                                                  | Hier wohnte Arthur Cohen Jg. 1888 deportiert 1941 Lodz ermordet 11.9.1942 Chelmno                                              | Arthur Cohen war gebürtiger Düsseldorfer. Seine Eltern Isaac (geboren 1859 in Bergheim) und Eva (geborene Kamp, 1863 in Krefeld) hatten zwei weitere Söhne: Adolf (gefallen als Soldat im Ersten Weltkrieg) und Eugen. Arthur und Eugen Cohen führten gemeinsam das Familienunternehmen J. & J. Cohen, Rather Str. 56/58, ein Großhandelsunternehmen für Fleischereibedarf gegenüber dem Schlachthof. Verheiratet war er mit Johanna „Änne“ Goldschmidt; das Ehepaar hat zwei Kinder, Walter Adolf (geboren 26. Februar 1924) und Margot (geboren 1926). 1938 wurde das Unternehmen der Cohens arisiert. Die beiden Kinder Walter und Margot wurden per Kindertransport nach Großbritannien in Sicherheit gebracht. Im Laufe der Reichspogromnacht wurde die Wohnung der Cohens verwüstet, und Arthur Cohen sowie sein Vater Isaac wurden festgenommen. Daraufhin erlitt Arthur Cohens Mutter Eva einen Schlaganfall, an dessen Folgen sie am 29. Dezember 1939 starb. Arthur Cohen wurde 16. November 1938 nach Dachau transportiert, kehrte aber am 28. November zurück. Auswanderungspläne von Arthur und Änne Cohen scheiterten; sie wurden am 27. Oktober 1941 in das Ghetto Litzmannstadt deportiert und im September 1942 im Vernichtungslager Chelmno ermordet. Isaac Cohen starb im Juli 1942 in Theresienstadt. Margot Cohen, verheiratete Goldberg, lebt in den USA (Stand 2010). Im November 2010 besuchte sie mit ihren beiden Töchtern Düsseldorf. Sie sah die Stolpersteine für ihre Eltern und war Ehrengast einer Gedenkstunde im Düsseldorfer Rathaus in Erinnerung an die Reichspogromnacht 1938. |
| Stolperstein Düsseldorf 2 Düsseltal Graf-Recke-Straße 53 Reinhard Semrau | Graf-Recke-Straße 53 · 2017                                                                  | Hier wohnte Reinhard Semrau Jg. 1899 drangsaliert von GESTAPO Flucht in den Tod 3.5.1943                                       | Dr. Reinhard Semrau war ein Sohn des Kunsthistorikers und Professors Max Semrau und von dessen Frau Mathilde (geboren am 8. März 1871 in Breslau). Er kämpfte als Soldat im Ersten Weltkrieg und war später Leutnant der Reserve. Beruflich war er bei den Vereinigten Stahlwerken tätig. Verheiratet war er mit der Berlinerin Lieselotte Semrau (geboren 17. Januar 1913); das Paar lebte gemeinsam mit Semraus Mutter, die 1928 verwitwet war, in einer Wohnung. 1937 zog das Ehepaar Semrau nach Berlin, Semrau selbst kehrte drei Jahre später ohne seine Frau nach Düsseldorf zurück. Als 1943 die Wohnräume seines Arbeitskollegen Heinrich Rahn zerstört wurden, bot er dessen Familie Obdach in seiner Wohnung an. Diese Familie wurde Zeuge von dem massiven Druck, der von Seiten der Gestapo auf Mathilde Semrau und ihren Sohn ausgeübt wurde. Reinhard Semrau versuchte mit allen Mitteln, die Deportation seiner Mutter zu verhindern, die zwar getauft war, aber den Nationalsozialisten als Jüdin galt. Ein Arbeitskollege von Semrau intervenierte sogar bei Adolf Eichmann persönlich. Mathilde Semrau wurde von der Deportation zurückgestellt, musste aber in ein jüdisches Altenheim nach Berlin ziehen, wo sie das Kriegsende überlebte. Ihr Sohn verkraftete die jahrelangen Schikanen der Gestapo nicht und beging am 3. Mai 1943 Suizid. |
|                                                                          | Grafenberger Allee 74 · 2017                                                                 | Hier wohnte Sali Eichwald geb. Margulis Jg. 1880 Flucht 1939 Holland deportiert 20.7.1943 ermordet in Sobibor                  | Sali Marguli[e]s (geboren 15. Februar 1880 in Krakau) war seit 1897 mit Felix Eichwald, Kaufmann in Düsseldorf, verheiratet und lebte seit 1902 in Gütertrennung. Zusammen mit ihrer Tochter Selma Wollberg-Eichwald und deren Gatte, dem Kaufmann Hans Wollberg (geboren 4. März 1904 in Hildesheim), konnte Sali Eichwald nach Holland emigrieren. Bis Februar 1942 lebten Hans und Selma in der Boterdiepstraat 36 in Amsterdam. Zusammen wurden sie im Juli 1943 deportiert und in Sobibor ermordet. Sali Eichwalds letzte Wohnanschrift in Holland war in der Burgemeester Grothestraat 38 in Soest. Laut „Joods Monument“, und entgegen der Aufschrift auf dem Stolperstein für Sali Eichwald, wurde sie vermutlich nicht zusammen mit ihrer Familie im Juli 1943 deportiert, wohnte im Juni 1941 40 Kilometer entfernt von Amsterdam in Soest, und am 28. Mai 1943 in Sobibor ermordet. Im Amsterdamer Stadtarchiv befindet sich eine „Jokos“ Datei (Nr. 32393), welche eine Forderung der Familie mit Anspruch auf Entschädigung für Wertsachen aus Plünderung der Lippmann, Rosenthal & Co Bank beansprucht (L-Anspruch, Nr. 13276/15575). |
|                                                                          | Grafenberger Allee 74 · 2017                                                                 | Hier wohnte Hans Wollberg Jg. 1904 Flucht 1939 Holland deportiert 20.7.1943 ermordet in Sobibor                                | Sali Marguli[e]s (geboren 15. Februar 1880 in Krakau) war seit 1897 mit Felix Eichwald, Kaufmann in Düsseldorf, verheiratet und lebte seit 1902 in Gütertrennung. Zusammen mit ihrer Tochter Selma Wollberg-Eichwald und deren Gatte, dem Kaufmann Hans Wollberg (geboren 4. März 1904 in Hildesheim), konnte Sali Eichwald nach Holland emigrieren. Bis Februar 1942 lebten Hans und Selma in der Boterdiepstraat 36 in Amsterdam. Zusammen wurden sie im Juli 1943 deportiert und in Sobibor ermordet. Sali Eichwalds letzte Wohnanschrift in Holland war in der Burgemeester Grothestraat 38 in Soest. Laut „Joods Monument“, und entgegen der Aufschrift auf dem Stolperstein für Sali Eichwald, wurde sie vermutlich nicht zusammen mit ihrer Familie im Juli 1943 deportiert, wohnte im Juni 1941 40 Kilometer entfernt von Amsterdam in Soest, und am 28. Mai 1943 in Sobibor ermordet. Im Amsterdamer Stadtarchiv befindet sich eine „Jokos“ Datei (Nr. 32393), welche eine Forderung der Familie mit Anspruch auf Entschädigung für Wertsachen aus Plünderung der Lippmann, Rosenthal & Co Bank beansprucht (L-Anspruch, Nr. 13276/15575). |
|                                                                          | Grafenberger Allee 74 · 2017                                                                 | Hier wohnte Selma Wollberg geb. Eichwald Jg. 1902 Flucht 1939 Holland deportiert 20.7.1943 Sobibor ermordet 23.7.1943          | Sali Marguli[e]s (geboren 15. Februar 1880 in Krakau) war seit 1897 mit Felix Eichwald, Kaufmann in Düsseldorf, verheiratet und lebte seit 1902 in Gütertrennung. Zusammen mit ihrer Tochter Selma Wollberg-Eichwald und deren Gatte, dem Kaufmann Hans Wollberg (geboren 4. März 1904 in Hildesheim), konnte Sali Eichwald nach Holland emigrieren. Bis Februar 1942 lebten Hans und Selma in der Boterdiepstraat 36 in Amsterdam. Zusammen wurden sie im Juli 1943 deportiert und in Sobibor ermordet. Sali Eichwalds letzte Wohnanschrift in Holland war in der Burgemeester Grothestraat 38 in Soest. Laut „Joods Monument“, und entgegen der Aufschrift auf dem Stolperstein für Sali Eichwald, wurde sie vermutlich nicht zusammen mit ihrer Familie im Juli 1943 deportiert, wohnte im Juni 1941 40 Kilometer entfernt von Amsterdam in Soest, und am 28. Mai 1943 in Sobibor ermordet. Im Amsterdamer Stadtarchiv befindet sich eine „Jokos“ Datei (Nr. 32393), welche eine Forderung der Familie mit Anspruch auf Entschädigung für Wertsachen aus Plünderung der Lippmann, Rosenthal & Co Bank beansprucht (L-Anspruch, Nr. 13276/15575). |
|                                                                          | Grafenberger Allee 74 · 2017                                                                 | Hier wohnte Emma Levisohn Jg. 1880 deportiert 10.11.1941 ermordet in Minsk                                                     | Emma Levisohn (geb. 27. August 1880 in Rehna) war unverheiratet und lebte bis zu deren Tod im Jahr 1936 mit ihrer Mutter Berta (geb. Mayer, 10. November 1855 in Grabow) zusammen. Zwei Häuser weiter befand sich das Gemeindehaus der Synagogengemeinde, wo Emma als Wohlfahrtspflegerin arbeitete. Am 10. November 1941 wurde sie gemeinsam mit ihrer drei Jahre jüngeren Schwester Anna (geb. 6. Juni 1883) in das Ghetto Minsk deportiert und dort ermordet. |
|                                                                          | Grafenberger Allee 78 · 2017                                                                 | Hier wohnte Günther Gottschalk Jg. 1933 deportiert 1941 Richtung Osten ???                                                     | In dem vormaligen Gebäude Grafenberger Allee 78 hatte die Synagogengemeinde Düsseldorf, nach der Reichspogromnacht, den Unterricht der „jüdischen Volksschule“ weitergeführt. Ab 1939 wurde das Gemeindehaus auch als Altersheim genutzt. Ab Oktober 1941 gab es ab Düsseldorf gezielte Deportationen von mehr als 2000 Juden aus dem Regierungsbezirk Düsseldorf in Ghettos und Sammellager in Osteuropa, von wo aus die meisten in die Vernichtungslager verschleppt wurden, darunter auch der achtjährige Günther Gottschalk. |
|                                                                          | Grunerstraße 22 · 2017                                                                       | Hier wohnte Horst Buxbaum Jg. 1929 deportiert 1941 ermordet in Minsk                                                           | Moritz Buxbaum (geb. 10. Februar 1886 in Öhringen) war verheiratet mit Alice Sturmthal (geb. 27. September 1897) aus Krefeld. Das Ehepaar hatte zwei Söhne, Hans-Werner (geb. 3. Juli 1925 in Bochum) und Horst (geb. 23. Juni 1929 in Düsseldorf). Am 16. Juli 1938 wurde Horst Buxbaum in de Jüdischen Gemeinde in Düsseldorf Bar Mitzwa. Die Familie lebte in der Grunerstr. 22, musste aber später in eine kleinere Wohnung im sogenannten „Judenhaus“ Kreuzstr. 58 umziehen. Am 10. November 1941 wurde die ganze Familie in das Ghetto Minsk deportiert. |
|                                                                          | Grunerstraße 22 · 2017                                                                       | Hier wohnte Hans Werner Buxbaum Jg. 1925 deportiert 1941 ermordet in Minsk                                                     | Moritz Buxbaum (geb. 10. Februar 1886 in Öhringen) war verheiratet mit Alice Sturmthal (geb. 27. September 1897) aus Krefeld. Das Ehepaar hatte zwei Söhne, Hans-Werner (geb. 3. Juli 1925 in Bochum) und Horst (geb. 23. Juni 1929 in Düsseldorf). Am 16. Juli 1938 wurde Horst Buxbaum in de Jüdischen Gemeinde in Düsseldorf Bar Mitzwa. Die Familie lebte in der Grunerstr. 22, musste aber später in eine kleinere Wohnung im sogenannten „Judenhaus“ Kreuzstr. 58 umziehen. Am 10. November 1941 wurde die ganze Familie in das Ghetto Minsk deportiert. |
|                                                                          | Grunerstraße 22 · 2017                                                                       | Hier wohnte Alice Buxbaum geb. Sturmthal Jg. 1897 deportiert 1941 ermordet in Minsk                                            | Moritz Buxbaum (geb. 10. Februar 1886 in Öhringen) war verheiratet mit Alice Sturmthal (geb. 27. September 1897) aus Krefeld. Das Ehepaar hatte zwei Söhne, Hans-Werner (geb. 3. Juli 1925 in Bochum) und Horst (geb. 23. Juni 1929 in Düsseldorf). Am 16. Juli 1938 wurde Horst Buxbaum in de Jüdischen Gemeinde in Düsseldorf Bar Mitzwa. Die Familie lebte in der Grunerstr. 22, musste aber später in eine kleinere Wohnung im sogenannten „Judenhaus“ Kreuzstr. 58 umziehen. Am 10. November 1941 wurde die ganze Familie in das Ghetto Minsk deportiert. |
|                                                                          | Grunerstraße 22 · 2017                                                                       | Hier wohnte Moritz Buxbaum Jg. 1886 deportiert 1941 ermordet in Minsk                                                          | Moritz Buxbaum (geb. 10. Februar 1886 in Öhringen) war verheiratet mit Alice Sturmthal (geb. 27. September 1897) aus Krefeld. Das Ehepaar hatte zwei Söhne, Hans-Werner (geb. 3. Juli 1925 in Bochum) und Horst (geb. 23. Juni 1929 in Düsseldorf). Am 16. Juli 1938 wurde Horst Buxbaum in de Jüdischen Gemeinde in Düsseldorf Bar Mitzwa. Die Familie lebte in der Grunerstr. 22, musste aber später in eine kleinere Wohnung im sogenannten „Judenhaus“ Kreuzstr. 58 umziehen. Am 10. November 1941 wurde die ganze Familie in das Ghetto Minsk deportiert. |
|                                                                          | Grunerstraße 33 · 2017                                                                       | Hier wohnte Sigmund Löb Jg. 1877 emigriert 1936 Amsterdam ermordet in Bergen-Belsen                                            | Der Kaufmann Sigmund Löb (geb. 24. November 1877 in Weißenthurm) war verheiratet mit Else (geb. David, 30. Juni 1889 in Wiesbaden); das Ehepaar war kinderlos. Am 26. November 1936 emigrierten Else und Sigmund Löb in die Niederlande, wo sie in Amsterdam in der Zuider Amstellaan 16/1 wohnten. Nach der Besetzung der Niederlande durch die deutsche Wehrmacht wurden die Eheleute in das Durchgangslager Westerbork deportiert, wo Else Löb am 27. August 1943 starb. Am 7. September 1943 wurde Sigmund Löb nach Bergen-Belsen verbracht und von dort in das KZ Sachsenhausen, wo er am 31. Dezember 1944 in einem Außenlager starb. Im Amsterdamer Stadtarchiv befindet sich eine „Jokos“ Datei (Nr. 36682), welche eine Forderung der Familie mit Anspruch auf Entschädigung für Wertsachen aus Plünderung der Lippmann, Rosenthal & Co Bank beansprucht (L-Anspruch, Nr. 7735/538). |
|                                                                          | Grunerstraße 33 · 2017                                                                       | Hier wohnte Else Löb geb. David Jg. 1889 emigriert 1936 Amsterdam ermordet in Bergen-Belsen                                    | Der Kaufmann Sigmund Löb (geb. 24. November 1877 in Weißenthurm) war verheiratet mit Else (geb. David, 30. Juni 1889 in Wiesbaden); das Ehepaar war kinderlos. Am 26. November 1936 emigrierten Else und Sigmund Löb in die Niederlande, wo sie in Amsterdam in der Zuider Amstellaan 16/1 wohnten. Nach der Besetzung der Niederlande durch die deutsche Wehrmacht wurden die Eheleute in das Durchgangslager Westerbork deportiert, wo Else Löb am 27. August 1943 starb. Am 7. September 1943 wurde Sigmund Löb nach Bergen-Belsen verbracht und von dort in das KZ Sachsenhausen, wo er am 31. Dezember 1944 in einem Außenlager starb. Im Amsterdamer Stadtarchiv befindet sich eine „Jokos“ Datei (Nr. 36682), welche eine Forderung der Familie mit Anspruch auf Entschädigung für Wertsachen aus Plünderung der Lippmann, Rosenthal & Co Bank beansprucht (L-Anspruch, Nr. 7735/538). |
|                                                                          | Harleßstraße 8 · 2017                                                                        | Hier wohnte Berta Gumpert geb. Tannenbaum Jg. 1863 deportiert 1942 Theresienstadt ermordet in Treblinka                        | Berta Gumpert (geb. Tannenbaum, am 4. Juni 1863 in Fulda), mit letzter Wohnadresse vor Deportation in Düsseldorf, Transport VII/1, Nr. 254 am 22. Juli 1942 von Düsseldorf nach Theresienstadt; Transport Bp, Nr. 1084 am 21. September 1942 von Theresienstadt nach Treblinka, dort ermordet |
|                                                                          | Ostendorfstraße 10 · 2017                                                                    | Hier wohnte Margarethe Manes geb. Stern Jg. 1902 deportiert 27.10.1941 Lodz Chelmno ermordet 5.7.1944                          | Der Kaufmann Oskar Manes (geb. 26. Januar 1858 in Düsseldorf) und seine Frau (geb. Lobethal, 11. März 1865 in Breslau) hatten drei Kinder, Paul (geb. 15. September 1891), Margarete (verh. Ferber, geb. 3. Dezember 1892) und Susi (verh. Stein, geb. 17. April 1899). Oskar Manes, bis 1926 Inhaber eines Textilgeschäftes im Girardethaus, Grabenstraße 19–25, gelang es 1920, nach intensiver Vorarbeit seit 1916, den Düsseldorfer Einzelhandelsverband zu gründen, dessen 1. Vorsitzender er bis zum April 1933 war. Ab 1925 war Manes im Vorstand der Industrie- und Handelskammer Düsseldorf und durch seine Nominierung zum Handelsgerichtsrat in 1929 anerkannt worden. Von 1924 bis 1929 saß er für die Deutsche Demokratische Partei im Düsseldorfer Stadtrat. Er war Repräsentationsvorsteher in der Jüdischen Gemeinde und von 1918 bis 1927 auch im Vorstand der Synagogengemeinde. Im März 1933 wurde Oskar Manes als Vorsitzender des Einzelhandelsverbandes abgesetzt, im April 1933 aus dem Vorstand der IHK abgewählt und aus der Kammer ausgeschlossen. Seine Wohnung in der Königsallee 38–40 musste er aufgeben und in eine kleinere Wohnung, Ostendorfstr. 10, umziehen. Am 26. Januar 1939, am 81. Geburtstag von Oskar Manes, verstarb seine Frau Else, und er zog 1940 in das Schulhoff’sche Haus Düsselkämpchen 2 und von da 1941 in die Aderstr. 59 (Altersheim). Am 21. Juli 1942 wurde Oskar Manes nach Theresienstadt deportiert und starb während des Transports (VII/1, Nr. 532). Sein Vermögen über 57.000 Reichsmark wurde von der Gestapo eingezogen. Seine Kinder waren schon vor ihm deportiert worden: Paul Manes starb am 11. Mai 1942 im Ghetto Litzmannstadt, seine Frau Margarethe wurde am 5. Juli 1944 im Vernichtungslager Kulmhof ermordet. Die Tochter Margarete Ferber wurde zusammen mit ihrem Ehemann Leopold (geb. 1880) am 10. November 1941 in das Ghetto Minsk deportiert, ihr Sterbedatum ist unbekannt. Die jüngste Tochter Susi Stein und ihr Mann wurden am 13. Dezember 1941 von Bielefeld aus in das Ghetto Riga deportiert, wo beide ums Leben kamen. |
|                                                                          | Ostendorfstraße 10 · 2017                                                                    | Hier wohnte Susi Stein geb. Manes Jg. 1899 deportiert 1941 ermordet in Riga                                                    | Der Kaufmann Oskar Manes (geb. 26. Januar 1858 in Düsseldorf) und seine Frau (geb. Lobethal, 11. März 1865 in Breslau) hatten drei Kinder, Paul (geb. 15. September 1891), Margarete (verh. Ferber, geb. 3. Dezember 1892) und Susi (verh. Stein, geb. 17. April 1899). Oskar Manes, bis 1926 Inhaber eines Textilgeschäftes im Girardethaus, Grabenstraße 19–25, gelang es 1920, nach intensiver Vorarbeit seit 1916, den Düsseldorfer Einzelhandelsverband zu gründen, dessen 1. Vorsitzender er bis zum April 1933 war. Ab 1925 war Manes im Vorstand der Industrie- und Handelskammer Düsseldorf und durch seine Nominierung zum Handelsgerichtsrat in 1929 anerkannt worden. Von 1924 bis 1929 saß er für die Deutsche Demokratische Partei im Düsseldorfer Stadtrat. Er war Repräsentationsvorsteher in der Jüdischen Gemeinde und von 1918 bis 1927 auch im Vorstand der Synagogengemeinde. Im März 1933 wurde Oskar Manes als Vorsitzender des Einzelhandelsverbandes abgesetzt, im April 1933 aus dem Vorstand der IHK abgewählt und aus der Kammer ausgeschlossen. Seine Wohnung in der Königsallee 38–40 musste er aufgeben und in eine kleinere Wohnung, Ostendorfstr. 10, umziehen. Am 26. Januar 1939, am 81. Geburtstag von Oskar Manes, verstarb seine Frau Else, und er zog 1940 in das Schulhoff’sche Haus Düsselkämpchen 2 und von da 1941 in die Aderstr. 59 (Altersheim). Am 21. Juli 1942 wurde Oskar Manes nach Theresienstadt deportiert und starb während des Transports (VII/1, Nr. 532). Sein Vermögen über 57.000 Reichsmark wurde von der Gestapo eingezogen. Seine Kinder waren schon vor ihm deportiert worden: Paul Manes starb am 11. Mai 1942 im Ghetto Litzmannstadt, seine Frau Margarethe wurde am 5. Juli 1944 im Vernichtungslager Kulmhof ermordet. Die Tochter Margarete Ferber wurde zusammen mit ihrem Ehemann Leopold (geb. 1880) am 10. November 1941 in das Ghetto Minsk deportiert, ihr Sterbedatum ist unbekannt. Die jüngste Tochter Susi Stein und ihr Mann wurden am 13. Dezember 1941 von Bielefeld aus in das Ghetto Riga deportiert, wo beide ums Leben kamen. |
|                                                                          | Ostendorfstraße 10 · 2017                                                                    | Hier wohnte Paul Manes Jg. 1891 deportiert 27.10.1941 Lodz tot 11.05.1942                                                      | Der Kaufmann Oskar Manes (geb. 26. Januar 1858 in Düsseldorf) und seine Frau (geb. Lobethal, 11. März 1865 in Breslau) hatten drei Kinder, Paul (geb. 15. September 1891), Margarete (verh. Ferber, geb. 3. Dezember 1892) und Susi (verh. Stein, geb. 17. April 1899). Oskar Manes, bis 1926 Inhaber eines Textilgeschäftes im Girardethaus, Grabenstraße 19–25, gelang es 1920, nach intensiver Vorarbeit seit 1916, den Düsseldorfer Einzelhandelsverband zu gründen, dessen 1. Vorsitzender er bis zum April 1933 war. Ab 1925 war Manes im Vorstand der Industrie- und Handelskammer Düsseldorf und durch seine Nominierung zum Handelsgerichtsrat in 1929 anerkannt worden. Von 1924 bis 1929 saß er für die Deutsche Demokratische Partei im Düsseldorfer Stadtrat. Er war Repräsentationsvorsteher in der Jüdischen Gemeinde und von 1918 bis 1927 auch im Vorstand der Synagogengemeinde. Im März 1933 wurde Oskar Manes als Vorsitzender des Einzelhandelsverbandes abgesetzt, im April 1933 aus dem Vorstand der IHK abgewählt und aus der Kammer ausgeschlossen. Seine Wohnung in der Königsallee 38–40 musste er aufgeben und in eine kleinere Wohnung, Ostendorfstr. 10, umziehen. Am 26. Januar 1939, am 81. Geburtstag von Oskar Manes, verstarb seine Frau Else, und er zog 1940 in das Schulhoff’sche Haus Düsselkämpchen 2 und von da 1941 in die Aderstr. 59 (Altersheim). Am 21. Juli 1942 wurde Oskar Manes nach Theresienstadt deportiert und starb während des Transports (VII/1, Nr. 532). Sein Vermögen über 57.000 Reichsmark wurde von der Gestapo eingezogen. Seine Kinder waren schon vor ihm deportiert worden: Paul Manes starb am 11. Mai 1942 im Ghetto Litzmannstadt, seine Frau Margarethe wurde am 5. Juli 1944 im Vernichtungslager Kulmhof ermordet. Die Tochter Margarete Ferber wurde zusammen mit ihrem Ehemann Leopold (geb. 1880) am 10. November 1941 in das Ghetto Minsk deportiert, ihr Sterbedatum ist unbekannt. Die jüngste Tochter Susi Stein und ihr Mann wurden am 13. Dezember 1941 von Bielefeld aus in das Ghetto Riga deportiert, wo beide ums Leben kamen. |
|                                                                          | Ostendorfstraße 10 · 2017                                                                    | Hier wohnte Oskar Manes Jg. 1858 deportiert 21.7.1942 Theresienstadt tot 22.7.1942                                             | Der Kaufmann Oskar Manes (geb. 26. Januar 1858 in Düsseldorf) und seine Frau (geb. Lobethal, 11. März 1865 in Breslau) hatten drei Kinder, Paul (geb. 15. September 1891), Margarete (verh. Ferber, geb. 3. Dezember 1892) und Susi (verh. Stein, geb. 17. April 1899). Oskar Manes, bis 1926 Inhaber eines Textilgeschäftes im Girardethaus, Grabenstraße 19–25, gelang es 1920, nach intensiver Vorarbeit seit 1916, den Düsseldorfer Einzelhandelsverband zu gründen, dessen 1. Vorsitzender er bis zum April 1933 war. Ab 1925 war Manes im Vorstand der Industrie- und Handelskammer Düsseldorf und durch seine Nominierung zum Handelsgerichtsrat in 1929 anerkannt worden. Von 1924 bis 1929 saß er für die Deutsche Demokratische Partei im Düsseldorfer Stadtrat. Er war Repräsentationsvorsteher in der Jüdischen Gemeinde und von 1918 bis 1927 auch im Vorstand der Synagogengemeinde. Im März 1933 wurde Oskar Manes als Vorsitzender des Einzelhandelsverbandes abgesetzt, im April 1933 aus dem Vorstand der IHK abgewählt und aus der Kammer ausgeschlossen. Seine Wohnung in der Königsallee 38–40 musste er aufgeben und in eine kleinere Wohnung, Ostendorfstr. 10, umziehen. Am 26. Januar 1939, am 81. Geburtstag von Oskar Manes, verstarb seine Frau Else, und er zog 1940 in das Schulhoff’sche Haus Düsselkämpchen 2 und von da 1941 in die Aderstr. 59 (Altersheim). Am 21. Juli 1942 wurde Oskar Manes nach Theresienstadt deportiert und starb während des Transports (VII/1, Nr. 532). Sein Vermögen über 57.000 Reichsmark wurde von der Gestapo eingezogen. Seine Kinder waren schon vor ihm deportiert worden: Paul Manes starb am 11. Mai 1942 im Ghetto Litzmannstadt, seine Frau Margarethe wurde am 5. Juli 1944 im Vernichtungslager Kulmhof ermordet. Die Tochter Margarete Ferber wurde zusammen mit ihrem Ehemann Leopold (geb. 1880) am 10. November 1941 in das Ghetto Minsk deportiert, ihr Sterbedatum ist unbekannt. Die jüngste Tochter Susi Stein und ihr Mann wurden am 13. Dezember 1941 von Bielefeld aus in das Ghetto Riga deportiert, wo beide ums Leben kamen. |
|                                                                          | Ostendorfstraße 10 · 2017                                                                    | Hier wohnte Margarete Ferber geb. Manes Jg. 1892 deportiert 10.11.1941 ermordet in Minsk                                       | Der Kaufmann Oskar Manes (geb. 26. Januar 1858 in Düsseldorf) und seine Frau (geb. Lobethal, 11. März 1865 in Breslau) hatten drei Kinder, Paul (geb. 15. September 1891), Margarete (verh. Ferber, geb. 3. Dezember 1892) und Susi (verh. Stein, geb. 17. April 1899). Oskar Manes, bis 1926 Inhaber eines Textilgeschäftes im Girardethaus, Grabenstraße 19–25, gelang es 1920, nach intensiver Vorarbeit seit 1916, den Düsseldorfer Einzelhandelsverband zu gründen, dessen 1. Vorsitzender er bis zum April 1933 war. Ab 1925 war Manes im Vorstand der Industrie- und Handelskammer Düsseldorf und durch seine Nominierung zum Handelsgerichtsrat in 1929 anerkannt worden. Von 1924 bis 1929 saß er für die Deutsche Demokratische Partei im Düsseldorfer Stadtrat. Er war Repräsentationsvorsteher in der Jüdischen Gemeinde und von 1918 bis 1927 auch im Vorstand der Synagogengemeinde. Im März 1933 wurde Oskar Manes als Vorsitzender des Einzelhandelsverbandes abgesetzt, im April 1933 aus dem Vorstand der IHK abgewählt und aus der Kammer ausgeschlossen. Seine Wohnung in der Königsallee 38–40 musste er aufgeben und in eine kleinere Wohnung, Ostendorfstr. 10, umziehen. Am 26. Januar 1939, am 81. Geburtstag von Oskar Manes, verstarb seine Frau Else, und er zog 1940 in das Schulhoff’sche Haus Düsselkämpchen 2 und von da 1941 in die Aderstr. 59 (Altersheim). Am 21. Juli 1942 wurde Oskar Manes nach Theresienstadt deportiert und starb während des Transports (VII/1, Nr. 532). Sein Vermögen über 57.000 Reichsmark wurde von der Gestapo eingezogen. Seine Kinder waren schon vor ihm deportiert worden: Paul Manes starb am 11. Mai 1942 im Ghetto Litzmannstadt, seine Frau Margarethe wurde am 5. Juli 1944 im Vernichtungslager Kulmhof ermordet. Die Tochter Margarete Ferber wurde zusammen mit ihrem Ehemann Leopold (geb. 1880) am 10. November 1941 in das Ghetto Minsk deportiert, ihr Sterbedatum ist unbekannt. Die jüngste Tochter Susi Stein und ihr Mann wurden am 13. Dezember 1941 von Bielefeld aus in das Ghetto Riga deportiert, wo beide ums Leben kamen. |
|                                                                          | Paulusstraße 15 · 2017                                                                       | Hier wohnte Josef Herkenrath Jg. 1900 in Haft genommen tot 20.9.1942 KZ Börgermoor                                             | Josef „Jupp“ Herkenrath war gebürtiger Düsseldorfer, Sohn des Josef Herkenrath mit ehemaligem Geschäftshaus an der Grabenstraße 14–16, Ecke Stadtbrückchen (heute das Grundstück der Kasernenstraße 6). Er engagierte sich bei den Pfadfindern und wurde aus politischen Gründen wie auch wegen „Vergehen nach § 175“ verfolgt, „ein von den Nationalsozialisten nicht selten unterstelltes Delikt gegen Jugendführer außerhalb der Hitlerjugend“. In den Jahren 1937 und 1938 wurde er wiederholt verhaftet und schließlich am 21. Januar 1939 vom Landgericht Düsseldorf wegen „Vergehen nach § 175“ zu neun Monaten Haft verurteilt. Nach Ablauf der Haft wurde er in „Schutzhaft“ genommen und in das KZ Börgermoor gebracht. Dort starb er am 20. September 1942. |
|                                                                          | Rethelstraße 63 · 2017                                                                       | Hier wohnte Erwin Steinebach Jg. 1901 verhaftet 1934 KZ Neuengamme tot 2.1.1942                                                | Erwin Steinebach, von Beruf Schlosser, war verheiratet und Vater von drei Kindern. Zum Zeitpunkt der Machtübernahme durch die Nationalsozialisten war er schon länger arbeitslos. Er engagierte sich im Widerstand gegen das Regime. Am 21. September 1934 wurde er verhaftet, weil er zwei Pakete mit Zeitschriften der KPD weitergegeben und Flugblätter auf den Rheinwiesen verteilt habe. Im Februar 1935 stand er gemeinsam mit 68 weiteren Angeklagten wegen „Vorbereitung zum Hochverrat“ vor dem OLG Hamm und wurde zu sieben Jahren Zuchthaus verurteilt. Mit zahlreichen Gnadengesuchen versuchte seine Familie vergebens seine Entlassung zu erwirken, seine seit langem kranke Frau Anna ließ sich 1938 von ihm scheiden. Er habe sich in der Haft, so eine Aktennotiz anlässlich seiner Entlassung, „schlecht geführt“ und habe ein „verschlossenes, verbittertes Wesen.“ Unmittelbar nach seiner Entlassung aus der Haft im Emslandlager Brual-Rhede am 21. September 1941 wurde Steinebach von der Gestapo in „Schutzhaft“ genommen und am 14. November in das KZ Neuengamme überstellt. Am 2. Januar 1943 wurde im dortigen Sterbebuch sein Tod notiert. |
|                                                                          | Schillerstraße 25 · Adressbuch 1940 ·                                                        | Hier wohnte Julius Oliven Jg. 1874 deportiert 1941 Lodz/Litzmannstadt ermordet 2.5.1942                                        | Der Kaufmann Julius Oliven (geb. am 20. Dezember 1874 in Frankfurt) wohnte mit seiner Frau Else (geb. am 8. Dezember 1879 in Alt Karwen) auf der ersten Etage des Hauses Schillerstraße 25. Das Haus des jüdischen Besitzers und Kaufmann Emil Loewenstein wurde zum „Judenhaus“ deklariert, weitere Mieter zwangseingewiesen und von hier aus deportiert. |
|                                                                          | Schillerstraße 25 · Adressbuch 1940 ·                                                        | Hier wohnte Else Oliven geb. Leibholz Jg. 1879 deportiert 1941 Lodz/Litzmannstadt ermordet 7.5.1942 Chelmno/Kulmhof            | Der Kaufmann Julius Oliven (geb. am 20. Dezember 1874 in Frankfurt) wohnte mit seiner Frau Else (geb. am 8. Dezember 1879 in Alt Karwen) auf der ersten Etage des Hauses Schillerstraße 25. Das Haus des jüdischen Besitzers und Kaufmann Emil Loewenstein wurde zum „Judenhaus“ deklariert, weitere Mieter zwangseingewiesen und von hier aus deportiert. |
|                                                                          | Schillerstraße 25 ·                                                                          | Hier wohnte Jente Liebermann geb. Rosenberg Jg. 1869 deportiert 1942 Theresienstadt ermordet 20.1.1945                         | Joel Julius Liebermann, geboren am 22. Juni 1868 in Kenty, war vor dem Krieg in Düsseldorf als Kaufmann in der Wäscheindustrie tätig. Seine Frau Jenny Jente, war eine geborene Rosenberg (10. Oktober 1869) und stammte aus Drohobycz. Julius und Jente Liebermann wohnten zuletzt in dem sogenannten Judenhaus in der Schillerstraße 25. Weitere dort untergebrachte Bewohner waren Julius Blumenthal (72 Jahre alt), Cäcilie Gumpert (76 Jahre alt) und Hermann Löwenstein (71 Jahre alt). Julius und Jente Liebermann, so wie alle weiteren Bewohner des Hauses wurden am 21. Juli 1942 in das Ghetto Theresienstadt deportiert. |
|                                                                          | Schillerstraße 25 ·                                                                          | Hier wohnte Julius Liebermann Jg. 1868 deportiert 1942 Theresienstadt ermordet 28.8.1944                                       | Joel Julius Liebermann, geboren am 22. Juni 1868 in Kenty, war vor dem Krieg in Düsseldorf als Kaufmann in der Wäscheindustrie tätig. Seine Frau Jenny Jente, war eine geborene Rosenberg (10. Oktober 1869) und stammte aus Drohobycz. Julius und Jente Liebermann wohnten zuletzt in dem sogenannten Judenhaus in der Schillerstraße 25. Weitere dort untergebrachte Bewohner waren Julius Blumenthal (72 Jahre alt), Cäcilie Gumpert (76 Jahre alt) und Hermann Löwenstein (71 Jahre alt). Julius und Jente Liebermann, so wie alle weiteren Bewohner des Hauses wurden am 21. Juli 1942 in das Ghetto Theresienstadt deportiert. |
|                                                                          | Schillerstraße 65 · 2017                                                                     | Hier wohnte Margarete Fröchtling geb. Stahlberg Jg. 1896 deportiert 22.4.1942 Izbica tot                                       | Margarethe Stahlberg (geb. 2. Dezember 1896 in Düsseldorf) war mit dem nicht-jüdischen Rechtsanwalt Kurt Fröchtling verheiratet, am 5. Juli 1921 kam die gemeinsame Tochter Lore zur Welt. Nach dem Tod ihres Mannes verlor Margarethe Fröchtling den Schutz einer „privilegierten Mischehe“. Am 22. April 1942 wurde sie nach Izbica deportiert und mutmaßlich in Sobibor ermordet. Lore Fröchtling zog zu ihrer Tante Elli und deren nicht-jüdischem Ehemann Carl Hilgers. Nachdem Elli Hilgers aufgefordert worden war, sich am 17. September 1944 an einer Sammelstelle zur Deportation einzufinden, beging sie Suizid. |
|                                                                          | Tiergartenstr. 3 · 2017                                                                      | Hier wohnte Dagobert David Jg. 1884 verhaftet 1937 Polizeigefängnis Düsseldorf tot 21.4.1937                                   | David Dagobert wurde in Wesel geboren; er war Prokurist der Düsseldorfer Privatbank von Siegfried Frank und ab 1920 Mitinhaber. Mit seiner Frau Martha hatte er drei gemeinsame Kinder. 1933 wurde David im Zuge der Arisierung gezwungen, aus dem Bankhaus Falk auszuscheiden. 1936 schickte Dagobert David seinen Sohn Felix zum Schulbesuch nach England. Am 23. Februar 1937 wurde er selbst wegen angeblicher „Devisenvergehen“ festgenommen, zunächst in das Polizeipräsidium am Fürstenwall, dann in das Gestapo-Gefängnis „Ulmer Höh“ gebracht. Dort kam er unter ungeklärten Umständen zu Tode, als Todestag wurde in den dortigen Unterlagen der 21. April 1937 notiert. Felix David erkrankte in England, kehrte 1938 nach Deutschland zurück und machte in Berlin seinen Abschluss an der dortigen Privaten Waldschule Kaliski. 1939 ging er zurück nach England. Seine Mutter floh mit ihren zwei Kindern (Werner, geb. 1920, und Marianne, geb. 1925) zu ihrem Bruder nach Belgien. Nach dem Einmarsch der Wehrmacht wurde die Familie im SS-Sammellager Mechelen interniert. Belgische Freunde konnten ihre Freilassung erwirken, und sie überlebten im Untergrund. Nach dem Ende des Krieges zogen sie nach England. |
|                                                                          | Tiergartenstraße 8 · 2017                                                                    | Hier wohnte Max Eugen Levy Jg. 1884 Flucht 1938 Belgien deportiert tot in Gurs                                                 | Max Eugen Levy stammte aus Bad Kreuznach und war von Beruf Vertreter. Nach einer gescheiterter Ehe zog er nach 1928 nach Düsseldorf. Im Juni 1938 meldete er sich nach Brüssel ab, wo er eine Käse- und Butterhandlung eröffnete. Vom Deutschen Reich wurde er ausgebürgert und war somit staatenlos. Nach Beginn des Krieges wurde er im Mai 1940 verhaftet und als „feindlicher Ausländer“ in das Internierungslager Saint-Cyprien gebracht. Von dort aus wurde er zunächst in das Camp de Gurs und dann in das Sammellager Drancy verlegt. Er wurde nach Auschwitz deportiert und ermordet. |
|                                                                          | Tiergartenstraße 8 ·                                                                         | Hier wohnte Amalie Seligmann Jg. 1884 deportiert 27.10.1941 Lodz ermordet 7.5.1942 Chelmno                                     | Amalie Seligmann (geb. 28. Januar 1884 in Bonn) war eine Tochter von Berta (geb. Kahn) und Abraham Seligmann. Sie hatte drei Geschwister, zwei ältere Brüder (Max und Sali) sowie eine vier Jahre jüngere Schwester, Sabine. 1909 zog die Familie von Bonn nach Düsseldorf, wo der Vater 1919 das Haus in der Tiergartenstraße erwarb. 1928 starb Berta Seligmann, und Amalie Seligmann blieb bei ihrem Vater; ihre Schwester Sabine war 1921 mit ihrem Ehemann Max Sproncz nach Koblenz gezogen. Ihr Bruder Max Seligmann emigrierte im Januar 1937 mit seiner Frau Marta und dem Sohn Heinz nach Südamerika. Nach dem Tod ihres Vaters Max Seligmann erbte Amelie das Haus in der Tiergartenstraße, das 1939 zu einem sogenannten „Judenhaus“ wurde. Am 27. Oktober 1941 wurde sie mit der ersten Deportation aus dem Regierungsbezirk Düsseldorf in das Ghetto Litzmannstadt gebracht und am 8. Mai 1942 im Vernichtungslager Kulmhof ermordet. |
|                                                                          | Ehemalige Uhlandstraße 23, jetzt Uhlandstraße 21/Ecke Schumannstraße 25 9. Oktober 2007 2019 | Hier wohnte Hedwig Jung-Danielewicz                                                                                            | Hedwig Danielewicz (geb. 5. Dezember 1880 in Berlin) hatte vier Geschwister: Richard (geb. 1879), Else (geb. 1882), Klara (geb. 1886) und Käte (geb. 1890). 1901 bestand sie das Abitur und nahm ein Medizinstudium auf. Da sich der dortige Ordinarius für Anatomie weigerte, Frauen zuzulassen, führte sie ihr Studium in Heidelberg und Freiburg fort. In Freiburg wurde sie als „Sohn“ von Michaelis Danielewicz eingetragen. Während ihres Studiums lebte sie sehr zurückgezogen, da sie mit Vorbehalten gegen sie als Frau und als Jüdin zu kämpfen hatte. 1908 promovierte sie, und 1911 eröffnete sie eine Praxis als Frauen- und Kinderärztin in der Schadowstraße in Düsseldorf. 1916 heiratete Danielewicz den zwei Jahre jüngeren Maler Carl Jung-Dörfler, nachdem sie zum katholischen Glauben konvertiert war; das Ehepaar zog in die Uhlandstr. 23. Die Ehe blieb kinderlos. Jung-Dörfler starb 1928 an Folgen eines Knochensarkoms. 1934 erkrankte sie selbst an Krebs. Zum 1. Oktober 1938 wurde ihr als „Nichtarierin“ die Zulassung als Ärztin entzogen, und sie zog zu ihrer Schwester Else wenige Häuser weiter in die Uhlandstr. 28. Der katholischen Schriftstellerin Gertrud von le Fort schickte sie im Oktober 1941 ihre Aufzeichnungen Das Leben einer Konvertitin. Zwei Wochen später, am 10. November 1941, wurden die beiden Schwestern in das Ghetto Minsk deportiert, wo Hedwig Danielewicz als Krankenbetreuerin wirkte. Else Danielewicz wurde im Ghetto im Rahmen einer „Aktion“ getötet, auch Hedwig Danielewicz überlebte nicht. |

#### Flingern Nord
| Bild | Adresse Verlegedatum    | Person, Inschrift | Anmerkung |
| ---- | ----------------------- | --- | --- |
|      | Ackerstraße 144 · 2017  | Hier wohnte Abraham Gluskin Jg. 1887 deportiert 1941 Lodz/Litzmannstadt ermordet 8.5.1942 Chelmno/Kulmhof                                                              | Abraham Gluskin wurde am 12. Dezember 1887 in Janowka im Kreis Kempen in Posen geboren. Vor dem Zweiten Weltkrieg lebte er in Düsseldorf, zuletzt im Gebäudekomplex des Brotfabrikanten Franz Scherhag, Ackerstraße 144 (Gluskin wird in den Adressbüchern von Düsseldorf nicht aufgeführt). Abraham Gluskin wurde am 27. Oktober 1941 von Düsseldorf nach Litzmannstadt deportiert. Nach etwa sechs Monaten Zwischenstation im Ghetto wurde Abraham Gluskin mit dem Transport am 7. Mai 1942 in das Vernichtungslager Kulmhof direkt in den Tod geschickt. |
|      | Birkenstraße 96 ·       | Hier wohnte Gerhard Klemens Jg. 1900 verhaftet 19.3.1937 verurteilt §175 Gefängnis Wuppertal 1940 Sachsenhausen Dachau 'verlegt’ 26.1.1942 Hartheim ermordet 26.1.1942 | Gerhard Klemens, von Beruf Schleifer, wurde wegen Homosexualität verhaftet, nach §175 verurteilt und in das Gefängnis Wuppertal verbracht. Nach Internierung 1940 in den Konzentrationslagern Sachsenhausen und Dachau wurde Gerhard Klemens am 26. Januar 1942 in der Tötungsanstalt Hartheim umgebracht. |
|      | Cranachplatz 1 · 2017   | Hier wohnte Paul Marcus Jg. 1882 ermordet 9.11.1938 | Paul Marcus führte in Düsseldorf das Café Karema (Abkürzung von Kaffee Restaurant Marcus), das während der Reichspogromnacht 1938 verwüstet wurde. Das Kaffeehaus Marcus lag in der Marienstraße 3. Marcus selbst wurde am Morgen darauf — vermutlich von SS-Männern – erschossen auf dem Martin-Luther-Platz aufgefunden. Seine Frau wurde durch Bauchschüsse schwer verletzt und lag bis Ende Januar 1939 im Krankenhaus, zuletzt im Jüdischen Krankenhaus in Köln, wo sie keinen Besuch empfangen durfte. Schwer verletzt wurde sie von der Gestapo gezwungen, eine Erklärung zu unterschreiben, wonach der Tod ihres Mannes Selbstmord gewesen sei. |
|      | Cranachstraße 6 2020    | Hier wohnte Hanna Sollinger geb. Rosenheim Jg. 1892 deportiert 1941 Lodz / Litzmannstadt ermordet 7.5.1942 Chelmno / Kulmhof                                           | Paul Sollinger (geb. 15. Februar 1877) stammte aus Wenzen im Landkreis Gandersheim. Die Ehefrau Hanna Sollinger, Tochter von Ema Rosenheim, wurde am 29. November 1892 in Lüdenhausen geboren. Paul Sollinger war von Beruf Kaufmann, arbeitete als Handelsvertreter in Düsseldorf, und wohnte mit seiner Frau bis 1934 im Haus Cranachstraße Nr. 6. Bezogen um 1936 eine Wohnung in der Rembrandtstraße 33 und 1940 in der Goethestraße 18. Paul und Hanna wurden 1941 in das Ghetto Litzmannstadt deportiert und am 7. Mai 1942 in Kulmhof ermordet. Die Eltern von Paul, Isaac Sollinger und Emilie Rothenberg, hatten in Wenzen zehn Kinder auf die Welt gebracht, von denen acht während des Holocaust ermordet wurden: Gustav (geb. 25. Juli 1871), war Bankier von Sollinger, Wasserzug & Co, Charlottenstrasse 56, Berlin (gegründet 1909, Liq. 1938), Flucht 1938 mit Frau und zwei Kindern nach Südafrika. Ida (geb. 14. November 1873, verheiratet Hirsch) – Stolpersteine Baumschulallee 26, Bonn Carl Sally (geb. 24. Juni 1875), lebte mit Gattin Paula Sollinger-Wertheim in Zuider Amstellaan 268 I (heute Rooseveltlaan), Amsterdam, 1942 deportiert, in Auschwitz 1945 getötet Alma (geb. 12. Februar 1881, verheiratet Cahn). Sie wurde 1942 vom Bahnhof Grunewald in Richtung Riga verschleppt. Stolperstein Wartburgstraße 8, Berlin-Schöneberg Herman (geb. 12. November 1882), wurde am 2. Februar 1943 in Richtung Auschwitz deportiert. Seine Frau Margarete beging am 12. Februar 1942 Selbstmord. – Stolpersteine Wartburgstraße 8, Berlin-Schöneberg Martha (geb. 13. April 1884, verheiratet Bendien), lebte mit Gatten Salomon Hein in der Sluiskade 92, Almelo, Niederlande. Das Ehepaar wurde 1942 in Auschwitz ermordet. Albert (geb. 9. März 1886) – Stolpersteine Parkweg 53, Almelo, Niederlande Julius (geb. 12. Juni 1888) – Stolpersteine Marktplatz 23, Einbeck |
|      | Cranachstraße 6         | Hier wohnte Paul Sollinger Jg. 1877 deportiert 1941 Lodz / Litzmannstadt ermordet 7.5.1942 Chelmno / Kulmhof                                                           | |
|      | Cranachstraße 16 · 2021 | Hier wohnte Walter Joseph Boas Jg. 1883 deportiert 1944 Zwangsarbeit Lager Lenne / Vorwohle tot auf Transport 3.1.1945 Berlin                                          | Der Dipl.-Ing. Walter Joseph Boas wohnte ab 1933 in der Cranachstraße 16 auf der dritten Etage. Davor hatte er die Firma „M.E.C.I.“ (Metallurgische und Elektro-Chemische Instrumente Henri Powis de Tenbossche) in der Herderstraße 61 geführt. Im September 1944 wurde Walter Boas in das Lenner Lager zur Zwangsarbeit für die Rüstungsproduktion deportiert. Das Lager stand unter der Leitung der Organisation Todt. Als nicht arbeitsfähig eingestuft, in der Endphase des Zweiten Weltkrieges, verstarb Walter Boas am 3. Januar 1945 auf dem Transport in das Jüdische Krankenhaus in Berlin. |
|      | Engerstraße 5 · 2017    | Hier wohnte Max Ruhr Jg. 1896 deportiert 27.10.1941 Lodz tot 8.7.1942                                                                                                  | Max Ruhr, gebürtig vom Niederrhein, war von Beruf Installateur; im Ersten Weltkrieg hatte er als Soldat gekämpft und war ausgezeichnet worden. Seit dem 23. Dezember 1923 war er mit der Düsseldorferin Karola Keyzer verheiratet; das Paar war kinderlos. Am 29. April 1941 zog die Eheleute von der Engerstraße in das „Judenhaus“, Konkordiastr. 66. Max Ruhr musste beim jüdischen Arbeitseinsatz Zwangsarbeit leisten. Am 27. Oktober 1941 wurde er mit seiner Frau und der Familie seines Bruders Alfred nach Litzmannstadt deportiert. Dort arbeitete er in der Metallabteilung, bis April 1942 erhielt er seine Kriegsversehrtenrente zu einem Drittel ausbezahlt. Er starb am 8. Juli 1942. Karola Ruhr wurde im August 1944 nach Auschwitz deportiert und dort ermordet. |
|      | Engerstraße 5 · 2017    | Hier wohnte Karola Ruhr geb. Keyzer Jg. 1896 deportiert 27.10.1941 Lodz ermordet Aug. 1944 in Auschwitz                                                                | Max Ruhr, gebürtig vom Niederrhein, war von Beruf Installateur; im Ersten Weltkrieg hatte er als Soldat gekämpft und war ausgezeichnet worden. Seit dem 23. Dezember 1923 war er mit der Düsseldorferin Karola Keyzer verheiratet; das Paar war kinderlos. Am 29. April 1941 zog die Eheleute von der Engerstraße in das „Judenhaus“, Konkordiastr. 66. Max Ruhr musste beim jüdischen Arbeitseinsatz Zwangsarbeit leisten. Am 27. Oktober 1941 wurde er mit seiner Frau und der Familie seines Bruders Alfred nach Litzmannstadt deportiert. Dort arbeitete er in der Metallabteilung, bis April 1942 erhielt er seine Kriegsversehrtenrente zu einem Drittel ausbezahlt. Er starb am 8. Juli 1942. Karola Ruhr wurde im August 1944 nach Auschwitz deportiert und dort ermordet. |
|      | Hermannstraße 5 · 2017  | Hier wohnte Ludwig Heilbronner Jg. 1874 deportiert 1941 ermordet in Minsk                                                                                              | Ludwig Heilbronner (geb. 20. August 1874 in Memmingen) betrieb in Düsseldorf die Generalvertretung für Käse des Memminger Unternehmens Champignon. 1909 heiratete er Emma (geb. Scharff, 27. Juli 1884 in Speyer). Im Dezember 1910 wurde Tochter Lotte geboren, sie starb 1922 und liegt auf dem alten Jüdischen Friedhof beerdigt. 1924 kam die zweite Tochter Liesl zur Welt. Während der Novemberpogrome 1938 in der Nacht vom 10. November wurde die Wohnung der Heilbronners verwüstet, und die Familie musste in eine kleinere Wohnung in der Grafenberger Allee 157 umziehen. Die Eltern konnten ihre 15-jährige Tochter Liesel mit einem Kindertransport nach England in ein Internat schicken, die eigene Auswanderung gelang hingegen nicht. Am 10. November 1941 wurde sie nach Minsk deportiert und getötet. |
|      | Hermannstraße 5 · 2017  | Hier wohnte Emma Heilbronner geb. Scharff Jg. 1884 deportiert 1941 ermordet in Minsk                                                                                   | Ludwig Heilbronner (geb. 20. August 1874 in Memmingen) betrieb in Düsseldorf die Generalvertretung für Käse des Memminger Unternehmens Champignon. 1909 heiratete er Emma (geb. Scharff, 27. Juli 1884 in Speyer). Im Dezember 1910 wurde Tochter Lotte geboren, sie starb 1922 und liegt auf dem alten Jüdischen Friedhof beerdigt. 1924 kam die zweite Tochter Liesl zur Welt. Während der Novemberpogrome 1938 in der Nacht vom 10. November wurde die Wohnung der Heilbronners verwüstet, und die Familie musste in eine kleinere Wohnung in der Grafenberger Allee 157 umziehen. Die Eltern konnten ihre 15-jährige Tochter Liesel mit einem Kindertransport nach England in ein Internat schicken, die eigene Auswanderung gelang hingegen nicht. Am 10. November 1941 wurde sie nach Minsk deportiert und getötet. |
|      | Hermannstraße 13 2017   | Hier wohnte Robert Blum Jg. 1880 deportiert 1941 Lodz/Litzmannstadt ermordet 4.8.1942                                                                                  | Robert Blum (geb. 1. September 1880 in Trier) lebte vor dem Zweiten Weltkrieg in Düsseldorf-Eller und hatte auf in Krippstraße 27 ein Parkettgeschäft. Am 27. Oktober 1941 wurde Robert Blum nach Litzmannstadt deportiert und dort in der Königsberger Straße (Wrześnieńska) 24a, Wohnung Nr. 2, untergebracht und am 4. August 1942 im Ghetto ermordet. |

#### Flingern Süd
| Bild | Adresse Verlegedatum        | Person, Inschrift | Anmerkung                                                                         |
| ---- | --------------------------- | --- | --------------------------------------------------------------------------------- |
|      | Mettmanner Straße 13 · 2017 | Hier wohnte Hans Hinkel Jg. 1881 im Widerstand/SPD verhaftet 1936 Zuchthaus Remscheid entlassen 1940 1944 Flossenbürg Todesmarsch tot 2.5.1945 | Kurz vor Kriegsende wurde das KZ Flossenbürg in mehreren Todesmärschen evakuiert. |

### Stadtbezirk 3

#### Bilk
| Bild                                                                                    | Adresse Verlegedatum                          | Person, Inschrift | Anmerkung |
| --------------------------------------------------------------------------------------- | --------------------------------------------- | --- | --- |
| Stolperstein Düsseldorf 3 Bilk Aachener Straße 114 Gerth Schreiner                      | Aachener Straße 114 · Haus Nr. 112–114 (2012) | Hier wohnte Gerth Schreiner Jg. 1892 verhaftet 1933 Flucht Holland Flucht in den Tod 16.5.1940                                | Ab Ende der 1920er Jahre prangerte Gerth Schreiner in seinen Artikeln die NSDAP an. Am 12. März 1933 wurde er in „Schutzhaft“ genommen, misshandelt und bis Ende Mai 1933 im Düsseldorfer Untersuchungsgefängnis festgehalten. Anschließend floh er gemeinsam mit seiner zweiten Frau Paula (Rote Sascha genannt) und den gemeinsamen Kindern in die Niederlande, wo er weiterhin publizistisch tätig war. Nach dem Einmarsch der Wehrmacht in die Niederlande nahm er sich gemeinsam mit seiner dritten Frau Mies Blomsma in Laren das Leben. |
| Stolperstein Düsseldorf 3 Bilk Erasmusstraße 57                                         | Erasmusstraße 18 · Haus Nr. 18 (2018)         | Hier wohnte Blanka Fürst Jg. 1891 Deportiert 1943 Theresienstadt 1943 Auschwitz Ermordet                                      | Der Dipl.-Ing. Georg Schulhoff war Eigentümer des Hauses Erasmusstraße 18, in welchem die kaufmännische Angestellte Blanka Fürst mit ihrer Schwester Wilma auf der 2. Etage wohnte. Blanka Fürst (geb. am 18. Januar 1891) und Wilma Fürst (geb. 30. September 1889) in Koprivnica, zuletzt wohnhaft im sogenannten „Judenhaus“ auf der Kurfürstenstr. 59 wurden am 25. Juni 1943 in das Ghetto Theresienstadt und von da im September 1943 nach Auschwitz deportiert und dort ermordet. Schon vorher waren der Textilvertreter Ludwig Geisler (66 Jahre alt) mit seiner Gattin Margarethe, geborene Meltzer (60 Jahre alt), auch wohnhaft auf der 2. Etage in der Erasmusstr. 18, am 10. November 1941 nach Minsk deportiert worden. Georg Schulhoff war auch Eigentümer des sogenannten „Judenhaus“ Düsselkämpchen 2. Von dort wurden am 10. November 1941 fünfzehn Menschen nach Minsk deportiert. |
| Stolperstein Düsseldorf 3 Bilk Erasmusstraße 57                                         | Erasmusstraße 18 · Haus Nr. 18 (2018)         | Hier wohnte Wilma Fürst Jg. 1889 Deportiert 1943 Theresienstadt 1943 Auschwitz Ermordet                                       | Der Dipl.-Ing. Georg Schulhoff war Eigentümer des Hauses Erasmusstraße 18, in welchem die kaufmännische Angestellte Blanka Fürst mit ihrer Schwester Wilma auf der 2. Etage wohnte. Blanka Fürst (geb. am 18. Januar 1891) und Wilma Fürst (geb. 30. September 1889) in Koprivnica, zuletzt wohnhaft im sogenannten „Judenhaus“ auf der Kurfürstenstr. 59 wurden am 25. Juni 1943 in das Ghetto Theresienstadt und von da im September 1943 nach Auschwitz deportiert und dort ermordet. Schon vorher waren der Textilvertreter Ludwig Geisler (66 Jahre alt) mit seiner Gattin Margarethe, geborene Meltzer (60 Jahre alt), auch wohnhaft auf der 2. Etage in der Erasmusstr. 18, am 10. November 1941 nach Minsk deportiert worden. Georg Schulhoff war auch Eigentümer des sogenannten „Judenhaus“ Düsselkämpchen 2. Von dort wurden am 10. November 1941 fünfzehn Menschen nach Minsk deportiert. |
| Stolperstein Düsseldorf 3 Bilk Himmelgeister Straße 53 Emil Schäfer                     | Himmelgeister Straße 53 · 2017                | Hier wohnte Emil Schäfer Jg. 1886 verhaftet 1936 tot 13.1.1937 im Polizeipräsidium                                            | Emil Schäfer stammte aus Iserlohn und war Mitglied der SPD. Von Beruf war er Steward, was ihn für Kuriertätigkeiten zwischen verschiedenen Widerstandsgruppen in Deutschland prädestinierte. Am 13. September 1936 wurde er von der Gestapo festgenommen; um den Druck gegen ihn zu erhöhen, wurde auch seine Frau Mathilde im November für vier Tage inhaftiert. Am 13. Januar 1937 nahm sich Schäfer im Düsseldorfer Polizeipräsidium das Leben. |
| Stolperstein Düsseldorf 3 Bilk Karolingerstraße 55 Samuel Oppenheim                     | Karolingerstraße 55 · 2017                    | Hier wohnte Samuel Oppenheim Jg. 1884 deportiert 1941 Lodz ermordet 9.5.1942                                                  | Samuel Oppenheim wurde im osthessischen Ort Rhina als einer von vier Söhnen von Rebecca und Josef Oppenheim geboren. Nach seiner Heirat mit Klothilde „Tilly“ Stern (geboren 1. Februar 1889) zog er gemeinsam mit seiner Ehefrau und seinem Bruder Max (geboren 1892) nach Düsseldorf. Max Oppenheim, der in der Kirchfeldstr. 109 eine Talgschmelze betrieb, floh 1933 mit seiner Frau Laura und Sohn Joost in die Niederlande. Im April 1944 wurde er in Eindhoven festgenommen, nach Theresienstadt deportiert und am 28. September 1944 nach Auschwitz gebracht, wo er ermordet wurde. Seine Frau und sein Sohn überlebten. Tilly und Samuel Oppenheim blieben in Düsseldorf. Am 27. Oktober 1941 wurden sie in das Ghetto Litzmannstadt transportiert, wo Samuel Oppenheim am 9. Mai 1942 und seine Frau Tilly am 6. Juni 1943 starb. |
| Stolperstein Düsseldorf 3 Bilk Karolingerstraße 55 Klothilde Oppenheim                  | Karolingerstraße 55 · 2017                    | Hier wohnte Klothilde Oppenheim geb. Stern Jg. 1893 deportiert 1941 Lodz ermordet 6.6.1943                                    | Samuel Oppenheim wurde im osthessischen Ort Rhina als einer von vier Söhnen von Rebecca und Josef Oppenheim geboren. Nach seiner Heirat mit Klothilde „Tilly“ Stern (geboren 1. Februar 1889) zog er gemeinsam mit seiner Ehefrau und seinem Bruder Max (geboren 1892) nach Düsseldorf. Max Oppenheim, der in der Kirchfeldstr. 109 eine Talgschmelze betrieb, floh 1933 mit seiner Frau Laura und Sohn Joost in die Niederlande. Im April 1944 wurde er in Eindhoven festgenommen, nach Theresienstadt deportiert und am 28. September 1944 nach Auschwitz gebracht, wo er ermordet wurde. Seine Frau und sein Sohn überlebten. Tilly und Samuel Oppenheim blieben in Düsseldorf. Am 27. Oktober 1941 wurden sie in das Ghetto Litzmannstadt transportiert, wo Samuel Oppenheim am 9. Mai 1942 und seine Frau Tilly am 6. Juni 1943 starb. |
| Stolperstein Düsseldorf 3 Bilk Karolingerstraße 88 Irmgard Cahn                         | Karolingerstraße 88 · 2017                    | Hier wohnte Irmgard Cahn Jg. 1921 deportiert 1941 Lodz ermordet 1942 Chelmno                                                  | Max Cahn (geboren 4. Dezember 1884 in Beckrath) war verheiratet mit Julie Sara (geborene Daniel, am 23. April 1885 in Friemersheim). Die Eheleute hatten zwei Kinder, die beide in Düsseldorf geboren waren. Kurt Cahn (geboren 3. November 1919) arbeitete bei einem Düsseldorfer Unternehmen, seine Schwester Irmgard (geboren 8. April 1921) machte eine Ausbildung zur Gärtnerin. Max Cahn führte im Keller des Hauses Karolingerstr. 88 eine Werkstatt für Bildervergrößerungen und -rahmungen. Nach der Pogromnacht am 10. November wurden Max und Kurt Cahn verhaftet und nach Dachau gebracht; vier Wochen später konnten sie nach Düsseldorf zurückkehren. Ab September 1939 musste Max Cahn Zwangsarbeit für die Stadt ableisten, den Unterlagen nach auch seine Kinder. Am 27. Oktober 1941 wurde die gesamte Familie in der Ghetto Litzmannstadt deportiert, die Eltern im September 1942 im Vernichtungslager Kulmhof ermordet. Inge und Kurt Cahn folgten 1944 in Kulmhof ihren Eltern in den Tod. |
| Stolperstein Düsseldorf 3 Bilk Karolingerstraße 88 Julie Cahn                           | Karolingerstraße 88 · 2017                    | Hier wohnte Julie Cahn geb. Daniel Jg. 1885 deportiert 1941 Lodz ermordet 1942 Chelmno                                        | Max Cahn (geboren 4. Dezember 1884 in Beckrath) war verheiratet mit Julie Sara (geborene Daniel, am 23. April 1885 in Friemersheim). Die Eheleute hatten zwei Kinder, die beide in Düsseldorf geboren waren. Kurt Cahn (geboren 3. November 1919) arbeitete bei einem Düsseldorfer Unternehmen, seine Schwester Irmgard (geboren 8. April 1921) machte eine Ausbildung zur Gärtnerin. Max Cahn führte im Keller des Hauses Karolingerstr. 88 eine Werkstatt für Bildervergrößerungen und -rahmungen. Nach der Pogromnacht am 10. November wurden Max und Kurt Cahn verhaftet und nach Dachau gebracht; vier Wochen später konnten sie nach Düsseldorf zurückkehren. Ab September 1939 musste Max Cahn Zwangsarbeit für die Stadt ableisten, den Unterlagen nach auch seine Kinder. Am 27. Oktober 1941 wurde die gesamte Familie in der Ghetto Litzmannstadt deportiert, die Eltern im September 1942 im Vernichtungslager Kulmhof ermordet. Inge und Kurt Cahn folgten 1944 in Kulmhof ihren Eltern in den Tod. |
| Stolperstein Düsseldorf 3 Bilk Karolingerstraße 88 Kurt Cahn                            | Karolingerstraße 88 · 2017                    | Hier wohnte Kurt Cahn Jg. 1919 deportiert 1941 Lodz ermordet 1942 Chelmno                                                     | Max Cahn (geboren 4. Dezember 1884 in Beckrath) war verheiratet mit Julie Sara (geborene Daniel, am 23. April 1885 in Friemersheim). Die Eheleute hatten zwei Kinder, die beide in Düsseldorf geboren waren. Kurt Cahn (geboren 3. November 1919) arbeitete bei einem Düsseldorfer Unternehmen, seine Schwester Irmgard (geboren 8. April 1921) machte eine Ausbildung zur Gärtnerin. Max Cahn führte im Keller des Hauses Karolingerstr. 88 eine Werkstatt für Bildervergrößerungen und -rahmungen. Nach der Pogromnacht am 10. November wurden Max und Kurt Cahn verhaftet und nach Dachau gebracht; vier Wochen später konnten sie nach Düsseldorf zurückkehren. Ab September 1939 musste Max Cahn Zwangsarbeit für die Stadt ableisten, den Unterlagen nach auch seine Kinder. Am 27. Oktober 1941 wurde die gesamte Familie in der Ghetto Litzmannstadt deportiert, die Eltern im September 1942 im Vernichtungslager Kulmhof ermordet. Inge und Kurt Cahn folgten 1944 in Kulmhof ihren Eltern in den Tod. |
| Stolperstein Düsseldorf 3 Bilk Karolingerstraße 88 Max Cahn                             | Karolingerstraße 88 · 2017                    | Hier wohnte Max Cahn Jg. 1884 deportiert 1941 Lodz ermordet 1942 Chelmno                                                      | Max Cahn (geboren 4. Dezember 1884 in Beckrath) war verheiratet mit Julie Sara (geborene Daniel, am 23. April 1885 in Friemersheim). Die Eheleute hatten zwei Kinder, die beide in Düsseldorf geboren waren. Kurt Cahn (geboren 3. November 1919) arbeitete bei einem Düsseldorfer Unternehmen, seine Schwester Irmgard (geboren 8. April 1921) machte eine Ausbildung zur Gärtnerin. Max Cahn führte im Keller des Hauses Karolingerstr. 88 eine Werkstatt für Bildervergrößerungen und -rahmungen. Nach der Pogromnacht am 10. November wurden Max und Kurt Cahn verhaftet und nach Dachau gebracht; vier Wochen später konnten sie nach Düsseldorf zurückkehren. Ab September 1939 musste Max Cahn Zwangsarbeit für die Stadt ableisten, den Unterlagen nach auch seine Kinder. Am 27. Oktober 1941 wurde die gesamte Familie in der Ghetto Litzmannstadt deportiert, die Eltern im September 1942 im Vernichtungslager Kulmhof ermordet. Inge und Kurt Cahn folgten 1944 in Kulmhof ihren Eltern in den Tod. |
| Stolperstein Düsseldorf 3 Bilk Merkurstraße 6 Josef Sack                                | Merkurstraße 6 · 2019                         | Hier wohnte Josef Sack Jg. 1898 deportiert 1941 ermordet in Minsk                                                             | Der gelernte Kaufmann Josef Sack, geboren in Leipzig am 5. März 1898, lebte mit seinen Verwandten vor dem Zweiten Weltkrieg in Düsseldorf. Mitte der 1920er Jahre führte Josef mit Isidor Sack ein Textilwarengeschäft „Sack & Sack“ auf der Mittelstraße 21 und wohnte unter der Anschrift von Nathan Sack auf dem Fürstenwall. Verheiratet war Josef mit Paula Rosenfeld, geboren am 21. September 1898 in Lacko. Zur Zeit Hitlers Machtübernahme wohnte Josef Sack in der Rolandstraße 25U. Am 5. Dezember 1936 wurde der Sohn Bernhard in Düsseldorf geboren. Im Adressbuch von Düsseldorf 1940 findet man den Eintrag Josef Israel Sack, von Beruf Vertreter, 3. Etage im Anbau des Hauses Horst Wessel Straße 60 (Kölner Straße). Aus dem dortigen Judenhaus wurden ab Derendorfer Güterbahnhof am 10. November 1941 nicht nur die Familie Sack nach Minsk deportiert. |
| Stolperstein Düsseldorf 3 Bilk Merkurstraße 6 Bernhard Sack                             | Merkurstraße 6 · 2019                         | Hier wohnte Bernhard Sack Jg. 1936 deportiert 1941 ermordet in Minsk                                                          | Der gelernte Kaufmann Josef Sack, geboren in Leipzig am 5. März 1898, lebte mit seinen Verwandten vor dem Zweiten Weltkrieg in Düsseldorf. Mitte der 1920er Jahre führte Josef mit Isidor Sack ein Textilwarengeschäft „Sack & Sack“ auf der Mittelstraße 21 und wohnte unter der Anschrift von Nathan Sack auf dem Fürstenwall. Verheiratet war Josef mit Paula Rosenfeld, geboren am 21. September 1898 in Lacko. Zur Zeit Hitlers Machtübernahme wohnte Josef Sack in der Rolandstraße 25U. Am 5. Dezember 1936 wurde der Sohn Bernhard in Düsseldorf geboren. Im Adressbuch von Düsseldorf 1940 findet man den Eintrag Josef Israel Sack, von Beruf Vertreter, 3. Etage im Anbau des Hauses Horst Wessel Straße 60 (Kölner Straße). Aus dem dortigen Judenhaus wurden ab Derendorfer Güterbahnhof am 10. November 1941 nicht nur die Familie Sack nach Minsk deportiert. |
| Stolperstein Düsseldorf 3 Bilk Merkurstraße 6 Paula Sack                                | Merkurstraße 6 · 2019                         | Hier wohnte Paula Sack geb. Rosenfeld Jg. 1898 deportiert 1941 ermordet in Minsk                                              | Der gelernte Kaufmann Josef Sack, geboren in Leipzig am 5. März 1898, lebte mit seinen Verwandten vor dem Zweiten Weltkrieg in Düsseldorf. Mitte der 1920er Jahre führte Josef mit Isidor Sack ein Textilwarengeschäft „Sack & Sack“ auf der Mittelstraße 21 und wohnte unter der Anschrift von Nathan Sack auf dem Fürstenwall. Verheiratet war Josef mit Paula Rosenfeld, geboren am 21. September 1898 in Lacko. Zur Zeit Hitlers Machtübernahme wohnte Josef Sack in der Rolandstraße 25U. Am 5. Dezember 1936 wurde der Sohn Bernhard in Düsseldorf geboren. Im Adressbuch von Düsseldorf 1940 findet man den Eintrag Josef Israel Sack, von Beruf Vertreter, 3. Etage im Anbau des Hauses Horst Wessel Straße 60 (Kölner Straße). Aus dem dortigen Judenhaus wurden ab Derendorfer Güterbahnhof am 10. November 1941 nicht nur die Familie Sack nach Minsk deportiert. |
| Stolperstein Düsseldorf 3 Bilk Merowingerstraße 31 Joseph Völker                        | Merowingerstraße 31 · 27. Januar 2013 · 2017  | Hier wohnte Joseph Völker Jg. 1913 mehrmals verhaftet 'Vorbeugehaft’ 1941 Neuengamme 1942 Dachau ermordet 9.1.1943 Neuengamme | Joseph „Jupp“ Völker (geboren 3. Juli 1913 in Bochum) wurde von den Nationalsozialisten wegen seiner homosexuellen Veranlagung verfolgt. Von Beruf war er kaufmännischer Angestellter, er entstammte einer katholischen Familie, die in der Merowingerstraße lebte, wo Völker bis zuletzt bei seinen Eltern gemeldet war. Sein Vater Amandus Völker war Betriebsleiter bei der Düsseldorfer Feuerwehr. Seit dem Alter von 13 Jahren war Völker Mitglied von verschiedenen Jugendbünden, zeitweilig auch in der Hitlerjugend. 1932 wurde er wegen „unzüchtigen Verhaltens“ nach § 175 verurteilt und in Bautzen inhaftiert. 1936 wurde er wegen „Gräuelpropaganda und Tragen einer holländischen Uniform“ steckbrieflich gesucht, anschließend war er durch mehrere europäische Länder auf der Flucht. 1937 wurde ihm die Reichsangehörigkeit aberkannt, im Jahr darauf wurde er in Österreich wegen sexueller Handlungen mit einem 16-Jährigen zu einem Jahr „schwerer Kerker“ verurteilt. 1939 wurde er nach Düsseldorf verlegt und 1940 aus der Haft entlassen. Mehrfach diente er sich der Gestapo erfolglos als Spitzel an, um der KZ-Haft zu entgehen. Im Juni 1941 wurde er in Vorbeugehaft genommen und ins KZ Neuengamme gebracht, im Oktober 1942 nach Dachau verlegt. Am 30. Oktober 1942 erhielten seine Eltern ein letztes Lebenszeichen von ihm, einen heimlichen Brief, der eindrücklich seine Todesangst dokumentiert. Zurück in Neuengamme starb Völker am 9. Januar 1943 im Alter von 29 Jahren, offizielle Todesursache: „Versagen von Herz und Kreislauf bei doppelseitiger Lungenentzündung“. |
| Stolpersteine Düsseldorf 3 Bilk Merowingerstraße 64 Emil und Ilse Haimann               | Merowingerstraße 64 · 2017                    | Hier wohnte Emil Haimann Jg. 1909 deportiert 1941 ermordet in Minsk                                                           | |
| Stolperstein Düsseldorf 3 Bilk Merowingerstraße 64 Ilse Haimann                         | Merowingerstraße 64 · 2017                    | Hier wohnte Ilse Haimann geb. Salomon Jg. 1921 deportiert 1941 ermordet in Minsk                                              | |
| Stolpersteine Düsseldorf 3 Bilk Merowingerstraße 64 Arthur, Else und Thekla Goldschmidt | Merowingerstraße 64 · 2017                    | Hier wohnte Arthur Goldschmidt Jg. 1900 deportiert 1941 ermordet in Minsk                                                     | Thekla Goldschmidt (geboren 25. September 1875 in Aachen), gebürtige Rosenberg, wurde am 10. November 1941 mit Ziel Ghetto Minsk deportiert. Der Sonderzug Da52 verließ um 10:40 Uhr mit 993 Personen den Güterbahnhof Düsseldorf-Derendorf. Als am 15. November 1941 der Zug in Minsk eintraf, hatten fünf Menschen den Transport überlebt. |
| Stolperstein Düsseldorf 3 Bilk Merowingerstraße 64 Else Goldschmidt                     | Merowingerstraße 64 · 2017                    | Hier wohnte Else Goldschmidt geb. Kahn Jg. 1910 deportiert 1941 ermordet in Minsk                                             | Thekla Goldschmidt (geboren 25. September 1875 in Aachen), gebürtige Rosenberg, wurde am 10. November 1941 mit Ziel Ghetto Minsk deportiert. Der Sonderzug Da52 verließ um 10:40 Uhr mit 993 Personen den Güterbahnhof Düsseldorf-Derendorf. Als am 15. November 1941 der Zug in Minsk eintraf, hatten fünf Menschen den Transport überlebt. |
| Stolperstein Düsseldorf 3 Bilk Merowingerstraße 64 Thekla Goldschmidt                   | Merowingerstraße 64 · 2017                    | Hier wohnte Thekla Goldschmidt geb. Rosenberg Jg. 1875 deportiert 1941 ermordet in Minsk                                      | Thekla Goldschmidt (geboren 25. September 1875 in Aachen), gebürtige Rosenberg, wurde am 10. November 1941 mit Ziel Ghetto Minsk deportiert. Der Sonderzug Da52 verließ um 10:40 Uhr mit 993 Personen den Güterbahnhof Düsseldorf-Derendorf. Als am 15. November 1941 der Zug in Minsk eintraf, hatten fünf Menschen den Transport überlebt. |
|                                                                                         | Suitbertusstraße 36 · 2017                    | Hier wohnte Anna Jacobs Jg. 1904 mehrfach verhaftet tot 15.10.1937 im Polizeipräsidium Düsseldorf                             | Anna Jacobs, verheiratete Eberhardt, war Arbeiterin und im Widerstand der KPD aktiv. Zwischen Februar 1934 und Juli 1935 wurde sie – wie weitere Mitglieder ihrer Familie – mehrfach festgenommen. Am 14. Oktober 1937 wurde die bettlägerige Frau erneut verhaftet. Am 15. Oktober 1937 wurde im Haftbuch der Polizei hinter Anna Eberhardts Namen „Städtische Krankenanstalten“ eingetragen, wohin auch ihre Mutter bestellt wurde. Familie und Freunde waren sich sicher, dass sie erdrosselt worden war. Sie wurde auf dem Südfriedhof beerdigt. |

#### Flehe
| Bild                           | Adresse Verlegedatum            | Person, Inschrift | Anmerkung |
| ------------------------------ | ------------------------------- | --- | --- |
| Stolperstein für Gertrud Elkan | Himmelgeister Straße 195 · 2019 | Hier wohnte Gertrud Elkan Jg. 1893 deportiert 1941 ermordet in Minsk                                                     | Gertrud Elkan wurde in Hamburg geboren. Sie war ledig und lebte in der Himmelgeister Str. 195, wo sich das katholische Mädchenheim Bethanien befand. Am 10. November 1943 wurde sie von der Benrather Str. 3 aus (damals Hermann-Göring-Straße) in das Ghetto Minsk deportiert, wo sie ums Leben kam. |
|                                | Fleher Straße 341 · 2019        | Hier wohnte Benedikt Schmittmann Jg. 1872 im christlichen Widerstand verhaftet 1.9.1939 Sachsenhausen ermordet 13.9.1939 | Benedikt Schmittmann wurde 1939 „wegen seines christlichen Bekenntnisses und seines Eintretens für die Menschenwürde, Demokratie und Freiheit“, so steht es auf dem für ihn aufgestellten Denkmal am Fleher Deich, von den Nazis ermordet. Das Denkmal wurde 2019 vom Heimat- und Bürgerverein Volmerswerth aufgestellt. Aus seiner letzten Wohnstätte in Flehe wurde Benedikt Schmittmann am 1. September 1939 nachts verhaftet und verstarb zwölf Tage später im KZ-Sachsenhausen an den Folgen von Misshandlungen durch die SS. Seine Kölner Kirchengemeinde ehrt ihn mit einer Gedenktafel und Statue in der Pfarrkirche St. Severin. Die Stadt Köln ehrt ihn mit einer Figur an ihrem Rathausturm. Vor der ehemaligen Villa von Benedikt und Helene Schmittmann, heute das Schmittmann-Kolleg Sachsenring 26 in der Kölner Südstadt und vor dem Hauptgebäude der Universität zu Köln liegen je ein Stolperstein in Gedenken an Benedikt Schmittmann. Die Straßen, Benedikt-Schmittmann Straße in Düsseldorf-Pempelfort und Schmittmannstraße in Köln-Lindenthal, sind nach ihm benannt. |

#### Friedrichstadt
| Bild | Adresse Verlegedatum                      | Person, Inschrift                                                                                          | Anmerkung |
| ---- | ----------------------------------------- | --- | --- |
|      | Jahnstraße 60 · 2017                      | Hier wohnte Frieda Baumblatt geb. Turin Jg. 1897 deportiert 1941 ermordet in Minsk                         | Adolf Baumblatt (geboren 3. Juli 1899 in Köln) besuchte ab 1912 die Realschule i. E. zu Hilden. Nach seinem Schulabgang 1914 aus der Untertertia erlernte er den Beruf des Kaufmanns, arbeitete in Düsseldorf als Buchhalter und wohnte in der Mittelstraße 17. Frieda (geboren 25. Januar 1897 in Warschau) wohnte bereits 1933 als verwitwete Frieda Scherer in Düsseldorf und arbeitete als Verkäuferin. Im August 1937 vermählten sich Frieda und Adolf laut Hochzeitsanzeige, abgedruckt in der Gemeindezeitung für den Synagogenbezirk Düsseldorf. Bis 1940 lebten die Eheleute in der Mittelstraße 17, dann mussten sie in ein sogenanntes „Judenhaus“ in der Jahnstr. 60 umziehen (heute steht auf dem Grundstück das Haus Fürstenwall 155). Es ist nicht bekannt, ob sie Kinder hatten. Am 10. November 1941 wurden sie vom Güterbahnhof Düsseldorf-Derendorf aus in das Ghetto Minsk deportiert und dort ermordet. |
|      | Jahnstraße 60 · 2017                      | Hier wohnte Adolf Baumblatt Jg. 1899 deportiert 1941 ermordet in Minsk                                     | Adolf Baumblatt (geboren 3. Juli 1899 in Köln) besuchte ab 1912 die Realschule i. E. zu Hilden. Nach seinem Schulabgang 1914 aus der Untertertia erlernte er den Beruf des Kaufmanns, arbeitete in Düsseldorf als Buchhalter und wohnte in der Mittelstraße 17. Frieda (geboren 25. Januar 1897 in Warschau) wohnte bereits 1933 als verwitwete Frieda Scherer in Düsseldorf und arbeitete als Verkäuferin. Im August 1937 vermählten sich Frieda und Adolf laut Hochzeitsanzeige, abgedruckt in der Gemeindezeitung für den Synagogenbezirk Düsseldorf. Bis 1940 lebten die Eheleute in der Mittelstraße 17, dann mussten sie in ein sogenanntes „Judenhaus“ in der Jahnstr. 60 umziehen (heute steht auf dem Grundstück das Haus Fürstenwall 155). Es ist nicht bekannt, ob sie Kinder hatten. Am 10. November 1941 wurden sie vom Güterbahnhof Düsseldorf-Derendorf aus in das Ghetto Minsk deportiert und dort ermordet. |
|      | Jahnstraße 5 (damals Jahnstraße 3) · 2017 | Hier wohnte Julius Lewin Jg. 1912 deportiert 1941 Minsk ermordet                                           | Lotte Steinweg (geb. 12. April 1922) stammte aus Horstmar und lebt mit ihren Eltern und acht Geschwistern bis zu ihrer Eheschließung in Krefeld in der Elisabethstr. 54. Im Alter von 18 Jahren heiratete sie am 21. Januar 1941 Julius Lewin (geb. 26. Juni 1912 in Krefeld), das Ehepaar zog nach Düsseldorf. Während der NS-Zeit musste Julius Lewin im Rahmen des „Jüdischen Arbeitseinsatzes“ als Zwangsarbeiter in einer Düsseldorfer Ziegelei arbeiten. Am 10. November 1941 wurden Lotte und Julius Lewin in das Ghetto Minsk deportiert, sie haben nicht überlebt. |
|      | Jahnstraße 5 (damals Jahnstraße 3) · 2017 | Hier wohnte Lotte Lewin geb. Steinweg Jg. 1922 deportiert 1941 Minsk ermordet                              | Lotte Steinweg (geb. 12. April 1922) stammte aus Horstmar und lebt mit ihren Eltern und acht Geschwistern bis zu ihrer Eheschließung in Krefeld in der Elisabethstr. 54. Im Alter von 18 Jahren heiratete sie am 21. Januar 1941 Julius Lewin (geb. 26. Juni 1912 in Krefeld), das Ehepaar zog nach Düsseldorf. Während der NS-Zeit musste Julius Lewin im Rahmen des „Jüdischen Arbeitseinsatzes“ als Zwangsarbeiter in einer Düsseldorfer Ziegelei arbeiten. Am 10. November 1941 wurden Lotte und Julius Lewin in das Ghetto Minsk deportiert, sie haben nicht überlebt. |
|      | Jahnstraße 43 · 27. Januar 2013 · 2017    | Hier wohnte Ingrid Bucki Jg. 1932 deportiert 1941 ermordet in Minsk                                        | Judor Buki, genannt Josef (geb. 1899), mit Herrenbekleidungsgeschäft in Wuppertal-Barmen in der Bredder-Straße, ehelichte Sara Buki (geb. Eule, am 7. August 1906 in Nova Ves). Die Tochter Ingrid wurde am 12. Januar 1932 in Wuppertal-Barmen in der Kemnastraße 19 (heute Langobardenstraße) geboren. Sohn Josef am 8. Mai 1936 in Düsseldorf. Ab 1934 wurde der hier genannte Judor Bucki in den Adressbüchern von Düsseldorf unter Schneidermeister Josef Buki geführt, welcher auf der Kölner Straße 315 seinen Sitz hatte. Deportiert wurde die Familie Buki vom Derendorfer Güterbahnhof am 10. November 1941 mit dem Zug Da 52, welcher am 15. November 1941 Minsk erreichte. |
|      | Jahnstraße 43 · 27. Januar 2013 · 2017    | Hier wohnte Judor Bucki Jg. 1899 deportiert 1941 ermordet in Minsk                                         | Judor Buki, genannt Josef (geb. 1899), mit Herrenbekleidungsgeschäft in Wuppertal-Barmen in der Bredder-Straße, ehelichte Sara Buki (geb. Eule, am 7. August 1906 in Nova Ves). Die Tochter Ingrid wurde am 12. Januar 1932 in Wuppertal-Barmen in der Kemnastraße 19 (heute Langobardenstraße) geboren. Sohn Josef am 8. Mai 1936 in Düsseldorf. Ab 1934 wurde der hier genannte Judor Bucki in den Adressbüchern von Düsseldorf unter Schneidermeister Josef Buki geführt, welcher auf der Kölner Straße 315 seinen Sitz hatte. Deportiert wurde die Familie Buki vom Derendorfer Güterbahnhof am 10. November 1941 mit dem Zug Da 52, welcher am 15. November 1941 Minsk erreichte. |
|      | Jahnstraße 43 · 27. Januar 2013 · 2017    | Hier wohnte Sarah Bucki geb. Eule Jg. 1906 deportiert 1941 ermordet in Minsk                               | Judor Buki, genannt Josef (geb. 1899), mit Herrenbekleidungsgeschäft in Wuppertal-Barmen in der Bredder-Straße, ehelichte Sara Buki (geb. Eule, am 7. August 1906 in Nova Ves). Die Tochter Ingrid wurde am 12. Januar 1932 in Wuppertal-Barmen in der Kemnastraße 19 (heute Langobardenstraße) geboren. Sohn Josef am 8. Mai 1936 in Düsseldorf. Ab 1934 wurde der hier genannte Judor Bucki in den Adressbüchern von Düsseldorf unter Schneidermeister Josef Buki geführt, welcher auf der Kölner Straße 315 seinen Sitz hatte. Deportiert wurde die Familie Buki vom Derendorfer Güterbahnhof am 10. November 1941 mit dem Zug Da 52, welcher am 15. November 1941 Minsk erreichte. |
|      | Jahnstraße 43 · 27. Januar 2013 · 2017    | Hier wohnte Josef Bucki Jg. 1936 deportiert 1941 ermordet in Minsk                                         | Judor Buki, genannt Josef (geb. 1899), mit Herrenbekleidungsgeschäft in Wuppertal-Barmen in der Bredder-Straße, ehelichte Sara Buki (geb. Eule, am 7. August 1906 in Nova Ves). Die Tochter Ingrid wurde am 12. Januar 1932 in Wuppertal-Barmen in der Kemnastraße 19 (heute Langobardenstraße) geboren. Sohn Josef am 8. Mai 1936 in Düsseldorf. Ab 1934 wurde der hier genannte Judor Bucki in den Adressbüchern von Düsseldorf unter Schneidermeister Josef Buki geführt, welcher auf der Kölner Straße 315 seinen Sitz hatte. Deportiert wurde die Familie Buki vom Derendorfer Güterbahnhof am 10. November 1941 mit dem Zug Da 52, welcher am 15. November 1941 Minsk erreichte. |
|      | Kirchfeldstraße 87 · 2017                 | Hier wohnte Georg Gehring Jg. 1887 verhaftet 1943 erschossen 11.3.1944 in Düsseldorf                       | Georg Gehring wurde in Lippstadt geboren, war von Beruf Former, aber auch als Feuerwehrmann tätig. Am 21. März 1943 äußerte er sich in einer Gaststätte angeblich abfällig über SA und SS und wurde deshalb bei der Gestapo denunziert. Als Feuerwehrmann unterstand er der Gerichtsbarkeit von SS und Polizei; am 6. November 1943 wurde er wegen „Wehrkraftzersetzung“ zum Tode verurteilt. Ein Gnadengesuch wurde abgelehnt. Am 11. März 1944 wurde er auf der Golzheimer Heide standrechtlich erschossen. |
|      | Kirchfeldstraße 145 · 2017                | Hier wohnte Henriette Lion geb. Adler Jg. 1873 deportiert 1942 Theresienstadt Treblinka ermordet 21.9.1942 | Henriette Lion (geb. Adler, am 13. Dezember 1872 in Bensheim), genannt „Jettchen“, war die Tochter von Josef und Johanna Adler. Sie war verheiratet mit dem Kaufmann Moritz Lion (geb. 1873), der in der Kirchfeldstr. 145 eine kleine Firma für Bürstenwaren betrieb. Am 27. Februar 1911 wurde die Tochter Sophie geboren. Sophie Lion besuchte die Luisenschule und anschließend die Höhere Handelsschule; nach Abschluss ihrer Ausbildung arbeitete sie im väterlichen Betrieb. Nach dem Tod des Vaters am 5. Oktober 1936 übernahmen Mutter und Tochter die Leitung des Unternehmens. Am 31. Mai 1939 reiste Sophie Lion nach Großbritannien aus, Henriette Lion musste eine kleinere Wohnung in der Friedrichstr. 24 beziehen. Am 21. Juli 1942 wurde sie in das Ghetto Theresienstadt deportiert, am 21. September 1942 nach Treblinka, so wo sie ermordet wurde. Transport VII/1, Nr. 490, am 22. Juli 1942 von Düsseldorf nach Theresienstadt, Transport Bp, Nr. 1009, am 21. September 1942 von Theresienstadt nach Treblinka, dort ermordet |
|      | Kirchfeldstraße 157 · 2017                | Hier wohnte Hedwig Wallach Jg. 1885 deportiert 1941 Lodz/Litzmannstadt ermordet 8.5.1942 Chelmno/Kulmhof   | Hedwig Wallach, geboren am 12. März 1885 in Viersen, war unverheiratet und führte Mitte der 1920er Jahre in der Lorettostraße 19 ein Weißwarengeschäft. Anfang der 1930er Jahre führte sie auch ein zweites Geschäft im Parterre der Nordstraße 88, wo auch eine Verwandte im Haus mit Kurz-, Weiß- u. Wollwaren aufgeführt wurde. Die Wohnung in der Kirchfeldstraße 157 war um 1933 ihre letzte würdevolle Anschrift. Danach kam sie im Anbau der Corneliusstraße 13 unter. Am 27. Oktober 1941 wurde Hedwig Wallach von Düsseldorf in das Ghetto Litzmannstadt deportiert, von dort am 7. Mai 1942 nach Chełmno in den Tod. |
|      | Mintropstraße 15 · 2017                   | Hier wohnte Max Thielen Jg. 1926 deportiert 10.11.1941 ermordet in Minsk                                   | Rosa und Max Thielen waren Geschwister. Beide machten eine Ausbildung an der Israelitischen Gartenbauschule Ahlem, um eine mögliche Auswanderung nach Palästina vorzubereiten. Anschließend arbeitete Max Thielen als Praktikant, seine Schwester Rosa als Hausangestellte in Düsseldorf. Im November 1941 wohnten beide in dem sogenannten „Judenhaus“ in der Teutonenstr. 9. Max und Rosa Thielen wurden am 10. November 1941 in das Ghetto Minsk deportiert. Nach einem Bericht von Günther Katzenstein (geb. 24. September 1920 in Berlin), dem Verlobten von Rosa Thielen, wurden im März 1943 außerhalb des Ghettos 140 Menschen nach einer Flucht von Mitgefangenen im Rahmen einer Strafaktion erschossen. Darunter befand sich Rosa Thielen und vermutlich auch ihr Bruder Max. Günther Katzenstein war zusammen mit seiner Verlobten Rosa und deren Bruder Max Thielen sowie seinen Eltern nach Minsk deportiert worden. Er hatte den Holocaust überlebt. Seine Eltern Bernhard (geb. 1880) und Magda (geb. Badt, 1884) Katzenstein (siehe Stolperstein Stresemannstr. 29) waren in Minsk gestorben. Die Eltern Josef und Anna Thielen kamen gemeinsam mit der jüngeren Schwester Marga am 3. November 1943 bei einem Bombenangriff auf Düsseldorf ums Leben. |
|      | Mintropstraße 15 · 2017                   | Hier wohnte Rosa Thielen geb. Kalet Jg. 1923 deportiert 10.11.1941 ermordet in Minsk                       | Rosa und Max Thielen waren Geschwister. Beide machten eine Ausbildung an der Israelitischen Gartenbauschule Ahlem, um eine mögliche Auswanderung nach Palästina vorzubereiten. Anschließend arbeitete Max Thielen als Praktikant, seine Schwester Rosa als Hausangestellte in Düsseldorf. Im November 1941 wohnten beide in dem sogenannten „Judenhaus“ in der Teutonenstr. 9. Max und Rosa Thielen wurden am 10. November 1941 in das Ghetto Minsk deportiert. Nach einem Bericht von Günther Katzenstein (geb. 24. September 1920 in Berlin), dem Verlobten von Rosa Thielen, wurden im März 1943 außerhalb des Ghettos 140 Menschen nach einer Flucht von Mitgefangenen im Rahmen einer Strafaktion erschossen. Darunter befand sich Rosa Thielen und vermutlich auch ihr Bruder Max. Günther Katzenstein war zusammen mit seiner Verlobten Rosa und deren Bruder Max Thielen sowie seinen Eltern nach Minsk deportiert worden. Er hatte den Holocaust überlebt. Seine Eltern Bernhard (geb. 1880) und Magda (geb. Badt, 1884) Katzenstein (siehe Stolperstein Stresemannstr. 29) waren in Minsk gestorben. Die Eltern Josef und Anna Thielen kamen gemeinsam mit der jüngeren Schwester Marga am 3. November 1943 bei einem Bombenangriff auf Düsseldorf ums Leben. |

#### Hafen
| Bild | Adresse Verlegedatum                                  | Person, Inschrift                                                                          | Anmerkung |
| ---- | ----------------------------------------------------- | ------------------------------------------------------------------------------------------ | --- |
|      | Apollo-Platz 1 · (damals Stromstraße 4) · 2003 · 2017 | Hier wohnte Julie Goge geb. May Jg. 1875 deportiert 15.5.1942 Izbica ermordet in Auschwitz | Am Apollo-Platz verlief früher entlang des Städtischen Hafens die Stromstraße und dort, wo das Haus Nr. 4/6 stand, befindet sich der Stolperstein der an die Jüdin Julie Goge erinnert. Zwei Gebäude weiter, Stromstraße 8, stand das Gebäude der „Gauwaltung der Deutschen Arbeitsfront“. Bis um 1940 wohnte sie mit Moritz Goge in der Zietenstraße 63, deren Wohnungen in der Reichspogromnacht 1938 geplündert wurden. Geboren war Julia, laut ihres Enkels, am 2. Januar 1876 in Oberlangenstadt im Landkreis Kronach, Tochter von Ernestine und Wilhelm May, und kam über Stuttgart und Leipzig nach Düsseldorf. Julie Goge wohnte in der Stromstraße 4/6 bis zu ihrer Deportation im Frühsommer 1942 in das Durchgangsghetto Izbica. Ermordet wurde Julie laut der Zentralen Datenbank der Namen der Holocaustopfer im Vernichtungslager Sobibor. |

#### Oberbilk
| Bild                    | Adresse Verlegedatum                    | Person, Inschrift | Anmerkung |
| ----------------------- | --------------------------------------- | --- | --- |
|                         | Ellerstraße 65a · 2017                  | Hier wohnte Wilhelm Leers Jg. 1914 deportiert 21.7.1942 Theresienstadt Auschwitz ermordet 28.9.1944                                   | Frieda (Friederike) Leers (geb. Kahn, 21. Juni 1883 in Bochum) lebte sehr zurückgezogen. 1913 war sie, vermutlich anlässlich ihrer Eheschließung, zum katholischen Glauben konvertiert. Sie hatte sieben Kinder, die 1942 zwischen 15 und 30 Jahren alt waren und sie unterstützten. Im September 1941 wurde sie denunziert; aus den Verhörprotokollen geht hervor, dass sie von den NS-Verordnungen jüdische Menschen betreffend keine Kenntnis hatte. Am 17. Mai 1942 wurde sie zu einer Geldstrafe von 70 Reichsmark verurteilt. Da sie diese Summe nicht aufbringen konnte, machte sie eine Eingabe, diese in Raten zu bezahlen. Mit dieser Eingabe machte sie drei „rechtliche“ Verstöße: Sie unterschrieb „mit Deutschem Gruß“ (was sie als Jüdin nicht durfte), mit „Frau Wwe. Elfriede Leers“ ohne den Zwangsnamen „Sara“ und ohne Angabe ihres Kennkartenorts und der Kennkartennummer. Daraufhin wurde sie neuerlich zu 70 Reichsmark Geldstrafe verurteilt. Am 20. Juli 1942 erhielt Frieda Leers die Nachricht, sie solle „umgesiedelt“ werden. Gemeinsam mit ihrem Sohn Wilhelm (geb. 19. Juni 1914 in Düsseldorf) sprach sie beim Düsseldorfer Judenreferenten der Gestapo, Georg Pütz, vor. Wilhelm Leers erklärte, er wolle seine Mutter begleiten und sei zu diesem Zwecke am 14. Juli 1942 zum Judentum übergetreten. Wilhelm und Friederike Leers hatten ihre letzte Wohnadresse vor Deportation in Düsseldorf. Wilhelm Leers wurde mit dem Transport VII/1, unter der Nr. 452, am 22. Juli 1942 von Düsseldorf nach Theresienstadt zusammen mit seiner Mutter Friederike, genannt Frieda Leers (geb. Kahn, am 21. Mai 1883 in Bochum), unter der Nr. 1222, deportiert. Wilhelm wurde am 28. September 1944 von Theresienstadt nach Auschwitz deportiert und dort am selben Tag ermordet. Friederike einige Tage später, am 4. Oktober 1944, mit dem Transport En, unter der Nr. 894, auch von Theresienstadt nach Auschwitz und dort zwei Tage später ermordet. |
|                         | Ellerstraße 65a · 2017                  | Hier wohnte Frieda Leers geb. Kahn Jg. 1883 deportiert 21.7.1942 Theresienstadt Auschwitz ermordet 6.10.1944                          | Frieda (Friederike) Leers (geb. Kahn, 21. Juni 1883 in Bochum) lebte sehr zurückgezogen. 1913 war sie, vermutlich anlässlich ihrer Eheschließung, zum katholischen Glauben konvertiert. Sie hatte sieben Kinder, die 1942 zwischen 15 und 30 Jahren alt waren und sie unterstützten. Im September 1941 wurde sie denunziert; aus den Verhörprotokollen geht hervor, dass sie von den NS-Verordnungen jüdische Menschen betreffend keine Kenntnis hatte. Am 17. Mai 1942 wurde sie zu einer Geldstrafe von 70 Reichsmark verurteilt. Da sie diese Summe nicht aufbringen konnte, machte sie eine Eingabe, diese in Raten zu bezahlen. Mit dieser Eingabe machte sie drei „rechtliche“ Verstöße: Sie unterschrieb „mit Deutschem Gruß“ (was sie als Jüdin nicht durfte), mit „Frau Wwe. Elfriede Leers“ ohne den Zwangsnamen „Sara“ und ohne Angabe ihres Kennkartenorts und der Kennkartennummer. Daraufhin wurde sie neuerlich zu 70 Reichsmark Geldstrafe verurteilt. Am 20. Juli 1942 erhielt Frieda Leers die Nachricht, sie solle „umgesiedelt“ werden. Gemeinsam mit ihrem Sohn Wilhelm (geb. 19. Juni 1914 in Düsseldorf) sprach sie beim Düsseldorfer Judenreferenten der Gestapo, Georg Pütz, vor. Wilhelm Leers erklärte, er wolle seine Mutter begleiten und sei zu diesem Zwecke am 14. Juli 1942 zum Judentum übergetreten. Wilhelm und Friederike Leers hatten ihre letzte Wohnadresse vor Deportation in Düsseldorf. Wilhelm Leers wurde mit dem Transport VII/1, unter der Nr. 452, am 22. Juli 1942 von Düsseldorf nach Theresienstadt zusammen mit seiner Mutter Friederike, genannt Frieda Leers (geb. Kahn, am 21. Mai 1883 in Bochum), unter der Nr. 1222, deportiert. Wilhelm wurde am 28. September 1944 von Theresienstadt nach Auschwitz deportiert und dort am selben Tag ermordet. Friederike einige Tage später, am 4. Oktober 1944, mit dem Transport En, unter der Nr. 894, auch von Theresienstadt nach Auschwitz und dort zwei Tage später ermordet. |
|                         | Hüttenstraße 144 · 2017                 | Hier wohnte Max Jordan Jg. 1890 deportiert 1941 ermordet in Minsk                                                                     | Der Kaufmann Max Moshe Jordan, geb. am 21. Februar 1890 in Zaberfeld, Sohn von Hirsh und Fani Jordan, war in Düsseldorf Metallhändler. Er wohnte zuletzt mit seiner Frau Frieda im Haus Hüttenstraße Nr. 144 in der dritten Etage. Freida Frida Tzipora geb. Leyens wurde am 20. Oktober 1890 geboren und war die Tochter von Yohana. Noch 1940 war Max Jordan im Adressbuch im Handelsregister unter der Nummer 12375 aufgeführt, wohl aber nicht mehr in der Hüttenstraße 144. Am 10. November 1941 um kurz vor elf Uhr verließ der Transport den Derendorfer Güterbahnhof mit 992 Personen, darunter Max und Frieda Jordan. Nach 96 Stunden erreichte der Zug am 14. November 1941 die Stadt Minsk. In den ersten Monaten starb jeder achte an den Folgen des Nahrungsmangels bzw. an daraus resultierenden Infektionskrankheiten. Die Gedenkblätter wurden unter anderen von der Tochter Khana Segal eingereicht, deren Eltern beide im Ghetto Minsk oder auf dem Weg dahin ermordet wurden. |
|                         | Hüttenstraße 144 · 2017                 | Hier wohnte Frieda Jordan geb. Leyens Jg. 1890 deportiert 1941 ermordet in Minsk                                                      | Der Kaufmann Max Moshe Jordan, geb. am 21. Februar 1890 in Zaberfeld, Sohn von Hirsh und Fani Jordan, war in Düsseldorf Metallhändler. Er wohnte zuletzt mit seiner Frau Frieda im Haus Hüttenstraße Nr. 144 in der dritten Etage. Freida Frida Tzipora geb. Leyens wurde am 20. Oktober 1890 geboren und war die Tochter von Yohana. Noch 1940 war Max Jordan im Adressbuch im Handelsregister unter der Nummer 12375 aufgeführt, wohl aber nicht mehr in der Hüttenstraße 144. Am 10. November 1941 um kurz vor elf Uhr verließ der Transport den Derendorfer Güterbahnhof mit 992 Personen, darunter Max und Frieda Jordan. Nach 96 Stunden erreichte der Zug am 14. November 1941 die Stadt Minsk. In den ersten Monaten starb jeder achte an den Folgen des Nahrungsmangels bzw. an daraus resultierenden Infektionskrankheiten. Die Gedenkblätter wurden unter anderen von der Tochter Khana Segal eingereicht, deren Eltern beide im Ghetto Minsk oder auf dem Weg dahin ermordet wurden. |
| Stolperstein Grete Baer | Kölner Straße 151 · 2017                | Hier wohnte Grete Baer geb. Schmahl Jg. 1911 deportiert 1941 Ghetto Lodz ermordet 12.5.1942 in Chelmno                                | Grete Baer (geb. 19. September 1911 in Gelsenkirchen) wurde als erstes Kind der Eheleute Berta (geb. Brodt am 2. Juli 1887 in Wien) und Rudolf Schmahl (geb. 1. April 1886 in Wien) geboren. Sie arbeitete als Verkäuferin in der Metzgerei Gebrüder Baer auf der Kölner Straße. Während eines Besuchs ihrer Eltern und des acht Jahre jüngeren Bruders Helmut wurde die gesamte Familie in der Pogromnacht vom 10. November festgenommen; ihre Mutter und sie wurden tags darauf wieder entlassen. Am 27. Oktober 1941 wurde Grete Schmahl zusammen mit der Familie Baer in das Ghetto Litzmannstadt deportiert, wo Richard Baer und sie am 14. Dezember heirateten. Am 13. Mai 1942 wurde das Ehepaar in das Vernichtungslager Kulmhof gebracht und dort am nächsten Tag ermordet. Die Eltern von Grete Baer kamen in Riga ums Leben. |
|                         | Kölner Straße 248 · 7. Juli 2017 · 2017 | Hier wohnte Dr. Waldemar Spier Jg. 1889 deportiert 1944 Auschwitz befreit tot an Haftfolgen 2.3.1945                                  | Waldemar Spier war Zahnarzt in Düsseldorf und seit 1930 Obmann der ersten Mannschaft von Fortuna Düsseldorf und gilt als Architekt der Meistermannschaft. Da Spier Jude war, wurde er noch vor der Meisterschaft (11. Juni 1933) zum Rücktritt gezwungen und letztlich aus dem Verein ausgeschlossen. Im November 1938 wurde Spier festgenommen (Schutzhaft) und nach Dachau überstellt; im Dezember 1938 wurde er zur Arisierung seiner Praxis wieder freigelassen. Am 2. März 1944 wurde er und seine Frau verhaftet und Waldemar Spier endgültig deportiert; über Lublin-Maidanek kam er im Juli 1944 in Auschwitz an. Zwangsarbeit, Schläge, Schinderei und schlechte Verpflegung trugen ihm den tödlichen Typhus ein. Er erlebte zwar noch die Befreiung des KZs, starb jedoch zwei Monate später. |
|                         | Kölner Straße 280 · 2017                | Hier wohnte Jacob Arnold Mühlen Jg. 1889 verhaftet 1938 Neuengamme tot 2.11.1942                                                      | Jacob Arnold Mühlen (geb. 9. Februar 1889 in Dülken) war Lehrer im Ruhestand. Am 30. April 1938 wurde er verhaftet, der Grund dafür ist nicht bekannt. Er starb am 2. November 1942 im KZ Neuengamme. |
|                         | Kölner Straße 303 · 2017                | Hier wohnte Ottilie David geb. Eichwald Jg. 1859 Flucht 1939 Holland interniert Westerbork deportiert 1943 Sobibor ermordet 21.5.1943 | |
|                         | Kruppstraße 27 · 2018                   | Hier wohnte Siegfried Hirsch Jg. 1878 deportiert 1941 ermordet in Minsk                                                               | Hedwig Neumann stammte aus Siegburg und war dort am 24. Mai 1878 geboren. Sie war mit dem Kaufmann Siegfried Hirsch, geboren am 22. März 1878 in Wehrheim, verheiratet. Vor dem Zweiten Weltkrieg lebten beide in Düsseldorf, wo Siegfried Hirsch ein Geschäft für Schuh- und Lederwaren führte. 1910 war er Eigentümer des Schuhwarenmagazins „Hirsch & Co.“ in der Venloer Straße 2. Um 1930 wohnten Siegfried und Hedwig Hirsch noch in Pempelfort, um 1940 in der Grupellostr. 29. In der Kruppstr. 27 befand sich der Sitz der Reviergruppe 4 des Reichsluftschutzbunds. Am Morgen des 10. Novembers 1941 wurden sie vom Güterbahnhof Derendorf in das Ghetto von Minsk deportiert, wo beide zu Tode kamen. |
|                         | Kruppstraße 27 · 2018                   | Hier wohnte Hedwig Hirsch geb. Neumann Jg. 1878 deportiert 1941 ermordet in Minsk                                                     | Hedwig Neumann stammte aus Siegburg und war dort am 24. Mai 1878 geboren. Sie war mit dem Kaufmann Siegfried Hirsch, geboren am 22. März 1878 in Wehrheim, verheiratet. Vor dem Zweiten Weltkrieg lebten beide in Düsseldorf, wo Siegfried Hirsch ein Geschäft für Schuh- und Lederwaren führte. 1910 war er Eigentümer des Schuhwarenmagazins „Hirsch & Co.“ in der Venloer Straße 2. Um 1930 wohnten Siegfried und Hedwig Hirsch noch in Pempelfort, um 1940 in der Grupellostr. 29. In der Kruppstr. 27 befand sich der Sitz der Reviergruppe 4 des Reichsluftschutzbunds. Am Morgen des 10. Novembers 1941 wurden sie vom Güterbahnhof Derendorf in das Ghetto von Minsk deportiert, wo beide zu Tode kamen. |
|                         | Lessingstraße 25 · 2017                 | Hier wohnte Adolf Brodt Jg. 1901 deportiert 1941 Lodz ermordet 1942 Chelmno                                                           | Der Installateur Adolf Brodt (geb. 1901 in Zwittau) war verheiratet mit Malvine Jellinek (geb. in Mähren). Die Familie Brodt – bestehend aus den Eheleuten, der fünfjährigen Tochter Ilse, Adolfs Bruder Walter und dessen Frau Karoline sowie dem Vater Heinrich Brodt – lebte in der Lessingstr. 25 und wurde im Zuge der Novemberpogrome 1938 inhaftiert. Während die Frauen und der Vater am 11. November wieder entlassen wurden, kamen die Brüder Adolf und Walter Brodt für einige Wochen in das KZ Dachau. Trotz Versuchen gelang es der Familie nicht, zu emigrieren, alle wurden am 27. Oktober 1941 in das Ghetto Litzmannstadt deportiert. Kein Mitglied der Familie überlebte den Holocaust. |
|                         | Lessingstraße 25 · 2017                 | Hier wohnte Else Brodt Jg. 1933 deportiert 1941 Lodz ermordet 1942 Chelmno                                                            | Der Installateur Adolf Brodt (geb. 1901 in Zwittau) war verheiratet mit Malvine Jellinek (geb. in Mähren). Die Familie Brodt – bestehend aus den Eheleuten, der fünfjährigen Tochter Ilse, Adolfs Bruder Walter und dessen Frau Karoline sowie dem Vater Heinrich Brodt – lebte in der Lessingstr. 25 und wurde im Zuge der Novemberpogrome 1938 inhaftiert. Während die Frauen und der Vater am 11. November wieder entlassen wurden, kamen die Brüder Adolf und Walter Brodt für einige Wochen in das KZ Dachau. Trotz Versuchen gelang es der Familie nicht, zu emigrieren, alle wurden am 27. Oktober 1941 in das Ghetto Litzmannstadt deportiert. Kein Mitglied der Familie überlebte den Holocaust. |
|                         | Lessingstraße 25 · 2017                 | Hier wohnte Malvine Brodt geb. Jellinek Jg. 1908 deportiert 1941 Lodz ermordet 1942 Chelmno                                           | Der Installateur Adolf Brodt (geb. 1901 in Zwittau) war verheiratet mit Malvine Jellinek (geb. in Mähren). Die Familie Brodt – bestehend aus den Eheleuten, der fünfjährigen Tochter Ilse, Adolfs Bruder Walter und dessen Frau Karoline sowie dem Vater Heinrich Brodt – lebte in der Lessingstr. 25 und wurde im Zuge der Novemberpogrome 1938 inhaftiert. Während die Frauen und der Vater am 11. November wieder entlassen wurden, kamen die Brüder Adolf und Walter Brodt für einige Wochen in das KZ Dachau. Trotz Versuchen gelang es der Familie nicht, zu emigrieren, alle wurden am 27. Oktober 1941 in das Ghetto Litzmannstadt deportiert. Kein Mitglied der Familie überlebte den Holocaust. |
|                         | Oberbilker Allee 284 · 2019             | Hier wohnte Else Gorres geb. Kersting Jg. 1914 verschleppt 1945 Eller Forst ermordet 12.4.1945                                        | Nachdem am 3. März 1945 US-amerikanische Truppen den linksrheinischen Stadtteil Oberkassel besetzt hatten, wurde von der Wehrmachtsführung die Suche und Fahndung nach Deserteuren verschärft, unter anderem durch den Einsatz von „Heeresstreifen“. Diesen wurde gemeldet, dass eine Frau Gorres zwei Fahnenflüchtige versteckt habe. Am 11. April 1945 fuhr ein Kommando zur Oberbilker Allee, wo die beiden Männer aufgefunden und festgenommen wurden. Später am Tag wurde Else Gorres von einem zweiten Kommando „für ein halbes Stündchen“ mitgenommen. Am Tag darauf wurde sie mit durchschossenem Hals von drei holzsammelnden Frauen im Eller Forst gefunden; diese trugen die Schwerverletzte zur nahegelegenen Ruine einer Gaststätte. Mutmaßlich sollten die beiden Deserteure und Else Gorres gemeinsam per Genickschuss hingerichtet werden, Else Gorres überlebte jedoch. Wenig später wurde die verletzte Frau von wahrscheinlich denselben Männern abgeholt, die sie zuvor angeschossen hatten. Ihr weiteres Schicksal ist unbekannt. Sechs Tage später war der Krieg in Düsseldorf zu Ende. |

#### Unterbilk
| Bild | Adresse Verlegedatum                                                     | Person, Inschrift | Anmerkung |
| ---- | ------------------------------------------------------------------------ | --- | --- |
|      | Leo-Statz-Platz · (damals Kronprinzenstraße 43) · 28. August 2014 · 2017 | Hier wohnte Dr. Erich Klausener Jg. 1885 Vorsitzender der Katholischen Aktion ermordet 30.6.1934 Berlin Röhm-Putsch                                | Leo Statz (* 25. Januar 1885 in Düsseldorf) und Erich Klausener waren Cousins und entstammten einer streng katholischen Familie. Klausener wandte sich auf verschiedenen Wegen gegen die Politik der Nationalsozialisten und vertrat entschieden katholische Interessen. So kritisierte er am 24. Juni 1934 in einer Rede auf dem 32. Märkischen Katholikentag die Kirchenpolitik der Machthaber und deren Ausgrenzung von Andersdenkenden. Rund eine Woche später wurde er in der Folge des sogenannten Röhm-Putsches in seinem Dienstzimmer in Berlin von einem SS-Kommando ermordet. Sein Mörder wurde 1949 zu 15 Jahren Zuchthaus verurteilt. Auch Klauseners Cousin Leo Statz (* 17. Juli 1898 in Köln) stand im Gegensatz zu den NS-Machthabern, besonders nach dessen Ermordung. Er war seit 1927 Direktor der Birresborner Mineralbrunnen AG und seit 1936 Vorsitzender des Karnevalsausschusses der Stadt Düsseldorf, der auch Lieder mit kritischen Texten sowie Heimatgedichte schrieb. Am 1. September 1943 wurde er von der Gestapo verhaftet, nachdem er wegen kritischen Bemerkungen gegenüber schwerverletzten Soldaten denunziert worden war. Am 27. September 1943 wurde er vom Volksgerichtshof und Roland Freisler wegen „Zersetzungspropaganda“ zum Tode verurteilt und am 1. November trotz zahlreicher Gnadengesuche im Zuchthaus Brandenburg-Görden enthauptet.                                                                                            |
|      | Leo-Statz-Platz · (damals Kronprinzenstraße 43) · 28. August 2014 · 2017 | Hier wohnte Leo Statz Jg. 1898 denunziert 1943 systemkritische Äußerung verhaftet 27.9.1943 hingerichtet 1.11.1943 Zuchthaus Brandenburg           | Leo Statz (* 25. Januar 1885 in Düsseldorf) und Erich Klausener waren Cousins und entstammten einer streng katholischen Familie. Klausener wandte sich auf verschiedenen Wegen gegen die Politik der Nationalsozialisten und vertrat entschieden katholische Interessen. So kritisierte er am 24. Juni 1934 in einer Rede auf dem 32. Märkischen Katholikentag die Kirchenpolitik der Machthaber und deren Ausgrenzung von Andersdenkenden. Rund eine Woche später wurde er in der Folge des sogenannten Röhm-Putsches in seinem Dienstzimmer in Berlin von einem SS-Kommando ermordet. Sein Mörder wurde 1949 zu 15 Jahren Zuchthaus verurteilt. Auch Klauseners Cousin Leo Statz (* 17. Juli 1898 in Köln) stand im Gegensatz zu den NS-Machthabern, besonders nach dessen Ermordung. Er war seit 1927 Direktor der Birresborner Mineralbrunnen AG und seit 1936 Vorsitzender des Karnevalsausschusses der Stadt Düsseldorf, der auch Lieder mit kritischen Texten sowie Heimatgedichte schrieb. Am 1. September 1943 wurde er von der Gestapo verhaftet, nachdem er wegen kritischen Bemerkungen gegenüber schwerverletzten Soldaten denunziert worden war. Am 27. September 1943 wurde er vom Volksgerichtshof und Roland Freisler wegen „Zersetzungspropaganda“ zum Tode verurteilt und am 1. November trotz zahlreicher Gnadengesuche im Zuchthaus Brandenburg-Görden enthauptet.                                                                                            |
|      | Bachstraße 46 · 2004 · 2017                                              | Hier wohnte Karl Vogt Jg. 1902 verhaftet 1935 ermordet 25.5.1940 Anstalt Hartheim/Linz                                                             | Karl Vogt (geboren 4. November 1902 in Calbe, Saale) wohnte mit seiner Ehefrau und dem gemeinsamen Sohn in der Bachstr. 46. Er arbeitete als Mechaniker bei der Firma P. Klein in der Martinstr. 9, war Mitglied der Revolutionären Gewerkschafts-Opposition, in der KPD sowie im Rotsport und im Widerstand gegen das NS-Regime aktiv. Gemeinsam mit Siegfried Steineberg (s. unten) gab er als Stadtteilleiter der KPD von Bilk einen Pressedienst heraus. Am 12. Juli 1935 wurde Vogt verhaftet und am 19. Dezember vom II. Senat des OLG Hamm zu vier Jahren Zuchthaus verurteilt, wurde aber nach Ablauf der regulären Haftzeit nicht entlassen; weitere Haftorte sind nicht bekannt. Er starb am 29. Mai 1940 in der Tötungsanstalt Hartheim (oder der Heil- und Pflegeanstalt Kaufbeuren-Irsee). Zwei Jahre später erhielt seine Frau für ihren Mann von der Gestapo eine Vorladung für ihren Mann, die daraufhin dessen Tod mitteilte. |
|      | Bilker Allee 136 · 2019                                                  | Hier wohnte Hermann Cahn Jg. 1894 deportiert 1941 ermordet in Minsk                                                                                | Hermann Cahn, mit Berufsbezeichnung Reisender, stammte aus Beckrath bei Rheydt und seine Frau Johanna, eine geborene Herz, aus Düsseldorf. Sie hatten zwei Söhne. Helmut Cahn (geboren 25. August 1923 in Düsseldorf) und Günther Cahn (geboren 17. August 1925 in Düsseldorf) waren Schüler der privaten Jüdischen Volksschule in der Kasernenstraße und hatten 1937/1938 Malunterricht bei Julo Levin. Die Familie wohnte auf der Bilker Allee 136. Später zogen sie um in die Martinstraße 73. Nach der Pogromnacht 1938 beschlossen die Eltern, Helmut und seinen Bruder Günther mit einem Kindertransport nach Großbritannien zu schicken. Helmut Cahn verließ Düsseldorf am 26. Juni 1939. Günther Cahn verließ Düsseldorf am 27. März 1939. Anders als Günther Cahn, der während des Krieges als „feindlicher Ausländer“ von Großbritannien nach Kanada deportiert wurde, konnte Helmut Cahn in Großbritannien bleiben; beide Brüder überlebten. Hermann und Johanna Cahn wurden am 10. November 1941 in das Ghetto Minsk deportiert und dort ermordet. |
|      | Bilker Allee 136 · 2019                                                  | Hier wohnte Johanna Cahn geb. Herz Jg. 1893 deportiert 1941 ermordet in Minsk                                                                      | Hermann Cahn, mit Berufsbezeichnung Reisender, stammte aus Beckrath bei Rheydt und seine Frau Johanna, eine geborene Herz, aus Düsseldorf. Sie hatten zwei Söhne. Helmut Cahn (geboren 25. August 1923 in Düsseldorf) und Günther Cahn (geboren 17. August 1925 in Düsseldorf) waren Schüler der privaten Jüdischen Volksschule in der Kasernenstraße und hatten 1937/1938 Malunterricht bei Julo Levin. Die Familie wohnte auf der Bilker Allee 136. Später zogen sie um in die Martinstraße 73. Nach der Pogromnacht 1938 beschlossen die Eltern, Helmut und seinen Bruder Günther mit einem Kindertransport nach Großbritannien zu schicken. Helmut Cahn verließ Düsseldorf am 26. Juni 1939. Günther Cahn verließ Düsseldorf am 27. März 1939. Anders als Günther Cahn, der während des Krieges als „feindlicher Ausländer“ von Großbritannien nach Kanada deportiert wurde, konnte Helmut Cahn in Großbritannien bleiben; beide Brüder überlebten. Hermann und Johanna Cahn wurden am 10. November 1941 in das Ghetto Minsk deportiert und dort ermordet. |
|      | Florastraße 4 · 2017                                                     | Hier wohnte Rosa Schnook geb. Blech Jg. 1885 deportiert 1941 ermordet in Minsk                                                                     | Rosa Schnook (geb. 14. September 1885 in Wickrath) war eine Tochter des Zigarrenmachers Isak Bleeck und von dessen Frau Julia und die dritte Ehefrau von Albert Schnook. Dieser hatte zwei Söhne aus den vorherigen Ehen: Harry (geb. 1906) und Paul (geb. 1909). Die Eheleute Schnook wohnte ab Mitte der 1930er Jahre in der Florastr. 4, kurz darauf mussten sie in ein „Judenhaus“ in der Jahnstr. 41 umziehen. Von dort wurden sie in das Ghetto Minsk deportiert. Zeitpunkt und Umstände ihres Todes sind unbekannt. Albert Schnook hatte acht Geschwister, von denen drei mit ihren Familien in der Emigration überleben konnten; auch die beiden Söhne überlebten die NS-Zeit. |
|      | Florastraße 4 · 2017                                                     | Hier wohnte Albert Schnook Jg. 1878 deportiert 1941 ermordet in Minsk                                                                              | Rosa Schnook (geb. 14. September 1885 in Wickrath) war eine Tochter des Zigarrenmachers Isak Bleeck und von dessen Frau Julia und die dritte Ehefrau von Albert Schnook. Dieser hatte zwei Söhne aus den vorherigen Ehen: Harry (geb. 1906) und Paul (geb. 1909). Die Eheleute Schnook wohnte ab Mitte der 1930er Jahre in der Florastr. 4, kurz darauf mussten sie in ein „Judenhaus“ in der Jahnstr. 41 umziehen. Von dort wurden sie in das Ghetto Minsk deportiert. Zeitpunkt und Umstände ihres Todes sind unbekannt. Albert Schnook hatte acht Geschwister, von denen drei mit ihren Familien in der Emigration überleben konnten; auch die beiden Söhne überlebten die NS-Zeit. |
|      | Friedenstraße 18 · 2011                                                  | Hier wohnte Siegfried Steineberg Jg. 1906 verhaftet 1935 erschossen 1941 KZ Mauthausen                                                             | Siegfried Steineberg (geboren 8. Dezember 1906 in Hartenfels) war der Sohn der Eheleute Steineberg (geb. Thalheimer) und Julius Steineberg. Er wuchs in Wollenberg auf, wo der Vater eine Kurzwarenhandlung betrieb. Dort besuchte Siegfried Steineberg die Volksschule, anschließend machte er eine Lehre bei der Düsseldorfer Lokal-Zeitung. Ab 1923 arbeitete er als kaufmännischer Angestellter in einem Lebensmittelgroßhandel. Steineberg war in der Jüdischen Gemeinde Düsseldorf aktiv und betreute im Sportverein Makkabi die Abteilungen Boxen und Leichtathletik, zudem engagierte er sich in der KPD. Am 23. Juli 1935 wurde er verhaftet: Er habe nach der Verhaftung der Leitung der KPD-Widerstandsgruppe Düsseldorf-Bilk deren Arbeit fortgesetzt, am Flugblatt Jugend, wir rufen Dich! mitgearbeitet und zum 1. Mai 1935 Flugblätter herausgegeben. Das Oberlandesgericht Hamm verurteilte ihn zu sechs Jahren Zuchthaus, nach seiner Entlassung 1941 wurde er in „Schutzhaft“ genommen und in das KZ Mauthausen deportiert. Dort wurde er am 2. Dezember 1941 „auf der Flucht erschossen“. Siegfried Steinebergs Eltern wurden am 22. Oktober 1940 aus Baden in das Internierungslager Camp de Gurs deportiert. Julius Steineberg starb dort am 14. Januar 1941. Seine Frau kam ins Internierungslager Recebedou, wo sich ihre Spur verliert. Steineberg Schwester Klara Lomnitzer (geb. 1. Januar 1910 in Hartenfels) wurde deportiert und „im Osten“ ermordet. |
|      | Friedenstraße 38 a · 2017                                                | Hier wohnte Josef Bellut Jg. 1889 im Widerstand / RGO verhaftet 20.7.1935 entlassen Jan. 1936 krank / arbeitsunfähig tot 21.5.1944                 | |
|      | Konkordiastraße 19 · 2022                                                | Hier wohnte Peter Ludwigs Jg. 1888 verhaftet 1943 tot 3.7.1943 im Gerichtsgefängnis                                                                | Auf der dritten Etage des Hauses Konkordiastraße 19 wohnten von Mitte der 1930er bis Anfang der 1940er Jahre der Maler Peter Ludwigs und die Künstlerin Luzie Uptmoor. Nach wiederholten Verhaftungen wegen Widerstand gegen den Nationalsozialismus und Hochverrat verstarb Peter Ludwigs im Juli 1943 in der Gestapohaft. Vor dem Eingang wurde zu seinem Gedenken ein Stolperstein verlegt. Im südlichen Teil des Golzheimer Friedhofs wurde 1962 ein Gedenkstein für die Maler Peter Ludwigs, Karl Schwesig, Franz Monjau und Julo Levin aufgestellt. |
|      | Kronprinzenstraße 48 · 2017                                              | Hier wohnte Adele Ehrenberg Jg. 1876 Flucht 1936 Holland deportiert 1942 Auschwitz ermordet 21.9.1942                                              | Adele Ehrenberg (geboren 6. Oktober 1876 in Hannover), mit letzter Wohnanschrift in Holland in der Lairessestraat 160D in Amsterdam (alleinstehend), wurde nach Auschwitz deportiert und verstarb dort am 21. September 1942 im Alter von 65 Jahren. Sie hatte eine jüngere Schwester, Ilse Hoffmann-Ehrenberg (geboren 26. März 1890 in Braunschweig), welche zusammen mit ihrem Gatten Arthur Hoffmann (geboren 30. Oktober 1877 in Neuss) ebenfalls nach Holland geflohen waren und am 21. September 1942 nach Deportation in Auschwitz getötet wurden. Arthur Hoffmann, Kaufmann von Beruf, war zuletzt im Jahre 1937 im Adressbuch Düsseldorf in der Kronprinzenstraße 48, 1. Etage, verzeichnet. |
|      | Kronprinzenstraße 87 · 2017                                              | Hier wohnte Hedwig Newiger geb. Kajet Jg. 1873 deportiert 13.1.1944 Theresienstadt tot 18.4.1944                                                   | Hedwig Newiger (geb. Kajet, am 3. Januar 1873 in Posen) war eine Tochter von Dorothea (geb. Katschke) und Joseph Kajet und mit dem nicht-jüdischen Architekten Arthur Newiger verheiratet. Erst 1942 stellte sich heraus, dass sie jüdischer Herkunft war. Am 13. Januar 1944 wurde sie mit dem aus Aachen kommenden Transport VII75 mit 14 anderen Frauen und Männern (die alle bis dahin durch „arische“ Ehepartner geschützt waren) nach Theresienstadt deportiert. Dort starb sie am 18. April 1944. Ihr jüngerer Bruder Hugo Herman Kajet (geb. 18. April 1880) wurde zusammen mit seiner Frau am 23. April 1943 in Sobibor ermordet. Dessen Tochter Ruth Dorothea Klara Wallerstein-Kajet (geb. 1908 in Berlin) wurde mit ihrer einjährigen Tochter Judith in Auschwitz ermordet wie auch ihr Mann Paul. |
|      | Neusser Straße 37 · 2017                                                 | Hier wohnte Bernhard Esch Jg. 1914 verhaftet 1938 von GESTAPO erschossen 1945                                                                      | Bis 1938 wohnte der junge Arbeiter Bernhard Esch im damaligen Anbau der Neusser Str. 37. Wegen seiner Homosexualität wurde Esch zunächst im Polizeipräsidium direkt gegenüber inhaftiert, lebte dann unter ständiger Beobachtung der Gestapo und wurde noch kurz vor Kriegsende erschossen. Heute befindet sich hier der Eingang zu der Fachberatung „Horizont“ der Diakonie Düsseldorf. |
|      | Neusser Straße 41 2017                                                   | Hier wohnte Margarete Pulm geb. Mondinalli Jg. 1891 seit 1935 verschiedene Heilanstalten 'verlegt’ 1940 Heilanstalt Johannistal ermordet 31.8.1940 | |
|      | Neusser Straße 75 · 2017                                                 | Hier wohnte Siegfried Levin Jg. 1910 verhaftet 1940 Gefängnis Düsseldorf tot 24.12.1940 Todesursache unklar                                        | Siegfried Levin, auch unter Lewin zu finden, hatte seit 1936 in der Neusser Str. 75 (vormals um 1934 in der Neusser Str. 26/28U) eine Autoreparaturwerkstatt, der auch bis in das Jahr 1940 eine Automobilhandlung angeschlossen war. |

### Stadtbezirk 4

#### Oberkassel
| Bild                                                                                | Adresse Verlegedatum                        | Person, Inschrift                                                                                            | Anmerkung |
| ----------------------------------------------------------------------------------- | ------------------------------------------- | --- | --- |
|                                                                                     | Adalbertstraße 22 · 2017 · 29. März 2006    | Hier wohnte Frieda Herzfeld geb. Rollmann Jg. 1888 Flucht 1937 Niederlande deportiert ermordet in Auschwitz  | Das Ehepaar Adolf (auch Adolph) und Frieda Herzfeld wohnte in Düsseldorf im Haus Adalbertstraße 22. Adolf Herzfeld stammte aus Bad König in Hessen, war dort am 27. September 1879 als Sohn von Lazar (Lazarus) und Sara Herzfeld zur Welt gekommen. Adolfs Frau Frieda, geborene Rollmann, war in Beckum im Regierungsbezirk Münster geboren worden. Adolf Herzfeld arbeitete vor der NS-Zeit als Prokurist in Düsseldorf. Am 27. Oktober 1937 meldeten sich Adolph und Frieda Herzfeld nach Zaandam in die Niederlande ab und bezogen dort eine Wohnung in der Beethovenstraat 4. Wann die Herzfelds ins Durchgangslager Westerbork gebracht wurden, ist ungewiss. Am 2. Februar 1943 wurden Adolf und Frieda Herzfeld von Westerbork in das Vernichtungslager Auschwitz-Birkenau deportiert. Nach der Ankunft wurden beide dort am 5. Februar 1943 ermordet. |
|                                                                                     | Adalbertstraße 22 · 2017 · 29. März 2006    | Hier wohnte Adolf Herzfeld Jg. 1879 Flucht 1937 Niederlande deportiert ermordet 5.2.1943 Auschwitz           | Das Ehepaar Adolf (auch Adolph) und Frieda Herzfeld wohnte in Düsseldorf im Haus Adalbertstraße 22. Adolf Herzfeld stammte aus Bad König in Hessen, war dort am 27. September 1879 als Sohn von Lazar (Lazarus) und Sara Herzfeld zur Welt gekommen. Adolfs Frau Frieda, geborene Rollmann, war in Beckum im Regierungsbezirk Münster geboren worden. Adolf Herzfeld arbeitete vor der NS-Zeit als Prokurist in Düsseldorf. Am 27. Oktober 1937 meldeten sich Adolph und Frieda Herzfeld nach Zaandam in die Niederlande ab und bezogen dort eine Wohnung in der Beethovenstraat 4. Wann die Herzfelds ins Durchgangslager Westerbork gebracht wurden, ist ungewiss. Am 2. Februar 1943 wurden Adolf und Frieda Herzfeld von Westerbork in das Vernichtungslager Auschwitz-Birkenau deportiert. Nach der Ankunft wurden beide dort am 5. Februar 1943 ermordet. |
|                                                                                     | Cheruskerstraße 44 · 2017                   | Hier wohnte Sophie Markus geb. Cahn Jg. 1857 deportiert 1942 Theresienstadt tot 25.8.1942                    | Sophie (auch Sophia) Markus (geb. am 13. Oktober 1857) wurde als Tochter von Joseph Cahn und Regina, eine geborene Grittmann, in Rheydt geboren. Sie lebte in Rheydt, Düren und in Krefeld-Uerdingen. Ihr Gatte Julius Markus war im November 1934 in Krefeld verstorben und Sophie Markus zog nach Düsseldorf-Oberkassel zu ihrer Familie in die Cheruskerstraße 44. Eigentümer des Hauses war ihr Sohn Otto Markus (geb. am 8. Oktober 1889 in Krefeld), Rechtsanwalt am Landesgericht Düsseldorf, welcher mit Hildegard Leonie (Hilde), geborene Freundlich, verheiratet war und mit ihr zwei Kinder hatte, Else Anneliese (geb. 1921) und Hansheinz Bernd (geb. 1927). Hilde Markus war die Tochter von Abraham Freundlich, der im Jahre 1888 die Firma „A. Freundlich Eis- und Kühlmaschinenfabrik“ in Düsseldorf-Bilk gegründet hatte und durch eigene Erfindungen und Patente zu einem der führenden Kühlanlagen-Hersteller Deutschlands wurde. Otto Markus war bis zur Arisierung 1936 persönlich haftender Gesellschafter dieser Maschinenfabrik A. Freundlich KG mit Sitz in der Suibertusstraße 137/139 und bis zur Arisierung 1938 den Direktorenposten der dortigen Gesellschaft „Freundlichs Kaltlagerhäuser“ bekleidete. In der Nacht des Novemberpogroms 1938 wurde die Wohnung in der Cheruskerstraße vollständig verwüstet, sogar teilweise zerstört. Das Ehepaar Markus emigrierte einige Tage vor Ausbruch des Zweiten Weltkrieges, am 28. August 1939, nach London. Die beiden Kinder hatten Deutschland bereits im März 1939 verlassen. Sophie Markus zog im Dezember 1939 in ein Altersheim nach Aachen und wurde von dort im Juli 1942 mit ihren jüdischen Mitbewohnern über Düsseldorf nach Theresienstadt deportiert, wo sie einen Monat später am 25. August 1942 starb.       |
|                                                                                     | Cheruskerstraße 46 · 2017                   | Hier wohnte Heinrich Pfingst Jg. 1874 deportiert ermordet in Sobibor                                         | Heinrich Pfingst (geboren 10. September 1874 in Bischofsburg) war gelernter Textilkaufmann und eröffnete 1912 das „Kaufhaus Heinrich Pfingst“ in Lötzen. 1928 zog die Familie nach Düsseldorf. Bis 1933 war Pfingst Eigentümer des Hauses in der Cheruskerstr. 46. 1932 ging er für seine Stelle als Geschäftsführer der Firma Woolworth von Düsseldorf nach Osnabrück. Verheiratet war er mit Hertha Pfingst, geb. Löwenstein. Zusammen hatten sie fünf Töchter und einen Sohn. Im Januar 1936 verstarb Hertha Pfingst. Heinrich Pfingst emigrierte lt. Abmeldung im August 1939 nach Amsterdam. Von Amsterdam wurde Heinrich Pfingst nach Westerbork deportiert, von dort am 20. Juli 1943 ins KZ Sobibor (amtliches Todesdatum 23. Juli 1943). Die Tochter Doris wurde ebenfalls deportiert (amtliches Todesdatum in Auschwitz 2. August 1942). Die anderen Töchter emigrierten. Der Sohn Werner Pfingst (1915–1978), nach welchem der „Werner-Pfingst-Platz“ in Oberkassel benannt wurde, meldete sich 1933 nach Hannover ab und emigrierte 1938 in die USA. Weitere Stolpersteine für Heinrich Pfingst, für seine Tochter Doris (Dora) und ihren Gatten Heinz Engers, wurden in der Osnabrück-Weststadt in der Herderstraße 3 verlegt. |
|                                                                                     | Cheruskerstraße 99 · 2017 · 16. Januar 2008 | Hier wohnte Eugen Neumark Jg. 1864 deportiert 21.7.1942 Theresienstadt Treblinka tot 26.9.1942               | Der Kaufmann Eugen Neumark (geb. 15. Mai 1864 in Dobczyce), seine Gattin Henriette (geb. Meyer, am 22. Juli 1866) und deren Tochter Ilse (geb. 1906) lebten bis 1939 in Oberkassel. Zunächst in der Salierstraße, später in der Cheruskerstraße 99. Aufgrund von antijüdischer Diskriminierung mussten sie im Februar 1939 in das Altersheim der Jüdischen Gemeinde in der Grafenberger Allee 78 ziehen. Das der Synagogengemeinde Düsseldorf mit Sitz in der Bilker Straße 25 gehörende Gemeindehaus wurde ab 1939 als jüdisches Altersheim genutzt. Am 21. Juli 1942 wurde Eugen Neumark unter der Nr. 636 und Henriette Neumark unter der Nr. 637 mit dem Transport VII/1 von Düsseldorf nach Theresienstadt deportiert. Henriette Neumark wurde dort am 12. August 1942 ermordet. Eugen wurde mit dem Transport Bp, unter der Nr. 515, am 26. September 1942 von Theresienstadt nach Treblinka verlegt und dort am selben Tag ermordet. Die Spur der Tochter verlor sich ein Jahr früher in Minsk. |
|                                                                                     | Cheruskerstraße 99 · 2017 · 16. Januar 2008 | Hier wohnte Ilse Neumark Jg. 1906 deportiert 10.11.1941 ermordet in Minsk                                    | Der Kaufmann Eugen Neumark (geb. 15. Mai 1864 in Dobczyce), seine Gattin Henriette (geb. Meyer, am 22. Juli 1866) und deren Tochter Ilse (geb. 1906) lebten bis 1939 in Oberkassel. Zunächst in der Salierstraße, später in der Cheruskerstraße 99. Aufgrund von antijüdischer Diskriminierung mussten sie im Februar 1939 in das Altersheim der Jüdischen Gemeinde in der Grafenberger Allee 78 ziehen. Das der Synagogengemeinde Düsseldorf mit Sitz in der Bilker Straße 25 gehörende Gemeindehaus wurde ab 1939 als jüdisches Altersheim genutzt. Am 21. Juli 1942 wurde Eugen Neumark unter der Nr. 636 und Henriette Neumark unter der Nr. 637 mit dem Transport VII/1 von Düsseldorf nach Theresienstadt deportiert. Henriette Neumark wurde dort am 12. August 1942 ermordet. Eugen wurde mit dem Transport Bp, unter der Nr. 515, am 26. September 1942 von Theresienstadt nach Treblinka verlegt und dort am selben Tag ermordet. Die Spur der Tochter verlor sich ein Jahr früher in Minsk. |
|                                                                                     | Cheruskerstraße 99 · 2017 · 16. Januar 2008 | Hier wohnte Henriette Neumark geb. Meyer Jg. 1866 deportiert 21.7.1942 tot in Theresienstadt                 | Der Kaufmann Eugen Neumark (geb. 15. Mai 1864 in Dobczyce), seine Gattin Henriette (geb. Meyer, am 22. Juli 1866) und deren Tochter Ilse (geb. 1906) lebten bis 1939 in Oberkassel. Zunächst in der Salierstraße, später in der Cheruskerstraße 99. Aufgrund von antijüdischer Diskriminierung mussten sie im Februar 1939 in das Altersheim der Jüdischen Gemeinde in der Grafenberger Allee 78 ziehen. Das der Synagogengemeinde Düsseldorf mit Sitz in der Bilker Straße 25 gehörende Gemeindehaus wurde ab 1939 als jüdisches Altersheim genutzt. Am 21. Juli 1942 wurde Eugen Neumark unter der Nr. 636 und Henriette Neumark unter der Nr. 637 mit dem Transport VII/1 von Düsseldorf nach Theresienstadt deportiert. Henriette Neumark wurde dort am 12. August 1942 ermordet. Eugen wurde mit dem Transport Bp, unter der Nr. 515, am 26. September 1942 von Theresienstadt nach Treblinka verlegt und dort am selben Tag ermordet. Die Spur der Tochter verlor sich ein Jahr früher in Minsk. |
|                                                                                     | Düsseldorfer Straße 88 · 2017               | Hier wohnte Willi Dreher Jg. 1898 hingerichtet 30.5.1944 Zuchthaus Brandenburg Garden                        | Wilhelm Dreher (* 5. Mai 1898 in Thorn), genannt Willi, war von Beruf Oberzollinspektor (OZI) und wohnte seit ca. 1934 bis um 1940 im Hauseigentum von Frau Bera Dreher in der Düsseldorfer Straße 88. 1933 trat er der NSDAP bei. In Gesprächen äußerte er seine Zweifel an der Rechtmäßigkeit der Kriegsführung und am „Endsieg“; er wurde denunziert und verhaftet Am 5. April 1944 wurde er vom Volksgerichtshof zum Tode verurteilt und am 30. Mai 1944 im Zuchthaus Brandenburg-Görden hingerichtet. |
|                                                                                     | Kaiser-Wilhelm-Ring 42 · 2017               | Hier wohnte Caspar Anraths Jg. 1885 verhaftet 1937 tot 14.3.1940 KZ Sachsenhausen                            | Caspar Anraths war von Beruf Rechtsanwalt und wohnte in den 1930er Jahren in der Victoriastraße 6. Er wurde von der Gestapo verdächtigt, anonyme Schreiben verbreitet zu haben, die „schärfste Angriffe auf Partei und Staat“ enthielten. Am 11. Juli 1936 wurde er in Schutzhaft genommen; das Verfahren wurde am 28. Januar 1937 eingestellt, und Anraths aus der Haft entlassen, jedoch am 11. November 1937 erneut inhaftiert. Anraths sei „Querulant übelster Sorte“, der (aufgrund zahlreicher Auslandskontakte) eine „unmittelbare Gefahr für die öffentliche Ordnung“ darstelle. Über Berlin wurde er in das KZ Sachsenhausen deportiert, wo er durch tagelange Folter von sechs SS-Blockführern am 14. März 1940 starb. Der Stolperstein liegt vor dem Haus, in welchem der Jurist Johannes Handschumacher und der Landsgerichtsdirektor Paul Volkening um 1936 ihre Wohn- und Wirkungsstätten hatten. Kaspar Anraths wohnte Victoriastraße 6 in Düsseldorf und war auch Eigentümer des Hauses, dies lt. Adressbuch um 1936–1938. Erst in 1940 wird Anraths als Rechtsphilosoph mit letzter Anschrift auf dem Kaiser-Wilhelm-Ring 42 unterm Dach im Adressbuch geführt. |
|                                                                                     | Leostraße 7 · 2024                          | Hier wohnte Rosa Willinger geb. Meyer Jg. 1878 Flucht 1939 Holland deportiert 1943 Sobibor ermordet 2.7.1943 | Der Kaufmann Samuel Willinger (genannt Semmy) wurde am 8.6.1874 in Myslowitz (Oberschlesien) in der Nähe von Beuthen und Katowitz geboren. Er zog im Frühsommer 1912 aus Essen kommend mit seiner Familie nach Düsseldorf-Oberkassel. Zur Familie gehören seine Ehefrau Rosa, geb. Meyer am 12. Februar 1878 in Flerzheim, die drei Söhne Ismar (geb. 1900 in Dortmund-Dorstfeld), Kurt (geb. 1902 in Dorstfeld) und Guido (geb. 1908 in Dorstfeld), und noch zwei Töchter Margot (geb. 1905 in Dorstfeld) und Gerta (geb. 1911 in Essen). Die Familie wohnte zur Miete im Haus Leostraße 7 im unteren Geschoss und Rosa Willinger führte bis 1916 das „Damenkonfectionsgeschäft Louvre“ auf der Graf-Adolf-Straße 11, gegenüber dem Ende der Kö. Das Wohnhaus der Familie ist erhalten geblieben, wurde 2023 frisch renoviert, hat aber immer noch eine alte Eingangstür, von der anzunehmen ist, dass sie schon zum Beginn des 20. Jahrhunderts genutzt wurde. Die Söhne Ismar, Kurt und Guido Willinger gingen zunächst auf das Comenius-Gymnasium am Comeniusplatz. Es darf vermutet werden, dass die Familie Willinger Anfang 1916 aus Oberkassel weggezogen ist und die Wege des Ehepaars sich trennte. Nach der Verhaftung des Ehemanns war Rosa Willinger alleine für den Unterhalt ihre Kinder zuständig. Die Söhne, deren Ehefrauen und sie selbst wurden von den Nationalsozialisten ermordet. Die zwei Töchter überlebten den Nationalsozialismus. Auf Initiative des Comenius-Gymnasiums wurde Rosa Willinger im Jini 2024 mit der Benennung des Rosa-Willinger-Platzes auf der Fläche am Luegplatz zwischen Leostraße, Kaiser-Friedrich-Ring und Luegallee geehrt. Gershon Willinger, ein Enkel Rosa Willingers, kam mit seiner Frau Jane zur Einweihung des Platzes aus Toronto angereist. |
| Stolperstein Düsseldorf 4 Oberkassel Luegallee 12 Max Rosenberg                     | Luegallee 12 · 2017                         | Hier wohnte Max Rosenberg Jg. 1880 deportiert 1941 ermordet in Minsk                                         | Irma Rosenberg (geb. 16. Juni 1884) stammte aus Thaleischweiler in der Pfalz und war verheiratet mit dem Getreidegroßhändler Max Rosenberg (geb. 7. Juli 1880 in Kleve, als Sohn von Michael und Leonore Rosenberg, geb. Salomon). Irma Rosenbergs Schwester Johanna (geb. 1889) lebte mit ihrem Mann Adolf Altmann ebenfalls in Düsseldorf. 1941 mussten Irma und Max Rosenberg in das sogenannte „Judenhaus“ Teutonenstraße 9 umziehen. Am 10. November 1941 wurden sie in das Ghetto Minsk deportiert, wo sie ermordet wurden. Der gemeinsame Sohn Werner (geb. 14. April 1913 in Düsseldorf) floh am 24. April 1933 nach Paris. Er überlebte den Holocaust. |
| Stolperstein Düsseldorf 4 Oberkassel Luegallee 12 Irma Rosenberg                    | Luegallee 12 · 2017                         | Hier wohnte Irma Rosenberg geb. Lesem Jg. 1884 deportiert 1941 ermordet in Minsk                             | Irma Rosenberg (geb. 16. Juni 1884) stammte aus Thaleischweiler in der Pfalz und war verheiratet mit dem Getreidegroßhändler Max Rosenberg (geb. 7. Juli 1880 in Kleve, als Sohn von Michael und Leonore Rosenberg, geb. Salomon). Irma Rosenbergs Schwester Johanna (geb. 1889) lebte mit ihrem Mann Adolf Altmann ebenfalls in Düsseldorf. 1941 mussten Irma und Max Rosenberg in das sogenannte „Judenhaus“ Teutonenstraße 9 umziehen. Am 10. November 1941 wurden sie in das Ghetto Minsk deportiert, wo sie ermordet wurden. Der gemeinsame Sohn Werner (geb. 14. April 1913 in Düsseldorf) floh am 24. April 1933 nach Paris. Er überlebte den Holocaust. |
| Stolperstein Düsseldorf 4 Oberkassel Luegallee 15 Paula Freund                      | Luegallee 15 · 2017                         | Hier wohnte Paula Freund geb. Bernstein Jg. 1882 deportiert 1941 ermordet in Minsk                           | Paula (geb. 13. Juli 1882) und Else (geb. 27. Oktober 1891) waren Schwestern, beide gebürtige Bernstein aus Hameln. Paula war verheiratet mit dem Kaufmann Jakob Freund. Sie wohnte mit ihrem Mann in der Luegallee 15 auf der 1. Etage über dem Kaiser’s Kaffee-Geschäft, auch nachdem ihr Gatte um 1939/1940 verstorben war. Am 10. November 1941 wurde Paula Freund in das Ghetto Minsk deportiert und später für tot erklärt. Else Bernstein wohnte vor dem Zweiten Weltkrieg in Essen. Am 27. Oktober 1941 wurde sie von Düsseldorf in das Ghetto Litzmannstadt deportiert, von da aus am 8. Mai 1942 in das Vernichtungslager Chelmno, wo sie ermordet wurde. |
| Stolperstein Düsseldorf 4 Oberkassel Luegallee 15 Else Bernstein                    | Luegallee 15 · 2017                         | Hier wohnte Else Bernstein Jg. 1891 deportiert 1941 tot in Lodz                                              | Paula (geb. 13. Juli 1882) und Else (geb. 27. Oktober 1891) waren Schwestern, beide gebürtige Bernstein aus Hameln. Paula war verheiratet mit dem Kaufmann Jakob Freund. Sie wohnte mit ihrem Mann in der Luegallee 15 auf der 1. Etage über dem Kaiser’s Kaffee-Geschäft, auch nachdem ihr Gatte um 1939/1940 verstorben war. Am 10. November 1941 wurde Paula Freund in das Ghetto Minsk deportiert und später für tot erklärt. Else Bernstein wohnte vor dem Zweiten Weltkrieg in Essen. Am 27. Oktober 1941 wurde sie von Düsseldorf in das Ghetto Litzmannstadt deportiert, von da aus am 8. Mai 1942 in das Vernichtungslager Chelmno, wo sie ermordet wurde. |
| Stolperstein Düsseldorf 4 Oberkassel Luegallee 83 Walter Herz                       | Luegallee 83 · 2017 ·                       | Hier wohnte Walter Herz Jg. 1877 deportiert 1941 ermordet in Minsk                                           | Der Ingenieur Walter Herz, geb. am 22. September 1877 in Bochum, und Gertrud, geb. am 18. November 1890 in Breslau, waren ein Ehepaar. Vor dem Zweiten Weltkrieg lebten sie in der Goethestr. 12 in Düsseldorf. Am 10. November 1941 wurden Walter und Gertrud Herz in das Ghetto Minsk deportiert. Ein Verwandter von Gertrud, Otto Gottstein (1892–1951), welcher um 1933 Deutschland verlassen hatte und vormals Mitinhaber des Pelzhandelshauses „Gottstein & Frank“ in Leipzig war, hatte nach dem Krieg aus den USA eine Nachforschung eingereicht. Ob das Paar die fünf Tage des Transports überlebt haben, ist ungewiss. |
| Stolperstein Düsseldorf 4 Oberkassel Luegallee 83 Gertrud Herz                      | Luegallee 83 · 2017 ·                       | Hier wohnte Gertrud Herz geb. Gottstein Jg. 1890 deportiert 1941 ermordet in Minsk                           | Der Ingenieur Walter Herz, geb. am 22. September 1877 in Bochum, und Gertrud, geb. am 18. November 1890 in Breslau, waren ein Ehepaar. Vor dem Zweiten Weltkrieg lebten sie in der Goethestr. 12 in Düsseldorf. Am 10. November 1941 wurden Walter und Gertrud Herz in das Ghetto Minsk deportiert. Ein Verwandter von Gertrud, Otto Gottstein (1892–1951), welcher um 1933 Deutschland verlassen hatte und vormals Mitinhaber des Pelzhandelshauses „Gottstein & Frank“ in Leipzig war, hatte nach dem Krieg aus den USA eine Nachforschung eingereicht. Ob das Paar die fünf Tage des Transports überlebt haben, ist ungewiss. |
| Stolperstein Düsseldorf 4 Oberkassel Salierstraße 4 Frieda Lindemeyer               | Salierstraße 4 · 2017 ·                     | Hier wohnte Frieda Lindemeyer geb. Lewinski Jg. 1893 deportiert 1941 ermordet in Minsk                       | Der in seiner Jugend getaufte Georg Lindemeyer (geboren 5. August 1887 in Wuppertal-Elberfeld) hatte im Juli 1915 Frieda Else Lizzi, geborene Lewinsky, Tochter eines Berliner Anwalts, geheiratet, welche sich ebenfalls 1916 taufen ließ. Sie gehörten zur Gemeinde der Auferstehungskirche in der Arnulfstraße. Das Ehepaar Lindemeyer hatte drei Kinder, Eva-Maria (geboren 1917), Edith (geboren 1921) und Wolfgang (geboren 1922), und sie wohnten seit Anfang der 1920er Jahre im Haus Salierstraße 4. Georg Lindemeyer war seit dem 12. Januar 1915 am Landgericht Düsseldorf als Anwalt mit Kanzlei in der Bismarckstr. 39 zugelassen. Mit der Machtergreifung der Nationalsozialisten wurden aus den Christen Lindemeyer jüdischer Herkunft so genannte Nichtarier und Georg Lindemeyer wurde im April 1933 die Zulassung als Rechtsanwalt mit Zulassung am Land- und Amtsgericht entzogen und am 5. Juli 1933 wurde er aus der Anwaltsliste gelöscht. Georg Lindemeyer konnte den Lebensunterhalt der Familie durch Nachhilfestunden und Arbeit in der juristischen Vertretung einer Düsseldorfer Kohlefirma bis Mitte der 1930er Jahre erwirtschaften. Ab 1935 mussten seine Frau und die Kinder durch Warenkauf und Verkauf, so wie Büroarbeiten mithelfen. 1937 schickten die Eltern Edith und Wolfgang nach England, Eva-Maria folgte nach dem Novemberpogrom. Zuletzt wohnte das Ehepaar in einem „Judenhaus“ in der Yorckstraße 42 in Derendorf. Am 10. November 1941 wurden sie von Düsseldorf ins Ghetto von Minsk deportiert. |
| Stolperstein Düsseldorf 4 Oberkassel Salierstraße 4 Georg Lindemeyer                | Salierstraße 4 · 2017 ·                     | Hier wohnte Georg Lindemeyer Jg. 1887 deportiert 1941 ermordet in Minsk                                      | Der in seiner Jugend getaufte Georg Lindemeyer (geboren 5. August 1887 in Wuppertal-Elberfeld) hatte im Juli 1915 Frieda Else Lizzi, geborene Lewinsky, Tochter eines Berliner Anwalts, geheiratet, welche sich ebenfalls 1916 taufen ließ. Sie gehörten zur Gemeinde der Auferstehungskirche in der Arnulfstraße. Das Ehepaar Lindemeyer hatte drei Kinder, Eva-Maria (geboren 1917), Edith (geboren 1921) und Wolfgang (geboren 1922), und sie wohnten seit Anfang der 1920er Jahre im Haus Salierstraße 4. Georg Lindemeyer war seit dem 12. Januar 1915 am Landgericht Düsseldorf als Anwalt mit Kanzlei in der Bismarckstr. 39 zugelassen. Mit der Machtergreifung der Nationalsozialisten wurden aus den Christen Lindemeyer jüdischer Herkunft so genannte Nichtarier und Georg Lindemeyer wurde im April 1933 die Zulassung als Rechtsanwalt mit Zulassung am Land- und Amtsgericht entzogen und am 5. Juli 1933 wurde er aus der Anwaltsliste gelöscht. Georg Lindemeyer konnte den Lebensunterhalt der Familie durch Nachhilfestunden und Arbeit in der juristischen Vertretung einer Düsseldorfer Kohlefirma bis Mitte der 1930er Jahre erwirtschaften. Ab 1935 mussten seine Frau und die Kinder durch Warenkauf und Verkauf, so wie Büroarbeiten mithelfen. 1937 schickten die Eltern Edith und Wolfgang nach England, Eva-Maria folgte nach dem Novemberpogrom. Zuletzt wohnte das Ehepaar in einem „Judenhaus“ in der Yorckstraße 42 in Derendorf. Am 10. November 1941 wurden sie von Düsseldorf ins Ghetto von Minsk deportiert. |
| Stolperstein Düsseldorf 4 Oberkassel Teutonenstraße 9 Clara Selberg, geb. Israelski | Teutonenstraße 9 ·                          | Hier wohnte Clara Selberg geb. Israelski Jg. 1876 deportiert 1942 Theresienstadt 1942 Treblinka ermordet     | David Salomon, geb. 27. Oktober 1873 in Osterath, mit Hauseigentum und Geschäft für Sanitäre Installationen auf der Belsenstraße 16, war bis Anfang der 1940er Jahre Eigentümer des Hauses Teutonenstraße 9, welches zum sogenannten „Judenhaus“ im Stadtteil Oberkassel wurde. Johanna Israelski, geb. am 4. April 1878 in Konitz, wurde am 15. Juni 1942 nach Izbece deportiert. Die Schwester Clara Selberg, geb. am 6. September 1876 ebenfalls in Konitz, so wie auch David Salomon wurden am 21. Juli 1942 von Düsseldorf in das Ghetto Theresienstadt und von dort im September 1942 in das Vernichtungslager Treblinka deportiert. Deportation der Bewohner Teutonenstraße 9 (unvollständig): 10. November 1941 vom Derendorfer Güterbahnhof nach Minsk: Erich Besen (31 Jahre alt), Hilde David, geb. Herz (45 Jahre alt), Julius David (41 Jahre alt), Josef Hellmann (63 Jahre alt) Martha Kerp, geb. Weinberg (51 Jahre alt), Max Rosenberg (61 Jahre alt), Irma Rosenberg, geb. Lesem (57 Jahre alt), Rosa Thielen (18 Jahre alt), Max Thielen (15 Jahre alt), Ernst Wolf (62 Jahre alt), Rose Wolff, geb. Kristaller (52 Jahre alt), Albert Wolff (53 Jahre alt), Johanna Wolff, geb. Heymann (52 Jahre alt), Martha Windmüller (53 Jahre alt); 15. Juni 1942 nach Izbece und 21. Juli 1942 nach Theresienstadt: Klara S. Hecht (68 Jahre alt), Alex I. Hertz (74 Jahre alt), Hedwig Hertz, geb. Bach (75 Jahre alt), Friedrich I. Herz (53 Jahre alt), Moritz Loeb (74 Jahre alt), Pauline S. Loeb (79 Jahre alt), Clara S. Selberg (65 Jahre alt), Rosa S. Siebmann (78 Jahre alt), Helene Stein, geb. Kaufman (70 Jahre alt), Lilli S. Weil, geb. Wasserman (52 Jahre alt), Louis I. Weil (67 Jahre alt)                                                                                 |
| Stolperstein Düsseldorf 4 Oberkassel Teutonenstraße 9 Johanna Israelski             | Teutonenstraße 9 ·                          | Hier wohnte Johanna Israelski Jg. 1878 deportiert 1942 Izbica ermordet                                       | David Salomon, geb. 27. Oktober 1873 in Osterath, mit Hauseigentum und Geschäft für Sanitäre Installationen auf der Belsenstraße 16, war bis Anfang der 1940er Jahre Eigentümer des Hauses Teutonenstraße 9, welches zum sogenannten „Judenhaus“ im Stadtteil Oberkassel wurde. Johanna Israelski, geb. am 4. April 1878 in Konitz, wurde am 15. Juni 1942 nach Izbece deportiert. Die Schwester Clara Selberg, geb. am 6. September 1876 ebenfalls in Konitz, so wie auch David Salomon wurden am 21. Juli 1942 von Düsseldorf in das Ghetto Theresienstadt und von dort im September 1942 in das Vernichtungslager Treblinka deportiert. Deportation der Bewohner Teutonenstraße 9 (unvollständig): 10. November 1941 vom Derendorfer Güterbahnhof nach Minsk: Erich Besen (31 Jahre alt), Hilde David, geb. Herz (45 Jahre alt), Julius David (41 Jahre alt), Josef Hellmann (63 Jahre alt) Martha Kerp, geb. Weinberg (51 Jahre alt), Max Rosenberg (61 Jahre alt), Irma Rosenberg, geb. Lesem (57 Jahre alt), Rosa Thielen (18 Jahre alt), Max Thielen (15 Jahre alt), Ernst Wolf (62 Jahre alt), Rose Wolff, geb. Kristaller (52 Jahre alt), Albert Wolff (53 Jahre alt), Johanna Wolff, geb. Heymann (52 Jahre alt), Martha Windmüller (53 Jahre alt); 15. Juni 1942 nach Izbece und 21. Juli 1942 nach Theresienstadt: Klara S. Hecht (68 Jahre alt), Alex I. Hertz (74 Jahre alt), Hedwig Hertz, geb. Bach (75 Jahre alt), Friedrich I. Herz (53 Jahre alt), Moritz Loeb (74 Jahre alt), Pauline S. Loeb (79 Jahre alt), Clara S. Selberg (65 Jahre alt), Rosa S. Siebmann (78 Jahre alt), Helene Stein, geb. Kaufman (70 Jahre alt), Lilli S. Weil, geb. Wasserman (52 Jahre alt), Louis I. Weil (67 Jahre alt)                                                                                 |
|                                                                                     | Wildenbruchstraße 107 · 2017                | Hier wohnte Max Dannenbaum Jg. 1881 deportiert 1941 ermordet in Minsk                                        | Max Dannenbaum aus Lippstadt, war seit 1913 zugelassener Anwalt beim Amts- und Landgericht Düsseldorf. Seine Kanzlei hatte er in der Klosterstraße 34/36. Mit seiner Frau Toni lebte er mit den Kindern Rolf Günther (geboren 1916) und Ilse Lore (geboren 1920) in der Wildenbruchstraße 107. Mitte der 1930er Jahre zog die Familie Dannenbaum in die Räume der Klosterstraße, wo in der Pogromnacht ein großer Teil der Einrichtung zerstört wurde. Am 3. Mai 1939 wurde die Ehe des Juden Max Dannenbaum und seiner „arischen“ Frau Toni geschieden. Die Kinder wurden nach Großbritannien gesandt. Max Dannenbaum war als einer von sechs Konsulenten für Düsseldorf zugelassen, fiel jedoch bei der Gestapo immer wieder auf. Im Oktober 1940 wurde er wegen einer ihm nicht zustehenden Forderung belehrt und wurde nachdrücklichst zur Auswanderung angehalten. Im Oktober 1941 wurde Dannenbaum von der StaPo Düsseldorf vorgeladen und ihm die kommende Deportation eröffnet. Der von 1933 bis 1943 Präsident des Oberlandesgerichts Wilhelm Schwister (geboren 20. Juli 1878) verwendete sich schriftlich und recht deutlich für den Konsulenten Tannenbaum. Am 10. November 1941 wurde Max Dannenbaum mit dem Transport aus Düsseldorf nach Minsk abgeschoben. Als offizielles Todesdatum des Rechtsanwalts Dr. Max Dannenbaum wurde der 31. März 1942, mit Beschluss vom 20. November 1951, festgesetzt. |

#### Lörick
| Bild                                                        | Adresse Verlegedatum | Person, Inschrift | Anmerkung |
| ----------------------------------------------------------- | -------------------- | --- | --- |
| Stolperstein Karl Boehmer, Sportstraße 5, Düsseldorf-Lörick | Sportstraße 5 ·      | Hier wohnte Karl Boehmer Jg. 1893 im Widerstand / KPD verhaftet 4.10.1934 Gefängnis Ulmer Höh Tot 21.8.1935 Umstände nie geklärt | Karl Boehmer, von Beruf Schlosser, wohnte zuletzt in der Sportstraße 5 mit Blick auf den Amboßplatz in Düsseldorf-Lörick. |

### Stadtbezirk 5

#### Kaiserswerth
| Bild | Adresse Verlegedatum           | Person, Inschrift                                                                                          | Anmerkung |
| ---- | ------------------------------ | --- | --- |
|      | Alte Landstraße 206 · 2019     | Hier wohnte Berta Fuchs geb. Schwarz Jg. 1897 mehrmals verhaftet Zuchthaus Dortmund hingerichtet 22.9.1944 | Berta Fuchs wurde am 30. August 1897 in Wien als Tochter von Therese und Franz Schwarz geboren; 1911 zog die Familie nach Düsseldorf. 1920 heiratete sie den Maurer Friedrich Wilhelm Schwarz (geb. 14. Juli 1895 in Duisburg), aus der Ehe gingen drei Kinder hervor: Walter (geb. 1921), Anneliese (geb. 1924) und Friedhelm (geb. 1929). Ab Herbst 1941 beherbergte die Familie über ein Jahr lang Alfons Kaps, ein führendes Mitglied der kommunistischen Widerstandsgruppe um Wilhelm Knöchel und Willi Seng (Knöchel-Seng-Gruppe). Obwohl die Eheleute Fuchs keine Mitglieder der KPD waren, fühlte sich Berta Fuchs dem Widerstand verpflichtet, da sie über ihre Mutter als „Halbjüdin“ galt. 1943 flog die Organisation auf, und Bertha und Friedrich Fuchs wurden wegen Hochverrats angeklagt. Berta Fuchs wurde zum Tode verurteilt und am 22. September 1943 im Zuchthaus Dortmund hingerichtet; ihr Mann Friedrich Fuchs wegen Beihilfe zu zwölf Jahren Zuchthaus verurteilt. |
|      | Kaiserswerther Markt 8 · 2013  | Hier wohnte Alex Bornheim Jg. 1923 deportiert 1941 Ghetto Lodz tot 30.5.1942                               | Siegfried Bornheim (geb. 27. September 1880 in Kaiserswerth) entstammte einer jüdischen Familiendynastie, welche ihr Stammhaus im 1745 erbauten Barockhaus Kaiserswerther Markt 8 hatte. Anfang der 1920er Jahre heiratete Siegfried Bornheim Babette Stühler (geb. 22. Juli 1894 in Untererthal bei Hammelburg). Das Paar bekam zwei Kinder: Alex Bornheim (geb. 11. Januar 1923) und Margot Bornheim (geb. 11. Dezember 1929). Die Nationalsozialisten wurden auf die Familie Bornheim aufmerksam, und am 27. Oktober 1941 wurde die vierköpfigen Familie mit dem ersten Deportationstransport in das Ghetto Litzmannstadt (Łódź) gebracht. Am 1. April 1942 wurde Siegfried Bornheim ermordet. Sein Sohn Alex starb am 30. Mai 1942. Babette und ihre Tochter Margot hingegen wurden aus dem Ghetto ins Vernichtungslager Chełmno gebracht, wo beide umgebracht wurden. |
|      | Kaiserswerther Markt 8 · 2013  | Hier wohnte Margot Rosa Bornheim Jg. 1929 deportiert 1941 Lodz ermordet 10.9.1942 Chelmno                  | Siegfried Bornheim (geb. 27. September 1880 in Kaiserswerth) entstammte einer jüdischen Familiendynastie, welche ihr Stammhaus im 1745 erbauten Barockhaus Kaiserswerther Markt 8 hatte. Anfang der 1920er Jahre heiratete Siegfried Bornheim Babette Stühler (geb. 22. Juli 1894 in Untererthal bei Hammelburg). Das Paar bekam zwei Kinder: Alex Bornheim (geb. 11. Januar 1923) und Margot Bornheim (geb. 11. Dezember 1929). Die Nationalsozialisten wurden auf die Familie Bornheim aufmerksam, und am 27. Oktober 1941 wurde die vierköpfigen Familie mit dem ersten Deportationstransport in das Ghetto Litzmannstadt (Łódź) gebracht. Am 1. April 1942 wurde Siegfried Bornheim ermordet. Sein Sohn Alex starb am 30. Mai 1942. Babette und ihre Tochter Margot hingegen wurden aus dem Ghetto ins Vernichtungslager Chełmno gebracht, wo beide umgebracht wurden. |
|      | Kaiserswerther Markt 8 · 2013  | Hier wohnte Siegfried Bornheim Jg. 1880 deportiert 1941 Ghetto Lodz tot 1.4.1942                           | Siegfried Bornheim (geb. 27. September 1880 in Kaiserswerth) entstammte einer jüdischen Familiendynastie, welche ihr Stammhaus im 1745 erbauten Barockhaus Kaiserswerther Markt 8 hatte. Anfang der 1920er Jahre heiratete Siegfried Bornheim Babette Stühler (geb. 22. Juli 1894 in Untererthal bei Hammelburg). Das Paar bekam zwei Kinder: Alex Bornheim (geb. 11. Januar 1923) und Margot Bornheim (geb. 11. Dezember 1929). Die Nationalsozialisten wurden auf die Familie Bornheim aufmerksam, und am 27. Oktober 1941 wurde die vierköpfigen Familie mit dem ersten Deportationstransport in das Ghetto Litzmannstadt (Łódź) gebracht. Am 1. April 1942 wurde Siegfried Bornheim ermordet. Sein Sohn Alex starb am 30. Mai 1942. Babette und ihre Tochter Margot hingegen wurden aus dem Ghetto ins Vernichtungslager Chełmno gebracht, wo beide umgebracht wurden. |
|      | Kaiserswerther Markt 8 · 2013  | Hier wohnte Babette Bornheim geb. Stühler Jg. 1894 deportiert 1941 Lodz ermordet 11.9.1942 Chelmno         | Siegfried Bornheim (geb. 27. September 1880 in Kaiserswerth) entstammte einer jüdischen Familiendynastie, welche ihr Stammhaus im 1745 erbauten Barockhaus Kaiserswerther Markt 8 hatte. Anfang der 1920er Jahre heiratete Siegfried Bornheim Babette Stühler (geb. 22. Juli 1894 in Untererthal bei Hammelburg). Das Paar bekam zwei Kinder: Alex Bornheim (geb. 11. Januar 1923) und Margot Bornheim (geb. 11. Dezember 1929). Die Nationalsozialisten wurden auf die Familie Bornheim aufmerksam, und am 27. Oktober 1941 wurde die vierköpfigen Familie mit dem ersten Deportationstransport in das Ghetto Litzmannstadt (Łódź) gebracht. Am 1. April 1942 wurde Siegfried Bornheim ermordet. Sein Sohn Alex starb am 30. Mai 1942. Babette und ihre Tochter Margot hingegen wurden aus dem Ghetto ins Vernichtungslager Chełmno gebracht, wo beide umgebracht wurden. |
|      | Kaiserswerther Markt 8 · 2013  | Hier wohnte Rudolf Bornheim Jg. 1887 deportiert 27.10.1941 Lodz tot 28.7.1942                              | Siegfried Bornheim (geb. 27. September 1880 in Kaiserswerth) entstammte einer jüdischen Familiendynastie, welche ihr Stammhaus im 1745 erbauten Barockhaus Kaiserswerther Markt 8 hatte. Anfang der 1920er Jahre heiratete Siegfried Bornheim Babette Stühler (geb. 22. Juli 1894 in Untererthal bei Hammelburg). Das Paar bekam zwei Kinder: Alex Bornheim (geb. 11. Januar 1923) und Margot Bornheim (geb. 11. Dezember 1929). Die Nationalsozialisten wurden auf die Familie Bornheim aufmerksam, und am 27. Oktober 1941 wurde die vierköpfigen Familie mit dem ersten Deportationstransport in das Ghetto Litzmannstadt (Łódź) gebracht. Am 1. April 1942 wurde Siegfried Bornheim ermordet. Sein Sohn Alex starb am 30. Mai 1942. Babette und ihre Tochter Margot hingegen wurden aus dem Ghetto ins Vernichtungslager Chełmno gebracht, wo beide umgebracht wurden. |
|      | Kaiserswerther Markt 24 · 2019 | Hier wohnte Max Herz Jg. 1858 deportiert 23.7.1942 Theresienstadt ermordet 21.9.1942 Treblinka             | Max Herz (geboren 11. April 1858 in Kaiserswerth) und Bertha Herz (geboren 13. November 1862) waren Geschwister und lebten mit ihren Eltern, dem Handelsmann Selig Herz und dessen Frau Esther (geb. Gompertz), sowie einem weiteren Bruder, Selig Herz junior (geb. 1843), im elterlichen Haus am Kaiserswerther Markt 24. Beide waren unverheiratet. Nach der Pogromnacht am 10. November 1938 suchten die beiden im ehemaligen Lehrlingsheim der Düsseldorfer Synagogengemeinde in der Bilker Str. 25 Zuflucht, vier Monate später zogen sie in das jüdische Altersheim in die Grafenberger Allee 78. Am 21. Juli 1942 wurden sie in das Ghetto Theresienstadt deportiert. Die 79-jährige Bertha Herz (Transport VII/1, Nr. 300 am 22. Juli 1942 von Düsseldorf nach Theresienstadt, dort ermordet (lt. Anzeige an Altersschwäche) am 8. August 1942) starb dort am 8. August 1942, ihr 84-jähriger Bruder (Transport VII/1, Nr. 304 am 22. Juli 1942 von Düsseldorf nach Theresienstadt, Transport Bp, Nr. 1500 am 21. September 1942 von Theresienstadt nach Treblinka) wurde am 21. September 1942 in das Vernichtungslager Treblinka deportiert und dort ermordet. |
|      | Kaiserswerther Markt 24 · 2019 | Hier wohnte Bertha Herz Jg. 1862 deportiert 21.7.1942 Theresienstadt tot 8.8.1942                          | Max Herz (geboren 11. April 1858 in Kaiserswerth) und Bertha Herz (geboren 13. November 1862) waren Geschwister und lebten mit ihren Eltern, dem Handelsmann Selig Herz und dessen Frau Esther (geb. Gompertz), sowie einem weiteren Bruder, Selig Herz junior (geb. 1843), im elterlichen Haus am Kaiserswerther Markt 24. Beide waren unverheiratet. Nach der Pogromnacht am 10. November 1938 suchten die beiden im ehemaligen Lehrlingsheim der Düsseldorfer Synagogengemeinde in der Bilker Str. 25 Zuflucht, vier Monate später zogen sie in das jüdische Altersheim in die Grafenberger Allee 78. Am 21. Juli 1942 wurden sie in das Ghetto Theresienstadt deportiert. Die 79-jährige Bertha Herz (Transport VII/1, Nr. 300 am 22. Juli 1942 von Düsseldorf nach Theresienstadt, dort ermordet (lt. Anzeige an Altersschwäche) am 8. August 1942) starb dort am 8. August 1942, ihr 84-jähriger Bruder (Transport VII/1, Nr. 304 am 22. Juli 1942 von Düsseldorf nach Theresienstadt, Transport Bp, Nr. 1500 am 21. September 1942 von Theresienstadt nach Treblinka) wurde am 21. September 1942 in das Vernichtungslager Treblinka deportiert und dort ermordet. |
|      | Kaiserswerther Markt 55 ·      | Hier wohnte Albert Wolf Jg. 1852 Flucht 1939 Holland tot bei Verhaftung 25.2.1942 Venlo                    | Albert Wolf (Abraham Israel Wolf), geb. am 3. Juli 1852, Sohn des Kaiserswerther Handelsmanns und Metzgers David Wolf (1823–1908) und der Johanna (geb. Elkan 1824 in Venlo – 1912), war Viehhändler von Beruf. Im Adressbuch von 1932 ist Albert Wolf noch als Eigentümer des Hauses Nr. 55 eingetragen. Verheiratet war er mit Lina, eine geborene Kahn. Wolf floh in 1939 in die Niederlande und hielt sich, laut Aussage seines Enkels Leon Jessel, in Den Haag auf. Albert Wolf verstarb fast 90 Jahre alt bei seiner Verhaftung in Venlo. Die Tochter Martha Jessel (Wolf), geb. am 12. Mai 1886 in Kaiserswerth, wurde 1942 von Aachen in das Ghetto Theresienstadt deportiert und kam von dort am 15. Mai 1944 in das Konzentrationslager Auschwitz, dort ermordet am 1. November 1944. |
|      | Kreuzbergstraße 62 · 2021      | Hier wohnte Sally Eduard Heydt Jg. 1881 gedemütigt / entrechtet Flucht in den Tod 28.7.1944                | Der gelernte Schlosser Sally Eduard Heydt kam 1910 nach Düsseldorf, wo er als Werkmeister (Dreher) arbeitete. 1912 heiratete Heydt die katholische Maria Clemens, bekam mit ihr drei Kinder und ließ sich in dieser Zeit zudem katholisch taufen. Nachdem seine Frau verstarb, heiratete er 1925 die ebenfalls katholische Helene Josefine. Durch seine katholische Ehefrau und den Einsatz seines Arbeitgebers war er trotz nationalsozialistischer Rassengesetze zunächst von den schlimmsten Zwangsmaßnahmen ausgenommen. Nach steigendem Druck der Gestapo wurde Eduard Heydt zusammen mit anderen im „Einzeleinsatz“ befindlichen Juden zur weiteren Arbeitswendung im geschlossenen Arbeitseinsatz überstellt. Am 12. Juli 1944 wurden fünf in Mischehe lebende Düsseldorfer ins Ghetto Theresienstadt deportiert. Möglicherweise hatte Sally Eduard Heydt Kenntnis davon. Am 28. Juli 1944 nahm er sich in Kaiserswerth das Leben. |

#### Lohausen
| Bild | Adresse Verlegedatum                                                      | Person, Inschrift                                                                    | Anmerkung |
| ---- | ------------------------------------------------------------------------- | ------------------------------------------------------------------------------------ | --- |
|      | Hünefeldstraße 5, heute Schnellstraße (gegenüber Hünefeldstraße 6) · 2019 | Hier wohnte Claus Benedick Jg. 1932 deportiert 10.11.1941 ermordet in Minsk          | Ruth und Claus Benedick waren Mutter und Sohn. Der Ehemann von Ruth Benedick, Georg, bereitete 1939 die Auswanderung seiner Familie von Frankreich aus vor, doch seine Pläne misslangen. Am 10. November 1941 wurden Claus und Ruth Benedick in das Ghetto Minsk deportiert. Beide überlebten nicht, ebenso die Eltern von Ruth Benedick, die am 21. Juli 1942 von Düsseldorf ins Ghetto Theresienstadt deportiert und im Vernichtungslager Treblinka ermordet wurden. Georg Benedick überlebte und wanderte in die USA aus. |
|      | Hünefeldstraße 5, heute Schnellstraße (gegenüber Hünefeldstraße 6) · 2019 | Hier wohnte Ruth Benedick geb. Maas Jg. 1904 deportiert 10.11.1941 ermordet in Minsk | Ruth und Claus Benedick waren Mutter und Sohn. Der Ehemann von Ruth Benedick, Georg, bereitete 1939 die Auswanderung seiner Familie von Frankreich aus vor, doch seine Pläne misslangen. Am 10. November 1941 wurden Claus und Ruth Benedick in das Ghetto Minsk deportiert. Beide überlebten nicht, ebenso die Eltern von Ruth Benedick, die am 21. Juli 1942 von Düsseldorf ins Ghetto Theresienstadt deportiert und im Vernichtungslager Treblinka ermordet wurden. Georg Benedick überlebte und wanderte in die USA aus. |

### Stadtbezirk 6

#### Mörsenbroich
| Bild                                                            | Adresse Verlegedatum       | Person, Inschrift                                                                                  | Anmerkung                                                                                  |
| --------------------------------------------------------------- | -------------------------- | -------------------------------------------------------------------------------------------------- | ------------------------------------------------------------------------------------------ |
| Düsseldorf 6 Mörsenbroich Säckinger Straße 28 Dagobert Lubinski | Säckinger Straße 28 · 2019 | Hier wohnte Dagobert Lubinski Jg. 1893 verhaftet 1933 deportiert 1943 Auschwitz ermordet 22.2.1943 | Wohnstätte bei der ersten Verhaftung des Journalisten Dagobert Lubinski am 1. August 1933. |

#### Rath
| Bild | Adresse Verlegedatum  | Person, Inschrift                                                                           | Anmerkung |
| ---- | --------------------- | ------------------------------------------------------------------------------------------- | --- |
|      | Artusstraße 48 · 2019 | Hier wohnte Gitta Raff Jg. 1898 verhaftet 1937 misshandelt tot 7.2.1937 im Polizeipräsidium | Gitta Raff wurde als Frieda Winkler im oberschlesischen Leobschütz geboren. Sie besuchte in Breslau das Gymnasium. Während des Ersten Weltkriegs leistete sie Kriegshilfedienst bei der Feldpost, anschließend hatte sie eine Anstellung als Buchhalterin bei der Dresdner Bank in Breslau. 1919 heiratete sie den Postassistenden Fritz Raff, der 1932 verstarb; zwei Jahre später zog Gitta Raff nach Düsseldorf. Dort gehörte sie zum Kreis um den Journalisten und Nazi-Gegner Dagobert Lubinski. Am 22. Januar 1937 wurde Gitta Raff in der „Strafsache Lubinski u. Andere“ verhaftet. Ein Mitglied der Gruppe, Rudi Treiber, war der letzte der sie bei einer Gegenüberstellung lebend sah; laut seiner Aussage trug sie Spuren schwerer Misshandlungen, weil man versuchte hatte, von ihr Namen weiterer Gruppenmitglieder zu erfahren. Am Tag darauf beging sie Selbstmord, indem sie sich erhängte. |

#### Unterrath
| Bild | Adresse Verlegedatum          | Person, Inschrift | Anmerkung |
| ---- | ----------------------------- | --- | --- |
|      | Unterrather Straße 185 · 2019 | Hier wohnte Paul Gerlach Jg. 1888 im Widerstand/SPD seit 1935 inhaftiert in mehreren KZs 1944 Sachsenhausen ermordet 10.10.1944 | Paul Gerlach war Mitglied der SPD und Mitbegründer der Arbeiterwohlfahrt in Düsseldorf. Von Beruf war er Schriftsetzer. Von 1928 bis 1933 war er Mitglied des Reichstages. Am 23. März 1933 stimmte Gerlach gegen die Erlassung des Ermächtigungsgesetzes, kurz darauf wurde er erstmals in „Schutzhaft“ genommen. Bis 1944 wurde er mehrfach festgenommen und wieder freigelassen, bis er 1944 in das KZ Lichtenburg und von dort aus in das KZ Sachsenhausen deportiert wurde. Dort starb er am 10. Oktober 1944. |

### Stadtbezirk 7

#### Gerresheim
| Bild | Adresse Verlegedatum       | Person, Inschrift | Anmerkung |
| ---- | -------------------------- | --- | --- |
|      | Alter Markt 5 · 2019       | Hier wohnte Josef Funk Jg. 1908 desertiert 16.3.1945 verhaftet Standgericht hingerichtet 22.3.1945                                              | Dem Grenadier der Wehrmacht Josef Funk (geb. 16. Juni 1908) war Fahnenflucht vorgeworfen worden, weil er sich nicht binnen dreier Tage bei einer Kampfgruppe gemeldet hatte. Er wurde am 10. März 1945 in seiner Wohnung im Haus Alter Markt 5 von der sogenannten „Heeresstreife Kaiser“, mit Hauptquartier in der Benderstr. 80, festgenommen. Die Heeresstreifen des Hauptmann August Kaiser und Feldwebel Adolf Stender erwarben sich einen traurigen Ruhm bei der Verfolgung von Deserteuren. Josef Funk wurde von einem Standgericht zum Tode verurteilt und am 22. März 1945, nur wenige Tage vor der Kapitulation Deutschlands, erschossen. |
|      | Auf der Gemarke 25 · 2019  | Hier wohnte Moritz Ludwig Jg. 1906 verhaftet 1935 tot 22.10.1936 im Polizeipräsidium                                                            | Moritz Ludwig (geb. 19. August 1906 in Düsseldorf) war von Beruf Modellschreiner, er engagierte sich bei den Naturfreunden und im Westdeutschen Arbeitersport. Beide Organisationen standen der KPD nahe. Er war unverheiratet und lebte bei seinen Eltern. Nach der „Machtergreifung“ wurde er wiederholt verhaftet. Am 20. Oktober 1936 wurde er in das Polizeipräsidium Düsseldorf gebracht, wo er bei „Verhören“ schwer misshandelt und anschließend in ein Krankenhaus verlegt wurde. Als offizielles Sterbedatum wurde der 22. Oktober 1936 angegeben, er beging angeblich Suizid. |
|      | Dreherstraße 14 · 2019     | Hier wohnte Berta Dirks geb. Wolf Jg. 1892 deportiert 1942 Theresienstadt ermordet in Auschwitz                                                 | Berta Dirks (geb. 5. November 1892 in Gerresheim) war eins von sechs Kindern von Elise (geb. Moser) und Lehmann Wolf, einem Metzger. Sie heiratete den nicht-jüdischen Schreiner Heinrich Dirks; der gemeinsame Sohn Walter (geb. 1921) wurde evangelisch getauft. 1939 trennte sich Heinrich Dirks – vermutlich aufgrund von Druck vonseiten der NS-Behörden – von seiner Frau, 1942 ließ er sich scheiden. Damit entfiel für Bertha Dirks der Schutz einer sogenannten „privilegierten Mischehe“. Am 21. Juli 1942 wurde sie in das Ghetto Theresienstadt deportiert und am 15. Mai 1944 in das KZ Auschwitz-Birkenau, wo sie ermordet wurde. Ihr Sohn Walter wurde kurz nach der Deportation seiner Mutter wurde wegen sogenannter „Rassenschande“ denunziert und verhaftet. Am 22. Februar 1943 wurde er in Auschwitz ermordet. Seine Urne wurde in Gerresheim beigesetzt. |
|      | Dreherstraße 14 · 2019     | Hier wohnte Walter Dirks Jg. 1921 verhaftet deportiert ermordet 22.02.1943 in Auschwitz                                                         | Berta Dirks (geb. 5. November 1892 in Gerresheim) war eins von sechs Kindern von Elise (geb. Moser) und Lehmann Wolf, einem Metzger. Sie heiratete den nicht-jüdischen Schreiner Heinrich Dirks; der gemeinsame Sohn Walter (geb. 1921) wurde evangelisch getauft. 1939 trennte sich Heinrich Dirks – vermutlich aufgrund von Druck vonseiten der NS-Behörden – von seiner Frau, 1942 ließ er sich scheiden. Damit entfiel für Bertha Dirks der Schutz einer sogenannten „privilegierten Mischehe“. Am 21. Juli 1942 wurde sie in das Ghetto Theresienstadt deportiert und am 15. Mai 1944 in das KZ Auschwitz-Birkenau, wo sie ermordet wurde. Ihr Sohn Walter wurde kurz nach der Deportation seiner Mutter wurde wegen sogenannter „Rassenschande“ denunziert und verhaftet. Am 22. Februar 1943 wurde er in Auschwitz ermordet. Seine Urne wurde in Gerresheim beigesetzt. |
|      | Friedingstraße 4 · 2019    | Hier wohnte Hans Heidenheim Jg. 1887 gedemütigt / entrechtet versteckt / überlebt                                                               | Hans Alexander Heidenheim, geboren am 10. April 1887 in Chemnitz, drittes Kind des Fabrikanten Gustav Heidenheim (1850–1899) und der Rosalie Ernestine Oppenheim (1863–1937), genannt Rossel Heidenheim, war ein großer Filmenthusiast, und gründete nach dem Ersten Weltkrieg ein kleines Filmgeschäft. Da die eigene Firma nicht so recht lief, ging er 1927 zur UFA nach Babelsberg und avancierte dort schnell zu einem der besten Verkaufsleiter, der die Filme speziell in Nordrhein-Westfalen erfolgreich in die Kinos brachte. Kurz vor 1933 wurde er noch mit der UFA-Nadel ausgezeichnet, wurde 1933 aufgrund seiner jüdischen Abstammung aus dem den Filmbetrieb entlassen. Verheiratet war Heidenheim mit Anna Maria, eine geborene Bromme (1896–1978). Sie hatten zusammen vier Söhne: Gustav (1913–1977), Hans Heinz (1922–2007), Walter (geb. am 19. April 1925) und Till (geb. 1932). In Düsseldorf wohnte die Familie zunächst Kaiser-Wilhelm-Ring 39, zog in den 1940er Jahren in die Friedingstraße 4. Hans Heidenheim musste Zwangsdienste leisten und irgendwie versuchen, seine vier Söhne durchzubringen. Der Sohn Walter, von Beruf Friseur, versuchte in die Schweiz zu fliehen, wurde im Februar 1944 an der Grenze in Feldkirch verhaftet, kam dort in das Gefängnis, und wurde von dort im Juni 1944 in das KZ Buchenwald eingewiesen, wo er im Außenlager Ohrdruf Zwangsarbeit verrichten musste. Am 30. Januar 1945 wurden 1.000 Zwangsarbeiter ins KZ Bergen-Belsen auf einen Todesmarsch geschickt, den viele nicht überlebten. Am 30. Januar 1945 wurde der Tod von Walter Heidenheim im Lager Bergen-Belsen vermerkt. Hans Heidenheim überlebte und stellte sich im Mai 1945 sofort wieder in die Dienste des Films. Er bekam die Lizenz für die Bespielung des Europa-Palastes in Düsseldorf, den er mit dem Film „Altes Herz wird wieder jung“ mit Emil Jannings eröffnet. Doch in den Ufa-Zentrale saßen immer noch die gleichen Leute wie unter Hitler. Sie machten dem jüdischen Kollegen das Leben schwer. Auch die ihm zustehende Entschädigung wird Hans Heidenheim von der UFA verwehrt. Hans Heidenheim starb am 24. November 1949 in Düsseldorf. Sein älterer Bruder Bruno Heidenheim, geboren am 20. August 1885 in Chemnitz, wurde während der Reichspogromnacht 1938 in „Schutzhaft“ genommen und später zur Zwangsarbeit verurteilt. Auf Grund der körperlich schweren Arbeit unter unzumutbaren Bedingungen im KZ Buchenwald erkrankte er tödlich, nötige medizinische Versorgung wurde ihm verwehrt, und der Familienvater verstarb am 24. Dezember 1940. Vor dem Gebäude Reichsstraße 15 in Chemnitz wurde am 25. September 2013 der Stolperstein für Bruno Heidenheim verlegt. |
|      | Friedingstraße 4 · 2019    | Hier wohnte Walter Heidenheim Jg. 1925 Flucht 1944 Schweiz abgeschoben 1944 Buchenwald ermordet 1945                                            | Hans Alexander Heidenheim, geboren am 10. April 1887 in Chemnitz, drittes Kind des Fabrikanten Gustav Heidenheim (1850–1899) und der Rosalie Ernestine Oppenheim (1863–1937), genannt Rossel Heidenheim, war ein großer Filmenthusiast, und gründete nach dem Ersten Weltkrieg ein kleines Filmgeschäft. Da die eigene Firma nicht so recht lief, ging er 1927 zur UFA nach Babelsberg und avancierte dort schnell zu einem der besten Verkaufsleiter, der die Filme speziell in Nordrhein-Westfalen erfolgreich in die Kinos brachte. Kurz vor 1933 wurde er noch mit der UFA-Nadel ausgezeichnet, wurde 1933 aufgrund seiner jüdischen Abstammung aus dem den Filmbetrieb entlassen. Verheiratet war Heidenheim mit Anna Maria, eine geborene Bromme (1896–1978). Sie hatten zusammen vier Söhne: Gustav (1913–1977), Hans Heinz (1922–2007), Walter (geb. am 19. April 1925) und Till (geb. 1932). In Düsseldorf wohnte die Familie zunächst Kaiser-Wilhelm-Ring 39, zog in den 1940er Jahren in die Friedingstraße 4. Hans Heidenheim musste Zwangsdienste leisten und irgendwie versuchen, seine vier Söhne durchzubringen. Der Sohn Walter, von Beruf Friseur, versuchte in die Schweiz zu fliehen, wurde im Februar 1944 an der Grenze in Feldkirch verhaftet, kam dort in das Gefängnis, und wurde von dort im Juni 1944 in das KZ Buchenwald eingewiesen, wo er im Außenlager Ohrdruf Zwangsarbeit verrichten musste. Am 30. Januar 1945 wurden 1.000 Zwangsarbeiter ins KZ Bergen-Belsen auf einen Todesmarsch geschickt, den viele nicht überlebten. Am 30. Januar 1945 wurde der Tod von Walter Heidenheim im Lager Bergen-Belsen vermerkt. Hans Heidenheim überlebte und stellte sich im Mai 1945 sofort wieder in die Dienste des Films. Er bekam die Lizenz für die Bespielung des Europa-Palastes in Düsseldorf, den er mit dem Film „Altes Herz wird wieder jung“ mit Emil Jannings eröffnet. Doch in den Ufa-Zentrale saßen immer noch die gleichen Leute wie unter Hitler. Sie machten dem jüdischen Kollegen das Leben schwer. Auch die ihm zustehende Entschädigung wird Hans Heidenheim von der UFA verwehrt. Hans Heidenheim starb am 24. November 1949 in Düsseldorf. Sein älterer Bruder Bruno Heidenheim, geboren am 20. August 1885 in Chemnitz, wurde während der Reichspogromnacht 1938 in „Schutzhaft“ genommen und später zur Zwangsarbeit verurteilt. Auf Grund der körperlich schweren Arbeit unter unzumutbaren Bedingungen im KZ Buchenwald erkrankte er tödlich, nötige medizinische Versorgung wurde ihm verwehrt, und der Familienvater verstarb am 24. Dezember 1940. Vor dem Gebäude Reichsstraße 15 in Chemnitz wurde am 25. September 2013 der Stolperstein für Bruno Heidenheim verlegt. |
|      | Katharinenstraße 20 · 2019 | Hier wohnte Franz Boehm Jg. 1880 'Schutzhaft’ 5.6.1944 Dachau tot 13.2.2945                                                                     | Franz Boehm (* 3. Oktober 1880) war katholischer Priester. Er starb am 13. Februar 1945 im KZ Dachau. |
|      | Schönaustraße 1 · 2019     | Hier wohnte Jeanette Cohen Jg. 1899 deportiert 1941 Lodz ermordet 11.9.1942 in Chelmno                                                          | Jeanette Cohen (geb. 15. November 1899 in Gerresheim) war die Tochter von Fanny und Hermann Cohen. Sie hatte vier Geschwister: Karl (geb. 1896), Rosa (geb. 1901), Regina (geb. 1902) und Hugo (geb. 1905). Sie arbeitete als Verkäuferin, war unverheiratet und pflegte einen engen Kontakt zu ihrer Familie. Am 27. Oktober 1941 wurden die fünf Geschwister in das Ghetto Litzmannstadt deportiert, wo sie gemeinsam in einer Wohnung lebten. Im September 1942 wurde Jeanette Cohen im Vernichtungslager Kulmhof ermordet. Ihr Bruder Hugo starb Ende Dezember 1942 im Ghetto. Die drei anderen Geschwister wurden nach Auschwitz deportiert, wo Karl vermutlich ermordet wurde. Rosa und Regina Cohen starben im KZ Stutthof. |
|      | Schönaustraße 1 · 2019     | Hier wohnte Karl Cohen Jg. 1895 deportiert 1941 Lodz ermordet Aug. 1945 Auschwitz                                                               | Jeanette Cohen (geb. 15. November 1899 in Gerresheim) war die Tochter von Fanny und Hermann Cohen. Sie hatte vier Geschwister: Karl (geb. 1896), Rosa (geb. 1901), Regina (geb. 1902) und Hugo (geb. 1905). Sie arbeitete als Verkäuferin, war unverheiratet und pflegte einen engen Kontakt zu ihrer Familie. Am 27. Oktober 1941 wurden die fünf Geschwister in das Ghetto Litzmannstadt deportiert, wo sie gemeinsam in einer Wohnung lebten. Im September 1942 wurde Jeanette Cohen im Vernichtungslager Kulmhof ermordet. Ihr Bruder Hugo starb Ende Dezember 1942 im Ghetto. Die drei anderen Geschwister wurden nach Auschwitz deportiert, wo Karl vermutlich ermordet wurde. Rosa und Regina Cohen starben im KZ Stutthof. |
|      | Schönaustraße 1 · 2019     | Hier wohnte Hugo Kussel Jg. 1898 deportiert 1941 Minsk ermordet                                                                                 | Hugo Kussel (geb. 18. Januar 1898 in Düsseldorf) war Metzger von Beruf. 1940 musste er gemeinsam mit seiner Frau Henriette (geb. Wagner, 29. Dezember 1910 in Berlin) in das „Judenhaus“ am Fürstenwall 198 umziehen. Dort brachte Henriette Kussel am 15. Februar 1941 den gemeinsamen Sohn Albert zur Welt. Am 9. November mussten sich die Eltern mit dem Säugling am Düsseldorfer Schlachthof einfinden, von wo sie am 10. November 1941 in das Ghetto Minsk deportiert wurden. Alle drei wurden Opfer des Holocaust. |
|      | Schönaustraße 1 · 2019     | Hier wohnte Albert Kussel Jg. 1941 deportiert 1941 Minsk ermordet                                                                               | Hugo Kussel (geb. 18. Januar 1898 in Düsseldorf) war Metzger von Beruf. 1940 musste er gemeinsam mit seiner Frau Henriette (geb. Wagner, 29. Dezember 1910 in Berlin) in das „Judenhaus“ am Fürstenwall 198 umziehen. Dort brachte Henriette Kussel am 15. Februar 1941 den gemeinsamen Sohn Albert zur Welt. Am 9. November mussten sich die Eltern mit dem Säugling am Düsseldorfer Schlachthof einfinden, von wo sie am 10. November 1941 in das Ghetto Minsk deportiert wurden. Alle drei wurden Opfer des Holocaust. |
|      | Schönaustraße 1 · 2019     | Hier wohnte Henriette Kussel geb. Wagner Jg. 1910 deportiert 1941 Minsk ermordet                                                                | Hugo Kussel (geb. 18. Januar 1898 in Düsseldorf) war Metzger von Beruf. 1940 musste er gemeinsam mit seiner Frau Henriette (geb. Wagner, 29. Dezember 1910 in Berlin) in das „Judenhaus“ am Fürstenwall 198 umziehen. Dort brachte Henriette Kussel am 15. Februar 1941 den gemeinsamen Sohn Albert zur Welt. Am 9. November mussten sich die Eltern mit dem Säugling am Düsseldorfer Schlachthof einfinden, von wo sie am 10. November 1941 in das Ghetto Minsk deportiert wurden. Alle drei wurden Opfer des Holocaust. |
|      | Sonnbornstraße 59 · 2019   | Hier wohnte Elisabeth Dorothea Zürndorfer geb. Rheinheimer Jg. 1901 deportiert 1941 tot in Lodz                                                 | Adolf Zürndorfer, geboren am 30. Juli 1874 in Jebenhausen, war in Düsseldorf kaufmännischer Direktor des Eduard Lintz Verlages. So brachte er dort die Zeitschrift Der Kinematograph heraus. Im Dezember 1937 wurde Zürndorfer dort als jüdischer Verlagsleiter entlassen. Verheiratet war er mit Elisabetha Dorothea, geborene Rheinheimer am 18. April 1901 aus Pirmasens. Das Ehepaar nahm bis zur Verfolgung durch das Nazi-Regime intensiv am gesellschaftlichen und kulturellen Leben Düsseldorfs teil. Als Theater- und Kunstreferent des Düsseldorfer Schauspielhauses archivierte Adolf Zürndorfer zusammen mit Gustav Lindemann die Bühnen- und Kostümbildentwürfe, offizielle Dokumente und Korrespondenzen des Hauses sowie auch private Objekte aus der Zeit des Schauspielhauses von 1904 bis 1933 im Stahlhof von Düsseldorf. Das Ehepaar Zürndorfer wurde am 27. Oktober 1941 in das Ghetto Litzmannstadt deportiert, wo er am 25. April 1942 (offiziell durch Herzschwäche) zu Tode kam. Elisabeth Zürndorfer, genannt Else, wurde am 8. Mai 1942 im Vernichtungslager Kulmhof ermordet. Die Töchter Hanna Karola und Lotte Zürndorfer (geb. am 26. Juli 1929) konnten im Mai 1939 mit dem letzten Kindertransport zu ihrer Tante Rosa Löwengart und deren Familie nach London reisen und überlebten so den Holocaust. Hannele wurde in Großbritannien Journalistin und lebt heute, verheiratet mit einem Bildhauer, als Karola Regent in Schottland. Eine Bronzebüste Zürndorfers, geschaffen vom Bildhauer Leopold Fleischhacker, befindet sich in der Dauerausstellung „1904 bis 1947: Wandel zwischen Aufbruch & Archiv“ im Theatermuseum. Die Büste ist eine Leihgabe der Mahn- und Gedenkstätte Düsseldorf. |
|      | Sonnbornstraße 59 · 2019   | Hier wohnte Adolf Zürndorfer Jg. 1874 deportiert 1941 Lodz tot 25.4.1942                                                                        | Adolf Zürndorfer, geboren am 30. Juli 1874 in Jebenhausen, war in Düsseldorf kaufmännischer Direktor des Eduard Lintz Verlages. So brachte er dort die Zeitschrift Der Kinematograph heraus. Im Dezember 1937 wurde Zürndorfer dort als jüdischer Verlagsleiter entlassen. Verheiratet war er mit Elisabetha Dorothea, geborene Rheinheimer am 18. April 1901 aus Pirmasens. Das Ehepaar nahm bis zur Verfolgung durch das Nazi-Regime intensiv am gesellschaftlichen und kulturellen Leben Düsseldorfs teil. Als Theater- und Kunstreferent des Düsseldorfer Schauspielhauses archivierte Adolf Zürndorfer zusammen mit Gustav Lindemann die Bühnen- und Kostümbildentwürfe, offizielle Dokumente und Korrespondenzen des Hauses sowie auch private Objekte aus der Zeit des Schauspielhauses von 1904 bis 1933 im Stahlhof von Düsseldorf. Das Ehepaar Zürndorfer wurde am 27. Oktober 1941 in das Ghetto Litzmannstadt deportiert, wo er am 25. April 1942 (offiziell durch Herzschwäche) zu Tode kam. Elisabeth Zürndorfer, genannt Else, wurde am 8. Mai 1942 im Vernichtungslager Kulmhof ermordet. Die Töchter Hanna Karola und Lotte Zürndorfer (geb. am 26. Juli 1929) konnten im Mai 1939 mit dem letzten Kindertransport zu ihrer Tante Rosa Löwengart und deren Familie nach London reisen und überlebten so den Holocaust. Hannele wurde in Großbritannien Journalistin und lebt heute, verheiratet mit einem Bildhauer, als Karola Regent in Schottland. Eine Bronzebüste Zürndorfers, geschaffen vom Bildhauer Leopold Fleischhacker, befindet sich in der Dauerausstellung „1904 bis 1947: Wandel zwischen Aufbruch & Archiv“ im Theatermuseum. Die Büste ist eine Leihgabe der Mahn- und Gedenkstätte Düsseldorf. |
|      | Torfbruchstraße 81 · 2019  | Hier wohnte Walter Schmitz Jg. 1910 im Widerstand verhaftet 1934 verurteilt zu 5 J. Zuchthaus Strafbataillon 999 Todesdatum unbekannt           | |
|      | Torfbruchstraße 92 · 2019  | Hier wohnte Walter Jäckel Jg. 1904 im Widerstand/KPD verhaftet 1935 Zuchthaus Lüttringhausen 4 Jahre Haft Strafbataillon 999 tot 14.4.1944 Krim | |
|      | Truchseßstraße 33 · 2019   | Hier wohnte Flora Wagner geb. Wertheim Jg. 1900 deportiert 1941 Lodz ermordet 10.9.1942 Chelmno                                                 | Dora Wagner war mit dem Kaufmann Siegfried Wagner verheiratet. Der Sohn Arthur Wagner war am 31. Mai 1925 in Wuppertal geboren worden. Die Familie zog nach Düsseldorf, wo Heinrich Egon Wagner am 12. Juli 1931 geboren wurde. Siegfried Wagner führte in Düsseldorf ein Geschäft für Lebensmittel in Pempelfort und wohnte mit Familie auf der Kavalleriestraße. Laut eingereichtem Gedenkblatt des Schwagers und der Nichte hielt sich Wagner während des Krieges in Katowice auf und wurde dort ermordet. Flora Wagner, auch Dora oder Dvora genannt, und Söhne hatten ihre letzte Wohnstätte im Haus des Carl Callmann, welches zu einem sogenannten „Judenhaus“ deklariert wurde. Im Oktober 1941 wurde die Mutter mit den Söhnen Arthur und Egon in das Ghetto Litzmannstadt deportiert und im September 1942 im Vernichtungslager Kulmhof ermordet. |
|      | Truchseßstraße 33 · 2019   | Hier wohnte Egon Wagner Jg. 1931 deportiert 1941 Lodz ermordet 10.9.1942 Chelmno                                                                | Dora Wagner war mit dem Kaufmann Siegfried Wagner verheiratet. Der Sohn Arthur Wagner war am 31. Mai 1925 in Wuppertal geboren worden. Die Familie zog nach Düsseldorf, wo Heinrich Egon Wagner am 12. Juli 1931 geboren wurde. Siegfried Wagner führte in Düsseldorf ein Geschäft für Lebensmittel in Pempelfort und wohnte mit Familie auf der Kavalleriestraße. Laut eingereichtem Gedenkblatt des Schwagers und der Nichte hielt sich Wagner während des Krieges in Katowice auf und wurde dort ermordet. Flora Wagner, auch Dora oder Dvora genannt, und Söhne hatten ihre letzte Wohnstätte im Haus des Carl Callmann, welches zu einem sogenannten „Judenhaus“ deklariert wurde. Im Oktober 1941 wurde die Mutter mit den Söhnen Arthur und Egon in das Ghetto Litzmannstadt deportiert und im September 1942 im Vernichtungslager Kulmhof ermordet. |
|      | Truchseßstraße 33 · 2019   | Hier wohnte Arthur Wagner Jg. 1925 deportiert 1941 Lodz ermordet 10.9.1942 Chelmno                                                              | Dora Wagner war mit dem Kaufmann Siegfried Wagner verheiratet. Der Sohn Arthur Wagner war am 31. Mai 1925 in Wuppertal geboren worden. Die Familie zog nach Düsseldorf, wo Heinrich Egon Wagner am 12. Juli 1931 geboren wurde. Siegfried Wagner führte in Düsseldorf ein Geschäft für Lebensmittel in Pempelfort und wohnte mit Familie auf der Kavalleriestraße. Laut eingereichtem Gedenkblatt des Schwagers und der Nichte hielt sich Wagner während des Krieges in Katowice auf und wurde dort ermordet. Flora Wagner, auch Dora oder Dvora genannt, und Söhne hatten ihre letzte Wohnstätte im Haus des Carl Callmann, welches zu einem sogenannten „Judenhaus“ deklariert wurde. Im Oktober 1941 wurde die Mutter mit den Söhnen Arthur und Egon in das Ghetto Litzmannstadt deportiert und im September 1942 im Vernichtungslager Kulmhof ermordet. |
|      | Truchseßstraße 33 · 2019   | Hier wohnte Therese Callmann geb. Hirsch Jg. 1876 deportiert 1941 Lodz ermordet Mai 1942 Chelmno                                                | Carl Callmann (geb. 24. September 1875) war ein Sohn von Johanna und Benedikt Callmann und stammte aus Geilenkirchen. Von Beruf war er Metzger. 1850 zog er nach Gerresheim und heiratete Therese Hirsch (geb. 23. Mai 1876 in Burgsteinfurt). Das Ehepaar wohnte im eigenen Haus in der Truchseßstraße 33, wo es seit 1916 eine Metzgerei führte. Am 27. Oktober 1941 wurden Therese und Carl Callmann nach Litzmannstadt deportiert und am 6. Mai 1942 im Vernichtungslager Kulmhof ermordet. |
|      | Truchseßstraße 33 · 2019   | Hier wohnte Carl Callmann Jg. 1875 deportiert 1941 Lodz ermordet Mai 1942 Chelmno                                                               | Carl Callmann (geb. 24. September 1875) war ein Sohn von Johanna und Benedikt Callmann und stammte aus Geilenkirchen. Von Beruf war er Metzger. 1850 zog er nach Gerresheim und heiratete Therese Hirsch (geb. 23. Mai 1876 in Burgsteinfurt). Das Ehepaar wohnte im eigenen Haus in der Truchseßstraße 33, wo es seit 1916 eine Metzgerei führte. Am 27. Oktober 1941 wurden Therese und Carl Callmann nach Litzmannstadt deportiert und am 6. Mai 1942 im Vernichtungslager Kulmhof ermordet. |
|      | Unter den Eichen 39 · 2019 | Hier wohnte Theodor Andresen Jg. 1907 verhaftet 1945 hingerichtet 16.4.1945 Düsseldorf                                                          | Der Bauunternehmer Theodor Andresen gehörte zur Gruppe Aktion Rheinland, die im April 1945 die kampflose Übergabe Düsseldorfs an die US-Armee anstrebte. Die Aktion wurde jedoch verraten, und Andresen gemeinsam mit seinen Mitverschwörern Karl Kleppe, Josef Knab, Hermann Weill und Franz Jürgens, einem Oberstleutnant der Schutzpolizei, einen Tag vor der Befreiung durch die Amerikaner im Hof der Schule an der Färberstraße standrechtlich erschossen. Sein Körper wies Zeichen von schweren Misshandlungen auf. |

#### Grafenberg
| Bild                                 | Adresse Verlegedatum         | Person, Inschrift | Anmerkung |
| ------------------------------------ | ---------------------------- | --- | --- |
| Stolperstein für Robert Glücksmann   | Geibelstraße 39 · 2019       | Hier wohnte Robert Glücksmann Jg. 1877 deportiert 1942 Theresienstadt tot 10.9.1942                                                                            | Dr. Robert Glücksmann (geboren am 23. Juni 1877 in Grottau) mit letzter Wohnadresse vor Deportation in Düsseldorf Geibelstr. 39, Transport VII/1, Nr. 224 am 22. Juli 1942 von Düsseldorf nach Theresienstadt, dort ermordet Käthe Glücksmann (geb. Stern, am 18. Mai 1886 in Berlin), mit letzter Wohnadresse vor Deportation in Düsseldorf, Transport VII/1, Nr. 223, am 22. Juli 1942, von Düsseldorf nach Theresienstadt, Transport Ep, Nr. 686, am 9. Oktober 1944 vom Theresienstadtnach Auschwitz, dort ermordet |
| Stolperstein für Brigitte Glücksmann | Geibelstraße 39 · 2019       | Hier wohnte Brigitte Glücksmann Jg. 1924 Flucht 1939 London tot 1944 bei Luftangriff                                                                           | Dr. Robert Glücksmann (geboren am 23. Juni 1877 in Grottau) mit letzter Wohnadresse vor Deportation in Düsseldorf Geibelstr. 39, Transport VII/1, Nr. 224 am 22. Juli 1942 von Düsseldorf nach Theresienstadt, dort ermordet Käthe Glücksmann (geb. Stern, am 18. Mai 1886 in Berlin), mit letzter Wohnadresse vor Deportation in Düsseldorf, Transport VII/1, Nr. 223, am 22. Juli 1942, von Düsseldorf nach Theresienstadt, Transport Ep, Nr. 686, am 9. Oktober 1944 vom Theresienstadtnach Auschwitz, dort ermordet |
| Stolperstein für Margarethe Stern    | Geibelstraße 39 · 2019       | Hier wohnte Margarethe Stern geb. Hirschfeld Jg. 1864 deportiert 1942 Theresienstadt tot 1943                                                                  | Dr. Robert Glücksmann (geboren am 23. Juni 1877 in Grottau) mit letzter Wohnadresse vor Deportation in Düsseldorf Geibelstr. 39, Transport VII/1, Nr. 224 am 22. Juli 1942 von Düsseldorf nach Theresienstadt, dort ermordet Käthe Glücksmann (geb. Stern, am 18. Mai 1886 in Berlin), mit letzter Wohnadresse vor Deportation in Düsseldorf, Transport VII/1, Nr. 223, am 22. Juli 1942, von Düsseldorf nach Theresienstadt, Transport Ep, Nr. 686, am 9. Oktober 1944 vom Theresienstadtnach Auschwitz, dort ermordet |
| Stolperstein für Käthe Glücksmann    | Geibelstraße 39 · 2019       | Hier wohnte Käthe Glücksmann geb. Stern Jg. 1886 deportiert 1942 Theresienstadt ermordet 1944 in Auschwitz                                                     | Dr. Robert Glücksmann (geboren am 23. Juni 1877 in Grottau) mit letzter Wohnadresse vor Deportation in Düsseldorf Geibelstr. 39, Transport VII/1, Nr. 224 am 22. Juli 1942 von Düsseldorf nach Theresienstadt, dort ermordet Käthe Glücksmann (geb. Stern, am 18. Mai 1886 in Berlin), mit letzter Wohnadresse vor Deportation in Düsseldorf, Transport VII/1, Nr. 223, am 22. Juli 1942, von Düsseldorf nach Theresienstadt, Transport Ep, Nr. 686, am 9. Oktober 1944 vom Theresienstadtnach Auschwitz, dort ermordet |
|                                      | Grafenberger Allee 407 ·     | Hier wohnte Fritz Heymann Jg. 1897 Flucht 1935 Holland interniert Westerbork deportiert 1943 Bergen-Belsen 1944 Theresienstadt ermordet 30.9.1944 in Auschwitz | Fritz Heymann (geb. 28. August 1897 in Bocholt), auch Friedrich genannt, war der Sohn des Kaufmanns Josef Heymann (1861–1936) und der Mathilde (geb. Rosenkranz 1871 in Kassel), welche 1917 mit seinem jüngeren Bruder Ludwig (geb. 1898) nach Düsseldorf zogen. Er selbst kam um 1927 nach Düsseldorf und arbeitete als Journalist in der Redaktion der Düsseldorfer Lokalzeitung und als freier Mitarbeiter der Vossischen Zeitung. Neben wirtschaftspolitischen Artikeln verfasste er auch zahlreiche Artikel zur Literatur und zur jüdischen Geschichte. 1933 floh Heymann in das autonome Saargebiet nach Saarbrücken, wohnte Bruchwiesenstraße 21, und wurde Mitbegründer und Mitarbeiter der antinazistischen Exil-Zeitschrift Westland (später Grenzland). 1935 flüchtete er über Paris nach Amsterdam, wo er als Englisch-Übersetzer tätig war. Nach der Besetzung Hollands durch die Wehrmacht 1940 lebte Heymann im Untergrund. Wie lange er sich der Verhaftung entziehen konnte, ist nicht bekannt. Vermutlich wurde er zusammen mit seiner Mutter 1942 in einem der ersten Transporte ins Ghetto Theresienstadt deportiert und 1944 im KZ Auschwitz ermordet. Seine Mutter überlebte das Konzentrationslager und emigrierte nach dem Krieg nach Argentinien. Sein Bruder Ludwig konnte im Juni 1937 von Amsterdam nach Buenos Aires entkommen. |
| Stolperstein für Alma Fuhrmann       | Ludenberger Straße 37 · 2019 | Hier wohnte Alma Fuhrmann geb. David Jg. 1900 deportiert 10.11.1941 ermordet in Minsk                                                                          | Anna (genannt Alma) Fuhrmann (geb. 27. November 1900) war die jüngste von drei Töchter der Eheleute Bertha (geb. Cahn, 1861–1934) und Ludolf David (1856–1921). Ihre beiden Schwestern waren Freida (geb. 1897) und Erna (geb. 1898). Die Eltern waren 1895 von Berlin nach Düsseldorf gezogen, Wohnsitz war das Haus Schwanenmarkt 21 in Nähe der Synagoge. Am 20. August 1928 heiratete Anna den katholischen Schreiner Paul Fuhrmann (* 31. Juli 1902) aus Düsseldorf-Rath, der nach drei Jahren Ehe im Alter von 28 Jahren starb. Anna Fuhrmann war als Handlungsgehilfin tätig und lebt in der Ludenberger Str. 37, bis sie am 17. Oktober 1940 in das „Judenhaus“ Bachstr. 142 ziehen musste. Am 10. November 1941 wurde sie ins Ghetto Minsk deportiert, wo sie nicht überlebte. Ihre Schwester Frieda war seit 1921 mit dem polnischen Juden Vuchem Sztajn verheiratet und bekam am 8. Februar 1923 einen Sohn, Rolf. Am 13. Dezember 1940 traf die Familie im KZ Sachsenhausen ein. |

### Stadtbezirk 8

#### Eller
| Bild | Adresse                  | Person, Inschrift Verlegedatum | Anmerkung |
| ---- | ------------------------ | --- | --- |
|      | Gertrudisplatz 1 · 2019  | Hier wohnte Klara Kerz Jg. 1918 hingerichtet 6.7.1944 Köln-Klingelpütz | Klara Kerz wurde in Eisenschmitt geboren und war von Beruf Näherin. Am 22. Mai 1944 wurde die wohnungslose 25-jährige Frau wegen Diebstahls, Betrugs und Unterschlagung vom Sondergericht Düsseldorf zum Tode verurteilt. Laut Gerichtsurteil soll sie diese Taten nach dem großen „Pfingstangriff“ auf Düsseldorf am 12. Juni 1943 begangen haben. Der Prozess-Gutachter Dr. Fuhrmann beschrieb Kerz als „uneinsichtige, freche, arbeitsscheue und ethisch-moralisch defekte Psychopathin“. Das Urteil gegen sie wurde am 6. Juli 1944 im Kölner Gefängnis Klingelpütz vollstreckt. |
|      | Gertrudisplatz 1 · 2019  | Hier wohnte Paul Maus Jg. 1900 deportiert KZ Buchenwald tot 22.8.1941 | Im April und Juni 1938 wurden reichsweit mehr als 10.000 Menschen im Rahmen der Aktion „Arbeitsscheu Reich“ in Konzentrationslager deportiert, darunter der gebürtige Kölner Paul Maus. Er starb am 22. August 1941 im KZ Buchenwald (Häftlings-Nr. 6207). |
|      | Gertrudisplatz 1 · 2019  | Hier wohnte Robert Raths Jg. 1915 deportiert KZ Dachau tot 23.3.1942 | Im April und Juni 1938 wurden reichsweit mehr als 10.000 Menschen im Rahmen der Aktion „Arbeitsscheu Reich“ in Konzentrationslager deportiert, darunter Robert Raths. Er wurde ins KZ Dachau deportiert (Häftlings-Nr. 26842). Von dort aus wurde er am 23. Februar 1942 mit einem „Invalidentransport“ in die Tötungsanstalt Hartheim gebracht und noch am selben Tag ermordet. |
|      | Gumbertstraße 91 · 2019  | Hier wohnte Auguste Leven Jg. 1876 Flucht in den Tod 15.6.1942 vor der Deportation | Auguste Leven wurde in Krefeld geboren und war von Beruf Putzmacherin und Modistin. Am 25. April 1919 eröffnete sie in Eller ihr eigenes Geschäft Auguste Leven – Damenputz und bewohnte eine Wohnung hinter dem Laden. Anfang 1938 zog sie in eine Wohnung in der Reisholzer Str. 26. In der Reichspogromnacht 1938 wurde das Geschäft der 60-Jährigen demoliert und geplündert; sie selbst wurde misshandelt. Als sie im Juni 1942 die Aufforderung erhielt, sich für eine „Evakuierung“ in das Ghetto Izbica bereitzuhalten, beging sie Suizid. |
|      | Gumbertstraße 91 · 2019  | Hier wohnte Hedwig Brasch geb. Bluhm Jg. 1896 deportiert 1941 ermordet in Minsk Hier wohnte Ludwig Brasch Jg. 1929 deportiert 1941 ermordet in Minsk Hier wohnte Salomon Brasch Jg. 1884 deportiert 1941 ermordet in Minsk | Hedwig und Salomon Brasch, seit 1920 verheiratet, führten das von Hedwigs Familie gegründete Mode- und Manufakturwarengeschäft Gebrüder Bluhm in der Gumbertstr. 167. Das Ehepaar hatte zwei Söhne, von denen einer als Kind verstarb. Ludwig „Lutz“ Brasch besuchte zunächst die katholische Volksschule in der Bernburger Straße, musste aber 1935 auf die jüdische Volksschule in der Kasernenstraße wechseln. Wohnung und Geschäft mussten 1933 von der Gumbertstr. 167 in die Gumbertstr. 91 verlegt werden. In der Reichspogromnacht 1938 verwüsteten SA-Männer das Geschäft und warfen die Waren auf die Straße. Dann drangen sie in die Wohnung ein und demolierten auch diese, während der 12-jährige Lutz dort mit hohem Fieber im Bett lag. 1939 musste die Familie Brasch in das „Judenhaus“ in der Grimmstr. 36 umziehen. Von dort aus wurden sie am 10. November 1941 nach Minsk deportiert, wo sie zu Tode kamen. |
|      | Gumbertstraße 108 · 2019 | Hier wohnte Johann Crombach Jg. 1912 verhaftet 1937 ermordet 2.10.1942 | Der gebürtige Düsseldorfer Johann Crombach, von Beruf Händler, war – ebenso wie seine zwei Schwestern und seine zwei Brüder – als Mitglied der KPD im Widerstand gegen den Nationalsozialismus aktiv. Er wohnte mit seiner Frau und drei gemeinsamen Kindern sowie seinen Schwestern im Elternhaus Kampstr. 34. Seine Schwestern Anna und Klara wurden am 11. Mai 1934 festgenommen und blieben bis 12. Dezember des Jahres in Haft. Johann Crumbach wurde am 14. Dezember 1936 in der Wohnung seines Bruders Josef in der Gumbertstr. 108 festgenommen und 1937 vom Oberlandesgericht Hamm zu zwei Jahren Zuchthaus verurteilt. Was zu seiner erneuten Verhaftung im Jahre 1942 sowie zu seinem Tode führte, ist ungeklärt. |
|      | Harffstraße 167 · 2019   | Hier wohnte Josef Müller Jg. 1903 verhaftet 1935 Strafbatallion 999 tot 5.5.1944 | Der gelernte Schlosser Josef Müller arbeitete für die Rheinmetall. Er war Mitglied der KPD und seine Wohnung diente als Anlaufstelle für Flugblätter und andere Druckerzeugnisse des Unterbezirks Gerresheim. Anfang 1935 wurde er festgenommen, nachdem die Gestapo die Widerstandsorganisation des Unterbezirks aufgedeckt hatte. Am 17. September 1935 wurde er vom Oberlandesgericht Hamm wegen „Vorbereitung zum Hochverrat“ zu sechs Jahren Zuchthaus verurteilt, die er in Zuchthaus Lüttringhausen verbüßte. 1940 wurde er vorzeitig entlassen, und er beantragte eine Ausreise nach Norwegen. Stattdessen sollte er seine „Wehrwürdigkeit“ beweisen, indem er in die Strafdivision 999 eingezogen wurde. Am 5. Mai 1944 kam er ums Leben. |
|      | Schlesische Straße 78 ·  | Hier wohnte Heinrich Schweden Jg. 1896 verhaftet 1935 Tod durch Haftfolgen | Der Steindrucker Heinrich Schweden war Mitglied der SPD. 1935 deckte die Gestapo eine Widerstandsgruppe um den Sozialdemokraten und Gewerkschafter Heinrich Hahne auf; im Laufe der folgenden Verhaftungswelle wurde am 4. Oktober auch Schweden festgenommen. Am 27. Mai 1936 wurde er gemeinsam mit 32 weiteren Angeklagten, darunter 14 Düsseldorfer, vom Oberlandesgericht Hamm wegen „Vorbereitung zum Hochverrat“ verurteilt; seine Strafe lautete ein Jahr und sechst Monate Zuchthaus, und er wurde in das Zuchthaus Lüttringhausen eingeliefert. Am 27. April 1937 wurde er gesundheitlich schwer angeschlagen aus der Haft entlassen; am 2. März 1943 starb er an den Folgen. |

#### Lierenfeld
| Bild | Adresse Verlegedatum               | Person, Inschrift                                                                                                | Anmerkung |
| ---- | ---------------------------------- | --- | --- |
|      | Am Stufstock 23 · 2019             | Hier wohnte Rudolf Henning Jg. 1895 verhaftet 1933 erschossen 11.10.1944 KZ Sachsenhausen                        | Rudolf Henning (* 11. März 1895 in Danzig) war gelernter Zimmermann. Er war Sekretär des Bezirks Niederrhein der KPD, Stadtverordneter in Düsseldorf und von 1930 bis 1933 Reichstagsabgeordneter. Nach der „Machtergreifung“ durchsuchte die Gestapo seine Wohnung und beschlagnahmte Dokumente. Am 16. Juli 1933 wurde er verhaftet, am 26. November 1934 wegen „Vorbereitung zum Hochverrat“ zu zwei Jahren Zuchthaus verurteilt, die er im Strafgefängnis Plötzensee verbüßte. Unmittelbar nach seiner Entlassung wurde er von der Gestapo in „Schutzhaft“ genommen und zunächst in das KZ Esterwegen und dann nach Sachsenhausen deportiert. Vergeblich schrieb seine Familie zahlreiche Gnadengesuche. Am 24. November 1944 erhielt seine Frau die Mitteilung, dass Rudolf Henning wegen „versuchter Meuterei und Aufwiegelung“ im Lager erschossen worden sei. |
|      | Am Stufstock 23 · 2019             | Hier wohnte Hugo Hage Jg. 1878 verhaftet 1935 erschossen 2.10.1942 Heilanstalt Grafenberg                        | Der Arbeiter Hugo Hage (* 2. Oktober 1878 in Großjena) war seit 1924 Mitglied der KPD, später war er Führer im Roten Frontkämpferbund, Mitglied der Roten Hilfe sowie Stadtverordneter im Düsseldorfer Rat. Er war verheiratet und hatte zwei Kinder. Am 11. März 1935 wurde Hugo Hage verhaftet und am 17. September 1935 vom OLG Hamm in einem großen Hochverratsprozess gegen „Rübesamen und Andere“ zu einem Jahr und sechs Monaten Zuchthaus verurteilt, die er im Zuchthaus Hameln verbüßte. Am 15. Januar 1937 wurde er, gemeinsam mit seinem Sohn, erneut für einige Tage verhaftet. Seelisch gebrochen starb er am 2. Oktober 1942 in der Heilanstalt Grafenberg. Hage wohnte zuletzt Am Stufstock 17. Da diese Anschrift nicht mehr existiert, wurde der Stolperstein, laut Beschluss der Bezirksvertretung 8 vom 3. November 2005, deshalb in unmittelbarer Nähe verlegt. |
|      | Erkrather Straße 340 · 2019        | Hier wohnte Theodor Wilms Jg. 1881 deportiert KZ Dachau tot 16.3.1941                                            | Theodor Willems, so lautet sein Name im Adressbuch von Düsseldorf von 1938 bis 1940, war von Beruf Fabrikarbeiter und wohnte zuletzt Parterre im Haus Erkrather Straße 340. Er wurde als so genannter „Asozialer“ in das KZ Dachau deportiert und starb dort am 16. März 1941. In 2005 beschloss die Bezirksvertretung 8 die Verlegung des “Stolpersteines”. |
|      | Reisholzer Straße 26 · 2019 · 2019 | Hier wohnte Anna Neubeck geb. Herzstein Jg. 1900 Flucht 1935 Belgien deportiert Auschwitz ermordet 10.1.1943     | Anna Herzstein wurde in Witten geboren und entstammte einer jüdischen Familie. Sie absolvierte das Höhere Mädchengymnasium in Essen und machte eine Ausbildung zur Kindergärtnerin. Anfang der 1920er Jahre lernte sie den Werbeleiter und KPD-Funktionär Hans Neubeck kennen; das Paar heiratete und zog nach Düsseldorf. Am 23. März 1923 wurde Sohn Herbert geboren, am 15. Juni 1924 Tochter Marianne. Aufgrund ihres kommunistischen Engagement geriet die Familie in den Fokus der Gestapo; Anna Neubeck war im Mai 1934 zwei Tage im Düsseldorfer Polizeipräsidium inhaftiert. Anschließend floh die Familie nach Belgien, 1938 wurde den Neubecks die deutsche Staatsangehörigkeit aberkannt und waren jetzt staatenlos. In Brüssel unterstützten die Neubecks politische Flüchtlinge. Hans Neubeck ging nach Spanien, um dort auf republikanischer Seite im Spanischen Bürgerkrieg zu kämpfen. Er wurde schwer verwundet und starb 1940. Der Sohn Herbert Neubeck wurde in Frankreich interniert, aber ihm gelang die Flucht, und er kehrte nach Brüssel zurück. Dort wurde er von der Gestapo verhaftet und vor Gericht gestellt. Am 21. April 1943 wurde er in Plötzensee hingerichtet. Anna Neubeck wurde am 26. August 1940 in Brüssel verhaftet und am 31. März 1941 vom OLG Hamm zu zwei Jahren und sechs Monaten Zuchthaus verurteilt. Da sie Jüdin war, wurde sie am 7. Dezember 1942 nach Auschwitz deportiert und dort ermordet. Ihre Tochter Marianne wurde am 20. Oktober 1942 vom SS-Sammellager Mechelen aus nach Auschwitz deportiert und am 30. November 1942 ermordet. |
| ·    | Reisholzer Straße 26 · 2019 · 2019 | Hier wohnte Hans Neubeck Jg. 1897 Flucht 1935 Belgien tot im Spanischen Bürgerkrieg                              | Anna Herzstein wurde in Witten geboren und entstammte einer jüdischen Familie. Sie absolvierte das Höhere Mädchengymnasium in Essen und machte eine Ausbildung zur Kindergärtnerin. Anfang der 1920er Jahre lernte sie den Werbeleiter und KPD-Funktionär Hans Neubeck kennen; das Paar heiratete und zog nach Düsseldorf. Am 23. März 1923 wurde Sohn Herbert geboren, am 15. Juni 1924 Tochter Marianne. Aufgrund ihres kommunistischen Engagement geriet die Familie in den Fokus der Gestapo; Anna Neubeck war im Mai 1934 zwei Tage im Düsseldorfer Polizeipräsidium inhaftiert. Anschließend floh die Familie nach Belgien, 1938 wurde den Neubecks die deutsche Staatsangehörigkeit aberkannt und waren jetzt staatenlos. In Brüssel unterstützten die Neubecks politische Flüchtlinge. Hans Neubeck ging nach Spanien, um dort auf republikanischer Seite im Spanischen Bürgerkrieg zu kämpfen. Er wurde schwer verwundet und starb 1940. Der Sohn Herbert Neubeck wurde in Frankreich interniert, aber ihm gelang die Flucht, und er kehrte nach Brüssel zurück. Dort wurde er von der Gestapo verhaftet und vor Gericht gestellt. Am 21. April 1943 wurde er in Plötzensee hingerichtet. Anna Neubeck wurde am 26. August 1940 in Brüssel verhaftet und am 31. März 1941 vom OLG Hamm zu zwei Jahren und sechs Monaten Zuchthaus verurteilt. Da sie Jüdin war, wurde sie am 7. Dezember 1942 nach Auschwitz deportiert und dort ermordet. Ihre Tochter Marianne wurde am 20. Oktober 1942 vom SS-Sammellager Mechelen aus nach Auschwitz deportiert und am 30. November 1942 ermordet. |
| ·    | Reisholzer Straße 26 · 2019 · 2019 | Hier wohnte Marianne Neubeck Jg. 1924 Flucht 1935 Belgien deportiert Auschwitz ermordet                          | Anna Herzstein wurde in Witten geboren und entstammte einer jüdischen Familie. Sie absolvierte das Höhere Mädchengymnasium in Essen und machte eine Ausbildung zur Kindergärtnerin. Anfang der 1920er Jahre lernte sie den Werbeleiter und KPD-Funktionär Hans Neubeck kennen; das Paar heiratete und zog nach Düsseldorf. Am 23. März 1923 wurde Sohn Herbert geboren, am 15. Juni 1924 Tochter Marianne. Aufgrund ihres kommunistischen Engagement geriet die Familie in den Fokus der Gestapo; Anna Neubeck war im Mai 1934 zwei Tage im Düsseldorfer Polizeipräsidium inhaftiert. Anschließend floh die Familie nach Belgien, 1938 wurde den Neubecks die deutsche Staatsangehörigkeit aberkannt und waren jetzt staatenlos. In Brüssel unterstützten die Neubecks politische Flüchtlinge. Hans Neubeck ging nach Spanien, um dort auf republikanischer Seite im Spanischen Bürgerkrieg zu kämpfen. Er wurde schwer verwundet und starb 1940. Der Sohn Herbert Neubeck wurde in Frankreich interniert, aber ihm gelang die Flucht, und er kehrte nach Brüssel zurück. Dort wurde er von der Gestapo verhaftet und vor Gericht gestellt. Am 21. April 1943 wurde er in Plötzensee hingerichtet. Anna Neubeck wurde am 26. August 1940 in Brüssel verhaftet und am 31. März 1941 vom OLG Hamm zu zwei Jahren und sechs Monaten Zuchthaus verurteilt. Da sie Jüdin war, wurde sie am 7. Dezember 1942 nach Auschwitz deportiert und dort ermordet. Ihre Tochter Marianne wurde am 20. Oktober 1942 vom SS-Sammellager Mechelen aus nach Auschwitz deportiert und am 30. November 1942 ermordet. |
| ·    | Reisholzer Straße 26 · 2019 · 2019 | Hier wohnte Herbert Neubeck Jg. 1923 Flucht 1936 Belgien verhaftet hingerichtet 21.4.1943 Berlin-Plötzensee      | Anna Herzstein wurde in Witten geboren und entstammte einer jüdischen Familie. Sie absolvierte das Höhere Mädchengymnasium in Essen und machte eine Ausbildung zur Kindergärtnerin. Anfang der 1920er Jahre lernte sie den Werbeleiter und KPD-Funktionär Hans Neubeck kennen; das Paar heiratete und zog nach Düsseldorf. Am 23. März 1923 wurde Sohn Herbert geboren, am 15. Juni 1924 Tochter Marianne. Aufgrund ihres kommunistischen Engagement geriet die Familie in den Fokus der Gestapo; Anna Neubeck war im Mai 1934 zwei Tage im Düsseldorfer Polizeipräsidium inhaftiert. Anschließend floh die Familie nach Belgien, 1938 wurde den Neubecks die deutsche Staatsangehörigkeit aberkannt und waren jetzt staatenlos. In Brüssel unterstützten die Neubecks politische Flüchtlinge. Hans Neubeck ging nach Spanien, um dort auf republikanischer Seite im Spanischen Bürgerkrieg zu kämpfen. Er wurde schwer verwundet und starb 1940. Der Sohn Herbert Neubeck wurde in Frankreich interniert, aber ihm gelang die Flucht, und er kehrte nach Brüssel zurück. Dort wurde er von der Gestapo verhaftet und vor Gericht gestellt. Am 21. April 1943 wurde er in Plötzensee hingerichtet. Anna Neubeck wurde am 26. August 1940 in Brüssel verhaftet und am 31. März 1941 vom OLG Hamm zu zwei Jahren und sechs Monaten Zuchthaus verurteilt. Da sie Jüdin war, wurde sie am 7. Dezember 1942 nach Auschwitz deportiert und dort ermordet. Ihre Tochter Marianne wurde am 20. Oktober 1942 vom SS-Sammellager Mechelen aus nach Auschwitz deportiert und am 30. November 1942 ermordet. |
|      | Reisholzer Straße 28 · 2019        | Hier wohnte Emil Jokisch Jg. 1881 verhaftet 1935 tot 19.10.1944 KZ Sachsenhausen                                 | Emil Jokisch (geb. 14. Juli 1881 in Niedergrund) war verheiratet und besaß die tschechoslowakische Staatsbürgerschaft. Weil er Mitglied der KPD war, wurde er am 9. Februar 1935 in Düsseldorf verhaftet. Am 17. September 1935 wurde er vom Oberlandesgericht Hamm (OLG) wegen „Vorbereitung zum Hochverrat“ zu acht Jahren Zuchthaus und sechs Jahren Ehrverlust verurteilt. Im Urteil des OLG hieß es, dass von einer härteren Strafe abgesehen worden sei, da Jokisch schwer krank und nahezu erblindet sei. Nach Verbüßung seiner Strafe wurde Jokisch als „Schutzhäftling“ in das KZ Sachsenhausen eingeliefert, wo er am 19. Oktober 1944 starb. |
|      | Schlesische Straße 49 · 2019       | Hier wohnte Frieda Sternheim Jg. 1903 eingewiesen 'Heilanstalt’ Grafenberg deportiert 1941 ermordet              | Selma Sternheim (geb. Wolff, am 14. November 1867 in Dinslaken) zog 1934 mit ihrem Mann Hermann (geb. 1869) nach Düsseldorf, nachdem die Eheleute ihr Tabak- und Schreibwarengeschäft in Oberhausen hatten aufgeben müssen. Dort wohnte der gemeinsame Sohn Alwin (geb. 1899 in Hamm) und betrieb einen Tabakgroßhandel, bis er 1936 in die Niederlande flüchtete. Hermann Sternheim starb am 18. März 1941 in Düsseldorf, die 74-jährige Selma Sternheim wurde zunächst nach Ghetto Theresienstadt deportiert und am 21. September 1942 in Treblinka ermordet. Ihre Tochter Frieda (geb. 4. Februar 1903 in Hamm) wurde aus der Provinzial-Heil- und Pflegeanstalt Grafenberg von der Tarngesellschaft Gemeinnützige Krankentransportgesellschaft mit einem Bus in eine Tötungsanstalt gebracht und ermordet. Der Sohn Alwin überlebte das Kriegsende in den Niederlanden, wo er 1949 starb. Transport VII/1, Nr. 876 am 22. 07. 1942 von Düsseldorf nach Theresienstadt, Transport Bp, Nr. 1909 am 21. September 1942 von Theresienstadt nach Treblinka, dort ermordet |
|      | Schlesische Straße 49 · 2019       | Hier wohnte Selma Sternheim geb. Wolff Jg. 1867 deportiert 21.7.1942 Theresienstadt ermordet 21.9.1942 Treblinka | Selma Sternheim (geb. Wolff, am 14. November 1867 in Dinslaken) zog 1934 mit ihrem Mann Hermann (geb. 1869) nach Düsseldorf, nachdem die Eheleute ihr Tabak- und Schreibwarengeschäft in Oberhausen hatten aufgeben müssen. Dort wohnte der gemeinsame Sohn Alwin (geb. 1899 in Hamm) und betrieb einen Tabakgroßhandel, bis er 1936 in die Niederlande flüchtete. Hermann Sternheim starb am 18. März 1941 in Düsseldorf, die 74-jährige Selma Sternheim wurde zunächst nach Ghetto Theresienstadt deportiert und am 21. September 1942 in Treblinka ermordet. Ihre Tochter Frieda (geb. 4. Februar 1903 in Hamm) wurde aus der Provinzial-Heil- und Pflegeanstalt Grafenberg von der Tarngesellschaft Gemeinnützige Krankentransportgesellschaft mit einem Bus in eine Tötungsanstalt gebracht und ermordet. Der Sohn Alwin überlebte das Kriegsende in den Niederlanden, wo er 1949 starb. Transport VII/1, Nr. 876 am 22. 07. 1942 von Düsseldorf nach Theresienstadt, Transport Bp, Nr. 1909 am 21. September 1942 von Theresienstadt nach Treblinka, dort ermordet |

#### Vennhausen
| Bild | Adresse Verlegedatum                                                         | Person, Inschrift | Anmerkung |
| ---- | ---------------------------------------------------------------------------- | --- | --- |
|      | Erikastraße 5 · 2019                                                         | Hier wohnte Walter Hartkopf Jg. 1913 verhaftet 1934 tot im Strafbataillon 999                                                                      | Walter Hartkopf war gebürtiger Düsseldorfer und von Beruf Kaufmann und Kontorist. Er war Mitglied des kommunistischen Arbeitsportvereins Kampfgemeinschaft für Rote Sporteinheit (Rotsport). Am 9. August 1934 wurde er wegen „illegaler kommunistischer Tätigkeiten“ als einer von 16 Düsseldorfer Arbeitersportlern verhaftet. Das OLG verurteilte ihn wegen „Vorbereitung zum Hochverrat“ zu zwei Jahren und acht Monaten Zuchthaus verurteilt, die er bis zum 7. April verbüßen musste. 1943 wurde er zum Strafdivision 999 eingezogen, was er nicht überlebte. |
|      | Kösener Weg 8 · 2019                                                         | Hier wohnte Hugo Weber Jg. 1889 inhaftiert 1936 verurteilt 1937 Zuchthaus Butzbach tot 7.3.1944                                                    | |
|      | Friedrich-Engels-Straße 14 (damals Bennemannstraße 14) · 7. Juli 2017 · 2019 | Hier wohnte Anton Rosinke Jg. 1881 im Widerstand Anarchosyndikalist verhaftet 27.1.1937 Polizeigefängnis Düsseldorf ermordet 14.2.1937 beim Verhör | Anton Rosinke war ein im Rheinland bekannter Anarchosyndikalist. 1937 wurde er im Düsseldorfer Polizeipräsidium misshandelt und ermordet. |

### Stadtbezirk 9

#### Benrath
| Bild | Adresse Verlegedatum         | Person, Inschrift | Anmerkung |
| ---- | ---------------------------- | --- | --- |
|      | Hauptstraße 46 · 2019 · 2019 | Hier wohnte Helene Blumenfeld geb. Heumann Jg. 1904 Flucht 1939 Holland versteckt in Soest/Holland tot 8.10.1944 ohne medizinische Hilfe | Helene Blumenfeld-Heumann (geboren 1904) war die Tochter des Kaufmanns Jonas Heumann und dessen Frau Selma, geborene Friedsam. Nach dem Tod des Vaters im Jahre 1923 unterstützte sie gemeinsam mit ihren Schwestern Theresia und Martha ihre Mutter bei der Fortführung des elterlichen Unternehmens für Textilien und Möbel in der Hauptstraße. Am 12. Februar 1933 heiratete sie den aus Wanne-Eickel stammenden Paul Blumenfeld (geboren 11. November 1902), 1936 wurde die gemeinsame Tochter Gabriele geboren. Paul Blumenfeld suchte schon bald nach Emigrationsmöglichkeiten für seine Familie; zunächst zogen sie nach Prag, nach der Sudetenkrise von dort in die Niederlande, wo die Familie verschiedene Wohnorte innehatte. Die letzte Meldeanschrift war in der Burgemeester Grothestraat 55, in Soest. Als „Mitglied des jüdischen Rates“ wurde Paul Blumenfeld zunächst von einer Deportation in das Durchgangslager Westerbork aufgenommen, dann aber im Juni 1943 verhaftet, nachdem er mit seinem Schwager Walter Eichenwald untergetaucht war. Am 29. Juni 1943 wurde er von Westerbork aus in das Vernichtungslager Sobibor gebracht und am 2. Juli dort ermordet. Auch Helene Blumenfeld und ihre Tochter waren untergetaucht. Helene Blumenfeld, die an Diabetes litt, starb aufgrund ungenügender ärztlicher Versorgung am 8. Oktober 1944 im Krankenhaus von Amersfoort. Ihre Tochter Gabriele überlebte in der Obhut der niederländischen Familie Paddenbrug und emigrierte nach Kriegsende mit ihren Tanten Thea Eichenwald und Martha Bernstein sowie ihrem Cousin Gert Eichenwald in die USA. |
|      | Hauptstraße 46 · 2019 · 2019 | Hier wohnte Paul Blumenfeld Jg. 1902 Flucht 1939 Holland interniert 1943 Westerbork deportiert Sobibor ermordet 2.7.1943                 | Helene Blumenfeld-Heumann (geboren 1904) war die Tochter des Kaufmanns Jonas Heumann und dessen Frau Selma, geborene Friedsam. Nach dem Tod des Vaters im Jahre 1923 unterstützte sie gemeinsam mit ihren Schwestern Theresia und Martha ihre Mutter bei der Fortführung des elterlichen Unternehmens für Textilien und Möbel in der Hauptstraße. Am 12. Februar 1933 heiratete sie den aus Wanne-Eickel stammenden Paul Blumenfeld (geboren 11. November 1902), 1936 wurde die gemeinsame Tochter Gabriele geboren. Paul Blumenfeld suchte schon bald nach Emigrationsmöglichkeiten für seine Familie; zunächst zogen sie nach Prag, nach der Sudetenkrise von dort in die Niederlande, wo die Familie verschiedene Wohnorte innehatte. Die letzte Meldeanschrift war in der Burgemeester Grothestraat 55, in Soest. Als „Mitglied des jüdischen Rates“ wurde Paul Blumenfeld zunächst von einer Deportation in das Durchgangslager Westerbork aufgenommen, dann aber im Juni 1943 verhaftet, nachdem er mit seinem Schwager Walter Eichenwald untergetaucht war. Am 29. Juni 1943 wurde er von Westerbork aus in das Vernichtungslager Sobibor gebracht und am 2. Juli dort ermordet. Auch Helene Blumenfeld und ihre Tochter waren untergetaucht. Helene Blumenfeld, die an Diabetes litt, starb aufgrund ungenügender ärztlicher Versorgung am 8. Oktober 1944 im Krankenhaus von Amersfoort. Ihre Tochter Gabriele überlebte in der Obhut der niederländischen Familie Paddenbrug und emigrierte nach Kriegsende mit ihren Tanten Thea Eichenwald und Martha Bernstein sowie ihrem Cousin Gert Eichenwald in die USA. |
|      | Hauptstraße 46 · 2019 · 2019 | Hier wohnte Walter Eichenwald Jg. 1900 Flucht 1939 Holland interniert 1943 Westerbork deportiert Sobibor ermordet 2.7.1943               | Walter Eichenwald (geboren 30. Dezember 1900) wurde als eines von sechs Geschwistern in Horstmar im Münsterland geboren, wo die Familie seit über 200 Jahren ansässig war. Als gelernter Kaufmann führte er gemeinsam mit seinem älteren Bruder Ernst (geboren 9. Mai 1896; gestorben 25. September 1992 in Florida) dort das Textileinzelhandelsgeschäft Levy Eichenwald. Am 11. März 1928 heiratete er die Düsseldorferin Theresia Eichenwald, die Schwester von Helene Blumenfeld, und stieg in das dortige Familienunternehmen ein. Am 2. Juni 1930 wurde Sohn Gert geboren. Im Februar 1937 ging Eichenwald in die Niederlande, Ehefrau und Sohn folgten ihm im Juli 1939 nach Eindhoven. Im August 1942 drohte den Eichenwalds der Abtransport in das Durchgangslager Westerbork; Walter Eichenwald tauchte gemeinsam mit seinem Schwager Paul Blumenfeld in Nuenen unter, während seine Frau und sein Sohn auf einem Bauernhof in Marheeze untertauchen konnten. Im Juni 1943 wurden die beiden Männer aufgegriffen und über Westerbork in das Vernichtungslager Sobibor gebracht, wo sie am 2. Juli 1943 ermordet wurden. In der Kettingstraat 22, Eindhoven, wo die Familie 1941 noch lebte, wurde für Walter Eichenwald ein Stolperstein verlegt. Für seine Herkunftsfamilie wurden in Horstmar ebenfalls Stolpersteine verlegt. |
|      | Telleringstraße 56 · 2019    | Hier wohnte Cäcila Beuken geb. Stahlberg Jg. 1895 ermordet 25.8.1941 Heilanstalt Hadamar                                                 | Cäcilie Beuken stammte aus Leverkusen-Wiesdorf. Am 25. August 1941 wurde sie in der Tötungsanstalt Hadamar Opfer der Aktion T4, der systematischen Ermordung von Menschen mit geistigen und körperlichen Behinderungen. Auf ihrem Totenschein ist als angebliche Todesursache Ruhr bzw. Kreislaufschwäche angegeben. |
|      | Sistenichstraße 5 · 2019     | Hier wohnte Johanna Kahn Jg. 1867 deportiert 1942, Theresienstadt, ermordet 1.3.1943                                                     | Johanna Kahn wurde am 10. Mai 1867 in Düsseldorf-Benrath als Tochter des Metzgers August Kahn und dessen Frau Sibilla, geborene Wallach, geboren. Bei ihrer Geburt wohnte die Familie in Benrath im Haus Mittelstraße 25, jetzt Hauptstraße (Benrath). Schon ihr väterlicher Großvater Isaac Kahn hatte in Benrath als Metzger gearbeitet. Am 26. April 1915 wurde Johanna Kahn in Benrath mit dem Hinweis <auf Reisen> abgemeldet. Am 19. Juli 1916 erfolgte der Wiedereinzug nach Düsseldorf-Benrath, Schmiedestraße 5, heute Sistenichstraße 5. Von dort wurde Johanna Kahn am 19. Mai 1932 in (Essen) Werden a. d. Ruhr angemeldet. Am 25. November 1938 zog sie von Werden wieder nach Düsseldorf. Nächste und letzte Adresse für Düsseldorf, vom 3. März 1939, war das sogenannte „Judenhaus“ in der Duisburger Straße 77. Von dort wurde die unverheiratete Johanna Kahn am 21. Juli 1942 ins Ghetto Theresienstadt deportiert (Transport VII/1, Nr. 398). Sie starb im Ghetto am 1. März 1943. |

#### Himmelgeist
| Bild | Adresse Verlegedatum      | Person, Inschrift                                                                                          | Anmerkung |
| ---- | ------------------------- | --- | --- |
|      | Alt-Himmelgeist 22 · 2019 | Hier wohnte Bertha Meyer geb. Scheuer Jg. 1871 deportiert 1942 Theresienstadt ermordet 19.9.1942 Treblinka | Bertha Meyer (geb. 22. November 1871 in Bonn) war die Tochter von Johanna (geb. Ullmann) und Max Scheuer. Sie heiratete den Viehhändler und Metzger Max Meyer; das Ehepaar lebte 50 Jahre lang auf dem eigenen Anwesen in Himmelgeist. Nachdem ihr Mann am 23. September 1937 verstorben war, verkaufte Bertha Meyer die Immobilie, die gemeinsame Tochter Johanna war schon ins Ausland geflohen. Bertha Meyer zog zu ihrem Bruder Nathan (geb. 1877) nach Bonn. Die Geschwister wurden am 16. Juni 1942 nach Theresienstadt deportiert. Nathan Scheuer starb dort am 13. Februar 1944, Bertha Meyer wurde am 19. September 1942 in Treblinka ermordet. |

#### Holthausen
| Bild | Adresse Verlegedatum   | Person, Inschrift                                                                      | Anmerkung |
| --- | ---------------------- | -------------------------------------------------------------------------------------- | --- |
| Bild gesucht Der Benutzer GeorgDerReisende ( Diskussion ) wünscht sich an dieser Stelle ein Bild vom Ort mit diesen Koordinaten 51.17567 6.83299 . Motiv: Bonner Straße 5: der Stolperstein für Karl Silbermann, die Lage und das Haus Falls du dabei helfen möchtest, erklärt die Anleitung , wie das geht. BW | Bonner Straße 5 · 2024 | Hier wohnte Karl Silbermann Jg. 1861 deportiert 1942 Theresienstadt ermordet 11.9.1942 | Der Mühlenbauer Karl Silbermann (geb. am 20. Juli 1861 in Mikulczyce), in der katholischen Arbeitnehmerbewegung und im örtlichen Sportverein engagiert, war im Stadtteil Holthausen bekannt und beliebt. Er wohnte im Haus Bonner Straße 5 auf der zweiten Etage und besuchte als Rentner oft seinen Sohn Viktor in dessen Friseursalon auf der Pfeillstraße 2. 1942, an seinem 81. Geburtstag, wurde der nicht deutschblütige Karl Silbermann von den Nationalsozialisten abgeholt und nach Theresienstadt deportiert – Transport VII/1, Nr. 768 (ab Düsseldorf 21. 07.1942, an Theresienstadt 22. 07. 1942) – und dort am 11. September 1942 umgebracht. Silbermanns Frau und Kinder wurden von der Verfolgung verschont. |

#### Urdenbach
| Bild | Adresse Verlegedatum  | Person, Inschrift | Anmerkung |
| ---- | --------------------- | --- | --- |
|      | Gänsestraße 41 · 2025 | Hier wohnte Willy Eich Jg. 1908 mehrmals verurteilt § 175 KZ Sachsenhausen Zwangsarbeit Autobahnlager Apelern 1941 KZ Buchenwald ermordet 26.10.1941 | Willy Eich wurde mehrmals verurteilt, weil er homosexuell war. In seiner Akte wird zudem aufgeführt, dass er „unpassenden Verkehr mit Behörden“ gezeigt habe. Zunächst wurde Willy Eich zu Zwangsarbeit im Reichsautobahnlager Apelern verurteilt (heute Autobahnmeisterei an der A2), bevor er 1941 im KZ Buchenwald ermordet wurde. |

#### Wersten
| Bild | Adresse Verlegedatum                                       | Person, Inschrift | Anmerkung |
| --- | ---------------------------------------------------------- | --- | --- |
| Stolperstein Düsseldorf 9 Wersten Werstener Dorfstraße 84 Baltasar Sieberg | Werstener Dorfstraße 84 · 2019                             | Hier wohnte Baltasar Sieberg Jg. 1901 verhaftet 1937 ermordet 7.4.1945 in Düsseldorf | Balthasar Sieberg war Kommunist, als sein Beruf wurde in den Akten „Bohrer“ angegeben. Nach der „Machtergreifung“ durch die Nationalsozialisten wurde er wegen seiner politischen Einstellung mehrfach verhaftet. Im Zuge der „Aktion Gitter“, einer Verhaftungswelle nach dem gescheitertern Attentat auf Adolf Hitler am 20. Juli 1944, wurde Sieberg erneut verhaftet und am 7. April 1945 in seiner Wohnung in Düsseldorf erschossen. |
| Stolperstein Düsseldorf-Wersten Leichlinger Straße 52 Bruno Liedtke | Leichlinger Straße 52, früher Werstener Friedhofstraße 135 | Hier wohnte Bruno Liedtke Jg. 1908 verhaftet 1936 Zuchthaus Celle Bewährungsbataillon 999 tot 19.5.1943 | Bruno Liedtke (* 12. August 1908) stammte aus Liebemühl in Ostpreußen, wo seine Familie auf einem Bauernhof lebte. Seine Eltern waren Ludwig und Anna (geb. Rautenberg) Liedtke. Er absolvierte eine Ausbildung und zog nach Düsseldorf, wo er in der Metallbranche arbeitete. Mit seiner Ehefrau Emilie lebte er in der Werstener Friedhofstr. 135 und später in der Weißenburgstr. 73. Liedtke war Mitglied der KPD und engagierte sich zudem im Rotfrontkämpferbund (RFB), einer paramilitärischen Schutztruppe der KPD, die 1929 verboten wurde. Bereits vor 1933 war er wegen seiner illegalen Tätigkeit für den RFB als hoher Funktionär verhaftet und zu zwei Jahren Gefängnis verurteilt worden. Nach seiner Entlassung nahm er die Widerstandsarbeit für die inzwischen verbotene KPD wieder auf. Am 9. Juni 1936 wurde er erneut verhaftet und zehn Tage im Polizeigefängnis gefangen gehalten. Er wurde gemeinsam mit anderen Genossen vor dem Oberlandesgericht Hamm angeklagt, am 7. Mai 1937 wegen „Vorbereitung zum Hochverrat“ zu drei Jahren Zuchthaus verurteilt und am 6. Juni 1939 aus der Haft entlassen. Als „Zuchthäusler“ galt Liedtke als „wehrunwürdig“, wurde aber 1943 in die Strafdivision 999 eingezogen. Er fiel bei den Kämpfen um Tunis, der 19. Mai 1943 wurde als Todestag angegeben. |
| Bild gesucht Der Benutzer Jula2812 ( Diskussion ) wünscht sich an dieser Stelle ein Bild vom hier behandelten Ort. Weitere Infos zum Motiv findest du vielleicht auf der Diskussionsseite . Falls du dabei helfen möchtest, erklärt die Anleitung , wie das geht. BW Bild gesucht Der Benutzer Jula2812 ( Diskussion ) wünscht sich an dieser Stelle ein Bild vom hier behandelten Ort. Weitere Infos zum Motiv findest du vielleicht auf der Diskussionsseite . Falls du dabei helfen möchtest, erklärt die Anleitung , wie das geht. BW Bild gesucht Der Benutzer Jula2812 ( Diskussion ) wünscht sich an dieser Stelle ein Bild vom hier behandelten Ort. Weitere Infos zum Motiv findest du vielleicht auf der Diskussionsseite . Falls du dabei helfen möchtest, erklärt die Anleitung , wie das geht. BW | Millrather Straße 10 · 05_2025 ·                           | Hier wohnte Johanna Paradies geb. Windmüller Jg. 1887 deportiert 1941 Ghetto Minsk ermordet Hier wohnte Albert Aron Paradies Jg. 1879 deportiert 1941 Ghetto Minsk ermordet Hier wohnte Sella-Helga Paradies Jg. 1924 deportiert 1941 Ghetto Minsk ermordet | Am 21. November 1879 wurde in Cappel an der Lippe Albert Aron Paradies geboren. Seine Ausbildung absolvierte Albert als Mechaniker. Später arbeitete er als Elektrotechniker. Seine erste Frau Frieda Cohen, geboren 1889 in Kalkar am Niederrhein, verstarb vier Tage nach der Geburt der Tochter Hanna (geb. 8. Januar 1922). Im Dezember 1922 heiratete Albert Paradies in zweiter Ehe Johanna Windmüller (geb. 13. August 1887) aus Schlitz. Das Ehepar zog nach Düsseldorf, wo am 8. April 1924 die Tochter Sella-Helga geboren wurde. In der NS-Zeit besuchte Sella-Helga die jüdische Volksschule in der Kasernenstraße. Bis zu Beginn 1939 wohnte die Familie Paradies im Haus Millrather Straße 10, zogen im Februar 1939 in das Haus der Jüdischen Gemeinde in der Grafenberger-Allee 78. Tochter Hanna, nun 16 Jahre alt, konnte sich von dort nach Palästina abmelden. Im Dezember 1939 zog die Familie in die Adersstraße 8. Zu dieser Zeit machte Sella-Helga eine Ausbildung zur Damenschneiderin. Noch 1940 wurde Albert Paradies im Düsseldorfer Adressbuch in der Millrather Straße 10 wohnhaft geführt. Im August 1940 meldete sich die Familie Paradies nach Detmold zu Alberts Schwester Pauline, genannt Paula. Am 10. November 1941 wurde die Familie Paradies von Düsseldorf in das Ghetto Minsk deportiert. Sie haben den Holocaust nicht überlebt. Pauline (geb. 1881) wurde 1942 in das Ghetto Warschau deportiert. 2023 wurde zum Andenken an Pauline 'Paula' Paradies in der Krumme Straße 20 in Detmold ein Stolperstein verlegt. In Wersten wurde im Mai 2025 mit Stolpersteinen an Aron, Johanna und Sella-Helga Paradies erinnert. Tochter Hannah überlebte in Israel. |